# 出川哲朗の充電させてもらえませんか?
『出川哲朗の充電させてもらえませんか?』（でがわてつろうのじゅうでんさせてもらえませんか）は、テレビ東京の制作により2017年4月15日から放送されている旅バラエティ番組で、出川哲朗の冠番組。略称は充電、充電旅など。
オープニングのタイトルコールでは、レギュラー枠放送時（19:54 - 20:54）には『出川哲朗の充電させてもらえませんか?』、枠拡大放送時（18:30 - 20:54）には『出川哲朗の充電させてもらえませんか?スペシャル』を使用している。
パイロット番組である『充電させてもらえませんか?』（じゅうでんさせてもらえませんか）についても併せて記述する。

## 概要
「電動バイクでニッポンを縦断する人情すがり旅!」というキャッチフレーズを掲げながら、出川・ゲスト・ディレクターが電動バイクに乗りながら目的地に向かうロケ番組。飲食や観光などの目的に応じて、さまざまなスポットへの停車や宿泊をはさみながら、名所旧跡・パワースポット・温泉・神社仏閣などの景勝地を巡る。バッテリーで駆動する電動バイクを移動に用いる関係で、バッテリーの残量がなくなった（または極めて少なくなった）場合に、充電できる場所を求めて上記の出演者が地元の住民や施設関係者などへ交渉することが最大の特徴である。
当番組のベースになったのは、テレビ東京系列の『ソコアゲ★ナイト』月曜枠で2014年8月に4週連続で放送された『充電させてもらえませんか?』（じゅうでんさせてもらえませんか?）で、同年12月から2017年1月には特別番組（第2弾 - 第7弾）として『土曜スペシャル』枠などで5回にわたって放送された。
2015年の年末に放送された第3弾で、テレビ東京の放送対象地域である関東地区での世帯平均視聴率（ビデオリサーチ調べ）が同時間帯の番組における全局1位を記録したことなどを背景に、ゴールデン帯における出川哲朗初の冠番組として2017年4月からレギュラー化。「日本全国縦断!47都道府県全制覇」を目標にしていた。
基本的に1時間番組として制作されているが、同時ネットではレギュラー放送の開始当初から、『土曜スペシャル』と交互に2時間半スペシャル（18:30 - 20:54）として放送することが多い。従って1時間番組として放送する場合、同時ネットでも各ルートごとに前後篇に分けている。テレビ東京系列以外の民放局や、一部の系列局では、放送枠に応じた再編集版を主に放送（詳細後述）。ただし、2019年以降はテレビ東京の系列局向けに、新春特別番組として正月三が日にもゴールデンタイムに同時ネットで放送されている。
2018年7月14日放送回（第36弾）では、関東地区の視聴率（ビデオリサーチの調査による世帯視聴率）が（特別番組時代を含めても）歴代最高の13.2%（19:00 - 20:54の第2部）を記録。2018年7月クールでも放送回の平均視聴率が2桁（10%台）に達したため、テレビ東京の小孫茂社長（当時）から高い評価を受けた。
2018年11月17日の第44弾では、放送日が「テレビ東京55周年”テレ東ぜんぶ見る大作戦WEEK」の期間中に設定されたことを踏まえて、海外（ヨーロッパ）ロケを初めて敢行。テレビ東京系列では、『出川哲朗の充電させてもらえませんか?ザ･ワールド!3時間半スペシャル』（当番組初の3時間半スペシャル版）として放送された。なお、海外ロケについてはレギュラー化以前にも話はあったが、出川から「まだ早い」「まだ日本を周ってない」と言われて一旦白紙になっている。
2020年には、年頭から新型コロナウイルス感染症（COVID-19）の流行が拡大している影響で、3月から10か月近くにわたって新規のロケを休止。4月25日放送回（再編集第1弾）からは主に、参加したゲストライダーと放送回や未公開映像を視聴しながらのトーク、出会った人たちのその後映像等を含む過去回の再編集版を放送した。その中で、2020年8月に神奈川県内で電動キックボードを使用したロケを実施。振り返りのトーク部分を加え、スピンオフ企画『出川哲朗のちょっと電動キックボードで』（第78弾）として10月17日に放送した。11月には、感染拡大防止策を可能な限り施しながら静岡県内でロケを再開。その内容を2021年1月2日に、「新春3時間半スペシャル版」（第79弾）として放送した。その後は、2021年10月30日放送回（再編集第31弾）まで新規ロケ版と再編集版を織り交ぜながら放送。2021年11月20日放送回（第89弾）から新撮による放送を再開した。
テレビ東京における2022年4月16日以降の放送分から、TVerのテレ東系リアルタイム配信でも視聴できるようになった。
2023年1月14日放送の『ついに宮城県で全国制覇!絶景の紅葉街道"金色の鳴子峡"から"日本三景松島"までズズーっと108キロ!きゃりーぱみゅぱみゅが初登場で飯尾も絶好調!ヤバいよヤバいよSP』で「47都道府県全制覇」した。2023年2月25日放送の『祝!<47都道府県>走破記念!大感謝SP』において、制覇までの走行距離がおよそ1万4000キロであったこと、そのために必要な充電による電気料金の総額がおよそ9800円であることが報告された。
2023年2月4日にテレビ東京の「SDGsウイークエンド」キャンペーン企画の1つとして放送された『出川哲朗の充電させてもらえませんか?生放送でヤバいよ!3時間SP』では、別日に撮影した通常の充電旅を交えながら出川たちが実際に電動バイクで走行したり街の人と触れ合う様子を生放送（TVerではリアルタイム配信）した。
2024年1月1日放送の『新春!佐藤栞里＆隆太と一茂4時間SP』は、直前に発生した令和6年能登半島地震を伝える報道特別番組が18時40分まで放送されたことに伴い、予定より40分繰り下げての放送開始となった。本編途中からの放送となり、放送終了は予定通りの22時であった。TVerのリアルタイム配信でも同様に本編の途中から配信されたが、放送終了後の配信サービスでは全編が配信された。
2024年3月16日放送（再編集第32弾）の「テレ東SDGsウイークエンド」キャンペーン参加回から過去素材の有効活用を名目として、取り上げた放送回を同行したディレクター（例外あり）と視聴しながらトークする内容の映像をまじえた再編集版を「何度でも見たい旅スペシャル」と銘打ち、不定期に放送している。
2024年3月20日放送の『「旅の日」7時間テレビ』では、『ザキヤマの街道歩き旅（鎌倉〜小田原城）』- 『大久保&川村の温泉タオル集め旅（小田原城〜修善寺）』-『ローカル路線バス乗り継ぎの旅（修善寺〜浜松城）に続く、アンカー（浜松城〜伊勢神宮）として登場。
2025年6月5日に、同月21日・22日放送の『テレ東系 旅の日～充電旅&バス乗り継ぎ旅で7時間SP～』で第1区（鳥取県・大神山神社奥宮〜鳥取砂丘）に出川率いる充電旅チームが参加することが発表された。第2区は髙木菜那が率いる「ローカル路線バスの旅W」チームが、第3区のアンカーは太川陽介が率いる「ローカル路線バス乗り継ぎの旅」チームがリレーして500kmほどを走破し、ゴールの岐阜県・郡上八幡城を目指す。この「旅の日」の番組ロゴやオープニング、テロップなどの演出は当番組がベースになっている。
2025年7月3日の定例社長会見でテレビ東京は、無期限活動休止となっている国分太一の日本テレビでのコンプライアンス違反が公表されるより以前に収録した国分がゲストライダーとして出演する部分の放送を見合わせると発表した。本来なら7月5日に放送する予定だったが、国分が出演した収録部分をカットした内容と特別編（過去回の再編集版）との二本立てを19日に放送した。

## ルールなど
移動に使用する電動バイクは、定格出力が0.60kW以下で、道路交通法上の第一種原動機付自転車に該当する（詳細は後述）。公道を走行するには原動機付自転車免許・普通自動二輪車免許・普通自動車免許のいずれかを要するため、出演に際して運転免許を初めて取得したゲストや、ペーパードライバーであることを公言した上でロケに臨むゲストもいる。また、日本国外でのロケに際しては、出演するライダー全員が国際運転免許を取得している。
ライダーは全員、「スイカメット」と称するヘルメットにオーバーオールという出で立ち（詳細後述）で電動バイクや電動キックボードに搭乗。ゲストがロケの途中から参加する場合には、ディレクターが出川にゲストの氏名を伏せたままロケを始めるため、出川は「スイカメット」を頼りにゲストを探す。放送上は、出川がゲストに気付いたシーンの映像に「スイカメット発見!」という字幕を挿入。1泊2日以上にわたるロケでは、ゲストの参加日が他のスケジュールなどとの兼ね合いで限られていることを前提に、複数のゲストを招く。最終日以外に参加するゲストには、当日中か翌日の早朝にロケを離れることが多いため、放送上はそのシーンの映像に「○○（ゲストの氏名・芸名）さん ありがとうございました」という字幕を出している。
出演するライダーはロケ先を徒歩でも移動しているが、バイク自体の乗り入れが不可能な場所の観光に自転車（レンタサイクル）、離島への移動や旅程の都合（ショートカット）で電動バイクの積載が可能なフェリーを利用することもある。バイク自体を積載できない客船を利用する場合には、出発港の付近にバイクを駐車することや、貨物専用船で電動バイクをあらかじめ目的地の港まで送ることもある。
電動バイクや電動キックボードのバッテリー残量計が「0%」を示し始めた場合には、他のライダーに申告する。実際には「0%」を示していても多少の距離を走行できるため、放送上は当該シーンの映像に「0%でも多少走れます」という注釈のテロップを表示している。電動バイクや電動キックボードが充電切れで止まった場合には、充電場所を確保するまで、乗っているライダーがバイクやキックボードを自力で押して歩く。電動バイクを使用する場合には、ライダーの体重や荷物の重量がかさむバイクほどバッテリーの電力を早く消費しやすいため、撮影などの機材を積んでいるディレクターのバイクから充電が切れることが多い（詳細後述）。番組の開始当初はメンバーのうち1人のバッテリーが切れただけで充電の場所を捜していたが、ロケを重ねるにつれて、バッテリーに若干の残量があっても要所で充電するシーンが続出。ゲストのバイクのバッテリー残量に余裕がある場合には、出川やディレクターが充電場所の交渉をゲストへ依頼した後に、充電が切れるまでバイクを走らせ続けることが多くなった。
最終目的地が神社・仏閣や公共施設などの場合には、スタッフがロケの前に撮影の許可を得ている。他の場所では事実上「アポなし」の状態でロケを進めるため、出川やゲストが充電・宿泊・食事を希望する場所には、到着してからすぐに撮影の許可を取りに行く。許可の依頼はあくまでも低姿勢で、充電や宿泊が不可能なことが判明した場合には、別の場所へ即座に移動したうえで改めて依頼。多くの一般客が利用している店舗での飲食シーンを撮影する場合には、居合わせた客からも承諾を得ることを条件に撮影を開始する。待ち行列ができている店舗や施設の利用に際しては、店舗・施設側の厚意で優先的な入店・入場が特別に認められた場合を除いて、出川もゲストも他の客と同じ条件で行列の最後尾に並んでいる。
充電の場所は公共施設・観光施設・店舗・民家などさまざまで、充電に協力した人々、撮影に協力した店舗・施設の関係者、宿泊先の関係者には「ヤバいよヤバいよシール」と称する番組特製シール（ノベルティ）をお礼にプレゼント。放送上は、出川やゲストが充電先の店舗や施設の商品を購入するシーンや、客を率先して呼び込んだシーンや、住人や従業員の作業や片付けを手伝ったシーンの映像も頻繁に盛り込んでいる。充電に応じた相手や近隣の住民などへのサインの記入や記念撮影の求めにも時間の許す限り快く応じているため、実際には放送を重ねるにつれて、充電場所、食事で立ち寄った飲食店（出川曰く「ご飯屋さん」）、宿泊先の周辺に人だかりができることが増えている。
充電・宿泊を断られた場所、電動バイクや電動キックボードで走行中にライダーの間で話題に上がりながら実際に立ち寄らなかったスポット・店舗、実際に立ち寄ったものの営業外時間や定休日と重なっていた飲食店についても、放送上は字幕（充電や宿泊を断られた場合には「ガックシ」）入りのアニメーション映像や別途撮影した現場のVTRを挿入しながら紹介。宿泊先にはホテル、旅館、民宿を利用することが多いが、住民から許可を得たうえで民家に泊まったこともある。
ロケの開始時点では想定されていなかった状況（日没、荒天、目的地の施設の営業外時間など）で最終目的地に到着した場合や、予約などで指定された時間までに最終目的地へ到着できなかった場合にも、撮影自体はひとしきり継続。放送上は、撮影した映像を活用する一方で、到着の前後や後日に撮影した映像や資料映像で補足することが多い。
第129弾（2023年7月15日放送）で出川たちが熱田神宮へ立ち寄り充電しようとした際、縫田Dから「番組として7年間をかけて悩んだ結果、今回から神社仏閣など神聖な場所での充電はしないことになった」と告げられた。このため第134弾（2023年9月24日放送）では、お遍路旅で第60番札所横峰寺へ向かうのに充電する場所がお寺以外に無い山道を往復1時間以上も登り下りせねばならず、電動バイクでの移動をあきらめ乗合バスで移動した。
ルールなど番組のスタイルについて
2024年2月3日放送のテレビ東京『伊集院光&佐久間宣行の勝手にテレ東批評』に出川哲朗がゲスト出演した際、レギュラー化するにあたって制作側と番組のルールについて議論があったことを明らかにした。それによると制作側は当初、旅の資金額に限度を設けたり宿泊場所を民家に限定するなど、同局の旅番組でありがちなルールの追加を検討していたとのこと。それに対して出川は「絶対ダメだと。この番組は全くのんびりで何にも決めないあの深夜が良かったから、ゴールデンになる時もそのルールは絶対撤廃するべきだ」として阻止したと語った。また、多数のゲストを毎回呼びたい制作側の意向に対しても、「それはやめてくれ、2人でいいって。あまり（ゲストを）入れすぎると肝心の地元のみんなとのふれあいが薄くなっちゃうから。多くても2人以上は絶対入れないでくれ」との主張を通したと語った。

## 出演者
出川と同行ディレクターの2人で走行するのを基本とする。第2弾より、途中からゲストが合流して3人で走行する。走行時の並びは、出川（リーダー）・ゲスト・同行ディレクターの順を基本としている。

### リーダー
出川哲朗
番組のメイン出演者。
- 走行時の隊列では、基本的に先頭を走る。
- 初期の頃、発言時に言葉を噛むと字幕表記で正しい表現に直していたが、後に出川の発した通りの言葉そのままで表記するようになった。
- 走行中に番組のテーマソングである「さすらい」などの歌を口ずさむことがよくあるが、ほとんどの歌詞はうろ覚えである。自身でも自覚しており、番組中に「歌はメロディ派で、どんなに好きな歌でも歌詞は覚えられない」と発言している。
- 同行ディレクターの名前には基本的に、「さん」を付けるが、やりとりによっては「あんた」呼ばわりをすることもある。初期には縫田ディレクターのことを「縫田君」と呼んでいたが[注 10]、第2弾からは「縫田さん」と変えていた。
- 番組では「やばいよ、やばいよ」を出川の専売特許としてサブタイトルやイラストに使用している。
- 充電が切れた時や、残念なことが起きた場合には、「オ〜マイ、ガー」と叫ぶことが多い。
- レギュラー化以降、当番組を自身が60歳（2024年）になるまでは続けたいと度々発言していた[26]。
- 2017年9月6日に胆管炎で入院したが、9月29日から10月1日まで行った10月21日放送回のロケには復帰していた[27]。
- 2017年12月23日放送回初日の夜にパチンコ屋で充電して店を出たところで、TBS系の『クイズ☆正解は一年後』で昨年に出題された問題 〈2017年セ・パどちらが日本一になるか〉 に出川が解答した答えの結果発表を行う収録があり、予想を外して不正解だったために罰ゲームとして獣神サンダーライガーからビンタを受けた[28]。そのため、出川の右頬が少し腫れたがビンタの入りどころがよかったらしく、特にその後の撮影において支障はなかった。当番組の方が先に放送されるため、番組内では特に言及しなかった。
- 2018年7月14日放送回最終日、ゲストは明石家さんまだったが、「東京から3時間半かかる山形までさすがに来ないだろう」という出川の思いを逆手に取り、出川がロケでさんまに出会うまで“完全極秘”で進められた。ロケ当日に大石田町の最上川千本だんごで、スイカヘルメットを発見した出川は、さんまが振り向いた途端、腰を抜かして崩れ落ちた[29]。
- 2019年11月23日放送回冒頭で、『第36回ベストジーニスト2019』の「協議会選出部門」を番組のお陰で受賞したと語った[30]。

### ゲスト
- 第1弾はスタジオゲストである「見届け人」（けみお、ダイアモンド✡ユカイ[注 11]、デヴィ夫人）のみ。ちなみに、出川のことは「充電トラベラー」と称した。
- 走行時の隊列では基本、出川と同行ディレクターとの間に入る。
- 他の2人の電池が切れた場合には、ゲストでも充電場所を探して交渉も行う。
- バイクの電池が切れた際には、充電場所までゲストも自分でバイクを押して歩く。

- 相武紗季

1. 第170弾 - 2日目、諫早市郊外の路肩で合流。その際に、出演するドラマ『夫よ、死んでくれないか』の番宣を行った。食事した際、子どもたちはテレビをあまり観ないので母親である自分の職業を知らないと思うと語った。長崎新地中華街で食事した際、好きなからあげの食べっぷりをみて出川が驚いていた。目的地の2kmほど手前で出川たちの充電が切れてしまったが撤収時間の関係から一人で目的地に到着した。一人で番宣を行った後にロケバスに乗って出川と合流し、ゴールできたことを報告してエンディングを行った。

- 明石家さんま

1. 第36弾 - テレビ東京の番組出演は、コメント出演した2014年の『主治医が見つかる診療所』以来4年ぶり、正式な出演はさんまのテレ東出演NGの切っ掛けとなった『さんまのサタデーナイトショー』が終了した1984年以来34年ぶりと語った[31]。2018年1月8日放送のTBS『さんま・玉緒のお年玉!あんたの夢をかなえたろかSP』のエンディングでさんまから夢を訊かれた出川が、「ちょっと生々しい夢言ってもいいですか?他局なんですが…電動バイクで旅する番組をやらせてもらっていて、さんまさんになんとかゲストで出てもらいたいんです!」と言うとすかさず「おまえ、それ絶対オファーすんなよっ」とさんまが返した。それが“振り”だったのかどうかを日テレ『踊る!さんま御殿!!』収録中に確かめようとしたが言葉を噛んで確認できなかった。すると、次の『踊る!さんま御殿!!』出演時にさんまの楽屋で「おまえ、ぜんぜんオファーしてけーへんやないか」と言われる。実はその前の『踊る!さんま御殿!!』収録後に出川へ「でるよ」メールを送ったつもりが送信されていなかったことが判明した。ただし、今回の放送で「出川が出てくれ言うた時…テレ東の番組やと分からなかって!」と語った通り、さんまはこの番組が自分と因縁のあるテレ東の番組だとは知らなかったが、出川との約束を守るべく出演を果たしたと語った[32]。しかし実際には、オファーをもらった段階でテレ東の番組であることは知っており、出川と『踊る!さんま御殿!!』でやり取りするより前にテレ東と打ち合わせをしていたことを2回目（第133弾）の出演時に語った。さんま専用の番組オリジナルステッカーを作っており、行く店行く家にステッカーをプレゼントしていた。出川は「今までのどのゲストよりもちゃんとみんなに返事をする」と語った。
2. 第133弾 - 2日目、淡路島へ渡るまりん・あわじの船内で出航を待って油断していた出川と合流。前回出演した際のお礼に出川が贈ったTシャツを着て登場するも、出川が気づかずつっこんでいた。前回出演した時点で1年後に再び出演することが決まっていたが、ロケ直前に新型コロナ感染症が流行して中止となり今回まで延びてしまったと語った。また、スマホでの撮影も、古い芸人である自分には理解できないと語った。身に着けていたお洒落な老眼鏡は3年ほど前に勝地涼から「今度、充電旅へ出る際に使ってください」と贈られたもので、ようやく約束を果たせたと述べた。前回に引き続き、走行中のバッテリー残量を確認する際にパーセントと掛けて「パーデンネン」を披露した。収録時間の関係でゴールが難しくなった当初の目的地の代わりに、地元の人たちの意見を聴きながら出川と決めた新たな目的地まで同行。

- 朝日奈央

1. 第136弾 - 初日、スタート早々の北海道上川町にあるカフェの駐車場で合流。出演オファーを免許が無いので断られていたが、別番組の本番10秒前に取得したことをいきなり伝えられたと出川が語った。出川からは芸人のように扱われ、住民と触れ合うたびに目と鼻の穴へ10円玉をはめる挨拶代わりの芸を見せるように振られるなどしていた。北海道アイスパビリオンでは出川とともに防寒具を着用しないでマイナス41度の寒風を浴び、凍った前歯を見せていた。2日目早朝、寝起きの出川に挨拶をして離脱。
2. 第159弾 - 初日、越前大仏近くの商店に出川たちが立ち寄ってるところへ合流。民家で充電を頼む際、出川の指示で「アイドリング15番、朝日奈央です」と名乗っていた。充電先の民家で小4の算数ドリルをした際、3桁を2桁で割るひっ算に苦戦していた。2日目、出発の際に離脱。

- 朝比奈彩

1. 第15弾 - 出川曰く、中山エミリ以来のきれいな女性ゲスト。竹富島へはバイクを輸送出来なかったため竹富島内ではレンタサイクル会社へのバス往復とそこからの自転車のみ、バイクに乗ったのは石垣島白保から離島フェリーターミナルまでの短区間（約12km）だけだった。

- 亜生（ミキ）

1. 第103弾 - 2日目、出川と昴生が店内で朝食を食べる直前に合流。温泉入浴中、出川の体型をみて「お兄ちゃん（昴生）みたいで他人とは思えない」と語った。兄弟の名前の由来は親が教えてくれず、「ああせい、こうせい」から来ているのではないかと語った。目的地まで同行。

- あの

1. 第125弾 - 2日目、甲賀市の土山中央公民館駐車場で合流。原付バイクで走るのが好き（リトルカブに乗っていた）で別番組で共演した出川に番組への出演を希望したら、すぐに出演依頼が来たと語った。走行中、好きな食べ物を訊かれると「汁」と答えた。充電場所を探す際、なかなか人と出会えず「コワい」とつぶやいたり、やっと見つけた充電先の人との関わり方が分からず「おしっこ漏れそう」とつぶやいたりしていた。昼食時、年に1回くらいしか食べないというそばを頼むが、嫌いな長ネギを出川に除けてもらってたのを見たスタッフから「お父さんみたい」と言われていた。目的地まで同行。
2. 第172弾 - オープニングを終えた出川たちとスタート地点である笠森寺の休憩スペースで合流。朝6時に家を出たので眠いと語った。ロケ前夜、スタッフから確認の連絡をもらった際に免許証を紛失していたことがわかり、急遽番組が用意した電動アシスト自転車（番組スタッフの私物）で同行した。最近、マンガの『弱虫ペダル』にはまってるので、久し振りで自転車に乗るのはちょっとうれしいと語った。時速30㎞で走行したため、出川に驚かれた。大多喜町付近で理髪店を見かけた際、前髪が少し長くて前が見えにくいので切りたいとのことで入店して切ってもらった。住民に教えてもらった食堂に、充電の切れた出川たちより早く到着したが、待たずに1人で勝浦タンタンメンを注文をして食べていた。遅れて出川が食事している途中で離脱。結局、35kmを走行した。

- あばれる君

1. 第146弾 - 2日目、観自在寺で参拝を終えた出川たちに合流。過去に5回ほど出演オファーを貰ったが、いつも直前（3、4日前）だったため出演できず、今回が念願かなっての出演だと語った。目的地直前で出川と土方Dのバッテリーが切れ、1人でエンディングを行った。撤収時間ぎりぎりで目的地に到着した出川を出迎えた。

- 天野ひろゆき（キャイ〜ン）

1. 第114弾 - 初日、梅原Pの手違いで待機場所が走行する出川たちから離れており、グダグダの合流となった。合流時にはすでに出川と熊谷Dの電池残量が危うく、走行して早々に充電先を探す羽目になった。2日目朝、宿泊したホテルで合流したウドに交代して離脱。

- 有野晋哉（よゐこ）

1. 第35弾 - 当回ロケの前日に相方の濱口優が南明奈との結婚を発表したタイミングで、偶然にもその結婚を祝うスペシャルのゲストライダーとなった。ゴールでは、有野たちからの呼び出しに応じて急遽駆けつけた濱口を含めて4人でエンディングを行った。

- アレックス・ラミレス

1. 第96弾 - 日本テレビの駐車場で偶然会って写真を一緒に撮ったことを切っ掛けにメールで出演依頼をしたと出川が語った。バイクで走るのは初めてと語った。運動不足で10kg程体重が増えたせいもあり、走行中も電池の減りを気にしていた。目的地まで同行。

- 飯尾和樹（ずん） - ゲストライダーとして最多出演。（7回）

1. 第10弾 - 本番組出演のため収録10日前に48歳で原付免許を初めて取得した。前乗りで出川達が泊まれなかった月廻り温泉館に泊まり、合流した後そのことを明かし出川から「飯尾くんのせいで泊まれなかった」とブーイングを受けた。壁湯温泉旅館福元屋でウド鈴木（キャイ〜ン）と交代し離脱。
2. 第19弾 - 露天風呂にスイカヘルメットを被り登場した際、ヘルメットで股間を隠しながら「飯尾100%」とアキラ100%のネタを披露。走行中出川から、飯尾が東京ヤクルトスワローズファンであるということで出川に話しかけ以後親しくなったにもかかわらず、その後出川、ウド鈴木の3人でゴルフ場で偶然岩村明憲に遭遇した際、「今の誰っすか?」と出川に聞いていたことを暴露された。出川とともに少年野球チームに打者として対戦するがともに凡打に倒れる。ホテル福岡アルティ・インに宿泊した翌日の出発直前に別の仕事の都合で離脱。
3. 第44弾（the world イタリア） - バイクに乗るのは3回目で、この番組でしか乗ってないと語った。2日目、「エラ・ラ・オラ」という理髪店でシャンプー&セットをしてもらった際、普段はウド鈴木の髪型を発明した中野新橋の理髪店「ヘアーサロンタカハシ」を利用していると語った。ピサの斜塔を見学して離脱。
4. 第87弾 - 宿泊したホテルで前夜に使ったバスタオル等をハンガーに吊るして綺麗に干していた。
5. 第117弾 - 初日に岩下こけし資料館で合流。前日から前乗りしていたが、寝坊して合流直前にギリギリ到着したと梅原Pから暴露された。充電のお礼に民家でおかず作りを手伝った際、料理の腕を披露した。2日目の出発前に離脱。
6. 第144弾 - 初日、船上でのオープニングを終えた出川たちを港の駐車場で出迎えて合流。サザンビーチちがさきに立ち寄った際、出川が知ってるカフェの2階にある別の喫茶店に、数日前の別番組のロケで来たと語った。由比ヶ浜の近くを走行中、25歳の時に海岸近くにある材木座の交差点で失恋したことがあり、3泊4日かけて歩いて自宅まで帰った思い出があると語った。2日目、葉山町にある蕎麦屋で昼食を食べ、翌日の「出川還暦祭り」への出演に備えて帰宅するために離脱。
7. 第174弾 - 2日目、出発して間もなく皆生温泉海遊ビーチで合流。その際、ヘルメットだけ画面に残す「秘技スイカ残し」を披露した。以前、テリー伊藤にもすすめられて映画の脚本を書こうとホテルにこもったが挫折したことがあると語った。料理が好きとのことで、充電先の民家で栽培しているとれたてのスナップエンドウを茹でてみんなで食べた。3日目の早朝、寝起きの出川に挨拶をして離脱。

- 井桁弘恵

1. 第150弾 - 初日、湖山池情報プラザ近くの駐車場で合流。バイクの運転は初めてと語った。井桁が『ロケバナシGP』（TBS系列、2024年1月1日放送）の西成ロケでキレた際の様子を見て気に入ったので、熱烈にオファーしたと出川が語った。走行中に高校時代はテニス部だったことから「テニスやりたい」と発言するも、実際に道中で地元の高校生と対戦するもサーブが入らないなど中々いいところを見せることができなかった。充電場所を探した際には、探すのを止めて一人で温泉に行こうかなとこぼすなど人見知りな面を見せ、緊張しながら民家を訪ねていた。充電先の民家では、お礼で中3受験生に数学の勉強を見てあげた。2日目の出発直前に離脱。
2. 第173弾 - 初日、桜まつり開催中の鶴岡公園駐車場で合流。出川に何を食べたいか訊かれて1日に1回はラーメンをがっつり食べたいと語り、ラーメン屋で背脂煮干しの中華そば味玉トッピングを食べた。フィルムカメラが趣味だと語り、充電先で住民の方を撮影させてもらった。夕食で焼肉を食べ始めてまもなく時間となり離脱。別れ際、「寂しくないですか?」と見送る出川に振るが、「食べかけの焼肉をゆっくる食べられる」と返された。

- 石田純一

1. 第9弾 - モトクロスの映画でデビュー[注 12]したと語った。目的地まで同行。"ワイルドサイドを歩け!!"
2. 第20弾 - かまくら館での合流前に、バイクに「石」の文字が書かれておりほぼネタバレ状態で合流。飛び入り参加した小学校PTAのバレーボール大会後、運転中に「（参加していた児童の母親達と）みんな付き合いたいぐらい」と発言。土方に次いで出川もバッテリー切れを起こした際、「キレイな女性がいるって感じではなかった」という理由で充電出来そうな途中の住宅街を飛ばし、2km以上上り坂を登った先の湯田温泉峡巣郷温泉まで行きしかも先に温泉に入っていたため、途中で10分だけ充電してようやく追いついた出川から「何やってんスか!」と抗議された。道路脇の看板を見て「湯田牛乳飲みてえ」と言い出し、全員で引き返し買った牛乳を飲みながら、「なんじゃこりゃ」と松田優作のモノマネを披露。

- 石原良純

1. 第37弾 - 40年ぶりに原付に乗る。かつて出川と同じ駒沢のマンションに住んでいた当時の話で盛り上がる。当初「小江戸」の所在地を潮来市と勘違い（さらに勘違いに気付いた後「小江戸」のある佐原市を「さ"は"ら」と間違って発音）するが、勘違いが元で潮来の「あやめ娘」に遭遇、結果的に嫁入り舟観覧につながった。昼食の際、出川に「（自分が頼んだうなぎの）白焼き少しあげるわ」と言ったにもかかわらず、その後忘れて全部食べてしまい出川からツッコミを受ける。最初から最後まで同行。
2. 第63弾 - 出川からSL銀河の話を振られると、「自分は"普通電車派"だ」と語った。合流時、晴天だったので喜んでる出川に「何が起こるか分からない、今日はドカンと降るから」と予報した通り、後半で本降りの雨に見舞われた。目的地まで同行。
3. 第79弾 - 2日目の途中、雨天の中で合流した。テレビ局にはシャワーがあるので、自宅から走ってくることもよくあると語った。夕食に立ち寄った店で生ビールを注文して離脱した。
4. 第111弾 - 2日目朝、出発前のホテルで合流。その際、証拠写真と称して出川とのツーショットを家族に送っていた。立ち寄った先で少しでも充電時間を引き延ばそうとするのを出川たちに指摘された際、「この番組は（バイクを）押す番組なの?」と文句を言っていた。目的地の浦幌神社まで同行する。北海道警察に出迎えられ、一緒に交通安全を祈願する。
5. 第160弾 - 3日目、木江港の交流施設に立ち寄った出川たちに合流。天気をスマホで確認していたのを出川や住民から「自分で調べないの?」と言われていた。目的地まで同行。

- 磯山さやか

1. 第85弾 - 上島竜兵と仲良しで、たまにオンライン飲み会をしていると語った。ダグリ岬遊園地（志布志市）で観覧車に乗ってから高所恐怖症であることを明かした。

- 板垣李光人

1. 第170弾 - 初日のオープニング後、小雪のちらつく中を駐車場で合流。自前のつなぎ姿で登場したが、免許は取り立てで公道をバイクで走るのは初めてと語った。大三東駅へ立ち寄った際、願掛けの黄色いハンカチに「また充電旅できますように」と書いた。 初めての長崎ということでちゃんぽんを食べた際、早く食べ終わってしまったので出川が驚いていた。諫早市街の手前で暗くなる前に仕事の都合で離脱。

- ISSA（DA PUMP）

1. 第112弾 - 2日目の合流時、仕事ではほとんどつながりのない出川とは和田アキ子軍団としてつながり、「哲っちゃん」と呼んでいると語った。幼少の頃からバイクのレースに出るなどしており、地元の沖縄ではハーレーダビッドソンに乗っていると語った。合流時の飲食店で充電を忘れた出川たちが止まってしまい、人見知りにもかかわらず早々と充電先を探す羽目になった。3日目、出発時に仕事の都合で離脱。少しは人見知りを克服できたかもしれないと語った。

- いとうあさこ

1. 第11弾 - 他のゲストライダーみたいに出川達を待ち伏せしたかったのに、メイク場所として待機している部屋に突入される。
2. 第32弾 - 出川のみならず、自らも自身をおじさん扱いしていた。前回同様、メイク場所として待機している部屋に突入され、「何で待たしてくれねぇの」と不満を漏らした。目的地まで同行。
3. 第92弾 - 出川達が茶畑の中をバイクで走行中、その横をいきなり駆け足で並走して合流。スタンバイしていて急に立ち上がった時、膝に来たので歳を感じたと語った。若い頃、海でサーフィンする彼氏を待つ女になりたかったと語った。目的地まで同行。
4. 第129弾 - 走行初日、出川が鬼崎スポーツ少年団の子どもたちと剣道に興じてところへ合流。目的地まで同行。
5. 第163弾 - 2日目の夕食時、16時半から待機していて4時間も待たされたと語って前のゲスト（大竹一樹）と入れ替わりで食事中の出川たちに合流。大竹から引き継いて夕食を食べた。店から出る際、イスが無いと靴が履けない体形になったと語った。出川と体形が似てきて、2人が並んでる映像を見てもどちらが自分なのかがわからないときがあると語った。スタッフから、顔つきも出川に似てきたと言われた。目的地まで同行。

- 井戸田潤（スピードワゴン）

1. 第53弾（ライダーとしての出演ではない） - 充電先の民家の方からハンバーグ師匠のネタが見たいというリクエストを聞かされた相方の小沢から電話で依頼され、ハンバーグ師匠の鉄板ネタを披露した。
2. 第58弾 - 愛車であるピンクのハーレーダビッドソンXDLローライダーについて、すれ違う人によく爆笑されていると語った。

- 稲垣吾郎

1. 第72弾 - 映画『海獣の子供』にアフレコ出演したことから、以前から鳥羽水族館のジュゴンと会いたかったと語った。目的地まで同行。香取、草彅同様、自身の特製バージョンのシールを渡していた。

- 井上咲楽

1. 第111弾 - 出発して間もない出川たちが牧場でバーベキューを始めるタイミングで合流して、サウナでロウリュも体験する。両親はバイクのツーリングで出会い、母親はホンダGORILLAに乗っていたと語った。2日目の朝、出川が入浴中に挨拶して離脱。
2. 第140弾 - 2日目のスタート直後に合流。名前の「さくら」は、父親が好きだった「男はつらいよ」の寅さんの妹さくらから命名されたと語った。出川は井上の名前を覚えられなかった際、本人のいないところでは眉の特徴から「げじげじ君」と呼んでいたと買った。充電先の畜産農家が飼っている牛をみて思わず「おいしそう」と漏らした。目的地まで同行し、出川と2人で温泉に入りながらエンディングを行った。
3. 第171弾 - オープニングを終えた出川たちを駐車場で猫と遊びながら待っていて合流。合流前に納豆ご飯を2杯食べていたのに、スタートして間もなくの食堂でもご飯をおかわりしていて出川に驚かれた。料理が好きで本も出したとのことで、充電先の民家で調理を手伝った。夕食に立ち寄った店で飛騨牛のステーキを食べて離脱。

- 井上裕介（NON STYLE）

1. 第151弾 - 初日、鬼奴と入れ替わりで夕食後の出川たちに合流。合流するまで15時から4時間ほど、待機場所のホテルで『HERO』の映画版を観るなどして待っていたと語った。昼飯も食べていないとのことで、合流早々に食事した。走行中、中型自動二輪免許を持っていると語った。2日目、目的地まで同行。

- 井ノ原快彦（20th Century）

1. 第168弾 - 初日、糸島にあるシーフードレストランの駐車場内で合流。『アド街ック天国30周年特番』の番宣を行う。アウトドアが好きでドラム缶風呂を所有していると語った。大型二輪の免許取得時に同じ教習所だった藤田憲右（トータルテンボス）とはツーリングも一緒に行っていると語った。ステーキ屋をめざして走行中、充電先として立ち寄ったドライブインでおいしそうなにおいに我慢できず、ちゃんぽんをたいらげた。その後、目当てのステーキ屋にも立ち寄って食事した際、V6のファンである社長の好きな『Believe Your Smile』の一節を面前で歌った。2日目、出発前に再度番宣をして離脱。

- 今田耕司

1. 第138弾 - 2日目、猪苗代湖湖畔で犬と戯れながら合流。番組への出演は、出川から直に焼肉屋へ呼び出されてオファーされたと語った。合流時、初対面の土方Dが眼鏡を曲がったままかけていたので、どういう人なのか分からず警戒していた。目的地が縁結びの神様だと聞いて、縁結びの神様とは縁がないと語った。充電中に付近を散策した際、このまま街ブラロケをしたいと語り、出川につっこまれていた。走行中、温泉の話をした際に肌が弱いので弱アルカリ性のお湯にしか入れないと語った。目的地まで同行。エンディングで参拝した際、出川から「祈る際に（心の中で）住所も言わないとだめだよ」といわれ、「言ってなかったから縁が無かったのか」と語り、あらためて参拝していた。

- IMALU

1. 第154弾 - 2日目朝、出川たちの宿泊場所の駐車場で合流。合流早々、奄美大島から直接来たので遠かったと語った。幼いころ、ジミー大西がベビーシッターをしてくれていたと語った。目的地まで同行。

- 井森美幸

1. 第14弾 - 普通自動二輪車免許保有者だが、仕事を考えて取得したため、バイクは久しく乗ってなかった。
2. 第30弾 - 合流前夜に前乗りしていたホテルで食事をしていたところ、宿泊先を捜していた出川らと鉢合わせしてしまった。出発時には快晴だったにもかかわらず、昼食後から前回に引き続き雨に降られたため、出川から雨オンナの称号をつけられた。目的地まで同行。
3. 第59弾 - 今回は晴天に恵まれた。キャラ的に違うということで、入浴シーンはNGにしていると語った。その代わり、入浴している出川の背中を充電衣装のまま流した。離脱直前、出川に振られて「井森ダンス」を群衆の前で披露した。
4. 第109弾 - 合流地点で準備が出川たちの到着に間に合わず、ピンマイクもつけずに合流する。出川が充電先で貰った青南蛮（唐辛子）を食べさせられたが、辛くなかったので出川たちが拍子抜けした。ゴール手前で出川と熊谷Dの充電が切れたので先に目的地へ向かい、結局1人だけでゴールする。出川と熊谷Dは目的地のローソク岩が見える場所でエンディングを行った。
5. 第137弾 - 初日、つがる市北消防署の前で合流。道の駅にあった顔はめパネルに顔を入れたのに無視されるなどスタッフなどから雑な扱いを受けるたびに、「ロケ当日の2時半に起きて」「私物のオーバーオールを持参したり番組用のトレーナーを自宅に保管している」などと番組に対する貢献を語っていた。高山稲荷神社で水神籤を引いたところ、出川と縫田Dが大吉だったのに本人だけ吉だった。充電先のリンゴ農家でリンゴを食べてから離脱。

- 岩井ジョニ男（イワイガワ）

1. 第42弾 - タモリの付き人時代にタモリ宅まで通うのにバイクを使っていたと語った。本来は3日目朝にやす（ずん）と交代する予定だったがやすが免許証を忘れて来たため、免許証が届いた網走監獄まで一緒に同行した。

- 上島竜兵（ダチョウ倶楽部）

1. 第6弾 - 縫田Dが温泉の話題で「いつも熱湯風呂に入っているから、ぬるま湯では物足りないのでは」と質問すると、「ウチじゃあ45℃くらい」と豪語したが、出川に「俺が熱湯風呂やるときは大体48℃か49℃なんだけど、ダチョウさんの時は44℃くらい」と言われ、「営業妨害だ」と怒ってみせた。
2. 第7弾 - 初日の夕食に立ち寄った寿司屋でビールを注文して出川に突っ込まれると、「（ここで自分は終わりだから）飮んで帰るよ」と言った。
3. 第13弾 - コスモアイル羽咋で電源交渉した時の番組名表示は "（出川哲朗の）電池がありませんから充電さしてください珍道中"。目的地まで同行。
4. 第28弾 - ダチョウ倶楽部3人で交代で担当したスペシャルの3日目を担当。番組を面白くしようと「お年寄り」にこだわって充電場所を探したが、結局出川達が到着するまで充電場所を見付けられなかった。目的地まで同行したが、朝は晴れていたものの目的地到着時には曇りとなり、出川にとっては2度目、上島にとっては初の「光の道」を見ることは出来なかった。
5. 第44弾（the world イタリア） - 3日目朝、集合予定の時間（8時半）に1分遅刻した縫田Dに、自分は6時に目が覚めてひと気のないホテルの中をやることもなくうろうろしていたのにと憎まれ口を語った。道中では事あるごとに現地の人や観光客の前で出川とお決まりの寸劇を演じてみせた。目的地まで同行。
6. 第89弾 - 挨拶しても無視される同じマンションに住んでるおじさんの顔が熊谷Dに似てると語った。秋吉台サファリランドで出会った男の子をふざけて怖がらせてしまったが、何とか許してもらっていた。

- ウエンツ瑛士

1. 第110弾 - 1日目の夕食直前に合流。バイクで走るのは人生で初めてと語った。宿泊場所を見つけられなかった際、温泉もあるキャンプ場をヨガイベントで貸し切っていた群馬県の好意で出川とテントに泊まることができた[注 13]。小学校時代に野球の経験があると語ったが、少年野球チームと対戦して三振した。目的地まで同行。

- 宇梶剛士

1. 第50弾 - 「宇梶伝説」（喧嘩で50人を相手に1人で闘った）の真相について語った。宮崎には仕事で頻繁に来ており、チキン南蛮は一生分食べたので、出川に誘われても食べたくないと語った。翌日の早朝に離脱。

- 内田篤人

1. 第179弾 -

- ウド鈴木（キャイ〜ン）

1. 第5弾 - 道の駅風早の郷風和里からしまなみ海道の大島まで同行。
2. 第10弾 - 目的地まで同行。壁湯温泉旅館福元屋で合流時にわいた温泉で出川達が女将から貰ったおにぎりとゆで卵を勝手に食べていたため、出川と飯尾からブーイングを受けた。
3. 第40弾（ライダーとしての出演ではない） - 出川達がウドの実家を訪れた際に、ウドの実の弟が本人に電話して出川と母親について話をした。
4. 第47弾 - 田布施町の「理容 田中」前から合流。徳山港周辺で昼食を探すも、取材拒否や休業で結局コンビニ飯をフェリー内で食べる羽目に。2回目のデートでローカル線に乗った時、クロスシートで向かい合わせたおばさんに彼女との結婚を勧められて結婚を決めたと語った。粟嶋公園で、出川、縫田とメッセージを書いた「愛鍵」をつける。目的地の宇佐神宮まで同行、参拝。
5. 第114弾 - 2日目朝、出川と天野が一緒に泊った和室で着替えてる最中に合流。バイクに乗るのは前回以来とのこと。出川よりも先に充電が切れてしまうので、充電先を探すことはなかった。小学校の時、給食用のジャムが嫌いで食べれずランドセルに毎回入れていたらある日、教室の中でアリがたかって騒ぎになったと語った。雨天の中を目的地まで同行。
6. 第149弾 - 2日目、日出町の真那井地区付近で合流。合流早々、地元名産のトマ王を宣伝した。昼食に立ち寄った食堂で食券を買う際、自分が払うふりをすると出川から「そんな自分が払いますよのくだりは要らない、この男はプライベートでもこの30年（お金を）払ったことは一度もない」と言われていた。エンディングまで同行する。

- 江頭2:50

1. 第39弾（ライダーとしての出演ではない） - 出川にプライベートで電話を掛けてくる。収録中と知って、番組に出して欲しいと言っていたとのこと（出川のみで本人の音声無し）。
2. 第76弾 - 当番組と『YOUは何しに日本へ?』の大ファンで、特に土方Dが好きで同行Dが土方Dでよかったと語った。「普段は割と台本に忠実」と出川に突っ込まれながら、初めての旅ロケに「台本無くて大丈夫かな」と心配していた。公道をバイクで走行するという番組企画の性質上、いつもの上半身裸にスパッツ姿ではなく、後述の衣装を着用した上での出演となった。また、経路にある名所などを下調べした上で来ていたり、お世話になった一人ひとりに挨拶したりするなど、生真面目な面を見せていた。目的地まで同行。
3. 第163弾 - 初日、海岸沿いの路肩で合流。正月スペシャルのゲストになったことを謙虚に感激していたが、出川にYouTubeでの活躍をいじられていた。年下なのに出会った当初は年上だと思って「江頭さん」と呼んでいたことを出川が明かした。また、他の番組だと誰よりも台本を読み込んでいることも明かされ、自身も台本が無いと不安だと語った。その後の道中では、自分の逆に対して笑いが無いと落ち込むと語った。出川から充電場所を探す際の挨拶代わりに「がっぺむかつく!」を言うように指示されるもしないなど、スタッフや一般の方に対しては丁寧に接していた。2025年の目標を訊かれた際、番組2回目の海外ロケでゲストになることと答えていた。2日目の鵜戸神宮で離脱。

- EXILE TAKAHIRO（EXILE）

1. 第121弾 - 本部大橋を渡った先で出川たちと合流。充電させてもらった家の子どもが空手に興味があるとのことで、空手の型を教えた。目的地まで同行。

- 蛭子能収

1. 第7弾 - 3日目の出発時に合流。昼食時、出川と同じ油淋鶏を頼もうとした際、テレビのことも考えて違う料理にしてほしいと頼まれたが譲らなかった。5時半からフジテレビで収録があるため目的地に到着するとすぐに次へ向かい、エンディングには参加しなかった。

- おいでやす小田

1. 第167弾 - 初日、日が暮れた物寂しい路上で出川たちを呼び止めて合流。出川から「自分と関係性がないのに何で来たの?」とふられて「いや、（出川が）直接番組に出てといったでしょ!」と返した。これ以降も道中で、出川の名前を間違えるなどのフリに小田がキレるというやり取りを何度か行った。出川と初めて共演した際に、そのバラエティ番組で使ったトリモチが髪の毛から取れなくて、結局髪を切ったと語った。夕食の際、専属のメイクがついていることに気づいた出川から男性芸人では陣内智則以来だと言われた。充電に立ち寄った理髪店で散髪した。目的地まで同行。

- 王林

1. 第90弾 - 原付の免許は持っているが、バイクに乗るのは初めてと語った。途中、バッテリーが切れてバイクを押していると、電源を貸してくれた店の社長に言われて援けに来た出川に押して貰えた。夕飯を食べて、次の仕事に向かった。当時はりんご娘のメンバーだった。
2. 第143弾 - 2日目、青パパイヤ畑の中で合流。走行中、今回の目的地である西武園ゆうえんちには日本テレビ系列『ヒルナンデス!』のロケで行ったことがあると語った。サイボクへ立ち寄った際も、本人は忘れていたが同番組のロケで来ていたと同社社員から指摘された。自分のテーマソングは「ウィ・アー・ザ・ワールド」で、毎朝起床時に聴いているとのこと。目的地まで同行。

- 大島美幸（森三中）

1. 第39弾 - 五平餅に目が無いとのことで、五平餅の看板を見つけるたびに立ち寄って食していた。目的地まで同行。
2. 第73弾 - 合流までの待ち時間に弁当も出ず腹ペコのままで合流、途中の食祭で熊野牛や和歌山ラーメンを多少食べたものの腹六分目と語り、夕食寸前の離脱で収録中まともな食事にありつけなかったと愚痴をこぼした。
3. 第86弾 - 鮮魚が苦手なので、清水サバや鰹のタタキが食べられないと語った。3日目の朝、出発直前まで土砂降りだったが走り出す頃には雨が止んだ。
4. 第116弾 - 3日目、うなぎ工場を改造した民家の2階から手を振り合流。雨の中を目的地まで同行。

- 大竹一樹（さまぁ〜ず）

1. 第132弾 - 大雨の中、こんな天気でロケを決行する番組に文句を述べながらスタート地点から合流した。出川がオープニングで谷川Dが企画したジップラインに腰が引けてなかなか乗れなかったため、予定よりも1時間待たされたと合流早々に出川へ文句を述べた。宿泊したホテルでは2部屋を3人じゃんけんで取り合った結果、出川が1人で大竹は谷川Dと相部屋になった。2日目、洞爺湖温泉を堪能した後に離脱。
2. 第163弾 - 2日目、ひむか神話街道にある駐車場で合流。番組のロケがガチなことに対し、「ガチの道」とか「ガチの移動」など、なにかにつけて「ガチ」という接頭語をつけていた。焼肉屋での夕食時、ビールを頼もうとして運転できなくなると止められ「まだ（バイクの運転を）やるの?」と返していた。次のゲスト（いとうあさこ）が待ちくたびれているということで、自分はしっかり食べてから離脱。

- 岡田圭右（ますだおかだ）

1. 第12弾 - 高校時代に免許を取りバイクに乗っていたと語った。登場直後 "オープニングテンション上げると 笑いの充電させてもらえませんか?"
2. 第33弾 - 登場時に現地の人たちと触れ合いながら待ち受けていたのを出川にスルーされ、追っかけて登場した。目的地まで同行。
3. 第51弾（ライダーとしての出演ではない） - 民家で充電中、民家の子どもにお礼として好きな芸能人を聞いたところ、「広瀬すず」と答えたのだが、山崎（アンタッチャブル）が何故か岡田に電話をかけた。唐突だったにもかかわらず、電話で即興でギャグを披露した。

- 岡田結実

1. 第68弾 - 番組最年少19歳での出演。出演に際して免許を取得したと語った。幼少の頃、NHK Eテレの『天才てれびくん』で出川と共演した際、MCを務めていた出川から「ボス」と呼ばされていたことを明かした。目的地まで同行。
2. 第81弾 - マスクをしていて立ち寄った先で気付いてもらえず、出川に振られて父親（岡田圭右）のギャグを思い切り披露した。目的地まで同行。
3. 第108弾 - 初日、徳之島に渡るフェリーが翌日の朝5時50分出航とのことで合流早々に宿を探し回った。2日目早朝のフェリー乗船後、船内レストランを見つけた際に宿泊先で出発前に食事は済ませたと発言し、「旅ロケの場合は撮影中に食べないの?」と出川に指摘された。徳之島上陸後、瀬田海海浜公園で海水浴を楽しんだ。同行中、前回の様に出川と縫田Dが言い争わないか気にしていた。目的地まで同行。
4. 第144弾 - 2日目、出川たちが横須賀のどぶ板通りを散策中に合流。走行中、自分から「（私も）おとなになったんだよ」と切り出すと、出川から「知ってる、（恋人と）別れたんでしょ」と返された。民家で充電中、『天才てれびくん』のテレビ戦士時代に出川の自宅に招待されて泊まった際、出川の妻が戦士のみんなにおにぎりを朝食に作ってくれたと語った。3日目、目的地まで同行。到着後、横浜アリーナで「出川還暦祭り」を待つ群衆に感動する出川を見て涙ぐんでいた。

- 尾形貴弘（パンサー）

1. 第49弾 - この番組のために免許を取得したが、教習の教官が怖かったと語った。番組テーマの「さすらい」の歌詞をちゃんと歌えていた。充電が切れたバイクを押して追いついた時に怒ってみたいと語り目的を果たすが、その後ですぐさま再び充電が切れると辟易していた。タイムアップで離脱する際、出川達を追いかける演技を行い、出川達がいなくなった後、スタッフに挨拶して離脱した。
2. 第84弾 - バイクを押したいと言っていたが、先に充電が切れることは無かった。目的地まで同行。
3. 第123弾 - 五竜の滝近くの黄瀬川で合流。スイカメットをかぶりパンツ一丁で乾布摩擦しながら川に落ちてみせた。走行中、出川から「奥さんは（尾形が出ている）テレビ見てくれてるの?」と訊かれ「見てます」と答え、「出川さんとこもでしょ?」と返すと「うちは全く見ない」と返されていた。途中で出会った子どもが水鉄砲をもっていたので顔に水をかけるように出川とともに頼み、いざかけてもらうと「止めてくれ!」とリアクションしてみせてから「ありがとうサンキュー」と言っていた。仕事の都合があり、天城越えしている山中に置いてけぼりのていで離脱。
4. 第152弾 - 2日目、走行する出川たちを田んぼを挟んで待ち受けて合流した。その際、あらかじめ自主練した通りに出川たちに駆け寄って水溝へ落ちて全身泥だらけとなり、その根性を出川から褒められた。走行中、急に「充電が切れました」といって停まってバイクを押そうとしたが、実際はまだ24％も残っていたのにバイクを押す場面が欲しくて停まったことがばれて失敗した。また、充電場所を探す際、何軒か断られたいと思っていたのに1軒目でOKをもらい、「宮城の人は優しい」ともらした。さらに、充電のお礼に田んぼの除草剤まきを手伝おうとしたところ、自身がCMしている農薬メーカーと別会社の商品だったことから自分だけ映ることができなかった。目的地まで走行。
5. 第179弾 -

- オカリナ（おかずクラブ）

1. 第17弾 - 合流した際、後ろ姿を見た出川に「少年!?」と勘違いされる。郵便局のバイトで年賀状配達のため、原付バイクを乗っていたと語った。神戸市内の山道で縫田、出川が相次いで電池切れとなり、民家を訪ね充電させてもらう。途中で縫田Dや、充電させてもらった民家の男性とキスをする羽目になる。目的地まで同行。
2. 第82弾 - 高校時代、空手部に少しだけ在籍していたと語った。目的地まで同行。
3. 第130弾 - 初日、合流の予定地点手前の住宅地で住民と出川が触れ合っているのを発見し、待ちきれず自分から走り寄って合流する。当番組に出演する際はいつも、温泉へ入るかも知れないと念を押されていると語り、実際に入浴した。食事の際に出川から、料理を食べた際の感想やリアクションが素っ気ないと指摘されていた。2日目の出発前に、別の仕事が札幌であるため離脱。その際に、リサイクル目的で集めたペットボトルの蓋を布袋に入れて持ち歩いているのを出川に見つけられた。
4. 第157弾 - 初日、夕食を食べそこなったクロちゃん（安田大サーカス）と入れ替わりで合流。クロちゃんに替わって食事した。宿泊先がどこも満室でなかなか見つからなかったがペット同伴専用のホテルに泊まれた。おかげで朝は動物たちの鳴き声などで目覚まし時計がなくても起きることができたと語った。民家で充電させてもらったお礼に野菜炒めを作った。目的地まで同行。

- 小木博明（おぎやはぎ）

1. 第12弾 - 出川たちが善光寺へ向かう途中で合流。その際、出川から「（小木は）ふれあいロケは苦手だから不安」と言われる。目的地目前の戸倉上山田温泉で露天風呂を堪能する出川が「もうエンディングでいいかな」と提案したのに対して決めたゴールを目指すように説得する。しかしその直後、出発時に離脱すると出川に告げて責められるが「一緒に行くとは言ってないじゃないですか」と言ってそのまま離脱。
2. 第31弾 - 好感度が低い人は、この番組に出れば上がると発言。中義水産で合流時に海鮮バーベキューを先に食べ、更に高いアワビを注文していたため、出川から突っ込まれるも、「うるせぇな!」と返した。離脱後、「帰ろっか」とスタッフに言って帰った。
3. 第99弾 - 秩父市にある「お食事喫茶アルフィー」（THE ALFEEファンの聖地）で休憩していたところに出川達が合流した。走行中、高校時代から8年間付き合った彼女と初めてデートしたのが長瀞だったと語った。初日の宿探しを終えて離脱。

- 小沢一敬（スピードワゴン）

1. 第15弾 - 目的地まで同行。東京の疲れを本番組で充電できたと言っていた。
2. 第53弾 - 合流先の民家の方の「ハンバーグ師匠見たい」というリクエストで相方の井戸田に電話。自身を「宿泊先のホテルで真っ先に暖房を入れる男」と称していた。目的地まで同行。

- 織田信成

1. 第110弾 - 1日目、踊りながら出川を出迎えて合流したが、脇にある瀬戸の滝の方が目立つと出川に言われた。大阪が拠点ということもあり、草津温泉は初めてと語った。出川が旧知の旅館で温泉につかった後、きっかけがつかめず雨の中をずぶぬれで走行してから離脱する。

- 尾上松也

1. 第126弾 - 初日、諏訪湖畔の駐車スペースで合流した際、2、3時間待ったと出川にこぼした。出川から大河ドラマ『鎌倉殿の13人』で尾上が演じた後鳥羽上皇が好きじゃないと言われて「今日また（自分のことを）好きになっていただけるように努力します」と返していた。バイクでの走行は人生初と語った。充電場所を探した際になかなか見つからず、折角バイクを押して追いかけてきた出川を逆方向に抜かし来た道を戻って見つけた。夕飯の焼き肉を食べてる途中で離脱。

- 柏木由紀

1. 第164弾 - 2日目朝、宿泊している出川の部屋を急襲して合流。10年前に自動車免許を取得したが、ほとんど運転したことがないと語った。食事のメニューを選ぶ際など、物事をなかなか決められない性格で困ると語った。目的地まで同行。

- 春日俊彰（オードリー）

1. 第2弾 - 50ccのカブ経験あり。ディズニーに行く時も原付で行っていたと語った。
2. 第47弾 - 周防大島の竜崎温泉で出川と縫田が入浴中のところに、全裸にスイカヘルメットで合流。ボディビルダーに炭水化物は良くないとのことで、最初に訪れたピザ店の回避を主張、結果的にその後連続取材拒否からランチ難民化するきっかけを作るが、かなりの長距離をしかも往復で歩かされたことに愚痴をこぼしていた。「珈琲野郎」で焼肉ランチを注文した時もご飯抜きで頼んでいた。ロケ日が土曜だったため、深夜のラジオ生放送のために帰京し離脱。
3. 第123弾 - 河津七滝ループ橋を過ぎたあたりのわさび直売所で合流。番組の裏でレギュラー出演していたTBS系列『炎の体育会TV』が終了したので、これからは毎回出れると語った。番組がおごってくれる高い料理が好きだと語り、食事の際は目いっぱい注文していた。目的地まで同行。
4. 第153弾 - 2日目、北茨城市の公園にある滑り台の上で出川たちを待ち受けて合流。出川から何を食べたいか聞かれると、とにかく高価なものを食べたいと語った。昼食には花園牛のひれステーキ単品とハヤシライスを注文していた。目的地まで同行。エンディングにスパリゾートハワイアンズで出川とともにフラダンスショーにスイカヘルメットをかぶって出演した。

- 片岡愛之助

1. 第83弾 - CM（ワイモバイル）の撮影時、初対面の出川に開口一番で「（当番組が）好きなので出してください!」と言ったと語った。妻の藤原紀香とはけんかしたことが無いと語った片岡に対し、出川は自宅にウィンナーの買い置きが有るか無いかでも夫婦げんかになると返した。
2. 第154弾 - 初日に合流。出川から以前、「愛車であるポルシェのドアのカギが壊れたので、離れる際は施錠した芝居をしていた」と聞いて忘れられないと話していた。充電が切れた人は自分で充電場所を探すものと思って充電の切れた出川を置き去りにそのまま先に進んでしまい、仕方なく長い距離をバイクを押してきた出川に怒られていた。北浜駅や網走監獄跡など、出川が片岡を連れて行きたかった場所がことごとく閉まっているなどで残念な場面が続き、そのたびに出川から「これがリアルなんで」と言われていた。宿泊場所での部屋決めのじゃんけんでも真っ先に負けていた。2日目早朝、フロントに出川への置手紙を預けて離脱。

- 香取慎吾

1. 第72弾 - 走行中、電池の減りが早いので熊谷Dが体重を訊ねると、「アイドルなので…」と応えを濁していた。電池の残量が10%になると盛んにアピールしていた。松阪市わんわんCLUBで充電中に従業員の女性から「キムタク派なんで」と言われ手を叩いて大笑いしていた。充電シールは香取の特製バージョンだった。
2. 第80弾 - 初日に大崎下島で合流した際、梅原Pの不手際で撮影に不備があって撮り直しを行うもグダグダになり、出川から「中居正広君の時と似てる」と突っ込まれた。一食で二人前食べるなど終始食欲旺盛で、充電中に食事をしてもすぐに食べ終わるので、出川から「まだ充電が終わってない、ゆっくり食べて充電させてください」とお願いされていた。充電の切れるタイミングが出川や縫田Dと同じになることが多かった。目的地まで同行。

- 金子貴俊

1. 第71弾 - 現在のマネージャー・林さんは元アイドルだったと語った。目的地まで同行。

- 狩野英孝

1. 第53弾 - 番組レギュラー化当初に狩野をゲスト候補に挙げたが、制作サイドがOKしなかったと出川が語った。十津川温泉の旅館で先に露天風呂に入って合流。熊野本宮大社でヘルメットを被ったまま鳥居をくぐろうとし出川から突っ込まれるも、その後出川の手水の使い方の間違いを指摘する。湯の峰温泉の湯筒で作った高温のゆで卵の殻を全部剥いて渡したため出川にキレられる。川湯温泉で仙人風呂に入浴後、離脱。
2. 第126弾 - 初日、尾上松也が離脱した直後に、食事中の出川たちと合流。古い旅館が苦手なので宿泊場所はホテルにしてほしいと出川に頼むと、「民宿に泊まって、その良さを教えてやる」と返された。結局は旅館で泊まることになったが、自分の泊まる部屋に出川たちが裸足で畳の上を歩いたり、ふとんを踏んだりすると「やめてもらっていいですか」といって追い出していた。走行中、沿道から「ラーメン、つけ麺」と声を掛けられ「僕、イケメン!」と返していた。目的地まで同行。
3. 第155弾 - 初日、早めの夕食を食べ終えた出川が駐車場へ戻ってくるのをロケ車の中で待って合流。夕食を食べてないけどコンビニ弁当で十分と言ったり、早めに宿を見つけて今日は解散しましょうと言ったりするので、出川から「なんで早く終わらせようと焦ってるの」と突っ込まれていた。宿の部屋にコンビニ弁当持ち込んで3人で食べた。2日目に温泉へ立ち寄った際、肌が弱いので湯上り後に保湿の時間が欲しいと語った。目的地まで同行。

- 上川隆也

1. 第116弾 - スタートして間もなく、礼儀正しく合流。テレビ東京『新春ドラマスペシャル ホリデイ〜江戸の休日〜[33]』の番宣で出演。出演者の情報をドラマPとともにスマホを見ながら伝えていた。走行中、大型二輪の免許を持っていると語る。出川から芸能界の交友関係など話題を振られるが、話が広がる答えができず「すみません」と返していた。大谷資料館を見学中に『メイドインアビス』の展示を見つけ、アニメが大好き（高校時代は「アニメ研究会」）なインドア派と語った。高級ステーキを食べ、再び番宣をして離脱した。

- 亀梨和也

1. 第177弾 - 初日、出発してまもなく民家の広い芝生でスイカヘルメットをかぶってゴルフの練習をしながら合流。早々に自身が出演する『世界を救う!ワンにゃフル物語 ～柴と三毛と亀梨くん』の番宣を行う。バイクの運転は10代の頃によくしていたと語った。走行中、食事の話になり何が食べたいかと訊かれるとロケの前日に盛岡冷麺をすでに食べたと答え、出川から「もう食べたの!」と驚かれた。途中、地元の少年野球チームと出会い、自ら1打席勝負ではなく1イニング勝負したいと提案し、ピッチャーをつとめた。走行中、修二と彰の「青春アミーゴ」やKAT-TUNのデビュー曲「Real Face」の一節を歌ってくれた。充電先の民家で不動産関連のチラシを見つけると、子どもの頃は住宅情報にある間取り図が好きでよく見ていたと語った。充電のお礼にパスタをつくってふるまった。立ち寄った理髪店で充電の合間に毛先を整えてもらい、数日後の映画『でっちあげ〜殺人教師と呼ばれた男』の舞台挨拶に臨むと語った。行く先々で犬や馬や亀と出会い、これも何かの縁だと語った。2日目早朝、出川への手紙をフロントに託して離脱。

- 唐沢寿明

1. 第27弾 - 特番時代からの番組の大ファンとのこと。宮迫博之（当時雨上がり決死隊）と飲んでいた時にこの番組の話になり、宮迫が出川に電話して仲を取り持ったことがきっかけで出演が実現した。バイクはネーム入り特別仕様。出川と同い年（昭和38年生まれ）ということもあり、『ジョーズ』『エクソシスト』『サーキットの狼』などの話で盛り上がった。以前ハーレーダビッドソンなどに乗ったこともあるものの、バイクに乗るのはこの収録が久しぶりだった。小中学校の先輩が毒蝮三太夫という下町出身で人見知りしないと言ったところ、撮影許可を取りに行かされる羽目に。かつて榊原郁恵ファンクラブ会員だったことなどを公表。
2. 第41弾 - 前回は番宣なしで出演したが、この回では、『ハラスメントゲーム』『あまんじゃく』の二つのドラマの番宣で出演。カンペで番宣を指示された時は戯けた態度を取り、出川達を笑わせた。また、ゴルフをしない理由として、妻（山口智子）から「ゴルフをしたら離婚する」と言われていることをあげていた。

- 川村エミコ（たんぽぽ）

1. 第60弾 - 合流の際、出川に全く気付かれず「気配が無い」と言われた。番組出演のために免許を取得したと語り、合流当初は肌骨無い運転で、縫田Dに指摘されるまで走行中もブレーキをかけていた。
2. 第148弾 - 初日、土砂降りの中を川舟クルーズでのオープニングを終えた出川たちと合流。運転免許を更新し忘れて失効したため、鮫洲の試験場で再取得してきたと語った。湯ノ口温泉に立ち寄った際、自身の冠番組『温泉タオル集め旅』にちなんでタオルのロゴ確認を行い、入浴のお礼に温泉旅の番組ステッカーを温泉施設のスタッフに渡した。2日目早朝、出川を気遣い次のゲストライダー杉野遥亮に出川宛の手紙を託して離脱。
3. 第171弾 - 2日目、出川たちが長良川の河原で草野球をしていた人たちと一打席勝負をしているところに合流。4キロ先にある待機場所で待っていたが出川たちがなかなか来ないので、待ちきれずに自分からやって来たと語った。「毎日がラーメン」というアプリをスマホにいれているほどラーメンが好きと語った。出川の提案で海津温泉に立ち寄った際、『大久保・川村の温泉タオル集め旅』を模して入浴してからタオルのロゴを確認する場面を再現し、持参していた同番組のシールも温泉施設の方に渡した。目的地まで同行。

- 神田愛花

1. 第119弾 - 出川たちがスタート地点の温泉から上がった後で出発前に合流。合流早々、土方Dに深々と頭を下げて「いつも夫の日村勇紀（バナナマン）が『YOUは何しに日本へ?』でお世話になってます!」「レジェンドです!」と挨拶していた。走行中、旅のゴールが福岡だと知るや否や「私4年間、NHK福岡放送局にいたんですよ」と言うと、出川にすかさず「その4年間が辛かったんだよね」とつっこまれていた。夕食に日田やきそばを食べてる途中で鈴木Pから「飛行機の時間です」と告げられると、「もうバイクで走る時間ですか?」と勘違いしていた。「楽しいからもっと走りたい!」と言いながら離脱。
2. 第152弾 - オープニング終了後、出発時に合流。達谷窟毘沙門堂や厳美渓に立ち寄った際、旅好きの母親と以前に自転車で訪れたと語った。泊りがけの仕事の際は夫の日村勇紀とビデオ通話などで連絡を取り、互いに宿泊する部屋の様子を紹介するなどしていると語った。その際に神田は、夫が食べ物を置いてないかチェックしていると語った。2日目、出発前に離脱。

- カンニング竹山

1. 第11弾 - 充電場所として竹山荘（読みはちくざんそう）という高齢者のデイサービスを偶然見つけた。
2. 第40弾 - 出川にべちょべちょになった頭髮を見せながら、ゲストなのに炎天下でバイクを押して歩いたことについて文句を述べていた。東京で自分の生放送番組があるため「そっちの方が（この番組を優先するより）メリットがある」と言い、途中立ち寄った古民家カフェで離脱。
3. 第99弾 - 合流時、スタジオでしか使わない眼鏡を久々の登場に意気込んでわざわざ掛けてきたのに出川に「面白い眼鏡をして来て」といじられる。川越を走行中、出川と共演したフジテレビの番組で遅れて合流した自分だけ名物の鰻を食べられなかったと語ったので、その店に立ち寄り鰻を食べた。目的地まで同行。
4. 第140弾 - スタート早々に合流。前日は深夜0時半に帰宅、6時半の飛行機で大分に入り、合流直前までロケバスで寝ていたとのこと。道中、温泉に立ち寄って入浴するたびに出川から熱い温泉を背中にかけられていた。黒川温泉で宿を確保した際、2部屋しか取れなかったので部屋割りを決めるじゃんけんに出川の策略で負けて、縫田Dと相部屋になった。夕食でうなぎ屋に立ち寄った際、映画『男はつらいよ お帰り 寅さん』に出演した竹山が山田洋次監督から何度もダメ出しを出されて落ち込んだのを共演していた出川がうなぎ屋に誘って慰めた話をした。2日目早朝、出川に起こされて朝風呂した後、仕事のため離脱。

- 菊地亜美

1. 第9弾 - 本番組出演のため収録17日前に原付免許を取得した。出川から鈴木奈々と間違われて怒る場面があった。
2. 第24弾 - 奈良尾神社でおみくじを引いたところ末吉で、出川が近所の子どもに、菊地が彼氏が出来たと公表したところ「一緒に住んでるんですか?」と質問を受け、更に「彼氏が出来てからの心境の変化は?」と質問を受けたじたじになっていた。途中離脱する別れ際に出川から再び鈴木亜美と間違われて怒る場面があった。この放送の5日後となる2月1日に結婚した。
3. 第71弾 - バイクは過去2回のこの番組でしか乗っておらず、今回のために免許を更新したと語った。

- 北山宏光

1. 第175弾 - 2日目、出発して間もなく道の駅やたて峠で合流。以前、他の番組で共演した縁で出川の妻が使っているのと同じ包丁を出川が北山にプレゼントしたことを忘れていた。出発して早々に出川たちの充電が切れて充電先を探したが断られて心が折れそうになった。充電先の民家の玄関前にしゃがんで出川たちとしゃべっていると、その家の飼い犬におしっこを手元にかけられそうになった。エンディングまで同行。

- 木下隆行（TKO）

1. 第52弾 - 武雄温泉で出川と縫田が入浴中のところに合流。佐賀牛を食べたいとのたっての希望で焼肉屋に立ち寄るが、既に県境を越えて長崎県に入っていたため長崎和牛だった。松浦市の旅館に宿泊した際、あまりのいびきの大きさと、目覚まし時計が鳴っても寝続けたことで出川が怒っていた。旅館出発前に離脱したが、そのまま旅館で朝寝しようとした。

- きゃりーぱみゅぱみゅ

1. 第117弾 - 2日目に合流した際、以前、出川がキャリーの楽屋へ直接出向いて出演をお願いしたらOKだったと出川が語った。自転車にはよく乗るけどバイクに乗るのは初めてと語った。出川のことは優しくて信用できるから好きと語った。目的地まで同行。

- 草彅剛

1. 第72弾 - 剛曰く、約300万円の値打ちがある「リーバイス1944年大戦モデル」デッドストックを履いて参加した。出川もベストジーニスト賞を受賞したため、その話で盛り上がった。鳥羽水族館では、水棲生物のうんちくを熱く語っていた。香取同様、自身の特製バージョンのシールを渡していた。

- 具志堅用高

1. 第8弾 - 干物が好きであじろ温泉干物まつりで干物を食べた。
2. 第22弾 - WBA世界ライトフライ級チャンピオンになった場所の山梨学院大学に立ち寄った。
3. 第62弾 - 漁港で新鮮な魚を捌いて貰った時に「白いご飯は無いの?」とか、食堂で出された料理の感想に「少しはイイ」と発言して出川に怒られた。肌が敏感なのか温泉で出川たちが丁度いい湯加減なのに熱がっていた。
4. 第106弾 - 2日目、出川たちが朝風呂しているところに合流。その際、土方Dを一般客と間違えて早々に引き上げた。生うにの看板を見て店に入ろうとした出川を引き止めて「生うには、字を見るだけでもダメ」とうったえていた。結局、カレーライスにイクラをのせてもらったものを注文した。目的地まで同行。

- 熊切あさ美

1. 第95弾 - 出演にあたり事務所からは「行けば大丈夫」とだけ言われて来たと語った。バイクに乗って走るのは初めてとのこと。前島夕陽公園で夕日を見ながら出川と雑談していると「飛行機の時間が…」とマネージャーに言われ、「嘘でしょ? まだ喋り足りない!」と名残惜しく離脱。

- 熊田曜子

1. 第69弾 - 最初から目的地まで同行した。岐阜が地元で関商工の出身だと語った。走行中に「人生初のバイク」と語った。

- 黒沢かずこ（森三中）

1. 第19弾 - 本番組出演のため、ロケ3週間前に原付免許を取得しに行ったが、1回目の試験に落ち再試験で合格した。本人曰く「鮫洲の試験官から"菊地亜美ちゃんより上手"と言われた」とのこと。番組での運転が初の公道での運転だったが目的地まで同行。
2. 第39弾 - 売店でスイカを発見して、特別に切り分けてもらって食べた。
3. 第73弾 - この番組以外ではバイクに乗らないので、運転するのは今回で人生3回目だと語った。途中から降雨に見舞われて雨女疑惑が浮上、宿泊地まで合羽姿だった。宿泊の際には、角部屋には怖くて泊まれないと語った。
4. 第86弾 - 最終日、出川達に金剛福寺で合流した途端に土砂降りとなり、ロケの続行が難しく出川達が宿泊したホテル足摺園で急遽エンディングを行うこととなった。そのため、450ｍほど走行しただけで終わったが、ホテルの露天風呂でエンディングを行った途端に快晴となった。
5. 第127弾 - 初日、出川たちがむろと廃校水族館で屋外展示を見学している背後から急襲して合流。その際、出川にサメと間違えられる。これまで縫田Dなどから雨女と呼ばれていたが、今回は快晴だった。一番最初に充電切れとなった際、自分が見つけたカフェで一服しながら1人で充電していた。怖がりなので民宿に泊まる際、個室ではなく10畳ある大部屋で初対面の番組AP中西を同室に指名し、さらにマネージャーも含めて3人で泊まった。翌朝、宿の主人が作ったジビエ鹿カレーを食べて出発前に離脱。
6. 第153弾（ライダーとしての出演ではない） - 出川と本田望結たちが実家の食堂に立ち寄った際、留守だったため黒沢本人に電話した。

- クロちゃん（安田大サーカス）

1. 第54弾 - この番組のために免許を取得したが、出演までに1年半も待たされたと語った。御栗栖神社の鳥居をくぐる前にヘルメットが取れないと言い出し、音声の女性スタッフに外させようとしたところでキス顔で迫るが外したヘルメットで防がれる。自分のTwitterに京都・祇園で撮影した出川とのツーショット写真を公開したところ、「出川はあんたと同じくらい嫌われてた時期あったのに、ここまで受け入れられるようになったけど、お前だけは絶対無理だな」と返信されたことを明かした。
2. 第76弾 - 「あわじ浜離宮」前の浜で撮影した出川とのツーショット写真を前回と同様に自分のTwitterで公開したところ、すぐさま「写真キレイなのが逆に腹立たしい珍しいパターン」「出川にとっちゃ黒歴史」などと返信されていた。
3. 第97弾 - 霊山寺で待機していたが、出川達がなかなか現れないので自分から迎えに行って合流した。出川から「この番組がParavi（ネット配信）だけの放送」と嘘を言われた際、本気にとって「地上波じゃないとやる気が出ない」と返した。初日の夕食で焼肉を食べたかったが、お好み焼きが好いという出川に対しスタッフによる多数決を行うも、賛同してくれたのは梅原プロデューサーだけだった。宿で隣室だったお客さんから、大きないびきで眠れなかったと言われた。お遍路企画で第1番霊山寺から第5番地蔵寺まで同行。
4. 第134弾 - 2日目朝、旅の支度をして現れた出川と前のゲスト・ナダルをホテルのロビーで出迎えた。お遍路旅企画2回目の登場でお遍路の回しか呼ばれなくなったとぼやくも、前回の旅でお願いした通り彼女ができたと気づきテンションを取り戻した。途中、住民の方から貰ったきゅうりの漬物を「美味しい」と言って食べていたが、顔の表情から本当はきゅうりが苦手なことを悟られてしまった。焼肉屋さんでSNS用の写真を撮った際、「お世話になってる出川さんにごちそうしている」とアップするとしたのに対し、出川が「本当にごちそうしてくれるの?」と訊くと「しないです」と即答した。今治の衣料品店で恋人（福田莉千）へのお土産を買う際、番組のお金ではなく自腹だと知ると600円の品物を選んだので出川が交際記念に買ってあげると言うと8800円の品物を選んだ。目的地まで同行。
5. 第157弾 - オープニングを撮り終えた出川たちと駐車場で合流。お遍路回以外での出演は初めてと語った。お遍路回は行く場所が限られると文句を言っていたが、途中で「お遍路回も出ます、スペシャルだから」とフォローしていた。立ち寄った寺で金運の願掛けを行った後、スクラッチくじを1000円分購入するも400円分しか当たらず、あらためてサマージャンボを10万円分購入した。充電が切れてバイクを押している際に出会った親子のお父さんが代わりにバイクを押してくれたが、同行の鈴木プロデューサーから自分で押すようにと注意された。夕食で焼肉屋に立ち寄り、食べ始めた段階でマネージャーから迎えの車が来ていると言われ、文句を言いながら離脱。

- 劇団ひとり

1. 第98弾 - 収録日が娘の誕生日だと語った。合流早々に出川達の充電が切れたので充電場所を探す羽目になった。映画『浅草キッド』を観て以来、監督したひとりを前にすると緊張すると出川に言われる。箱根で出川に娘の誕生日プレゼントを買ってもらった。当人だけ充電が切れること無く目的地まで同行。

- けみお

1. 第1弾（スタジオゲスト） - スタジオでの「見守り人」として出演した。

- ケンドーコバヤシ

1. 第18弾 - 大型自動二輪車免許保有者で、普段から愛車のカワサキ・Z1を乗り回していると語った。
2. 第46弾 - 途中で立ち寄った玉川温泉で、入浴後にいつの間にか1000円払ってマッサージ（女性）を指名して頼んでいた。川越のホテル探しが難航し、東武ホテルで2部屋だけ空きが見つかった際、出川の提案を受けじゃんけんを行い勝利、そのまま宿泊した。ちなみに出川は、その後も空き室があるホテルに辿り着けずに彷徨ったが、漸く「ご休憩のお客様がチェックアウトした後でよれば」というホテルを見つけて宿泊することができた。
3. 第94弾 - 小学生の野球チームと交流した際、バットを握ったのは5年振りと語った。走行中、過去2回は前半ゲストで目的地に行けず、何のために走ってるのか分からないと愚痴っていたことを出川から明らかにされた。今回は目的地まで同行。当初の目的だった夕日は見れなかったが、期間限定のイルミネーションを見ることができた。
4. 第115弾（ライダーとしての出演ではない） - 初日、出川たちが日帰り温泉目的で立ち寄った原城温泉で遭遇した。自身が主役を務める南島原市の広報用ショートドラマ『転生みそ五郎どん〜ここは異世界?南島原〜[34]』の撮影で来ていると語った。出川と山崎たちが次へ向かう際、撮影の待機場所から赤ふんどし姿で見送った。
5. 第128弾 - 2日目、雨の中を傘をさして合流。雨天中止の電話連絡を待ちながらいたと語った。行く先々の充電場所でお礼にサインを書く際、ですよ。やクールポコ。の持ちネタをさも自分のギャグかの様に添えて書いていた。本降りの雨の中を目的地まで同行。

- 小池百合子（東京都知事）

1. 第46弾 - 埼玉との都県境を越えた辺りで合流。40年ほど前のフリーキャスター時代、某テレビ局には原付バイクで通っていたと語った。今回は、東京都が「電動バイクの普及促進事業[35]」を行っていることもあって出演したとのこと。白丸ダムで離脱。

- 小泉孝太郎

1. 第145弾 - 2日目、走行中の出川を呼び止めて合流。その際、自身がMCを務める『よじごじDays』初回で出川に充電旅への出演を約束してから7年かかったと述べた。伊勢神宮へは前年、TBS系ドラマ『下剋上球児』の撮影で訪れたくらいで、参拝したことがないと語った。充電先を探していて断られると、思いの外で精神的にダメージが大きいと語った。目的地まで同行。

- 昴生（ミキ）

1. 第103弾 - 合流待機中、スタッフからスマホで撮影していると聞いて驚いていた。妻が番組の大ファンで毎回観ており、わざわざ東京駅のショップまでグッズを買いにも行ってると語った。初日の昼食時にその妻へ電話した際、同行の熊谷Dからゲストよりも自分の好き嫌いを優先する等のおかしな対応をされていると訴えていた。2日目の朝食を食べて離脱。離脱後、収録中は色々言ったけどマジに芸人人生で最高のロケだったと語った。

- 児嶋一哉（アンジャッシュ）

1. 第14弾 - 出会う人達から「児嶋だよ」を言わされる状況が多く発生することになり、目的地到着後「多分、今回が今までで一番"児嶋だよ"が出た」と語った。残量に余裕があっても充電が切れないか心配していた。目的地まで同行。
2. 第87弾 - つい最近までレタスとキャベツの区別が着いていなかったことを出川に暴露された。目的地まで同行。
3. 第113弾 - 初日に「児嶋だよ!」公式グッズを身に着けて合流。充電をお願いした家の方に「大島さん」の振りをお願いした際、「いつもお願いしてるんですか?」と突っ込まれていた。今日（ロケ当日）が妻の誕生日だと語ると、出川がビデオメッセージ風にお祝いを述べた。やっとありつけた夕食途中で離脱。

- 小島よしお

1. 第23弾 - 当番組のテーマソングといえば「さすらい」だが、充電中に流れる「がんばれ!牛乳当番」が夫婦揃って好きだと語り、走行中もテーマソングのように歌っていた。雲見温泉では散策中に、たまたま観光に来ていた親戚一行と遭遇した。目的地まで同行。
2. 第48弾 - 電動バイクに「こ」と書いてあったため、出川は「こじるりちゃんかな?」と期待するも、遠くから見えた時点で上半身裸にブーメランパンツだったため落胆する。行く先々で「そんなの関係ねぇ」「オッパッピー」を自発的に披露していたが知名度はいま一つだったが、番組内では一度だけ少年からリクエストをもらえていた。境港市では、以前訪れたことのある「妖怪ショップ ゲゲゲ」に出川を案内する。宿泊先に稲盛和夫の著書を持参。宿泊先で翌朝離脱。
3. 第119弾 - 2日目朝の出発前、気温1度で雪が降る中を芸風のパンツ一丁のままホテルの駐車場でバイクにまたがり出川たちが来るのを待っていた。おっぱっぴーを一通り披露してから「ずっと我慢してました」と衣装に着替えた。走行中のほとんどを雪（時には吹雪）に見舞われていた。福岡の結婚式場に立ち寄った際、サプライズで出川と結婚式に乱入してオッパッピーを披露した。目的地手前のエンディングまで同行。

- 小島瑠璃子

1. 第43弾 - 合流時に出川から朝比奈彩以来のきれいな女性ゲストと言われる。普段はゲストに握手を求めないカメラマンの川島が小島に握手を求めたので、見ていた出川に突っ込まれていた。前日までプライベートで小学校の同級生女子5人と屋久島を旅していたと語った。宿泊先のホテルを探す際に交渉中の間充電をしていなかった縫田Dに切れる場面があり、出川も充電する必要があったため、1人で宿泊先を探した。目的地到着後、出川と夕日をバックに写真を撮り、縫田D無しで出川と2人でエンディングを行った。
2. 同じ43弾で小学校で充電するしている際に、運動会の練習していた際に出川らに運動会で披露するダンスを披露することになった（ダンシング・ヒーローや、U.S.A.、シンデレラガールなどが披露された）。終了後、小島がシンデレラガールを披露している際に目立っていたショートカットの子供を男子だと思っていたが他の子供たちの指摘もあって実際は女子であることと間違えてしまっていた。
3. 第64弾 - 生放送を終えたその足で、ロケに駈けつけたと語った。前回出演時に「次は絶対沖縄宮古島で」と話しており、実現したことを喜んでいた。番組のために購入したと言う、スイカをデザインしたビキニ水着を披露した。土方Dのことを「歳三（トシゾウ）さん」と呼んでいた。目的地まで同行。
4. 第95弾 - 出川と熊谷Dが宿に入って一服しているところに合流、急遽一緒の宿に泊まった。2日目、住宅地で充電場所を探してもことごとく留守で見つけられなかったのに、後から追いついた出川が一発で探せたのを見て「つらい」と漏らした。目的地まで同行。

- 小杉竜一（ブラックマヨネーズ）

1. 第125弾 - 屋形船からのオープニングを終えた出川たちを駐車場で出迎えて合流。会うなり出川から「また太った?」と言われたのに対し、「（衣装の）オーバーオールの脇を止めるボタンが止められない」と答えた。出川の提案ですぐ近くにある実家を訪ねるが、母親は恥ずかしいとのことで撮影なしに挨拶だけ行う。母親からは、ダイエット教室を主宰しているので実家にはあまり顔を出さないように言われていると語った。誰よりも先に充電が切れるので、夕食時に熊谷Dが体重を尋ねると「116kgです」と答えた。さらに、子どもがテレビに映った300kgの人を見て「パパ」と言ったと語った。2日目早朝、寝起きの出川に挨拶した後に離脱。

- 小峠英二（バイきんぐ）

1. 第16弾 - 休憩時間が少ないとぼやき、目的地が目の前にもかかわらず「かき氷を食べたい」と言って休憩した。目的地まで同行。

- 小宮浩信（三四郎）

1. 第168弾 - 2日目、唐津港から壱岐島へ向かうフェリーの船内で同乗した子どもに出川を呼びに行かせて合流。出川から、出演をオファーして8年近くたってようやく免許を取った言われた。公道を走るのは初めてと語った。熱海に旅行で行った際、花火の消火用の水を酔った勢いで全部飲んでしまってバカリズムに怒られたと語った。目的地まで同行。

- 近藤春菜（ハリセンボン）

1. 第105弾 - 2日目、米作農家の駐車場で合流。バイクは20年振りで、桐朋学園芸術短期大学通学時に使用していた、斉藤慎二（ジャングルポケット）とは同期だったとのこと。食事中、28歳くらいまで生魚がダメだったが、友人に腕のいい寿司屋へ連れて行ってもらってから食べられるようになったと語った。目的地まで同行。

- サーヤ（ラランド）

1. 第176弾 - 初日、箱根園港から仙石原へ向かう沿道にある湖尻茶屋の前で合流。全社員の運動神経が無いので社訓で二輪を禁止にしており、バイクは初めてとの事。出川から「センス芸人が相手だと緊張する」と言われる。走行中、出川たちがオープニングを行った九頭龍神社にはアマチュアの時にお参りして、M-1の準決勝まで行けたと語った。、雨の中、宿泊場所を探して走行しているとバイクの液晶にヒート警告が表示されたが、停車してしばらくすると復活した。2日目、出発直前に離脱。

- 斎藤司（トレンディエンジェル）

1. 第65弾 - ミュージカル『レ・ミゼラブル』出演の役作り（テナルディエ役）で髭を生やして登場したため、ヘルメットを外さないと気付かれなかった。

- 酒井貴士（ザ・マミィ）

1. 第142弾 - スタートして間もなく、磯部温泉の足湯で合流。合流する際、対応に困って出川となかなか目を合わすことができなかった。東京都目黒生まれの32歳と聞いた出川に、風貌とそぐわないといわれた。少年野球チームと勝負した際、球技は卓球とパチンコの経験しかないと語った。充電先のお宅で別れ際、土産にお菓子を持たされそうになり一度は遠慮したが、結局は嬉しそうに受け取っていた。過酷なロケに愚痴をこぼし、出川から「（寺門）ジモンさんと同じ」と言われた。暗くて寒い中で充電場所を見つけた際には、辛さのあまり涙を流した。2日目早朝、同じ部屋で熟睡していた出川に添い寝をして起こし､挨拶をして離脱。

- 佐々木久美

1. 第178弾 - 3日目、美唄市体育センターの前で2人目のゲストライダーとして合流。バイクの運転は生まれてから3回目だと語った。走行中、日向坂46を卒業後に父親と海外旅行（オランダ、フランス）へ行ったと語った。目的地まで同行。

- 佐々木健介

1. 第38弾 - 稚内港で妻北斗晶と交替で合流するも、港出発時に出川に間違って「それじゃ健介さんはここで（終わり）」と言われ慌てる。翌日、野寒布岬から宗谷岬への移動中、出川から「あなた昔私のことよく殴ってましたよね?」と突っ込まれ「今それ蒸し返します?」と返した。稚内市声問村の無人地帯で3人ともバッテリー切れになり、出川と2人でヒッチハイクし5kmほど先のペンションまで送ってもらい、充電する合間に出川と五右衛門風呂に入浴、お礼にペンションの薪運びを手伝った。「ホタテロード」を通ってしまったことにより遠回りとなってしまい時間切れ、目的地の宗谷岬まであと3kmの地点で断念。

- 佐藤栞里

1. 第141弾 - 3日目、出川たちが三島大社で御朱印をもらっている背後から近づいて合流。バイク初心者とのことで、スタート直後はスタンドを上げないまま発進しようとするなど、バイクの操作に手間取っていた。住民との会話で何を言われたのかわからないまま「ありがとうございます」と返している姿を見た出川に、「適当だな」と突っ込まれていた。父親は一緒にいるといつも何かしゃべっているが、面倒くさいときは無視していると語った。目的地まで同行。
2. 第169弾（the world 台湾） - 2日目の出発前、出川たちが泊まっていた民宿の居間で中岡と交代する形で合流。台湾は初めてと語った。土砂降りの中でも始終明るく楽しそうに過ごしていたので、出川から感心されていた。目的地まで同行し、出川たちと十分駅のランタン飛ばしを行った。

- 佐藤隆太

1. 第141弾 - 初日、出川たちがオープニングを行っている遊覧船の前に小型ボートで乗りつけて合流。出川と長時間を過ごすのは中居正広たちと野球をした時以来とのこと。バイクに乗るのは初めてと語った。行く先々で出会った人から「ROOKIES」の話題を出された。昼食が天丼だったのに続き、夕食も天丼となった際、「まさにテンドン（同じ内容を繰り返すこと）」とつぶやいた。毎年、家族と河口湖の常宿に泊まって富士山を観ていると、近くを走行した際に語った。宿探しに苦労した挙句、9軒目にしてやっとチェックインしようしたのも束の間、マネージャーから仕事の都合で今から帰るといわれて離脱となる。帰り際、マネージャーに不満をぶつけていた。

- 澤穂希

1. 第66弾 - 勝負事には厳しさを伝えるために子ども相手でも手加減しないと語った。その後、島田幼稚園の園庭で子ども達とサッカーで勝負し、手加減なくゴールを決め、「大人げないヤツぅ」と叫んでいた。夫の辻上裕章に対して当初は自身の方が熱を上げていたが、今では辻上の方が自身に惚れていると語る澤に、出川が「何気にのろけてる」と突っ込んでいた。ロケ当日が結婚記念日だと語った。目的地まで同行。
2. 第177弾 - 2日目の朝、出発の際に合流。途中、花巻東高等学校のサッカー部とPK合戦をした際、その監督が小学生の時から知っている清水康也だったので驚いた。丁度、誕生日だった監督をサプライズで部員たちと祝った。目的地まで同行。

- 澤部佑（ハライチ）

1. 第85弾 - バイクに乗るのは初めてと語った。出演を依頼しても「スタジオならいいけどロケはなぁ…」と渋っていたと出川が語った。妻とは渋谷の居酒屋で出会い、メールで妻から告白されたと語った。目的地まで同行。
2. 第146弾 - 初日、四万十市のカフェにあるシーソーに乗りながら出川を待って合流。合流後、共演した『イッテQ!』の催眠術企画での出川のヤラセ疑惑について盛り上がった。普段は自分ではなく妻が車を運転するので、公道を走るのが怖いと語った。延光寺を参拝した際、クロちゃんとナダルは賽銭を自費で出すのを渋ったと言っていた出川が渋るのを見て突っ込んでいた。2日目の出発直前に離脱。

- 沢村一樹

1. 第122弾 - ドラマ『ペルソナの密告 3つの顔をもつ容疑者』の番線を兼ねて出演。出川と竹内涼真が中華屋から出てきたところで合流。「待たされた上に腹ペコ」と語った。バイクに乗るのは36年振りと語った。途中、とんかつを食べた際、お腹がすき過ぎていたのかソースをかけ忘れていた。佐野川温泉の宿で入浴した際、番組のロケで温泉に入るのは初めてと語った。久遠寺に立ち寄った際、本堂までの急な石段を駆け上った。民家で充電中に立ち寄った鉄道模型店では巨大ジオラマを楽しんだ。充電が切れてバイクを押しながら辿り着いた蕎麦屋で食事をした後に離脱。

- 品川祐（品川庄司）

1. 第45弾 - 2日目の出発時に離脱するはずだったが、次の仕事が台風の影響でキャンセルとなり丸二日空いてしまった。このまま同行したいと粘ったが次のゲストの予定があるためと断られ、一旦は渋々見送った。しかし、諦め切れず電動バイクで追い掛けて来たので、出川が土下座して帰るように説得し、ピンマイクとヘルメットを外されて泣く泣く一行を見送った。
2. 第165弾 - 初日、関水渚と入れ替わりに飲食店で合流して、そのまま夕食を食べる。走行中、相方である庄司のおごりで長渕剛のコンサートへ行ったと語ると、出川から「昔の品庄じゃありえない、（仲が良くなって）よかったなぁ～」と言われる。後輩慣れしていないので、先輩である出川から「先に行って充電場所を探しておいて」と言われるとドキドキすると語った。目的地まで同行。

- 篠原信一

1. 第34弾 - 自称で体重107、8kg。出発時に渡されたグローブに手が入らず、やむなく素手のまま出発。途中で急遽マネージャーが購入した手袋を渡されるが、食器洗いなどで使う手袋（LLサイズ、ゴム製）だった。目的地まで同行。

- 芝大輔（モグライダー）

1. 第164弾 - かすみがうら市のレンコン畑でレンコンを採っているところを出川に発見されて合流。その際、出川とレンコン畑に落ちて泥まみれとなり、パンツ一丁同士で冷水で身体を流す。先輩の南原清隆（ウッチャンナンチャン）が事務所でギターを弾いているのを見て、自分も何か楽器がやりたくてトランペットを買ったと語った。原付免許を持っていて、以前はヤクルトレディが使用しているような三輪バイクにも乗っていたと語った。2日目早朝、出川の部屋に置手紙をして離脱。手紙には、出川とレンコン畑に落ちた際に耳へ入った泥が寝る前のシャワー時に出てきたこと、レンコン畑で出川に背中を洗ってもらったことなどが楽しかったと綴られていた。

- シュウペイ（ぺこぱ）

1. 第100弾 - 2日目の朝、出川と松陰寺が入浴中に、上半身もバスタオルで隠して合流。その際、芸人唯一のハダカNG芸人であり、最初にハダカを披露するのは雑誌「an・an」の表紙に決めていると語った。食事中の店員さんとの絡み方を見た出川から「（安田大サーカスの）クロちゃんとキャラが被ってる」と言われた。目的地まで同行。

- 松陰寺太勇（ぺこぱ）

1. 第100弾 - 初日、合流した際に出川から「松リン寺」と呼ばれ訂正するも、その後もずっと間違われ続けていた。キャラはポジティブだけど、根はとってもネガティブだと語った。出川から持ちネタの「ロンリネス」の意味をきかれると「特にない」と答えたが、内村光良（ウッチャンナンチャン）には「いけいけゴーゴーと言う意味です、と答えた」と語った。2日目の朝、浴衣を裏表逆のまま着ていた。宿泊先での朝風呂でシュウペイと交代した。
2. 第135弾 - 2日目の出発時に合流。今回も出川から「松リン寺」と呼ばれていた。充電先の少年にバッティングを教えようとしたが、その指導内容で出川と意見が食い違いもめていた。目的地まで同行。

- 照英

1. 第22弾 - 以前から番組に出たかったと発言。タイムアップで目的地の箱根神社まで辿り着けず、ゴール目前の芦ノ湖で出川達とエンディングを行った。
2. 第49弾 - 小浜温泉の蒸し釜やで出川と縫田に合流するも、店の女将のいる旅館に以前泊まったことを覚えておらず突っ込まれる。以前はハーレーダビッドソンを所有しておりバイクにも乗っていたが、最近はほとんど車移動のため久々のバイク旅。翌日、雲仙の山道で充電切れとなり、自らは上り坂でバイクを押し続けたが、その横をヒッチハイクした車で出川に通過され、さらには充電させてもらった民家でこたつに入り寛ぐ出川に「最低ですね」と半ばキレる。目的地まで同行。
3. 第75弾 - 大興寺で合流した際、出川に「寒い時限定の照英さん」と言われる。お遍路企画で第67番大興寺から第70番本山寺まで同行。
4. 第101弾 - 初日に合流。温泉に入浴する際、すかさず泉質を質問したのを「旅番組のやりすぎ」と出川に指摘された。走行中、アウトドアのイメージがあるけど泊まるところは綺麗じゃないと嫌なタイプであることを出川に暴露されていた。2日目、出発前、出川が朝シャン中に挨拶して離脱。

- 庄司智春（品川庄司）

1. 第109弾 - スタート地点で合流。サクランボの直売所で「（ミキティーではなく）ミッキーの旦那さんでしょ?」と間違われた。少年野球チームとの対決ではランニング本塁打を放つ。2日目朝、本人も衣装に着替えスイカメットも持って走る気満々で現れたが、仕事の都合で離脱。出川たちが出発した後を全速力で走って追いかけた。
2. 第156弾 - 初日、寿司屋で食事していた出川たちに合流。合流早々に辛いぼたんこしょうを食べさせられていた。妻の藤本美貴が出演した際に庄司へ送られてきた出川との2ショット写真に冗談ではなく妬いたと語った。2日目、出川に充電を頼む際には「ミキティー!」と叫ぶように言われるも3軒続けて断られてしまった。叫ばずに充電をお願いできた先で出川に、心が折れてしまったと語った。普段は妻のことを美貴ちゃんと呼んでいると語った。目的地まで同行。

- 陣内智則

1. 第34弾 - 出川や一般人から離婚や過去の不倫をネタにいじられていた。ホテルに宿泊した翌日の出発直前に離脱する際に出川から「なんでこの番組のゲストは昨日言わないのかな」と不思議がられた。
2. 第63弾 - 充電に立ち寄った民家のおじさん（102歳）に出川の息子と思われた。
3. 第91弾 - 仲良し家族なので、大きくなった娘に自分のWikipediaをみられるのが怖いと語った。2日目の朝、就寝中の出川に挨拶して離脱した。
4. 第121弾 - 初日に雨の中、国頭村の道端で傘をさして待っていたが、他に気を取られていた出川に危うくスルーされそうになった。合流時に浜辺を歩くが風でビニ傘が壊れた。仕事の都合で2日目の朝5時に出川たちに見送られて離脱。
5. 第159弾 - 2日目、前回と同様に土砂降りの海の近くにある東尋坊三国温泉で合流。合流早々に浜辺で国体に向けてビーチバレーの練習をしていた高校生と試合を行い、その後は近くの温泉に本人曰く最速で出川たちと入浴した。東尋坊の崖っぷちに立った出川から「押すなよ!」と振られたが「さすがに押せない、（ダチョウ倶楽部の）寺門さんならわからないけど」と応えた。民家で充電を頼む際、出川の指示で名乗った後で「わしやないかい!」とつけくわえていた。目的地まで同行。

- 杉野遥亮

1. 第148弾 - 2日目の出発前、ホテルのロビーで合流し、初日ゲストライダーの川村から預かった手紙を出川に渡した。出発前に自身が出演するドラマ『生きとし生けるもの』の番宣を行った。車は運転するけどバイクは初めてと語った。昼食で立ち寄ったハンバーグ屋の店主（どう見ても4、50代くらい）が「創業52年です」と言った際に、「52年も立ち続けてるんですか」と返し、店主や出川から「そんなわけないでしょ」と突っ込まれていた。民家で充電中に雑談した際、スタジオ番組はせわしないけど、この番組はリラックスできてマイペースでいられると語った。目的地まで同行。

- 鈴木あきえ

1. 第20弾 - 『大!天才てれびくん』でともにMCで3年間共演して以来、鈴木の結婚式の牧師役を出川が務めるなどプライベートでも交流があり、出川を芸能界の父と慕っているが、出川が「誰にも悪びれずに他局のこと言う」ことには驚いていた。「みちのくのハリウッド」ことえさし藤原の郷の看板が道沿いに頻発したため気になり立ち寄ったものの、郷土芸能の踊りが15分続くと聞かされた時の「えー15分もみたいな」リアクションが失礼だと出川が鈴木の襟首をつかんで突っ込んだ。土方Dとも『極旅』シリーズ（BSジャパン）で仕事をしたことがあり、その際はテーマの城についてちゃんと勉強していたと褒めていたが、出川から「この番組で土方さんが予習してんの見たことない」と突っ込まれる。目的地まで同行。

- 鈴木亜美

1. 第91弾 - 2日目の朝、陣内が離脱後に宿の廊下をうろつく出川に合流。出演のため、事前に教習所でバイクの運転を練習したと語った。八食センターでは、生ガキを単品で頼んだ上に生ガキ定食も食べていた。目的地まで同行。

- 鈴木奈々

1. 第4弾 - 他の番組で会うときよりもメイクが濃いことを、出川に突っ込まれる。
2. 第8弾 - 途中、出川の仕事の都合で中断となって出番が終わる。
3. 第26弾 - ロケ合流の際、大洲城の石垣の上から大声で出川を呼び続けたため、出川に「うるさい!」と言い返される。出川から、ロケの2日前の別の現場で、縫田Dのことを「まーたあのオッサンいるのー?」と言っていたことを暴露され「ちょっと面倒くさいんだもんこの人」と発言。目的地まで同行したが、目的地の下灘駅に到着した5分前に夕陽が山の陰に沈んだため夕陽は見られなかった。
4. 第65弾 - 早朝、出川が宿泊していた部屋の下で元気よくスタッフに挨拶をしていたため、合流する前から出川に気づかれていた。部屋に突撃した際に、そのことで出川から駄目出しを受けた。目的地まで同行。
5. 第129弾 - 走行初日、出川がゲストバイク近くにあったロケ車のスライドドアを恐る恐る開けるとメイク途中の鈴木が現れた。合流の仕方など、ロケの説明を何も受けてないとのことだった。出川にメールしても返事をくれないと言われた際、普段の連絡手段はLINEが主なのでメールで送ってくる出川と山本リンダからの連絡には気づきにくいと語った。充電先の民家でクリームソーダを戴き、仕事の都合で離脱する。
6. 第160弾 - 2日目、フェリーで呉港に着いた出川たちを呉市海事歴史科学館近くで手を振って出迎えた。以前、個人的に出川の還暦祝いを高級しゃぶしゃぶ店で行ったが、会計の際に金額をみてびっくりしたと語った。宿を探す際、この番組で初めて宿を探したと語った。大崎下島にあるドームテント型の宿に泊まった後の3日目早々、大崎上島へ渡るフェリー乗り場まで同行して離脱。

- 関根勤

1. 第56弾 - 頻尿気味なので走行中にトイレへ行きたくならないよう、食事の際にお茶を飲まないようにしていた。塩湯では、入浴中に川井郁子との妄想デートを実演して見せた。
2. 第105弾 - ツアーバスでのオープニング後、出川達が室堂から下山して立山黒部貫光立山ケーブルカー立山駅の外に出ると観光客と写真を撮っていた。走行中、サンダーバードに登場する人形と顔が似てると自身の三男に言われたと語った。「転ばぬ先の杖」と言って16時頃から宿を探し始めて17時半には確保、その後は安心して近隣をバイクで散策した。2日目の朝、出発時に離脱。

- 関水渚

1. 第165弾 - 初日、出発早々に雨が本降りの中で合流して、自身が主演するドラマ『家政婦クロミは腐った家族を許さない』の番宣を行う。初対面の出川の顔をみて、化粧をしていないのにかわいいと語った。走行中、雨の中でもよくしゃべって飾らない姿をみた出川から「ファンは（そのようなキャラであることは）知ってくれてるの?」と言われたのに対し、戸惑うファンもいたが今では受け入れてもらっていると語った。苦労して立ち寄った飲食店で夕飯を食べ始めて早々に時間切れとなり、再度番宣して慌ただしく離脱した。

- 反町隆史

1. 第60弾 - 神社が好きで、合流した大山祇神社で家内安全の御札と御神籤を引いたが、神籤の結果は口外するものじゃないと言って出川たちに教えなかった。家では毎朝4時半に起きて6時半に朝食を取ると語った。出川たちの充電が切れて自分が充電場所の交渉をしないように、なるべく充電時間を引き延ばそうとしたり、早めに充電できそうな場所へ立ち寄ろうとしていた。来島海峡大橋を走行中に、高所が苦手なので「怖い」と言っていた。3人とも充電切れ間近の0%でゴールした今治城で、主演するドラマ『リーガルハート』の番宣をエンディングで行った。

- ダイアモンド☆ユカイ

1. 第1弾（スタジオゲスト） - スタジオでの「見守り人」として出演した。
2. 第2弾 - 走行中の曲はRED WARRIORSの「バラとワイン」。背中にダビデの星をあしらったジャケットを着ていた。小田原城が好きだと語っていた。

- 高嶋ちさ子

1. 第108弾 - 初日、「夢をかなえるカメさん」の前で合流。晴天でとても暑かったが日焼けは気にしないと語った。奄美大島は2回目だが、前回は子どものゲーム機を折った直後でネットでは炎上しており、旅行中にウミガメとのツーショットをSNSでアップすると「そのウミガメもへし折るのか」とコメントされたとのこと。その嫌な思い出を塗り替えるべく、今回のロケ地に本人が奄美大島を希望したと語った。30年ぶりのバイクで出発当初、ウィンカーの出し方に戸惑っていた。初めてドローンに空撮されたと言って感激していた。無計画な旅は初めてで、いつもは分刻みで計画を立てると語った。昼食時、漬物は生まれてから一度も食べたことがないと語った。かき氷とジェラートを味わった後に離脱。

- 高島礼子

1. 第83弾 - 出川と番組（『出没!アド街ック天国』2021年3月27日横浜回）で共演した際に、自分から出川に出演を希望したと語った。バイクに乗るのは30年程振りと語った。目的地まで同行。

- 貴乃花光司

1. 第92弾 - 合流した際、番組には自分から希望して出演したと語った。初めて充電先を探す際に必死になり過ぎて充電できそうな場所を見過ごし、その様子を見ていた出川から「"す"っちゃかめっちゃか、でもこれがスターだから仕方ない」とフォローされていた。走行中、藤島部屋へ入門した際、厳しい稽古にサザンオールスターズの『バラッド』を聴いて乗り越えたと語った。

- 高橋茂雄（サバンナ）

1. 第156弾 - 戸隠神社奥社でのオープニングを撮り終えた出川たちを駐車場へ戻る途中にある八水神の滝で待っていたが、危うく見逃されそうになって合流。走行中、長野県との縁を聞かれて、野尻湖近くにあるサウナへは何度か行ったと語った。戸倉上山田温泉にある寿司屋へ立ち寄った際、すでに離脱する時間になっていたのに寿司を食べたかったのでぎりぎりまで残ったと語り離脱。

- 武井壮

1. 第2弾 - 普通自動二輪車免許保有者。大学時代にバイクを3台買ったが、3台とも盗まれて車に変えた過去があると語った。

- 竹内涼真

1. 第122弾 - ドラマ『ペルソナの密告 3つの顔をもつ容疑者』の番線を兼ねて出演。初日に出川たちが食事した後、お腹をすかせて合流、出川とは別番組でカレー情報を交換したと語った。しかし、自宅に免許を忘れたとのことで、梅原Pが急遽購入した電動アシスト自転車で参加することになった。いとこがたくさんいるので子どもの好きなカーズの登場キャラクターに詳しいと語った。中華屋で食事した後、店の外で合流した沢村とともにしばらく走り、「次回は免許を忘れません」と誓って離脱。

- 武田真治

1. 第67弾 - 『めちゃ×2イケてるッ!』終了後、『みんなで筋肉体操』でのブレイクで救われたと語った。

- 武田修宏

1. 第70弾 - 30年来の友人である出川から、合流早々に六本木でハットトリックを決めた話を暴露されそうになった。目的地まで同行。

- 田中圭

1. 第88弾 - 予定されていた地方ロケが緊急事態宣言のため中止となり急遽都内を走行。その後、第50弾の再編集版の収録に参加した。ドラマ『らせんの迷宮〜DNA科学捜査〜』の番宣で出演。出川とは、田中が舞台で共演した飯尾和樹（ずん）を通じて知り合ったと語った。
2. 第130弾 - 2日目のスタート間も無く、ぷらっとみなと市場で合流。その際に、自身が主演するドラマ『ブラックポストマン』の番宣を行う。市場の寿司屋で食事中、ぐるナイのゴチに出演した際、上手に食レポしようと努力はしたが無理だったと語った。走行中、仕事が好きなので休みがほとんど無く、プライベートで旅行したことが1回位しかないと語った。充電中、車で焼き肉屋に連れて行ってくれたおじさんたちにもドラマの番宣をしていた。目的地の登別地獄谷まで同行し、温泉に出川たちと入浴しながらエンディングを行った。

- 田中卓志（アンガールズ）

1. 第27弾 - 本人は熱心な広島東洋カープファンだが出川に連れられ東京ヤクルトスワローズのキャンプを見学、「かなり苦渋の決断で」スワローズのベースボールキャップまでかぶる羽目になったが、スワローズコーチで元カープの石井琢朗から「お前違うじゃねーか」とツッコミを受けた。目的地まで同行。
2. 第50弾 - サンメッセ宮崎では、恋愛に良いと言われるモアイ像に触れる。鵜戸神宮では出川と運玉投げ競争をするが引き分けた。途中の油津は、広島カープのキャンプ地のため、個人的に10回以上訪れていると発言。充電がほとんどなくなりながらギリギリでゴールの飫肥城に到着。
3. 第112弾 - 3日目、札所の志度寺で合流。最近、テレビ東京の『美の巨人たち』にも出演して高尚になったと語ると、出川から「田中のほかにどんな巨人が出てるの?」と突っ込まれていた。前泊していたホテルにやんちゃな人たちの集団がいて怖かったと語った。目的地まで同行。

- 田中直樹（ココリコ）

1. 第104弾 - 3日目の12時半頃（目的地への到着目標時間は17時）に合流。出川から以前、自身が出演しているNHKの大河ドラマ『鎌倉殿の13人』を『13人の鎌倉殿』と言い間違えられたと語った。目的地直前で縫田Dも出川も充電切れとなり、1人で目的地（傘松公園）に続くケーブルカー（天橋立鋼索鉄道）乗り場に向かうが時間切れとなる。その後、追いついた出川とエンディングを行う。

- 谷まりあ

1. 第67弾 - 『世界の果てまでイッテQ!』のAD達から、サーモンさえ食べさせておけば機嫌が好いと面と向かって言われたと語った。目的地まで同行。

- 田村淳（ロンドンブーツ1号2号※2025年6月24日解散）

1. 第57弾 - 同行ADと出川の充電が切れ、充電先を探した際、「俺だけゴールしてもいいでしょ」「家もないし」とどんどん先へ進んだため、出川は車で通りかかった子連れ女性に苦情の伝言を依頼するが、淳は意に介さず、その女性に紹介してもらったお宅に上がらせてもらい、さらに通りすがりのおじいさんに声をかけて一緒にお茶会などやりたい放題。その後、その家の台所でパスタを作り、一家に振る舞った。目的地まで同行。
2. 第132弾 - 2日目、第57弾と同じように出川たちの前方をバイクで走行しながら合流。前回出演した際にSNSなどで炎上したため、また出演できるとは思っていなかったと語った。昭和新山に差し掛かった際、興味がないそぶりを見せた直後に昭和新山へ方向を変えた。ゴール手前の豆腐店で充電した際、店主さんの自宅にあったピアノで「Let It Be」を披露したところ、出川が熱唱したので驚いていた。目的地まで同行。

- 田村亮（ロンドンブーツ1号2号※2025年6月24日解散）

1. 第26弾 - 合流時にトイレに行っていたため、出川らが到着した時にはバイクしかない状態だった。「日本一長い廊下の小学校[注 14]」では、Z-1（ぞうきんがけレース）に挑戦、1分2秒でゴール。
2. 第118弾 - 2日目、上天草市にある龍の足湯で当番の方と掃除をしながら合流。走行中、釣りが好きなことから3つの釣り番組に出ていると語った。充電のお礼に柳漁港で魚をゲットしようと釣り船に乗ったが、出川がカサゴを1匹釣ったのに本人は坊主だった。目的地まで同行。

- 千秋

1. 第3弾 - 温泉で出川が入らせようとした際に、全身にタトゥーが入っていると言って入らなかった。
2. 第8弾 - 伊勢神宮は初めて行くと語った。出川に「冠番組が欲しいという夢が叶ったんだね」と話すと、出川からも再婚を祝福された。目的地まで同行。
3. 第21弾 - 父親（藤本勝司：元日本板硝子取締役会議長兼取締役会長）が舞鶴事業所勤務時代に舞鶴市で生まれ、物心つく前に千葉県に引っ越したと語った。
4. 第55弾 - 合流するまで出川と会わないように、往きの新幹線も前乗りのホテルも別だったのに、何故か撮影前のロケバスで出川と一緒だったと、スタッフの?を語った。道中の会話で、縫田Dと同い年（1971年生まれ）であることが判明した。ゴールの信長の館に向かう途中でタイムアップで離脱することになったが、信長の館が既に閉まっているため、そこから約23キロも離れている駐車場で急遽エンディングを行うことになり、最後は困惑気味だった。
5. 第118弾 - 初日、出川たちが観光スポット「おっぱい岩」を見物しているところに合流。民家で充電した際、実際は51歳なのに「25、6歳?」と言われていた。長崎の隠れキリシタンに興味があって踏み絵を見たいとのことで天草切支丹館に寄った。夕食に本人がリクエストした焼き肉を焼き始めたところで、マネージャーから「東京に戻る時間」と告げられ離脱した。その後、出川にメールで「演出かと思ったらリアルに時間がギリギリで、（充電旅の）衣装のまま飛行機に乗るかも知れない」と伝えてきた。

- チャンカワイ（Wエンジン）

1. 第75弾 - NHK『大!天才てれびくん』出演の切っ掛けについて語った。それによると、出川が急遽インフルエンザで生放送に出られなくなったため、たまたま隣のスタジオで健康番組に出演していたチャンが呼ばれ、衣装サイズもぴったりだったことから代役として出演、そのままレギュラーになったとのこと。お遍路企画で第71番弥谷寺からエンディングを行った第76番金倉寺まで同行。

- 塚本高史

1. 第115弾 - 2日目のスタート直後に合流。出川とは初対面だが、当番組の大ファンだと語った。充電場所で出川たちよりも先に充電をお願いしていた。中3の娘がいて、一緒に買い物へ行くなど仲が良いと語った。ダウンタウンに着けられたヤンチャなイメージを払拭したいと言いつつ、充電先で植木に水をやりながら出川と水かけに興じるなどしていた。目的地まで同行。

- 津田篤宏（ダイアン）

1. 第143弾 - 初日、スタート時に合流。前日も同じ群馬県内に、群馬テレビのレギュラー番組『ダイアンのガチで!ごめんやす』のロケで来ていたと語った。野球の経験はないが、実家が甲子園球場の近くということもあり阪神タイガースのファンであると語った。玉村八幡宮を参拝した際、小籔千豊に習ったという正しい作法でお参りした。昼食の際、胡椒の入った料理の感想を「胡椒が効いてる」と述べた出川の食レポが下手だといって手本を見せるも、自身も「最高、ゴイゴイスー」というだけだった。ペルー料理屋さんで夕食を食べ、仕事の都合でそのまま離脱。
2. 第166弾 - 初日、伊江島から渡ってきた出川たちと本部港で合流。料理が得意とのことで、充電先の民家で台所を借りてだし巻き玉子を作った。2日目の出発する1時間程前に出川の部屋を訪れ挨拶をして離脱。

- 角田夏実

1. 第161弾 - 2日目、サラキ岬付近で金メダルを首にかけて合流。バイクに乗るのは初めてと語った。パリ五輪で金メダルを取った際に観戦していた出川から、試合の時とは別人のように優しい感じだと言われていた。金メダルの管理などで同行していたテレビ東京スポーツ局のスタッフが学校の先輩で、普段から一緒に遊んだりしていると語った。そのスタッフからカラオケで「天城越え」が上手と言われたが、それを歌えるようになったのはスナックなどで知らない人の前でも平気で歌えるくらいのメンタルを鍛えるためだったと語った。走行中、巴投げはできても背負い投げは苦手だと語った。出川からのリクエストで、充電先の民家の前にマットを敷いて巴投げを披露した。目的地まで同行。

- 椿鬼奴

1. 第18弾 - スーパーカブに乗っていた時期があり、バイクの運転は苦ではないと語った。目的地まで同行。
2. 第31弾 - 鳥羽港で合流して、目的地まで同行。
3. 第94弾 - 合流時、次に向かう町が大村市と聞いて「大村競艇場のあるところだ」と反応、「今日、旦那が営業で宮島競艇場に行ってる」と語った。食事の際、「マヨネーズの使い過ぎで奥さんに怒られる」と語った出川に対し、「自分は胡麻の掛け過ぎで旦那に叱られる」と返した。
4. 第151弾 - 初日、オープニング終了後に合流。首と名のつくところは冷やしてはいけないと、前回に引き続きマフラーをまいていた。ロケバスに乗ると間食が絶えず、4kgも太ったりすると語った。ロケ中に立ち寄った場所での買い物に備えて、買ったものを入れるスーツケースを持参していた。夕食に立ち寄った店で食事中、翌日にドラマの収録があるため離脱。

- DJ KOO

1. 第81弾 - 丑年の59歳でもうすぐ還暦で、57歳の出川にこれからの2年間で身体が大きく衰えると語った。

- デヴィ・スカルノ

1. 第1弾（スタジオゲスト） - スタジオでの「見守り人」として出演した。ぶどう園の場面で、ぶどうの樹を所有していると語った。

- 寺門ジモン（ダチョウ倶楽部）

1. 第28弾 - 本州から九州に上陸したところで、自分が知っている小倉の寿司屋に電話を入れ夕食を予約。番組の本気な作りに終盤引いており、走行中の映像がせいぜい流れても15秒程度だと聞かされると、スタートゴール映像だけ撮影してあとは車移動でも良かったと愚痴をこぼした。泊まるホテルが2部屋しか空きがないものの内1部屋はツインルームであるため3人泊まることは可能であるにも関わらず相部屋を拒否し、もう1部屋別のホテルを探させた。
2. 第89弾 - 出川に有吉弘行から「（食をうるさく語る）ジモンさんとは二度とグルメロケに行きたくない」と言われたことを暴露されていた。
3. 第139弾 - 高橋稲荷神社でのオープニングで出川たちが厄落とし玉を始める際に合流。自身は1回でクリアした。いまだに番組の主旨がわからないと語った。粟嶋神社では出川とともにミニ鳥居くぐりに挑戦してなかなか抜け出せず苦戦した。途中で立ち寄った網田駅の駅舎内にあるカフェで新メニューへのアドバイスを求められて応えていた。宿泊先がなかなか見つからなかった祭、大きなイベントのある時期にロケをするスタッフに対して意見した。さらに満室で泊まれなかった宿泊施設で事情を知らず群がる宿泊客に思わず不機嫌な態度を見せてしまう。その後、宿を確保できた時点で我に返り、カメラに向かい謝罪した。宿で解散した後、寺門の部屋の前で出川と熊谷Dが（寺門は）扱いが難しいと話していると「俺の悪口を言ってる?」と部屋から出てくるが、鍵を持たずに出てきたので部屋に入れなくなってしまった。翌朝、スタート時に肥後と交代して離脱。

- とにかく明るい安村

1. 第102弾 - 出川達がロッチ中岡の実家から出て来たところにパンツ一丁で合流。ロケ中、同行して出川を取材していたNHK『プロフェッショナル 仕事の流儀』のクルーに気づき、「どうりでさっきからカッコいい発言をしていたんですね」と出川に突っ込みを入れた。初日の宿探しが深夜1時半頃までかかり、走行中にお尻がつったと語った。出川に何度も「よしむら」と名前を間違われていた。目的地直前で1人だけ充電切れとなり、帰る飛行機の関係でエンディングには間に合わなかった。10分遅れてゴールした。
2. 第137弾 - 初日、出川たちが夕食を食べようと大衆酒場に入った後、持ちネタの「安心してください」英語版で合流した。イギリスのオーディション番組「ブリテンズ・ゴット・タレント」の決勝に出てから、イギリス、フランス、アメリカなど海外での仕事が増えたと語った。前回に引き続き深夜まで宿を見つけらないと思ったが、思いのほか早く見つかって残念そうにしていた。2日目、弘前市に入った際にじろう（シソンヌ）の両親が営む蕎麦屋があると言い出し立ち寄ったが、実際は親戚のお店（じろうの母親の実家）だった。ゴール手前で充電切れを繰り返し、今回もエンディングには間に合わなかった。

- 富田靖子

1. 第68弾 - この番組に以前から出演したいと思っており、出演が決まってから免許を取得したと語った。合流時と離脱時に自身が出演するNHK朝ドラ『スカーレット』の番宣を行った。

- 友近

1. 第124弾 - 2日目朝、寝起きの出川とホテルで合流。走行中、歌詞のわからない歌を歌うときはタ行の「タチテト」だけで歌うと語った。目的地まで同行。

- 中居正広

1. 第61弾 - 合流の際にスター登場風の演出をして2回撮り直し、出発の際も集まった人達からの声援を演出した。充電先の民家で「巨人vs広島戦」を最終回まで観戦した。出川から「本当は歌が上手いのに、テレビ等の前ではわざと音痴キャラに徹してる」と言われる。充電シールは中居の特製バージョンだった。食事や宿など何かにつけて注文が多いことから、出川に寺門ジモンみたいだと言われる。ゴール目前で温泉に入ったが、出川と土方Dが龍神の湯を堪能している最中に抜け出し、置き手紙を置いてロケバスに乗って離脱した。

- 中岡創一（ロッチ）

1. 第8弾 - 生まれは愛知県南知多町と語った。
2. 第23弾 - 対馬中学校野球部の生徒と野球対決した際、二塁打を打ったが出川は三ゴロだった。
3. 第36弾 - 銀山温泉の旅館が週末のため軒並み満室だった上、唯一部屋が空いていた旅館では大きい部屋とはいえ3人相部屋となったが、中岡のいびきが酷いため出川がほとんど眠れず、しかも翌朝出発前に中岡が別の仕事のために離脱したため、出川から「だったら昨日の晩のうちに帰ってくれれば良かった」と苦情を受けた。
4. 第90弾 - 収録の前日、別番組のロケで新潟県内にいたら一般の方に「明日、（当番組に）合流ですか?」とバレバレだったと語った。目的地まで同行。
5. 第102弾（ライダーとしての出演ではない） - 出川達が実家に立ち寄り、電話で会話する。その際、出川が中岡に「奈良で一番有名なのは中岡」だと伝えるとすかさず中岡の母親が「違う違う、明石家さんまさん」と突っ込んでいた。
6. 第116弾 - 2日目の朝、ホテルのロビーでバックショットで髪をとかしながら合流。鹿島神宮を出川とともに知らなかった。前日、アメリカから帰って来たばかりであまり寝れていないと語った。大型二輪の免許を持っており、出川とハワイに行った際は何時も後ろに乗せてタンデムしていると語った。上り坂を走行中、体重が重くて遅い出川を余裕で抜けると語り、一瞬抜いてみた。3日目早朝、別の仕事の都合で出川が起床する前に置手紙を残し離脱した。
7. 第169弾（the world 台湾） - 初日、オープニングの台北圓山大飯店で合流。撮影の3日前までバングラデシュにいて狭いベッドで寝ていたため、前泊した大飯店の広いベッドに慣れずにはしっこで寝たと語った。九份で宿泊した民宿がシングルベッドが2つしかない1部屋のみだったので簡易ベッドを出してもらったが、じゃんけんで一番に負けたので簡易ベッドで寝た。しかし思いのほか寝心地がよく、ぐっすり眠れたと翌朝語った。2日目の出発前、準備をして民宿の居間に入ると佐藤栞里が待っており、もう少し走りたいと残念そうにしながら交代した。

- 長嶋一茂

1. 第66弾 - 免許は持っていたが、バイクの運転は母親に止められていたので今回が初めてと語った。途中、何度も出川たちより先に充電が切れていた。そのことで出川に切れる場面があったが、出川が聞いてなかったというと同じくだりは疲れるからできないと笑っていた。初日、宿を決めてから夕食を取ったが、マネージャーから東京に戻る時間と言われて「ここに泊まりたい」と言いながら離脱。
2. 第79弾 - 3日目朝、川奈ホテルに泊まった出川を急襲、朝の4時から起きて待ってたと言って合流した。テレ東の『ニュースモーニングサテライト』は株価が気になるのでよく見る、当番組と『出没!アド街ック天国』以外の番組には呼ばれないと語った。目的地まで同行予定だったが、手前の坂道でバイクがオーバーヒートを起こし、回復まで時間がかかりそうだったことからリタイアとなる。
3. 第113弾 - 2日目朝、出発の際にバイクにまたがった姿で合流。おもむろに土下座して「ハワイに免許証を忘れてきたことにさっき気づいた」と告白した。安曇川駅観光案内所の高島市内限定のレンタサイクルで市街地用の自転車を借り、気温30度越えの中を汗だくになりながら隊列の先頭を走行した。大津市との市境からはヒッチハイクに切り替えて出川たちが見つけた鰻屋さんまで一般の方に乗せてもらい、再度合流して好きなウナギを食べた。本来は目的地まで同行する予定だったが食後に無念の離脱となり、「ギャラは3分の1でいい」とスタッフに語った。
4. 第141弾 - 2日目、河口湖畔で合流。出川から免許を持ってきたのかを確認されていた。いつもなら2日目以降の合流時間は9時頃だが、本人の希望で11時開始にしたと、合流早々に出川が語った。富士急ハイランドへ立ち寄った際、高所・閉所・狭所・暗所は無理と述べながらお化け屋敷「戦慄迷宮」に挑戦するも途中でリタイアする。リタイアしたにもかかわらず「まったく怖くなかった」と語った。21時には寝たいとのことで、出川たちに夕食や宿探しを急かしていた。苦労した挙句に21時を少し過ぎた時点で宿を見つけ、じゃんけんで一番いい部屋を勝ち取り、温泉を楽しむ。にもかかわらず翌朝、鈴木Pが出川に「昨夜、本人から電話があった、帰宅するので哲ちゃんによろしく言っといてとのことだった」と告げられた。宿泊せずに離脱。
5. 第174弾 - 3日目、出発して間もなく羽合温泉付近で合流。朝4時に起きてずっと待っていたと、キレ気味のキャラで登場した。中学生の硬式野球クラブと1打席勝負をした際、29年ぶりの打席ながら左前に安打を打ってみせた。目的地の数キロ手前で充電切れとなり、制限時間の関係で離脱した。

- 中西茂樹（なすなかにし）

1. 第175弾 - 初日、出川たちが後生掛温泉の露天風呂で入浴中にスイカメットをかぶったまま裸で合流。父親が番組の大ファンで、毎回録画しているだけでなく中西が出演できるように仏壇に祈っていたと語った。下戸でお酒は飲めないがコーラだけで朝までつきあえると語った。電車に乗るのが好きで、仕事へ行くときも電車が多いと語った。趣味は多趣味で、最近は自宅で作務衣を着てお茶をたてていると語った。比内地鶏を求めて店を探そうとした途端、マネージャーから飛行機の時間が迫っていると伝えられて離脱。

- 仲間由紀恵

1. 第166弾 - 2日目、恩納村の瀬良垣ビーチ近くで合流。他の俳優たちが楽しそうにしているのを観て出演したと語った。琉球村を訪れた際に初めて来たと語っていたが、施設のスタッフから以前にドラマの撮影で来ていたと言われた。同じ際に出川から、親友である常盤貴子が結婚する時に話の流れで「新婚旅行に一緒に来る?」と言われ、「うん、じゃあ行く」と言って本当について行ったことを明かされていた。社交辞令かどうなのかがわからないことが多く、生瀬勝久から軽く釣りに誘われた際も本気にして出掛けてしまったと語った。目的地まで同行。

- 中村獅童

1. 第150弾 - 2日目、倉吉市の「第46回櫻杯争奪相撲選手権大会（桜ずもう）in鳥取」に出川たちが飛び入りした際に後から合流。ちゃんこ鍋をごちそうになった際、スープづくりが趣味で寸胴鍋もそろえていると語った。街中を散策中、自分がこの番組をやりたいので、出川にいつ辞めるのか訊いていた。充電で立ち寄った県の大会で優勝したことのある理髪店で、映画のクランクインを控えているといって散髪してもらった。後半、土砂降りの中を走行中などに不満を口にするたび、出川から「小泉孝太郎君は土砂降りでも笑顔だった」といわれ、負けじと笑顔を見せていた。目的地まで同行。

- 中山エミリ

1. 第2弾 - 本番組ではじめて、公道をバイクで走ったと語った。別番組でゴールできなかったことがトラウマになっていたが、本番組では目的地まで無事に到着できたので、トラウマを解消できたと語った。また出川から、後ろ姿を千秋と勘違いされて「最悪（のゲスト）だよ」と言われたり、後日千秋がゲスト出演した際に「この間、辺見えみりちゃんが来てくれた」と発言されたりと、意図せず雑な扱いを受けることが多々あった。

- 中山秀征

1. 第82弾 - 出川が泊まりたかった雲の上のホテルに前泊していた。デビューは同じ頃（1985年）だったが、中山の方が先に売れていたと出川が語った。

- ナダル（コロコロチキチキペッパーズ）

1. 第97弾 - 2日目の朝、クロちゃんと入れ替わるために土砂降りの中、出川達が出て来るのを宿の外で待っていた。合流時、クロちゃん同様に出川から「この番組がParavi（ネット配信）だけの放送」と嘘を言われた際、「地上波じゃないとやる気が出ない」と同じ様に返した。参拝中の会話で、大きなローンを組んで家を買ったと語った。37歳だと知った出川に54歳位と思ってたと言われた。お遍路企画で第6番安楽寺から第10番切幡寺まで参拝した上で、目的地まで同行。
2. 第134弾 - 初日、第62番札所宝寿寺で合流。お遍路旅企画2回目の登場で、お遍路の回しか出ていないので「お遍路しながら充電する番組かと思った」と語った。前回の旅でCMの話が来てほしいと言っていたら本当に来ましたと語り、今回も参拝先で同じ願いをしていた。第58番札所仙遊寺へ向かう途中で出川と一緒にバッテリーが切れた際、長い登り坂に疲れて自動車をヒッチハイクしたが定員の関係で1人しか乗れず、出川とのじゃんけんに負けて歩いて登って参拝した。2日目朝、旅の支度をしてホテルのロビーに行くと次のゲスト・クロちゃんがおり、バトンタッチして離脱。

- 夏菜

1. 第74弾 - 「越前焼の館」で充電をお願いする際、駆け寄ってドアを開けようとした瞬間に消灯され、そのままドアの前で崩れ落ちる。結局は充電させて貰えた。目的地まで同行。

- 信子（ぱーてぃーちゃん）

1. 第167弾 - 初日、出発して間もなく出川に「おじいたーん」とテンション高めに呼び止めて合流。事前に信子について堀内健などにリサーチすると「ああ見えて実はすごくいい子」と聞いたと出川に言われて恥ずかしがっていた。走行中、おじいちゃんおばあちゃんが好きだから出川のことも好きだと語った。充電先でお礼に窓拭きを行った際、出川の拭き方が雑だと言って拭き直していた。大江戸温泉物語Premium 伊勢志摩で入浴後に離脱。最初から最後まで長めのネイルをしたまま参加した。

- 野呂佳代

1. 第149弾 - 初日、出発して間もなく合流。合流地点に到着早々、走行練習前に一息ついてバームクーヘンを食べ始めたところに出川たちが現れビックリしたと語った。5年前から免許を取得して出演依頼を待っていたと語った。充電後、待っていた住民たちの見送りに感激して走行しながら泣いてしまうと、出川から鈴木奈々以来と言われた。民家で充電をお願いした際、表札で名前を確認して接していた。走行中に見つけた味噌屋で収録中なのに個人的に味噌を購入した際、出川から森三中みたいと言われた。2日目の出発前、宿の主人が監督を務める少年野球チームの解団式の予行に立ち会い涙ぐむ。そのまま離脱。

- 濱口優（よゐこ）

1. 第3弾 - 伊豆の白浜大浜海岸から目的地まで同行。
2. 第29弾 - 裏番組だった『めちゃ×2イケてるッ!』の番組終了後、僅か7日目である2018年4月7日にゲスト出演が決まった際、ブログ上で出川が「終わってすぐは、流石にヤバいだろ?」と書き込むと、「大丈夫です!だってすぐに出た方が面白いでしょ!」と返していた[36]。また、番組中に出川から結婚の話題を振られると、「ちゃんと考えてます」と発言し、放映後にほどなくして2018年5月25日に南明奈と入籍した。
3. 第35弾（ライダーとしての出演ではない） - 当回ロケ（ゲストライダーは偶然にも相方の有野）の前日に南明奈との結婚を発表したことから、仕事先の名古屋から番組ゴール地点の館山・洲崎灯台まで急遽呼び出されたが結局、2時間以上待たされた。それでも、愛のキュービッドの出川と結婚の証人になった有野のために、新妻の許しを得て駆けつけたと語った。
4. 第77弾 - 番組内で出川が南明奈とツーショット写真を撮影して濱口に送ったが、それを見て「世界一、嫉妬しないツーショット」と評していた。目的地まで同行。
5. 第107弾 - 2日目、出川たちが牧場を案内してもらおうとしていた矢先に合流。昼食時、同じ海鮮丼を出川がまだ半分以上残している段階ですでに食べ終わりかけていた。目的地まで同行。

- 原田龍二

1. 第52弾 - 「バイクに乗るのは中学生以来」と発言して出川を慌てさせた。「温泉俳優」を自称することもあり、平戸温泉でホテルの立ち寄り入浴をお願いする際に撮影許可そっちのけで温泉に入れるかどうかを真っ先に確認、沿道の人からも裸じゃないのかと声を掛けられていた。大半の行程が大雨で、平戸大橋では横風に飛ばされそうになり、生月島まで残り約1kmで充電が0%になりながらも偶然あった近くの民家で10分だけ充電。目的地まで同行。
2. 第101弾 - 2日目朝、出発前に合流。ウリにしているハダカを披露するため温泉を探すも入浴する機会を得られないまま目的地まで同行。

- はるな愛

1. 第25弾 - 目的地まで同行。途中の豪雨で全身ずぶ濡れの上つけまつげが取れ、やむなくつけまつげだけではなくアイラインまで落としロケ続行、出川に雨オンナのレッテルを貼られた。途中立ち寄った佐世保バーガーの店で食前だったにもかかわらず、サイン色紙に「おいしいよね」と書いたことを出川から突っ込まれた。
2. 第93弾 - クマの縫い包みリュックを背負って合流。相当な怖がりで、宿泊場所も怖くないところを選んでいた。目的地まで同行。

- 肥後克広（ダチョウ倶楽部）

1. 第28弾 - 星野源と新垣結衣のドラマ『逃げるは恥だが役に立つ』で話題になった瓦そばを川棚温泉で食べた。
2. 第89弾 - 道中で柿を食べた後の走行中、出身地の沖縄には柿の木が無く上京して初めて見たと語った。目的地まで同行。
3. 第139弾 - 2日目のスタート時に寺門と交代して合流。合流した際は陽気に住民などと触れあっていたが、直前まで死んだように待機していたの宿の中から出川たちに見られていた。道中も何かにつけて「疲れた」を連発していた。熊本だけに名前と同じ「ひご」のついた看板などを見かけるたびに、出川からいじられていた。目的地まで同行。番組史上最速ペースで15時過ぎには温泉に浸かりながらエンディングを行った。エンディングでは出川と口喧嘩からのキスを披露した。

- ビビる大木

1. 第86弾（ライダーとしての出演ではない） - 出川達がジョン万次郎資料館へ立ち寄った際に大木が名誉館長だと聞き、館長のLINEを介してやり取りした。
2. 第107弾 - ロケ開始早々、大鵬相撲記念館付近で合流。第86弾の話題になり、ジョン万次郎資料館の名誉館長なのに1回しか行ったことがないと語った。温泉をはしごすると大木が決めた際、スタッフの微妙な空気（演出的に要らない）を察知していた。民家で充電中にジャンボ鶴田の物まねをした後、離脱。

- 平子祐希（アルコ&ピース）

1. 第173弾 - 2日目、舟形橋脇の河川敷で出川を呼び止めるも、「声が小さいから気づかなかった」といわれて合流。ロケの少し前に中型・大型のバイク免許を取得したが、公道をバイクで走るのは初めてと語った。日本映画学校で出川の後輩だが、最初の授業で「ウンナンや出川と一緒に仕事ができると思うな」といわれたと語った。充電場所を探す際、なかなか見つけられずに『昼めし旅 〜あなたのご飯見せてください!〜』の時の方が見つけられるとこぼした。堂ノ前公園で桜を観る際、「桜にはだんごでしょ」といってだんご屋に寄った。目的地まで同行。

- ファーストサマーウイカ

1. 第104弾 - 2日目に合流。その際、オーバーオールのチャックが空いていたのを出川に指摘された。公道をバイクで走るのも、牧場を訪れるのも、海に来るのも、アポなしロケをするのも人生で初めてと語った。走行中の姿勢を見た縫田Dから「ガニ股がよく似合う」と言われた。出川から興味があるスポットを尋ねられると「秘宝館」と答えた。3日目、経ヶ岬灯台を散策した後に離脱。
2. 第131弾 - 2日目スタート時、竹富島で電動レンタサイクルにまたがり出川を出迎えて合流。竹富島を去る際、友利観光のお母さんが出川たちを見送りに来てくれたのを本人は初対面だったのに感激し、石垣へ戻るフェリーの中で号泣していた。目的地まで同行。

- 福士蒼汰

1. 第124弾 - スタートして間もなく、海岸沿いで合流。主演するテレビ東京系ドラマ『弁護士ソドム』の番宣を行ったところ、出川から「同時間帯に裏で他番組（日本テレビ『沸騰ワード10』）に出ている」と言われた。内房の海岸沿いを走行中、「（貝が好きなので）貝を食べるために九十九里浜まで行ったことがある」と語った。また、仮面ライダーフォーゼの変身ポーズも披露した。キャンプ場で充電を提供してくれた利用客の方から「ずっとバイクを運転してるのか半信半疑なんです」と言われたのに対し、「思った以上にガチで、スタッフも助けてくれないんです」と答えていた。苦労して宿泊場所を確保した後、ドラマのクランクインが翌々日に控えていたため離脱。疲れていたのか、去り際の番宣を出川に言われてから行う。

- 藤木直人

1. 第158弾 - 2日目、なまはげ立像の前で合流、主演ドラマ『D&D〜医者と刑事の捜査線〜』の番宣を行う。自身が出演する『おしゃれイズム』に出川がゲストで出演した際、現在高3の息子が小さかったころ『世界の果てまでイッテQ!』が好きだったので収録現場に連れて行き、一緒に写真を撮ってもらったと語った。充電場所を探す際、人気がなさそうな山へ登りそうになって峠の手前で引き返した。その際、充電をお願いした民家は以前に『昼めし旅 〜あなたのご飯見せてください!〜』の取材を受けていた。釣りが好きなこともあり、途中で水族館へ寄った際はテンションが上がっていた。目的地まで同行。

- 藤田ニコル

1. 第102弾 - バッティングセンターで60kmの球を打っていたところで合流。公道をバイクで走るのは初めてと語った。走行中、小学校で通信簿がオール1だったことからポッキーと呼ばれていたと語った。大神神社を参拝時、参道にある屋台をみて「こういうの好き」と語った。ロッチ中岡の実家に辿り着いたところでそのまま離脱。

- 藤本敏史（FUJIWARA）

1. 第48弾 - 充電させてもらったゴール手前の民家で温泉の代わりに家風呂に入らせてもらい、ユニットバスで出川と相風呂していた。目的地まで同行。

- 藤本美貴

1. 第147弾 - 初日、民家の敷地で住人家族と和んでいるのを出川が見つけて合流。前日深夜、夫の庄司智春が本人には内緒で「よろしくお願いします」とメールがあったことを出川が明かした。夫婦げんかした際、夫に馬乗りになると死んだふりをされたと語った。夫はとてもやきもち焼きで、海へ旅行した際など水着姿を他人に見られることをとても嫌がると語った。偕楽園に立ち寄った際、出川とツーショット写真を撮って庄司に送ると、すぐに返信で「ジェラ!」と返された。夕食に高級レストランで常陸牛のコース料理を食べた後、仕事の都合で離脱。

- 藤原紀香

1. 第93弾 - 日除けのサンバイザーの上にヘルメットを被って参加した。夫の片岡愛之助が出演した直後、事務所に番組からオファーがあったと語った。出川と初めて共演したのは30年程前で、『スターどっきり（秘）報告』に寝起きドッキリの仕掛け人として出演した時だと語った。視力を測定すると2.5だったと語り、遠くの看板に書いてある文字が読めた。充電の度に、お礼として自身オリジナルのマスクケースを配った。稲佐の浜で見届けたマジックアワーを自分の中のエンディングと称して離脱した。

- 古田敦也

1. 第172弾 - 2日目、海の近くでキャッチャーミットをはめて出川たちを待って合流。東京ヤクルトスワローズの優勝祝賀会に引退していた古田から誘われた際、思い切って番組への出演を依頼すると快諾してもらえたと出川が語った。出発前に出川とキャッチボールした。バイクの運転は久し振りだが、学生時代には毎日乗っていたと語った。小学生のソフトボールチームと2打席勝負した際には、2安打してみせた。目的地まで同行。

- ベッキー

1. 第58弾 - 「じょうはな織館」で機織り体験（絹遊）を楽しみ、完成した作品を出川に褒められた。目的地まで同行。

- 北斗晶

1. 第38弾 - 出川と縫田Dが宿泊していた利尻島のコテージの窓を叩くクマのふりで合流。礼文島へフェリーで移動中、乗り合わせた一般客の女性達から「おっぱい良くなって良かったね」と声を掛けられる。礼文島で、前夜ウニを食べていたため昼食にウニではなくカレーに興味を示す出川に「私はウニが食べたいんだよ」「男どもはいつもそう」と文句を言った。途中、野生のアザラシの集団を発見した際に大騒ぎしたため、縫田Dに呆れ気味に「うるせえ」と呟かれる。フェリーで稚内港到着直後、夫の佐々木健介と交替し終了。

- 堀田茜

1. 第62弾 - 出川と共演している『世界の果てまでイッテQ!』の話題が度々登場した。海亀の産卵見学時には少し涙ぐんでいたが、出川から「鈴木奈々ちゃん方式（の演出）」と突っ込まれていた。目的地まで同行。

- 蛍原徹

1. 第136弾 - 2日目、美瑛町に入って間もなく合流。番組開始当初から出川が直接に出演をオファーしていたにも関わらず、裏番組だった『炎の体育会TV』へ出演していたためになかなか実現できなかったと語った。一度だけ出演できる機会があったが、ロケの前日に蛍原が発熱して中止になったとも語った。出川も「北の国から」が好きなことから、走行中などに何かにつけて話題にしていた。充電先のお宅で缶コーラをもらった際、コーラは年に1回くらいしか飲まないと語った。バイクは好きでよく乗っていたが、転んでけがをした時に妻から「もう二度と乗らないで、もし乗るなら離婚です」と言われたので、それからは乗ってないと語った。今回のロケも妻には内緒で来ているので、もし離婚届を出されたら出川の責任だとも語った。ゴール手前の民家で充電した際、急にぎっくり腰のような状態となり途中でリタイアする。離脱後に上富良野町の救急病院を受診するとぎっくり腰ではなく尿管結石だったと、別日の収録VTRの中で明らかにした。

- ボビー・オロゴン

1. 第17弾 - 合流した際、民宿のおばあちゃんに名前をコピーと間違えられる。体重が95kgとそれまでの参加者中最も重いため、一番先に充電切れを起こし、バイクを押して長距離歩く羽目になったことを出川にキレていた。フェリー乗り場の印章店で、「出川」という既製品の印鑑がないと主張する出川に対し、視力の良さを活かし、数百ある既製品から店主より先に「出川」の印鑑を発見する。フェリー下船直後の明石港で離脱。
2. 第29弾 - 最初はこの番組をクソ番組と思っていたと語った。ゴールで「いいことも悪いことも全部ひっくるめて旅」と締めた出川に対して「リアクションしか取れないと思ってた人がこんないいことが言えるなんて」と述べていた。
3. 第59弾 - 閉まっていて無人だったビジネスホテルから自分の携帯電話で管理先に充電の許可を取った際、相手には「ボビー」であることを告げず、本名の「近田」を名乗ったと語り、「それじゃ誰だかわかんないだろ!」と出川に突っ込まれていた。出川が、ボビーの名前をずっと「ボビー・オレゴン」と間違えて憶えていたことが判明した。目的地まで同行。

- 堀内健（ネプチューン）

1. 第5弾 - スイカヘルメットを盗まれ "おぉ〜い! スイカ泥棒!" と追いかける演出（近くに居た少年に泥棒役を頼む）で登場した。

- 本田望結

1. 第153弾 - 初日、スタートして間もなく出川たちを興奮して出迎えて合流。ロケ当日が20歳の誕生日だと語った。家族で番組のファンであり、出演に備えて16歳の誕生日に母親が原付の教科書をプレゼントしてくれたと語った。さらに父親には、番組で使用しているものと同型のバイクを用意してもらい、ずっと練習していたと語った。走行中、出川から「好きな料理」を聞かれるも「タマネギ」「白飯」と答えていた。初めて充電場所を探した際、5軒目でやっと見つけることができ、出川の顔を見たとたんに泣いてしまった。テレビ番組で素で泣いたのは初めてと語った。宿泊場所で部屋を決める際、出川から「今日は誕生日だから好きな部屋でいい」と言われると、「部屋決めじゃんけんをしたい」「負けたら倒れ込準備もできている」と応えるも、一度も勝てず倒れ込むことも忘れてしまった。2日目早朝、出川に挨拶をして離脱。

- 松坂大輔

1. 第98弾 - 横須賀市4位の少年野球チームとの1打席勝負で右ゴロに終わるが、もうひと勝負してもらい本塁打を放つ。その流れで軟球ではあったが特別に投球も披露した。ダチョウ倶楽部上島との喧嘩後のキス芸を出川から何度か仕向けられるが、その度に上手くすり抜けた。出演依頼を了解する際に本人が番組スタッフに向けて使用した番組公式のLINEスタンプは普段から使用していると語った。2日目のサザンビーチちがさきで離脱。その際に縫田DやADらから写真をせがまれた。

- 松村沙友理

1. 第138弾 - 初日、オープニングを終えて出発しようと駐車場にやってきた出川たちを待ち受けて合流。今回のために免許を取得したとのこと。パワースポットが好きで、伊勢神宮には家族や友人と年に数回参拝しに行くと語った。出川が松村とロケを共にした堀内健から「一日一緒にいたけど心がほどけなかった」と聞いたと語ると、自分でも（乃木坂の）メンバーからもよく「心に壁がある」といわれると語った。とんかつ屋で食事中、あまりにもぶりっ子キャラが止まらないので、出川に思わず頭をはたかれていた。宿で泊まる部屋をじゃんけんで決める際、土方Dに負けて自分が泊まりたい部屋を取られた。2日目早朝、寝起きで歯磨き中の出川に挨拶をして離脱。
2. 第162弾 - 2日目の出発時に合流。出川に何度も「ゆきりんごちゃん」と愛称を言い間違えられていた。カジュアルフレンチ店で食事中、実家ではフォアグラが日常的に出されていたと語った。那須ワールドモンキーパークのショーで懸命に芸を披露するサルたちに感動して号泣した。目的地まで同行。

- 松本明子

1. 第16弾 - 移動中、出川と『進め!電波少年』の話で当時を振り返っていた。

- 眞鍋かをり

1. 第2弾 - 普通自動二輪車免許保有者で中型バイクに乗っていたが、バイクでトンネルを通ったのは本番組が初めてだと語った。

- 丸山桂里奈

1. 第51弾 - 合流時、雨天対策でメイクが濃い目だったのを出川にいじられた。沼津市戸田の民宿で日帰り入浴する際に自ら混浴を希望して出川、土方Dと一緒に湯につかる。ゴールの修禅寺に向けて夜の戸田峠を出川、土方D（充電切れ）と離れて走行していると、いきなりスタッフから（出川も充電が切れて夜の峠道なので）「終わり」を告げられ、出川一人の最悪なエンディングの後に「こんなところで終わるってあるんですか?」「えっ、こんな感じー?」と発言して番組は終わった。
2. 第78弾（電動キックボード回） - 本編を視聴しながらのトークの際に、本並健治からのプロポーズはよく覚えておらず、本ロケ直後の疲れている時だったらしいと語った。
3. 第142弾 - 2日目、出川たちが宿泊したホテルの駐車場で待っていて合流。走行中、特技を訊かれていっこく堂のマネを18歳からしていると答え実演するも、先頭を走る出川からは見えなかった。目的地まで同行。

- 水谷隼

1. 第96弾 - 充電場所を探した際に立て続けに3回断られて心が折れそうになったが、出川の叱咤とサポートもあって見つけることができた。夕食の際、モツ鍋を前に日本酒が好きだと語った。離脱する際、出川に次も出演したいと指切りまでして別れた。

- 光浦靖子（オアシズ）

1. 第45弾 - バイクは初めてと語った。前半ゲストの品川祐がなかなか帰らなかったため事前にバイクの練習が出来ず、おそるおそるブレーキを掛けながらアクセルを回していたので電池の減りが早かったが、途中で充電が切れることは無かった。目的地まで同行。

- 南明奈

1. 第77弾 - 阿蘇ファームランドで肉体年齢測定に挑んだが、ロケの5日前に初めて患ったぎっくり腰が再発しそうになってリタイアした。ちなみに、暫定結果ではあるものの肉体年齢は26才（出川は71才）だった。また、走行中にすれ違うトラックを見て「デコトラが好きで、運転がしてみたい」と語った。濱口と交代する際には、「明日の帰り時間が分かったら教えて」「は〜い、わかった」とさり気なく交わした夫婦の会話を出川にやっかまれていた。

- 三村マサカズ（さまぁ〜ず）

1. 第92弾 - 合流時の会話で、出川が三村に「充電に出てくんない?」とメールしたら「はーい」と返信したことで出演が決まったと明かした。土方Dから20年ほど前に仕事で一緒だったと言われたが憶えていなかった。食事の場所を決める際、『モヤモヤさまぁ〜ず2』のお陰で現場に合わせて何でも食べられるようにお腹の準備をスイッチできると語った。

- 宮川大輔

1. 第131弾 - オープニングで体験予定だったモーターパラグライダーに乗れずテンションの下がった出川を、バイクにまたがって出迎える。同時間帯に放送の日本テレビ系列『満天☆青空レストラン』のレギュラーなために、なかなか出演できなかったと出川に紹介される。以前、同じく日本テレビ系列の『世界の果てまでイッテQ!』でメキシコの危険な鳥人祭「ダンサ・デ・ロス・ボラドーレス」に参加した経緯を語る中で、土方Dも日本人2人目として参加した上に現地の新聞に載ったと明かした。宮川はその2人目の日本人がいることに誰でもできる祭りと勘違いされたくないとムカついていたと語り、それが土方Dだと知って走行しながら文句を述べていた。道中、番組を盛り上げようと力んでいたのを、出川から素直なリアクションでいいとたしなめられる。住民の方からいただいたサーターアンダーギーを食べた際に「あぁウマいっ」と発すると、出川から「『満天☆青空レストラン』を観てた（出川の）奥さんが、宮川が本当においしい時に発する」と指摘されていた。2日目、早朝に就寝中の出川を起こして離脱。
2. 第161弾 - 初日、オープニング後に出川たちが住民と触れ合っているところへ合流。白神岬へ立ち寄った際、『24時間テレビ 「愛は地球を救う」』出演時に津軽海峡を遠泳で渡った思い出を語りながら感慨にふけっていた。充電場所を見つける際、それぞれが別々の場所で充電するんだと勘違いしていた。立ち寄った入浴施設や宿などで従業員の方から言われるまで以前も別の番組で来ていたことを忘れていた。2日目早朝、寝ている出川の枕もとで挨拶をしてから離脱。

- みやぞん（当時ANZEN漫才）

1. 第40弾 - コンビを組んで間もない頃、偶然に出会ったウド鈴木の人柄に敬服して浅井企画への所属を決めたと語った。別の仕事のため朝5時50分に離脱。
2. 第51弾（ライダーとしての出演ではない） - 住民宅で充電した際、お礼としてその家の子どもが好きな「みやぞん」に出川が電話をかけた。唐突だったにもかかわらず、子どもからのリクエストで即興の歌を電話で披露した。
3. 第135弾（ライダーとしての出演ではない） - 出川がたまたま見つけた日本テレビ系列『世界の果てまでイッテQ!』ロケ隊の中にいて声を掛け合った。

- 村上（マヂカルラブリー）

1. 第162弾 - オープニングで中禅寺本堂（立木観音）を参拝中の出川たちに合流。賽銭を自腹で払うのを拒み、出川からクロちゃん、ナダルに次いで3人目だと言われた。収録の少し前に免許を取ったばかりで、バイクで走るのは初めてと語った。頭や体のサイズが大きくて、番組が用意したスイカヘルメットや雨天時のカッパが小さかった。法政大学を卒業していると知った出川にびっくりされていた。番組の主旨に反して日光の観光名所をスマホで検索していたのを出川に見つかり、寺門以来の2人目だと言われた。電池が切れて充電先を探す際、出川のバイクに素知らぬ顔で乗ろうとして、そんなことをしたゲストは初めてだと言われた。2日目の朝、シャワー中の出川に挨拶をして離脱。

- 村上佳菜子

1. 第128弾 - 初日、田んぼの近くでバイクにまたがり踊りながら合流。アイスショーを控えて、髪の毛をオレンジに染めていた。バイクに乗って走るのは初めてだが、乗ってみると電動自転車みたいだと語った。食事の際、友人から妖怪サラダお化けと呼ばれるほどにサラダが好きと語った。2日目、出発前に離脱。

- 村上知子（森三中）

1. 第39弾 - 本番組出演のため、ロケ1週間前に原付免許を取得した。
2. 第73弾 - この番組以外ではバイクに乗らないので、運転するのは今回で2回目だと語った。立ち寄る先々で家族への土産を物色するので、出川から「番組で土産を買うのは森三中くらいだ」と突っ込まれていた。目的地まで同行。
3. 第86弾 - バイクに乗るのはこの番組だけで、3回目だと語った。2日目の朝、出発直前まで土砂降りだったが走り出すと雨が止んだ。
4. 第127弾 - 2日目、出発して間もなく合流。道の駅日和佐へ寄った際、マイエコバッグを持参していて特産物などをたくさん買っていた。行く先々でも農産物などお土産をゲットしていた。目的地まで同行し、お目当ての阿波水軍料理を堪能した。

- 森田哲矢（さらば青春の光）

1. 第106弾 - ラーメンを食べてる際、実家の父親も定年後に森田の知名度を使って蕎麦屋を初めたと語った。焼肉屋で食事前に梅原Pから「（森田はこれで離脱なので）衣装をホテルで着替えるなら食事できない、移動の車中で着替えるなら少しは食べられるけどどうします?」と訊かれ「食べるに決まってるでしょ」とつっこんでいた。少し食べて離脱。
2. 第147弾 - 2日目、出川たちが泊まったホテルのロビーでソファに座り、当日の日本経済新聞を広げて出川の還暦を祝う一面広告の文章を声に出して読んでいるのを発見されて合流。笠間稲荷神社へ立ち寄った際、境内での猿回しに飛び入りし、土下座した人の頭を猿が足蹴にする芸に参加した。目的地まで同行。
3. 第178弾 - 2日目の午前中、留萌市にある農家のビニールハウスでピーマンを収穫しながら最初のゲストライダーとして合流。食事した際、ロケ芸人と思われるのが嫌だからと日焼け止めを塗っていた。3日目の朝、出発直前に離脱。

- やす（ずん）

1. 第42弾 - 3日目朝に岩井ジョニ男（イワイガワ）と入れ替わる予定だったが、東京に免許証を忘れて来たため急遽自転車での同行となった。マネージャーが飛行機で駆けつけて免許証が届いた網走監獄で漸くジョニ男と交代できた。届けた松永マネージャーは、休日だったにもかかわらず予定をキャンセルして朝6時からやすの自宅マンションで管理人の到着を待ち、部屋から免許証を捜し出して急ぎ飛行機で駆けつけたと語った。目的地まで同行。

- やす子

1. 第133弾 - 初日に丹波竜の里公園の駐車場で合流。大型自動車や大型特殊の免許をもっているにもかかわらず、バイクの運転はこれまで危険を理由にマネージャーから止められていたと語った。趣味で家系ラーメンを作るほどラーメンが好きで、昼食時にも2玉分ある播州ラーメンの大盛りを頼んでいた。2日目早朝に眠っていた出川を起こし、挨拶をした後に仕事のため離脱。

- 柳葉敏郎

1. 第158弾 - オープニングの途中から合流し、出川たちと白瀑神社で滝行を行った。走行中に出川から、『中居くん温泉H』で共演した際にオフで行ったカラオケ屋で結婚前の妻に「長い夜」を捧げていたといわれると、今でもやってると応えていた。草野球は現在も現役でロケ当日も本当は試合があったと語り、途中で立ち寄った野球塾で中学生からノックを受けた。民家で充電を頼む際、出川の指示を護って「ソイヤ!ソイヤ!」を披露した。充電場所を探す際、出川から坂の上はやめてほしいと言われたにもかかわらずいたずら心から敢えて坂を上って見つけていた。途中、ご飯で立ち寄った馬肉料理屋の女将から『柳葉敏郎のGIBAちゃんとGOLFへGO!』に出演したことがあると言われた。宿泊場所を探す際、「わざと宿を見つけにくい場所を選んでるだろ」と言ったことに対し、出川から同じような文句を寺門ジモンも言っていたと言われた。宿泊場所を見つけた後、夕食はいらないと言って出川たちが食事に出かけている間に置手紙を残して帰宅した。

- 矢作兼（おぎやはぎ）

1. 第145弾 - 初日、スタートから合流。日帰り温泉へ立ち寄った際にビリヤード台を見つけ、入浴後に出川とナインボール対決を行い完勝する。ゴルフ練習場で出川が使用したゴルフクラブとの相性が良いと指摘して買い取るように勧めた。出川が責任者にそのクラブを買い取ると申し出ると、ゴルフ練習場が寄付でもらったものとのことで無料で貰い受けることができた。出川から小木同様に途中で帰らないかと心配されたが、そんなことはないと宿泊して2日目の出発前に離脱する。

- 山崎育三郎

1. 第135弾 - オープニング直後に竹生島から戻った出川たちを海津大崎港で出迎えて合流。篠原涼子とW主演するドラマ『ハイエナ』の番宣を早々に行う。趣味は野球で現在も草野球をやっており、小学6年生の時には少年野球の全国大会でベスト8に入り、投手として西武球場で投げたと語った。高月町スポーツ少年団と野球対決した後、「第103回全国高等学校野球選手権大会」の開会式で歌唱した『栄冠は君に輝く』を披露した。長浜市の黒壁スクエアなどを散策して離脱。

- 山崎弘也（アンタッチャブル）

1. 第51弾 - 充電に立ち寄った民家で岡田圭右（ますだおかだ）に電話を掛けた際、事後で岡田のマネージャーに断りを入れていたのを「実はすごくまじめな人なんだよね」と出川にいじられていた。
2. 第115弾 - 初日、出川たちがケンコバと絡んだ後に日帰り温泉から出てきたところで合流。走行中、「前回、山崎が充電場所を探した際は遠くて3kmもバイクを押した」と出川に言われた。充電先の民家で出川がお礼にトイレ掃除を提案するとすかさず「センシティブな場所は遠慮しなきゃだめ」と指摘していた。2日目、出発の際に離脱。

- 山下健二郎（三代目 J SOUL BROTHERS from EXILE TRIBE）

1. 第70弾 - 以前、『踊る!さんま御殿』で共演したことを合流早々の出川に忘れられて「初対面ですよ」と言われた。

- 山本彩

1. 第155弾 - スタートして間もなく合流。その際、出川に「はじめまして」と挨拶したが、実際は以前に別番組で共演していたと出川に突っ込まれていた。番組のファンでシールが欲しいという父親はアウトドア好きで、よくキャンプなどに連れて行ってもらったと語った。倶知安町の手前で早めの夕食でジンギスカンを食べているとマネージャーが現れ次の仕事へ向かうことに。家族に頼まれた番組シールを貰って離脱。

- ゆいP（おかずクラブ）

1. 第21弾 - 本番組出演のため原付免許を取得。目的地まで同行。

- 吉村崇（平成ノブシコブシ）

1. 第41弾 - 道中で人生の辛さについて語っていた。同行時からテンションが高く、移動中は余りに声が高かったため、縫田D曰く「一番声が高いゲスト」とのこと。目的地まで同行。

- 若槻千夏

1. 第84弾 - 静岡県島田市で豪華な寿司を食べられたのも束の間、時間切れで食事途中にも関わらず離脱した。

### 同行ディレクター
走行時は一番後。胸付近にカメラを付けており、同行ディレクター視点からの映像が流れる場合に使用。バイク走行中に出川が安全に旅するためのナビゲーターとしての役割を持っている。機材などが入ったリュックを背負っていることもあり、3台の中で最初にバッテリーが切れることが多い。
（）内は、同行ライダーとしての登場弾。
縫田輝久
73回3/5同行（1-4,6-9,11,13-15,17,19,21-22,24,26-27,29-31,34,36,38,41,43-44,46-47,49-50,52,54-55,59-60,62-63,65,67-69,74-75,77,80,83,86,88,90-91,93-94,97-99,104,107-108,111-112,115-116,122-124,127,129,137,140,145,148-149弾）。
パイロット版から出演し、登場回数も一番多い。2017年5月13日（第9弾後半）放送回より総合演出。
- 1971年生まれ[37]。
- 第2弾では、2日目まで同行していた土方Dが別番組との兼ね合いで離脱したため、3日目から引き継いで同行した。
- 土方とは長い付き合いとDVD第1弾の中で語り、ともに同じテレ東の『YOUは何しに日本へ?』も担当している[38]。同番組で露出する際には"ゲスD"と呼称されている。
- 出川に対しては、ツッコミ役。ただし、出川が言葉を噛む事に関してあえてツッコミを入れず、テロップで噛んだ箇所をそのまま画面に表示している[37]。
- 体格が良いので最初にバッテリーが切れることが多い反面、追いつくのも早い。
- 元々、番組に出演する予定ではなかったが、上司の一声で出演することになった[注 15]。
- 『ゴジラvsビオランテ』にエキストラで出演する等、人前に出ることは嫌いな方ではない[注 16]。
- 各地域の情報やうんちくに詳しいなど頼りになる反面、デリカシーのない発言をして出川に指摘されることがある[注 17]。
- 帽子マニア[注 18]。
- 高所恐怖症[注 19]。
- 涙もろい。
  - 第4弾では、ゴールの山梨県富士河口湖町天上山（通称カチカチ山）から見た富士山を見て感涙し、出川とゲストライダーの鈴木奈々を困惑させ、出川から「タレントより先にディレクターが泣いちゃダメ」と言われた。
  - 第8弾では、レギュラー化決定を出川に報告した際本人が喜んだのを見て号泣し、出川から「演技でしょ」と言われた。
  - 第11弾では、青森県弘前市にてオートバイのサーカスを見ていとうあさことともにパフォーマンスに感涙した。
- きれいな女性ゲストには挨拶時、握手をする[注 20]。第17弾では逆に、ゲストのオカリナとキスをする流れになりそうになるのを本気で拒否した。
- 第149弾（2024年5月18日放送）以降から同行していないが、2025年2月22日に放送された「何度でも見たい旅スペシャル」で久々に登場した。

土方教裕
48回2/5同行（2,5,10,12,18,20,23,28,32,35,37,40,51,56,61,64,70,73,76,78-79,82,87,92,101-102,106,113,117-119,126,131,133,138,142,143,146,151,153,157,158,160,162,164,166,170,172,175弾）。
縫田が不在時に同行する番組のディレクター。演出を担当する回もある。元高校球児。
- 初出演となった第2弾では、別番組の取材でメキシコに行くためにロケ3日目の朝に清水港で縫田演出（当時）と同行ディレクター役を交代した。
- マツコ・デラックスとは旧知の仲で、『無理矢理、マツコ。』も担当した[39]。
- 縫田が出演時は裏方として同行していることがあり、カメラに見切れたり[注 21]出演[注 22]することがある。
- オープニングで旅の目的地を伝え忘れるなど、ポンコツな言動を発揮することが少なくないので出川がツッコミ役に回ることが多い。
  - 初登場となった第2弾で、番組のタイトルを言えなかった。
  - 第2弾で、2泊目の宿泊先がルートから遠くなるのに指摘できず、3日目の朝に出川から指摘された。
  - 第12弾2日目に小布施温泉で入浴時、出川とますだおかだの岡田を差し置いて3人の真中に座り、カメラマンの川島から注意を受けた。
  - 第12弾のゴールである上田城に出川よりも先に行ってしまい、出川から「タレントよりもディレクターが先に歩いちゃダメ!」と突っ込まれていた。これは、声が擦れてしまった出川のために、エンディングを早く済ませようとする気持ちから先走った行動であった。
  - 第12弾で、声が擦れてしまった出川に対して、「番組のエンディングは僕に任せて下さい」と言ったにも関わらずぐだぐだになってしまった。
- 収録中でも言葉数が少なく、番組開始当初からしばらくは充電が切れても何も言わないので出川たちに気付かれずにいなくなることが少なくなかった。
  - 第18弾で、充電切れを起こしたのに知らせなかったので、出川が気づかないまま先に行ってしまった。
  - 第51弾では、出川に気づかれないまま2度も単独で充電を行った。
- 充電切れで番組上の様々なタイミングで間に合わない事がある。
  - 第37弾では、終盤に充電切れを起こしたが別の場所で充電していた出川達には追いつけず、別のお宅で充電させてもらって出川達を追いかけたが結局間に合わず、ゴールの成田山新勝寺で出川達がエンディングの収録を終えた後に合流することができた。
  - 第73弾では、2晩とも充電切れで出川とゲストが部屋に入ってからの到着となった。

熊谷充史
47回同行（16,25,33,39,42,45,48,53,58,66,71-72,81,84-85,89,95-96,100,103,105,109-110,114,120-121,125,128,130,135,139,141,144,147,150,152,155,159,161,163,165,168,169,171,173,176-177弾）。
縫田・土方が不在時に同行。番組の演出として、レギュラー放送開始後から参加。
- 第16弾が、同行ディレクターとしての初出演。
- 第16弾1日目の宿探しの際、遠くにあったホテルの看板を裸眼で発見する等、他の同行ディレクターと比べて視力が良い。
- 第57弾では、ロケ直前にぎっくり腰を発症したため、冒頭の挨拶のみでリタイアした。

谷川翼
9回同行（57,132,134,136,154,156,167,174,178弾）。
第57弾で同行予定の熊谷ディレクターがロケ開始直前にぎっくり腰を発症したため、ADとして参加していた谷川が出川から急遽、同行ディレクター代理に指名された。出川や田村淳（ロンドンブーツ1号2号）などから「メガネ君」と呼ばれ、本名で呼ばれることはなかった。このつながりもあってか田村淳が出演した第132弾から正式に同行ディレクターとして出演している。
- レギュラー放送開始当初からADとして参加していた。
- 彼の決まり文句は「ちょっと時間をもらってもいいですか」である（例：田村淳から、何か質問する際に使用し、出川からも「何の時間だよ」と突っ込まれたり、淳からも説教を受けている）。
- 第57弾の再編集版出演時（2021年10月16日放送）の肩書は、ADではなくディレクター。
- 2022年3月配信のParavi オリジナル企画『電動CARで行く!』では、同行ディレクターとして参加した。

### その他
※肩書は初回放送当時。
- AH（嗚呼） - 第32弾、出川らが温泉宿「宝船温泉」湯元ことぶきの日帰り温泉を堪能した後、そこの大女将の孫であるメンバーのりりかる＊ことぱぉと対面。 たまたまロケ日が彼女らの楽曲「KYOTO TOWN NIGHT FEVER」のPV撮影日で、急遽飛び入り参加。PVはAH（嗚呼）のYouTube公式チャンネルなどで視聴できる[40]。
- 秋山幸重（ロバート秋山の父） - 第28弾、門司港レトロを出川らが散策中に秋山父が経営している船上レストラン、ファンキータイガーカリビアンを訪問。
- 生田康宏 - 第36弾、出川らが充電に立ち寄った尾花沢市のかまた商店で対面した。スイカ柄のヘルメットはスイカに間違えられる為、熊に襲われると忠告し、出川らを怯えさせた。
- 池上彰 - 第72弾、出川達が伊勢神宮の内宮を訪れた際、「解説させてもらえませんか」と番宣を兼ねてワイプで登場し、神宮のうんちくをで語った。
- 石井琢朗（当時東京ヤクルトスワローズ打撃コーチ） - 第27弾、出川が熱狂的なファンの東京ヤクルトスワローズ春季キャンプを行なっている浦添市民球場を訪問し、取材に対応。
- 磯野貴理子 -第72弾3日目の充電で電気屋さんに立ち寄った際、そこの奥さんが同級生の磯野とたまたま電話していたので急遽、テレビ電話ですっぴんのまま出演して出川達と話した。
- 梅田彩佳 - 第32弾2日目の夜、中洲の屋台で『二軒目どうする?〜ツマミのハナシ〜』のロケをしていた所に遭遇。『二軒目どうする?』側では2017年12月23日に放送。
- 小川淳司（東京ヤクルトスワローズ監督） - 第27弾3日目、出川が熱狂的なファンの東京ヤクルトスワローズ春季キャンプを行なっている浦添市民球場を訪問し、取材に対応。

- 国分太一（TOKIO） - 第27弾のオープニングで、ロケ2日前に国分太一が自分の出演している『男子ごはん』の番宣用に出川哲朗が着用する白地のトレーナーにメッセージを書き込むシーンが挿入された。
- 琴恵光充憲（放送時は尾車充隆親方） - 第150弾2日目、出川たちが倉吉市の「第46回櫻杯争奪相撲選手権大会（桜ずもう）in鳥取」に飛び入りした際に出会った。
- 琴砲国太 - 第150弾2日目、出川たちが倉吉市の「第46回櫻杯争奪相撲選手権大会（桜ずもう）in鳥取」に飛び入りした際に出会った。
- 小谷野剛（狭山市市長） - 第46弾2日目、出川達が狭山稲荷山公園で開かれた第29回さやま大茶会へ訪れた際に遭遇して、急遽開会式で出川とケンコバが挨拶を行った。

- 桜田和之 - 第51弾、出川らが立ち寄った静岡第一テレビの社長。桜田が日本テレビ在籍当時からのつき合いで、出川が同局のアンバサダーを務めている。
- 佐藤まさみ - 第1弾、山梨県甲斐市のダイトースターレーンに立ち寄った際に遭遇、ハンデ100での対戦で出川・縫田組に敗れた。
- 佐渡ヶ嶽満宗（元・琴ノ若晴將） - 第150弾2日目、出川たちが倉吉市の「第46回櫻杯争奪相撲選手権大会（桜ずもう）in鳥取」に飛び入りした際に出会った。
- 猿川陽一 - 第34弾3日目、出川らが立ち寄った千畳敷センターの経営者。偶然にも篠原信一の天理大学柔道部の大先輩だった。1973年の全日本学生柔道優勝大会で優勝を果たした際のメンバー。
- 柴田大助 - 第51弾、出川らが立ち寄った末廣鮨で遭遇する。ビーチバレー東京オリンピック代表候補。
- 清水康也 - 第177弾2日目に立ち寄った花巻東高等学校のサッカー部監督。ゲストの澤穂希とは東京ヴェルディのジュニア組織に所属していた頃から知る仲であった。出川らを交えPK合戦で対決した。
- 獣神サンダーライガー - 第22弾1日目、ダイナム山梨韮崎店で充電後に店を出たところで電動バイクに乗って登場し、出川にビンタして退場した。実はTBSが大晦日に放送する『クイズ☆正解は一年後』の企画で、1月に収録した出題に結果として不正解した「今が旬チーム」の代表として出川が罰ゲームを受けた。ライガーはマスクをしているとヘルメットを被れないので、素顔に黒のフルフェイスヘルメット姿で登場していたが、本編には一瞬だけしか映らなかった。2日目以降出川の頬が少し腫れていたのはそのためである。2021年7月31日放送の再編集版28弾では、2017年にはカットされていたその際の様子も放送された。

- 高田裕司 - 第22弾2日目、具志堅が山梨学院大学の体育館で世界チャンピオンになった場所で立ち寄った。具志堅は高田のことを尊敬しており、高田が監督を務めるレスリング部を訪問。
- 武田幸三 - 第15弾、石垣島サンセットビーチでプライベートに来ていたところ鉢合わせた。武田の息子が出川に、武田本人は同行ディレクターの縫田にキックを披露した。
- 立花麻理（TVQ九州放送アナウンサー） - 第19弾3日目、波戸岬スタート時に見送りに来た（田中社長の寄せ書きも渡した）。
- 田中文成（TVQ九州放送代表取締役社長） - 第19弾3日目、波戸岬スタート時に寄せ書きを送った。その御礼として、TVQ九州放送に出川・黒沢・縫田が来訪時対面した。
- 出川普美子 - 哲朗の祖母で特番第1弾・第2弾で出発時に哲朗を見送りに来た。1912年生まれ[41]の長寿だった。2015年逝去[注 23]。

- 西村晃一 - 第51弾、出川らが立ち寄った末廣鮨で遭遇する。ビーチバレー東京オリンピック代表候補。出川は、西村の妻である菅山かおる（ビーチバレー選手）に昔、アタックの要領ではたかれたと語っていた。

- 博多華丸・大吉 - 第19弾2日目の夜、中洲の屋台で『二軒目どうする?〜ツマミのハナシ〜』のロケをしていた所に遭遇。『二軒目どうする?』側では2017年12月23日に放送。
- ビートたけし - 第44弾、本編直前に『いきなり、たけしです。』のミニ枠『北野武の感電させてもらえませんか?』で出川と絡む。
- 広田一恭（倉吉市市長） - 第150弾2日目、出川たちが倉吉市の「第46回櫻杯争奪相撲選手権大会（桜ずもう）in鳥取」に飛び入りした際に出会った。
- 藤川球児 - 第86弾、高知県柏島の海上でオープニングを撮影しようとしていた出川達に、偶然にもプライベートで釣りをしていて遭遇した。高知県の観光大使をしていると語った。
- 藤吉信次 - 第27弾、沖縄県でのキャンプ中、他のチームメンバー2人と横断歩道を渡っているところに出川一行が通りかかって遭遇。
- プラニク・ヨゲンドラ - 第164弾、土浦の食堂で遭遇し、自身が校長を務める茨城県立土浦第一高等学校に出川たちを案内した。
- BLUE RIVER - 第19弾3日目、TVQ九州放送のバラエティ番組収録時に出川達が突入した際、対面した。

- 松岡昌宏（TOKIO） - 第19弾2日目の夜、中洲の屋台で『二軒目どうする?〜ツマミのハナシ〜』のロケをしていた所に遭遇。『二軒目どうする?』側では2017年12月23日に放送。
- 松山理穂（福島テレビアナウンサー） - 第165弾1日目、
- 丸山希 - 第18弾2日目
- 宮﨑善雄（吉見町町長） - 第143弾2日目に出川たちが吉見百穴へ訪れた際、年末で自宅にいたところを職員から連絡を受けて駆けつける。
- 宮本慎也（東京ヤクルトスワローズヘッドコーチ） - 第27弾3日目、出川が熱狂的なファンの東京ヤクルトスワローズ春季キャンプを行なっている浦添市民球場を訪問し、取材に対応。

- 山口剛史 - 第41弾2日目、途中立ち寄った軽井沢アイスパークで偶然出会った。平昌オリンピックに、カーリング競技の男子日本代表として出場した。
- 山鹿達也（テレビ東京 制作局ドラマ制作部CP） - 第41弾2日目、この日は番宣で番組に登場した唐沢寿明にカンペで、番宣の指示を出した。番宣した2つのドラマのうちの一つ、ハラスメントゲームのプロデューサー。

- ロニー・クインタレッリ - 第22弾3日目、富士スピードウェイで開催したNISMO FESTIVAL at FUJI SPEEDWAY 2017を出川らが観戦し、レースを終えたロニーがインタビューに答えた。

- わさお一家 - 第34弾、鯵ヶ沢町のいか焼き岩谷商店にて、わさおの家（七里長浜きくや商店）が近くにあると情報を得て訪問。わさお・つばき（わさお嫁）・ちょめ（わさおの養子）と対面した。
- 和田アキ子 - 第121弾、自身のラジオ番組の中でロケ中の出川に電話してくる。出川が『ぐるぐるナインティナイン』の「グルメチキンレース・ゴチになります!」でピタリ賞を獲った賞金の100万円を使いディズニーランドに連れていってほしいと迫った。
- 和田ラヂヲ - 第19弾、TVQ九州放送のバラエティ番組収録時に出川達が突入した際に対面した。
- 渡辺哲 - 第12弾、信州そばのお店「岩本そば屋」でプライベートに食べに来ていたところ鉢合わせた。番組のファンで初回から観ており、録画している程。出川は渡辺と気づかず、そば屋の主人かと思い込んでいた。

副音声解説放送ナレーション：村山明

## 衣装

### ヘルメット
出演者は、スイカメットと呼ぶ緑と黒のスイカ模樣をあしらったハーフタイプのヘルメットを使用している。ゲスト用は、スイカが欠けて中身が少し見えるデザインになっている。
ちなみに出川と同行ディレクターが使用しているヘルメットは代々手づくりで、スイカ柄のビーチボールをドライヤーで広げてヘルメットに貼り付けている。

### 服装
オーバーオールにパーカー、またはTシャツを着用している。パーカーは番組オリジナルで、表に「まんたん」（白地）、または「YABAIYO! YABAIYO !」（グレー地）、裏が「JYU-DEN PLEASE !」と印刷されている。
降雨時には、青・水色系や白の合羽を着て走行している。
寒冷時にはジャケットを着用、第6弾からは左胸部分に「出川組」の刺繍が入った。
出川は第1弾でゴーグル、第2弾の出発時にはメガネ姿で走行していたが、途中から外している。その後はゴーグル・メガネなしで走行している。
2022年1月22日放送回で、『沸騰ワード10』（日本テレビ系列）のスタッフから同番組が紹介した「充電式電熱ヒートグローブ」を充電旅用にプレゼントされたので使用していると出川が語った。

## 使用車両

### 電動バイク
- 電動バイクのナンバーはヤマハ発動機の本社がある磐田市ナンバーである。

出川 - 磐田市ま8801
同行ディレクター - 磐田市ま8802
通常ゲスト - 磐田市み･･65
第80弾まで磐田市ま8803
第138弾まで磐田市み･･66
第142弾まで磐田市ま8799
スペシャルゲスト - 磐田市ま8800
- 家庭用電源で充電可能なため、旅先で電源（コンセント）を提供してもらい充電しながら走行する。
- 番組内では当初「電動スクーター」と呼称していたが、次第に「電動バイク」、「充電バイク」と呼称するようになった。
- ライダーの体重も含めた積載が重いほどバッテリーを早く消費しやすい。そのため、機材を背負っている同行ディレクターが最初に止まることが多い。
- バッテリーの残量が0%と表示されてもすぐに止まる訳ではなく、ある程度は走行可能な旨がテロップにて説明されることがある。

ヤマハ・EC-03
第1弾・第2弾で使用。
使用カラーは第1弾がホワイトのみ、第2弾は出川とゲストがホワイト、同行ディレクターがベリーダークオレンジメタリック1（ブラウン）。満充電で3時間、80%充電で2時間と後継のE-Vinoより電池の容量が多く、充電する時間がかかった。番組内ではフル充電で電気代18円と表示。2時間の充電（80%充電）でおよそ25 - 30キロ走行可能。バッテリーが着脱できず、充電する場合は電源からバイクまで延長コードなどでつなぐ必要があった。
ヤマハ・E-Vino
（EF06 2015 B861）
第3弾から使用。
使用カラーはVIVID YELLOWISH RED METALLIC 1（2015年モデル オレンジ/ホワイト）のみ。バッテリー1つでおよそ22キロ（第115弾までは20キロ）走行可能。番組内ではフル充電で電気代14円と表示。本バッテリー以外にも同じ容量の予備バッテリーが搭載可能だが、2本とも使用したのは第3弾のみで、第4弾以降は予備バッテリーを使用していない。バッテリーは脱着式で、離れた室内などでも充電可能である。
第20弾から出川用バイクのシートカバーをスイカ柄にヤマハが特注で作り提供した。
第81弾からゲスト用のバイクを2021年モデル（イエロー/ホワイト）にリニューアルした。
第116弾からバッテリーが2023年モデルの容量向上型（10 Ah→12.2 Ah）に変更され、従来より1割ほど走行距離が延びた。
（EF06 2014 2NB1）
第169弾『ザ・ワールド!台湾編』で使用。
使用カラーはPURPLISH RED METALLIC 2（2014年モデル パープルレッド/ホワイト）のみ。
台湾仕様で、前面に大きなふた付きのバスケットが装備されている。
Askoll eSpro
第44弾『ザ・ワールド!イタリア編』で使用。
使用カラーはホワイト。1回3時間の充電で、およそ30キロ走行可能。上り坂に強く、下り坂で走りながら充電ができる。日本車よりモーター音が大きく、バッテリーが重い。0%表示から充電が切れるまでの時間が短い。

### 電動キックボード
ZERO9 - Falcon PEV
第78弾『出川哲朗のちょっと電動キックボードで』で使用。
使用カラーはブラック。最高時速40km。1回5時間（約16円）の充電で、およそ40キロ使用可能。原付免許で公道を走行できる。ナンバープレートは、日本国内の販売元であるSWALLOW合同会社が所在する川崎市ナンバー。

### 電動アシスト自転車
あさひ・エナシスミー-L 26インチ 電動自転車（マットブルー）
第122弾で免許証を自宅に忘れた竹内涼真のために番組が購入。
GIANT・ESCAPE RX-E+ 27インチ スポーツEバイク（アイスグレイ）
第172弾でロケ前夜、あのにマネージャーが免許証の確認をしたところ紛失したことがわかり、急遽番組スタッフの私物を調達して使用した。

### 自転車
様々な事情でバイクが使用できない走行区間において使用。
- 第15弾・第131弾 - 竹富島にはバイクを持ち込めないため、出川が馴染みの友利観光で電動レンタサイクルを借りて走行した。
- 第42弾 - 自宅に運転免許証を忘れたやす（ずん）が、マネージャーが探して届けてくれるまでの間、前日に出川達が宿泊した施設の自転車を同行の梅原Pとともに借用して走行した。
- 第76弾 - あわじ市沼島内を走行時、島内にバイクを持ち込めなかったため、住民の自転車を借用して走行した。
- 第113弾 - ハワイに運転免許証を忘れた長嶋一茂が、高島市市内限定のレンタサイクルを借りて走行した。

### ヒッチハイク
自転車等の自力で移動する代替え手段が使えない走行区間において応急的に採用。
- 第113弾 - ハワイに運転免許証を忘れた長嶋一茂が、レンタサイクルを降りた高島市と大津市との市境付近から1台だけ乗車した。
- 第134弾 - お遍路旅企画で第58番札所仙遊寺へ向かう長い登り坂の途中で出川とナダルが一緒にバッテリー切れとなり、しばらく押して登っていた。しかし、残り350ｍの地点で体力的に持たないと出川が自動車をヒッチハイクするも定員の関係で1人しか乗れず、じゃんけんで勝った出川のみ自動車で参拝した。
- 第172弾 - 昼食を食べる場所を探していた際、立ち寄ったヤギ牧場の方に離れた場所にある古民家食堂まで免許証を紛失して電動アシスト自転車で同行していたあののために送迎してもらった。

### 路線バス・送迎車
自転車等の自力で移動する代替え手段やヒッチハイクも難しい場面で応急的に採用。
- 第131弾 - バイクが持ち込めない竹富島に渡った際、第15弾でもお世話になった出川が馴染みのレンタサイクル店（友利観光）の竹富東港からの送迎バスを当てにしていたが見当たらず、港から1kmほど離れた場所にある店舗の近くまで仕方なく竹富島交通の路線バス（大人300円）を利用した。
- 第134弾 - 麓から自動車で片道30分ほどかかる山の上にある第60番札所横峰寺へ向かう際、途中で充電できないため乗合バス（瀬戸内運輸が運行する横峰寺参拝バス、往復1800円）を利用した。
- 第152弾 - 目的地である黄金山神社のある金華山島内にはバイクを持ち込めず、港から神社まで送迎用ワゴン車[45]で移動した。
- 第160弾 - 初日はバイクでの走行はなく広島の大聖院でオープニングの撮影のみを行い、終了後は宿の送迎車で宿泊場所まで移動した。

### ロケ車
演出の都合上で使用。
- 第169弾『ザ・ワールド!台湾編』 - オープニングを台北圓山大飯店で行った後、離れた場所にあるスタート地点の艋舺龍山寺までロケ隊の技術車に乗って移動した。

## 使用曲
1960年代から2000年代までの、懐かしいTV番組やアニメのテーマ曲のほか、幅広い様々な曲が使用されている。
特定の場面や状況に応じ固定化された選曲の他に、訪問先の地名や施設名、人名や食べ物の名前などを、その曲名や歌詞、歌手名などに絡めたお遊び的な選曲がよく使われる（場面連想BGM参照）。
番組の誕生から携わる平山大吾プロデューサーは、バラエティー豊かな選曲について、「（局の）番組審議会で『BGMが面白いと初めて思った』と言ってもらえて、それ以来、『突き詰めなきゃ』という使命感を持っている」と話す。
番組DVDには、該当放送回で使用した全楽曲の一覧が同梱されている。

### テーマソング
- さすらい - 番組ではスピッツによるカバーバージョン（『奥田民生・カバーズ』『おるたな』に収録）を使用。旅のスタート時、休憩・充電後の再出発時、提供画面などで使用されている。第1弾ではオープニングにも使用。第22弾には奥田民生のオリジナル版も本編の中で使用され、第36弾には朝倉さやによるカバーバージョンが使用された。
- ありがとう（井上陽水奥田民生） - 目的地にゴール出来た際のエンディングで使用。

### 場面連想BGM一覧
オープニング・エンディング
- 夕陽に立つウルトラマン（冬木透（蒔田尚昊）） - 『帰ってきたウルトラマン』（TBS）より。番組冒頭オープニング（特番第3弾〜）のダイジェスト映像に使用。
- スタートレックのテーマ（メイナード・ファーガソン） - 『アメリカ横断ウルトラクイズ』（日本テレビ）のオープニング曲。ドローン映像で使用。旅の始まりに使われることが多く、「スタート」とかけている。
- ディスコのテーマ（Trammps Disco Theme）（トランプス（英語版）） - 『なるほど!ザ・ワールド』（フジテレビ）のオープニング曲。番組開始間もなく・次回予告（エンディング）[注 27]などで使用。

走行時・充電時
- 天使の太陽（井上堯之バンド） - テレビドラマ『傷だらけの天使』（日本テレビ）より。好天の下での走行時、トークシーンのBGMなどに使用。
- やってみよう（WANIMA） - 走行時（放送の中盤位）に使用。
- ラブリーデイ（C&K） - 絶景の景色を走行時等に使用。
- Fuwa Fuwa（志田博英） - テレビドラマ『マイ☆ボス マイ☆ヒーロー』（日本テレビ）の劇中曲。バイクの走行時に使用。
- Lust For Life（Iggy Pop） - 出発直後のバイク走行時（快調に飛ばしているシーン）で使用。
- Born to Be Wild（東京スカパラダイスオーケストラ） - バイクの走行時や、現在地から出発地の出川の実家に画面が戻るシーン等に使用（特番第2弾等）。
- じゃじゃ馬億万長者のテーマ（Ballad of Jed Clampett）（ハーモニカ・ライナーズ） - 色々な走行時。
- たどりついたらいつも雨ふり（吉田拓郎） - 主に雨天での走行時に使用。
- じんじん（原由子） - 雨天走行時（他の使用例もあり）。
- 雨上がりの夜空に（RCサクセション） - 主に雨上がりの走行時に使用。
- 横須賀ストーリー（山口百恵） - 主に霧の中での走行時に使用。
- 晴れたらいいね（DREAMS COME TRUE） - 目的地や絶景が雨で、仮に晴れだった時の場合の景色の映像を映している時に使用。
- 田園（玉置浩二） - 主に田んぼの中の道を走行時に使用。
- ルージュの伝言（荒井由実） - 主に充電完了後走行時に使用（ルージュのでんごん）。
- 北の国から 遥かなる大地より〜螢のテーマ」（さだまさし） - 北海道に限らず、主に放送回最初の充電シーン（「人情が頼りの旅です」と表示）を中心に様々な場面で使用。
- 海 その愛（加山雄三） - 走行時に海が見えた時や海岸にいる時に使用。
- Runner（爆風スランプ） - バイクを降りて走っている時に使用。
- そして僕は途方に暮れる（大沢誉志幸） - 夜間の走行時。
- ナイトライダーのテーマ - 『ナイトライダー』劇中曲。夜間の走行時。
- 長い夜（松山千春） - 夜間、宿を求めて走るシーン（101弾、102弾、115弾で確認）。
- 約束の橋（佐野元春） - 橋を渡る時に。
  - いつでも夢を（橋幸夫&吉永小百合） - 同じく橋を渡る時。
- ピンク・パンサーのテーマ（ヘンリー・マンシーニ） - 『ピンク・パンサー』劇中曲。店などが開いているかどうか不安な時。
- 鬼の目にも涙（大野雄二） - アニメ『ルパン三世（第2シリーズ）』（日本テレビ）の劇中曲。充電がなくなりバイクを押して歩いている場合などに使用。
- ハバネラ（ビゼー）インストゥルメンタル - バッテリーが早く切れることの多い、熊谷Dが一人でバイクを押すシーン。※ 第121弾のスタートで、進路が右か左かの指示を、熊谷Dが出川に的確に示せなかった時、第135弾で、山崎育三郎に前田のクラッカーを奢ってもらった時など、（あくまでも）何となく熊谷Dがダメだったぽいシーンで。
- 勝利者たちの挽歌（大山修司） - アニメ『機動武闘伝Gガンダム』（テレビ朝日）の挿入歌。ゴールが近づいてきた時や、雨や霧など過酷な状況の時にイントロの繰り返しを使用。
- がんばれ!牛乳当番（小島ばにら） - ミルクチャポンより。充電時に使用。
- Shangri-La（電気グルーヴ） - 充電準備時に使用。
- between the word & the heart -言葉と心-（小田和正） - 民家で充電させてもらったりなど、無理なお願いをする時。
- トイレの神様（植村花菜） - トイレを借りる時など。
- 海の声（桐谷健太） - 海岸線走行時。※浦島伝説のある、木曽路の寝覚の床でも。
- 夏色（ゆず） - 移動走行時（他にも色々使われている）
- Return to Myself 〜しない、しない、ナツ。（浜田麻里） - 道を引き返す時。
- One Night Carnival 2013（氣志團） - 夜道をゴールを目指して走るシーン。
  - ガラガラヘビがやってくる（とんねるず） - トンネル通過時。

場面転換・場面描写
- 小組曲ピタゴラスイッチ（栗コーダーカルテット） - 『ピタゴラスイッチ』（NHK Eテレ）より。番組タイトルのほか、「ひと休み」「まんたん」「ごめんなさい」表示などで使用。
- さすらいの口笛（エンニオ・モリコーネ） - 『荒野の用心棒』より。場面転換時のマップ表示で使用。
- レッツゴー!! ライダーキック（藤岡弘、または藤浩一） - 『仮面ライダー』より。イントロ3秒を「さあ しゅっぱつ!」表示で使用。
- 熱き心に（小林旭） - 鉄道が登場するシーン、北国を疾走するシーンにて使用。
- 2億4千万の瞳（郷ひろみ） - 「〜へGO」。
- タイガーモス号にて（久石譲） - 『天空の城ラピュタ』より。主に船が出航するシーンにて使用。
- 三百六十五歩のマーチ（水前寺清子）イントロ - 「がんばってください」とかの表示が出る時。
- 鉄腕アトム（高井達雄作曲） - 同上。
- 恋のダイヤル6700（フィンガー5） - 電話関連（この曲は再15弾の上松町の寝覚山臨川寺でも。94弾で縫田Dが佐賀市の自転車屋さんで充電させてもらう時にも。＜リンリン - 車輪 的な?＞）。
- 『プロポーズ大作戦』メインテーマ（キダ・タロー） - 『プロポーズ大作戦』のテーマ曲。「作戦会議」と称して、食事場所や宿などを決めるための話し合いをする時に流れる。
- 夕陽は赤く（加山雄三） - 夕日にちなむシーンで。
- WOMAN（アン・ルイス） - 乗馬クラブで乗馬体験などをする時や、他の馬関連。
- 乾杯（長渕剛） - スポーツなどの勝負をして完敗した時。
- デイドリーム（モンキーズ） - 猿関連。

- 颯爽たるシャア（渡辺岳夫） - アニメ『機動戦士ガンダム』（名古屋テレビ・テレビ朝日）の劇中曲。
- ウルトラQのテーマ（宮内國郎） - 特撮番組『ウルトラQ』（TBS）のオープニングテーマ。
- ドッグ・ファイター（羽田健太郎） - アニメ『超時空要塞マクロス』（毎日放送・TBS）の劇中曲。
- ピュンピュン丸の歌（財津一郎） - アニメ『ピュンピュン丸』（NETテレビ）オープニングテーマ（カラオケ）。
- A-1（作曲：宮内國郎） - 特撮番組『ウルトラマン』（TBS）の劇中曲。
- 老人と子供のポルカ（左卜全とひまわりキティーズ） - 充電がなくなりそうな場合や宿が見つからない場合などに使用。

- Interlude〜Like the Chicks Groovin' in the Wind〜（口笛太郎 Duo） - 「ひとっぷろ」表示に使用。
- ニューヨーク・ニューヨークのテーマ（フランク・シナトラ） - 入浴に向かう時や温浴施設の紹介時に使用。ダジャレBGMが定番化したもの。
- イングリッシュマン・イン・ニューヨーク（スティング） - 入浴する時に使用。ダジャレBGMが定番化したもの。
- いい湯だな（ザ・ドリフターズ） - ザ・ドリフターズ版いい湯だな（ビバノン・ロック） - 入浴する時に使用。
- ドリフ・メドレー〜いい湯だな 隣組 - クレモンティーヌによるボサノバ調アレンジの曲、特に絶景の温泉・名湯に使用。
- Only You（The Platters） - 入浴する時。
- すみれ September Love（一風堂） - 入浴する時（♪「You You You 誘惑の」）。

カレー関連
- 華麗なる一族メインテーマ（服部隆之） - 『華麗なる一族』（2007年、TBS）より。カレーを食べているシーンに使用。
- ALONE AND ALONE（宇崎竜童） - ドラマ『ライスカレー』主題歌。カレーライス（インドカレーやキーマカレー含む）を食べているシーンに使用。
- わたしの彼は左きき（麻丘めぐみ） - カレーを食べているシーンに使用。
- カレンダー・ガール（ニール・セダカ） - カレー関連。

麺類
- ラーメンたべたい（矢野顕子） - ラーメンを食べているシーンに使用。
- 君のそばに…（長渕剛） - そばを食べているシーンに使用。
- SUPER STAR（長渕剛） - スパゲッティを食べているシーンに使用。
- チャンピオン（アリス） - ちゃんぽんを食べているシーンに使用。

カニ関連
- たしかに（アンジェラ・アキ） - カニを食べているシーンに使用。
- 渚にまつわるエトセトラ（PUFFY） - 同上。
- しなやかに歌って（山口百恵） - 同上。

すき焼き関連
- 上を向いて歩こう（坂本九）- 114弾丹波篠山市の丹波篠山郷土料理『懐』や125弾寺町の『キムラ』ですき焼きを食べているシーン（この曲は欧米で当初「SUKIYAKI」と呼ばれた）
- すきすきソング（水森亜土） - すき焼きを食べているシーンに使用。

その他
- たべちゃうぞ（矢沢邦江） - 食事シーン全般に使用。
- メシ I GOT IT↑↑（GReeeeN） - 食事シーン全般に使用。
- お肉食べようのうた（ハル&チッチ歌族） - 肉料理を食べているシーンに使用。
- 今すぐKiss Me（LINDBERG） - ハンバーグを食べているシーンに使用。
- 素敵にシンデレラ・コンプレックス（郷ひろみ） - ステーキを食べているシーンに使用。
- トリセツ（西野カナ） - 鶏の唐揚げまたは焼き鳥等を食べているシーンに使用。
- 100%…SOかもね!（シブがき隊） - 鴨料理を食べているシーンに使用。
- カーキン音頭（河内家菊水丸） - 牡蠣またはかき揚げを食べているシーンに使用。
- クレクレタコラ（石川進） - タコまたはたこ焼きを食べているシーンに使用。
- 守ってあげたい（松任谷由実）- 揚げ物または鯛（金目鯛を含む）またはタイ料理を食べているシーンに使用。
- となりのトトロ（井上あずみ） - トロまたはトロロを食べているシーンに使用。（#116弾でA5ランク牛肉ハンバーグがトロけそうという時にも）
- ら・ら・ら（大黒摩季） - マグロを食べているシーンに使用。
- 11PMのテーマ（三保敬太郎作曲） - 鯖関連（♫サバダバダバダバ）。
- WOW WAR TONIGHT 〜時には起こせよムーヴメント（H Jungle with t）- 刺身など魚関連（WOW WAR - 魚魚）。
- スシ食いねェ!（シブがき隊） - 寿司を食べているシーンに使用。
- どんなときも。（槇原敬之） - 丼物を食べているシーンに使用。（再21では「ひやあつうどん」を食べる時にも）
- カーマは気まぐれ（カルチャー・クラブ） - 釜飯や釜揚げうどんを食べているシーンに使用。
- 非情のライセンス（野際陽子） - 鶏飯関連 -（キーハンター）※この曲は以前にも別の使用例あり。
- うなずきマーチ（うなずきトリオ） - うなぎを食べているシーンに使用。
- 情熱の嵐（西城秀樹） - 「う」から始まる食べ物を食べているシーンに使用（♪「う う う」）。
- あんたのバラード（世良公則&ツイスト） - 唐揚げなど揚げ物を食べているシーンに使用（あんたにあげた（揚げた））。
- ミスター（KARA） - 唐揚げ関連
- 肉・2×9（にく）・Rock'n Roll（串田アキラ） - 肉料理関連。
- WOMAN（アン・ルイス） - 馬肉を食べているシーンに使用。
- ウーマン（ジョン・レノン） - 同上。
- 舟唄（八代亜紀） - シジミ関連（しみじみ〜♫）。
- TANGO NOIR（中森明菜） - 団子（いきなり団子含む）を食べているシーンに使用。
- デカメロン伝説（少年隊） - メロン、あるいは食材にメロンを用いたスイーツを食べているシーンに使用。
- ろくなもんじゃねえ（長渕剛） - ビザ関連（♪「ぴいぴいぴい」）。
- 男の子女の子（郷ひろみ） 五平餅を食べているシーンに使用（郷+♫ヘイヘイヘイ）。
- さくらんぼの実る頃（加藤登紀子） - 『紅の豚』より。豚丼（豚玉丼）を食べているシーンに使用。
- コーヒールンバ（西田佐知子） - コーヒー関連。
- 目覚め（ネスカフェ・ゴールドブレンドのテーマ）（八木正夫） - コーヒー関連。
- CHA-CHA-CHA（石井明美） - お茶関連。
- BE TOGETHER（小室哲哉作曲） - 餃子関連。（トゥギャザー - ギョーザ）
- Do Me（テディ・ペンダーグラス） - ドミグラスソース（デミグラスソース）を用いた料理を食べているシーンに使用（♪「ドーミ、ドーミドーミ」）。
- 喜びのサンバ（Eu quero um samba）（小野リサ） - 焼きそば関連（歌詞が「焼きそば」に聞こえる）。
- Strawberry Time（松田聖子） - イチゴ、あるいは食材にイチゴを用いたスイーツを食べているシーンに使用。
- いちご白書をもう一度（バンバン） - 同上。
- ジャガー（西城秀樹） - ジャガイモ、あるいは食材にジャガイモを用いた料理（例・じゃがバター等）を食べているシーンに使用。
- ユカイツーカイ怪物くん（野沢雅子） - 後述するホタテ貝、ホッキ貝を除く貝料理関連。
- ラムのラブソング（松谷祐子） - ラム肉（≒羊肉）料理およびラムネ関連。
- ホタテのロックン・ロール（安岡力也） - ホタテ貝、あるいは食材にホタテ貝を用いた料理を食べているシーンに使用。
- 愛をとりもどせ!!（クリスタルキング） - ホッキ貝、あるいは食材にホッキ貝を用いた料理を食べているシーンに使用。
- セーラー服を脱がさないで（おニャン子クラブ） - 大福関連。
- 学園天国（フィンガー5） - 鮎関連（♫「Are you ready?」）。
- ひょっこりひょうたん島（前川陽子） - しゃぶしゃぶ関連。（しゃぶしゃぶ - ♪「波をちゃぷちゃぷ」）
- Time goes by（Every Little Thing） - 餅関連。（持田香織）
- あったかいんだからぁ♪（クマムシ） - スープ関連。
- 愛の水中花（松坂慶子） - 中華関連。
- さらば恋人（堺正章） - 抹茶関連（マチャアキ）

- ドロロンえん魔くん（中山千夏） - 日暮れ後に宿が見つからない場合などに使用。
- にんげんっていいな（中島義実、ヤング・フレッシュ） - 『まんが日本昔ばなし』（毎日放送）のエンディング曲。主に宿に泊まる際に使用。
- HOTEL オープニング〜希望色の朝（義野裕明作曲） - 『HOTEL』より。主にホテルに泊まる際に使用。
- ハトと少年（スラッグ渓谷の朝）（久石譲作曲） - 『天空の城ラピュタ』より。ホテルや旅館に泊まった翌朝の風景に、曲冒頭のトランペットパートを使用。
- 狼少年ケン主題歌（ビクター少年合唱団〈現・TOKYO FM少年合唱団〉） - 宿の女将の登場シーン（女将 - 狼）。
- グッド・ナイト・ベイビー （ザ・キング・トーンズ） - 宿が決まってそろそろ就寝という時。
- 赤い風船（浅田美代子）イントロ - 朝のチェックアウトの時など（朝だ - 浅田）。

- OH MY LITTLE GIRL（尾崎豊） - 神社等でお詣りの際に使用。
  - 巡恋歌（長渕剛）イントロ - 四国八十八ヶ所第63番吉祥寺で。（巡礼?）
  - 純恋歌（湘南乃風）イントロ - 同第64番前神寺で。（巡礼?）
- メトロポリタン美術館（大貫妙子） - 美術館訪問の際に使用（他に、ナポリタンを食べる時にも）。
- 神々の詩（姫神） - パワースポットで使用。
- ど根性ガエル（石川進） - イントロを「ペッタン」表示で使用（神社で御朱印をいただく時）。
- 衝動（B'z） - 御朱印をいただいた時に使用。（衝動 - 書道?）
- 圭子の夢は夜ひらく（藤圭子） - 富士山が見える（または、見えるはずだった[注 28]）シーン。
- 君をのせて - 『天空の城ラピュタ』より。特別なパワースポットを紹介する時に使用。
- イルカにのった少年（城みちる） - お城関連。
- ぼくはくま（宇多田ヒカル） - クマ牧場関連。
- 地球はひとつ（フォーリーブス） - チキウ岬で。
- エメラルドの伝説（テンプターズ） - 湖関連。

- It's a Small World（Arr. K. Whitcomb）（シンシナティ・ポップス・オーケストラ） - 写真撮影時などの交流シーンに使用。
- 宇宙戦艦ヤマト（ささきいさお） - アニメ『宇宙戦艦ヤマト』（読売テレビ・日本テレビ）のオープニングテーマ。バイクを預けて行動する場合などに「必ずここへ〜」部分を使用。
- おやすみマーヤ（オルゴール・バージョン）（チータとみつばち合唱団） - アニメ『みつばちマーヤの冒険』のエンディングテーマ。充電完了後お礼のシールを渡す時に使用。
- ルーシー・イン・ザ・スカイ・ウィズ・ダイアモンズ（ビートルズ） - シール関連。
- 涙の乗車券（ビートルズ）- チケット購入時。
- お世話になりました（井上順） - イントロを「お世話になりました」表示で使用（主に充電を許可してくれた民家の人の家に手伝いなどをして感謝をする時）。
- サインはV（麻里圭子、横田年昭とリオ・アルマ） - 出演者が色紙等にサインをしている時に使用。
- 唖然、呆然（荻野清子） - NHK連続テレビ小説『純と愛』の挿入曲。充電交渉の際に使用。
- ドラえもんのうた（大杉久美子） - 『ドラえもん』より。店に入る時などにBGMを使用。また効果音としていくつか使用されている。
- めざめ（伊集加代）- ネスカフェ・ゴールドブレンドCMより。充電や宿泊OKをもらえた時。またコーヒーを飲んでるシーンでも使用されている。
- また逢う日まで（尾崎紀世彦） - イントロを「お世話になります」表示で使用。
- 栗コーダーカルテット
  - アイネ・クライネ・ナハトムジーク - アウトロを「お泊まりさせてもらえませんか?」表示で使用。
  - 亡き王女のためのパヴァーヌ - イントロ3秒を「お幸せに!」表示で使用（主に結婚式のシーン）。
  - 午前3時の植物園 - 「ごちそうさまでした」表示で使用。
- ありがとう（99Harmony） - アニメ『キャプテン』エンディングテーマ。主に旅先で出会った少年野球チームとの小試合後のシーンで使用。
- イン・ザ・ムード（作曲：ウィンギー・マノン、アンディ・ラゾフ、ジョー・ガーランド） - 少年野球チームとの小試合シーンで使用（映画『瀬戸内少年野球団』で使われている）。
- タッチ（岩崎良美） - 同上。
- どか〜ん（真心ブラザーズ） - 同上。
- 勇気のしるし（牛若丸三郎太） - 色々なスポーツ対決の時。（♪「24時間戦えますか」）
- 可愛いベイビー（中尾ミエ） - お宮参りの赤ん坊のシーンで（白髭神社、大前恵比寿神社など）。
- エレクトリックおばあちゃん（ザ・スパイダース） - 年配の女性との絡みで。
- 大スキ!（広末涼子） - 集合写真その他を撮る時。（♪「とってもとっても」）
- ショッピング（井上陽水、奥田民生） - 買い物シーンで。
- ミスター（KARA） - 空手関連のシーンで。
- 柔道一直線（桜木健一） - 柔道関連のシーンで。
- ミラクルガール（永井真理子） - 柔道関連のシーンで。（アニメ版「YAWARA!」のオープニングテーマに由来）

- ガッチャマンの歌（子門真人） - 『科学忍者隊ガッチャマン』より。出川がゲストを見つけ近づいた時、歌い出し前のイントロ部分を使用。
- デビルマンの歌（十田敬三、ボーカル・ショップ）『デビルマン』より。同上。
- インペリアル・マーチ（映画『スター・ウォーズ エピソード5/帝国の逆襲』より） - ゲストが出川のもとにやって来る時に使用。
- おじいさんの11ヶ月（栗コーダーカルテット） - ゲストのイラスト表示で使用。
- はじめてのチュウ（あんしんパパ） - アニメ『キテレツ大百科』より。「チュ〜ッ」表示に使用（主に上島出演で出川とキスした後）。
- 別れのワルツ（ハーバート・ストサート（英語版）、ユージン・コスマン（古関裕而）） - ゲストが途中でお別れする時に使用。
- ドラマ『時間ですよ』のテーマ（山下毅雄作曲） - 同上。
- ありがとう（いきものがかり） - 同上の見送りシーン。
- プロポーズ大作戦のテーマ曲 - 『プロポーズ大作戦』（朝日放送・テレビ朝日）よりゲストと作戦を練る時。

特定ロケ地
- 主に北海道を走行時に使用。
  - 大空と大地の中で（松山千春）
  - 1/6の夢旅人2002（樋口了一）

特定曲
- 太陽にほえろのテーマ。
  - 86弾、偶然見かけた藤川球児を追いかけるシーンで。
  - 104弾、閉店直後の伊根『舟屋食堂』で、出川がドアをこじ開けようとして、警察のお世話になりかねない的な（?）シーン。
  - 109弾、ローソク岩の"夕日"を目指すシーンで。
- 喝采（ちあきなおみ） 
  - 86弾の安満地漁港を通るシーンで。
  - 99弾でニンニク畑の雑草むしりを手伝う時（意味不明。野菜 - 喝采?）。
  - 108弾でおっぱい岩の前で千秋が合流する時。
- ズンドコ節（氷川きよしとの繋がり）
  - 94弾での吉野ヶ里遺跡紹介シーン。（き「よしの」ズンドコ節）
  - 99弾で氷川神社と大宮の関係を説明する時。
  - 105弾で『寿司 清』に入る時[注 29]。
  - 129弾で清洲城公園に入る時。

- 相棒（池頼広） - 『相棒』（テレビ朝日）より。
  - 97弾の宿坊がある安楽寺のシーンで（「ぼう」とのつながり）
  - 98弾の小田原市で寄った料亭「右京」のシーンで（杉下右京との繋がり）
- ジュリアに傷心（チェッカーズ）
  - 108弾のハートロックで（ハートブレイク）。
  - 109弾、余市のローソク岩で（ローソク - 「♫キャンドル・ライトが」）。
- とんぼ（長渕剛）-（とんぼのめがね?）。
  - 94弾、 長崎市の眼鏡橋で。
  - 108弾、 徳之島の犬の門蓋（いんのじょうふた）・めがね岩で。

各弾
- 13弾
  - カナダからの手紙（平尾昌晃・畑中葉子） - 能登半島の白米千枚田で。
  - この素晴らしき世界（What a wonderful world）（ルイ・アームストロング） - 同上。

- 15弾
  - キックの鬼（沢村忠） - 元キックボクサーで俳優の武田幸三に縫田Dがキックの洗礼を浴びる時。
  - 真夏の夜の夢（松任谷由実） - 『とー家牧場』で「とー家バーガー」を食べる時。（とー家 - 松任谷）
  - 非情のライセンス（野際陽子） - ダイビングをする前に、出川が一応ライセンスがあると言う時。
  - 島人ぬ宝（BEGIN） - 1日目の宿を探す時。
  - 涙そうそう（夏川りみ） - 宿泊先の『別館赤瓦』や民宿『イラヨイ』で。
  - Butterfly（インストゥルメンタル） - 民宿『イラヨイ』の主人夫婦が新婚と分かる時。
  - 青い珊瑚礁（松田聖子） - 真栄里の島野菜カフェ『リハロウビーチ』のテラスからビーチに向かうシーン。
  - おふくろさん（森進一） - 竹富島で、出川が「竹富島のお母さん」と慕う『友利レンタサイクル』のお母さんが登場する時。
  - サイクリング・ブギ（サディスティック・ミカ・バンド） - 自転車で竹富島を巡るシーンで。
  - 安里屋ユンタ - コンドイ浜で。
  - サンサーラ（中孝介） - サイクリング続きで。
  - ポパイ・ザ・セーラーマン - 石垣島のステーキ店『パポイヤ』で。
  - 太陽がくれた季節（青い三角定規） - 夕日を見逃して（♫「君は何を今見つめているの」）
  - さそり座の女（美川憲一） - 上の後、豪邸でヤエヤマサソリモドキを見せてもらう時。
  - 映画『燃えよドラゴン』のテーマ - 同上で庭で取れたドラゴンフルーツのジュースを出してもらう時。
  - 虹と雪のバラード（トワ・エ・モア） - 宿泊先のホテル『ロイヤルマリンパレス石垣島』で、部屋に案内してくれる女性が札幌出身と知る時。
  - 浪漫飛行（米米CLUB） - 川平湾に向かうシーン。
  - 暴れん坊将軍のテーマ - 海岸で乗馬できるホースライディングスポット『波ん馬』で。
  - おうま（童謡） - 同上で。
  - ブルースカイ ブルー（西城秀樹） - 川平湾で。
  - 島唄（THE BOOM） - 同上で。
  - ビヨンド・ザ・シー（ボビー・ダーリン） - 同上でカクレクマノミを見るシーンで。（映画『ファインディング・ニモ』のサントラより）

- 17弾
  - そして、神戸（内山田洋とクールファイブ）- 神戸牛ステーキを食べるシーン。

- 23弾
  - 小指の想い出（伊東ゆかり） - 伊東の海鮮料理店を探す時（伊東つながり）。
  - 火曜サスペンス劇場フラッシュバックテーマ（木森敏之） - 『火曜サスペンス劇場』（日本テレビ）より。城ヶ崎海岸の吊り橋が映るシーン。

- 再15弾
  - 六本木純情派（荻野目洋子） - 木祖村のそば処『おぎのや』で。※この後、長渕剛の「君のそばに…」
  - 恋のダイヤル6700（フィンガー5） - 寝覚山臨川寺、寝覚の床で（リンリン）。
  - 開運!なんでも鑑定団「鑑定中BGM」（アニメ『のらくろクン』のサントラ「サスペンスタッチ!?」） - 臨川寺の宝物館に入る時。
  - スーダラ節イントロ（クレージーキャッツ） - 臨川寺の宝物館の「歸國浦島」像のシーン（ベンチでごろ寝 - 寝覚? これ以外でも、驚きを表すシーンで出川イラストと共にちょくちょく使われている）。
  - 木蘭の涙（スターダストレビュー） - 再編集回での、臨川寺の後継者紹介のシーン。
  - 恋におちて -Fall in love-（小林明子） - 妻籠宿入り口で。（金曜日の妻たちへ?）。
  - 君といつまでも（加山雄三） - 妻籠宿の民宿『すはら』で。（♫明日も「すばら」しい。出川も民宿内で「素晴らしい」と言っている）。
  - ドリフの早口ことば（ドリフターズ） - 馬籠宿で（♫生米）。
  - バラ色の人生 - 瑞浪市のステーキハウス『みわ屋 本店』で（飛騨牛シャトーブリアン -「ラ・ヴィ・アン・ローズ」?）。
  - ブルー・シャトウ（ブルー・コメッツ） - 同上
  - あまちゃん オープニングテーマ - 五平餅の『あまから』瑞浪店に入る時。
  - 学園天国（フィンガー5） - 同上で食事中に（5+♫「Hey hey hey」）。
  - キセキ（GReeeeN） - 以前対戦した少年野球チーム『土岐津野球クラブ』の現況を紹介するシーン。
  - タッチ・ミー・イン・ザ・モーニング（ダイアナ・ロス） - 多治見市を紹介するシーン。
  - ビキニスタイルのお嬢さん（田代みどり） - 多治見市モザイクタイルミュージアムで。

- 再19弾
  - 3年目の浮気（ヒロシ&キーボー） - 龍飛崎の移動販売のおばさんが三年ぶりにビデオ出演する時。その後、マグロ関連商品宣伝で、不明曲。
  - 君だけに（少年隊） - 外ヶ浜町の『秀鮨』で根曲がり竹を食べる時。
  - 君に会いたい（ザ・ジャガーズ） - 今別町の袰月海宝ワカメで。（♪「若さゆえ苦しみ」）
  - ムーンリヴァー（オードリー・ヘップバーン） - 『海峡の家 ほろづき』で。
  - 青い地球（ささきいさお） - 初日の宿泊先、外ヶ浜町の『佐々木旅館』で。
  - サムライ（沢田研二） - 五所川原市芦野公園の露店で射的をする時。（♪「片手にピストル」）
  - メトロポリタン美術館（大貫妙子） - 芦野公園旧駅舎を利用した喫茶店『駅舎』でナポリタンを食べる時。
  - 銀河鉄道999（ゴダイゴ） - 津軽鉄道の見送りをする時。
  - 泣かないで（舘ひろし） - 立佞武多の館。で
  - 圭子の夢は夜ひらく（藤圭子） - 2日目に藤崎町の『ふじ咲旅館』に宿泊する時。
  - さよなら人類（たま） - 翌朝入浴する喜龍温泉『玉乃湯』で。
  - TRUE LOVE（藤井フミヤ） - 『ふじ咲旅館』の御主人がビデオ出演する時。
  - 君にコケコッコー!（B.B.クイーンズ） - 黒石市の『津軽こけし館』で。
  - そりゃないぜセニョリータ（ケーシー高峰） - 同上の3年後の映像で。（ケーシー - こけし）

- 再21弾
  - What a feeling 〜フラッシュダンス（麻倉未稀） - 路上の亀を救うシーン。（スチュワーデス物語主題歌。「ドジでノロマな亀」）
  - 西部警察PART-II/PART-IIIテーマ（羽田健太郎/高橋達也と東京ユニオン） - 金刀比羅宮で大門まで265段と知らされる時。（大門刑事より。「おおもん」を出川はしきりに「だいもん」と言っている）
  - 夢のカリフォルニア（ママス&パパス） - ゴールの父母ヶ浜（ちちぶがはま）で（ママス&パパス - 父母）。

- 再29弾
  - TOKIO（沢田研二） - 天王洲スタジオに向かう時。
  - ツイン・ピークスのテーマ - 双子のマリアちゃん&ユリアちゃんの現況（バレエ・レッスン）を伝えるVTRで。（双子 - ツイン）
  - 青春アミーゴ（修二と彰） - 宮崎市の『磯料理 網元』に入った時。
  - Gonna Make You Sweat（C+C MUSIC FACTORY） - 同上で伊勢海老を食べるシーン（海老 - "Everybody Dance Now"）
  - JAM（THE YELLOW MONKEY） - 鬼の洗濯岩の黄色いポストの前で。
  - さそり座の女（美川憲一） - 上の後、女性に星座を訊ねる時。
  - カツオくん（星を見上げて）（高橋和枝） - 日南市の海鮮料理店『豊漁丸』で注文したカツオ丼が調理される時。
  - ア・ブラ・カダ・ブラ（米米CLUB） - 広島東洋カープ色に塗られた油津駅で。
  - 映画『アダムス・ファミリー』メイン・テーマ - 2年後の色々な家族紹介の写真で。
  - 映画『スター・ウォーズ』メイン・テーマ - ゴールの飫肥城址で（飫肥藩 - オビ＝ワン）
  - 幸せって何だっけ（明石家さんま） - 同上にある「しあわせ杉」のシーンで。

- 再30弾
  - 花のささやき（下成佐登子） - 宿泊のホテル『星羅四万十』のチェックイン時。（アニメ『小公女セーラ』オープニング曲）
  - 11PMのテーマ – 同上で焼酎の『ダバダ火振』を見て。
  - ミスター（KARA） - 同上の食事で四万十鶏の唐揚げが出て来た時。
  - リバーサイドホテル（井上陽水） - 同上での朝、部屋から四万十川を眺めて。
  - オー・シャンゼリゼ（越路吹雪） - 営業時間前で入れなかった、四万十市の農家レストラン『しゃえんじり』の後日取材シーンで。
  - 風（はしだのりひことシューベルツ） - 高瀬沈下橋を渡る時。（はしだ - 橋）
  - 『太陽にほえろ』のテーマ。- 郷土料理『さこや』で、ごりの唐揚げが出た時（ゴリさん）
  - しあわせになろうよ（長渕剛） - 同上で鰻重が出た時。（♪「（そして二人で手を）つなぎ」）

- 再32（61）弾
  - 日立の樹 - スタートの東根市の大ケヤキで。
  - ザ☆ピ〜ス!（モーニング娘。） - 中居正広がスタンバイする場所へ行く、さくらんぼ畑の道で。
  - 大ちゃん数え唄（天童よしみ） - 天童市の将棋の駒作り紹介VTRで。
  - ひなげしの花（アグネス・チャン） - 中華そば屋『あっちゃん まっちゃん』で、出川が冷やしラーメンを注文する時。（冷やし - ひなげし）
  - 愛燦燦（美空ひばり） - 同上で、中居が注文した味噌ラーメンを食す時。
  - サヨナラ（GAO） - 蔵王温泉街で。（GAO - 蔵王）
  - 旅の宿（吉田拓郎） - 同上の『高見屋旅館』に宿泊しようと館内を案内される時。
  - 『王様のレストラン』（服部隆之）のテーマ - 同上の夕食時。
  - イマジン（ジョン・レノン） - 同じく、おしぼりの上にサービスでレモンが乗っていた時。
  - ステキな日曜日〜Gyu Gyu グッディ!（芦田愛菜） - 同じく蔵王牛のサーロイン・ステーキが運ばれる時。
  - ルーシー・イン・ザ・スカイ・ウィズ・ダイアモンズ（ビートルズ）- 現在の『高見屋旅館』とネットで話をして、当時渡した番組シールを貼っているのを見せてもらう時。
  - 『3時にあいましょう』オープニング曲 - 同じく館内のリニューアル状況を見せてもらう時。（♪「ルールル」)
  - 君色思い（SMAP） - 本編で、同旅館を中居と共にバイクで離れる時。
  - まつり（北島三郎） - 上山温泉に向かう時。（♪「山の神 海の神」）
  - ハンキー・パンキー（トミー・ジェイムス&ザ・ションデルズ） - 同上で『上杉の御湯（みゆ）御殿守（ごてんもり）』で日帰り入浴する時。（『踊る!さんま御殿!!』オープニング曲）
  - 裸の王様。（渡瀬恒彦） - 同上の露天風呂入浴シーン。

- 86弾
  - ゲラゲラポーのうた （キング・クリームソーダ） - 土佐清水名物・宗田節のシーンで。
  - ハロー・グッバイ（柏原芳恵） - 高知柏島の港の岸壁を映すシーンで（高知 -「♫紅茶のおいしい喫茶店」、柏島 - 柏原）。
  - I'm Still Standing（エルトン・ジョン） - 土佐清水の『ジョン万次郎資料館』に着く直前。
  - リヴィン・オン・ア・プレイヤー（ボン・ジョヴィ） - 『ジョン万次郎資料館』で万次郎が書いたアルファベットの直筆を見る時（ジョン繋がり）。
  - 雨がやんだら（朝丘雪路） - 土佐清水の『足摺園』宿泊の翌朝、大島美幸が携帯で撮った雨が上がる前の風景動画を見せる時。
  - ハクション大魔王の歌（嶋崎由理） - 土佐清水の『万次郎足湯』から白山洞門を眺める時。
  - だれかが風の中で（上條恒彦） - 足摺岬の中浜万次郎像の前。
  - ロコ・モーション - レストラン『足摺グランドレスト』で。
  - WOW WAR TONIGHT 〜時には起こせよムーヴメント（H Jungle with t） - 同上で刺身定食が出て来るあたり。（WOW WAR - 魚魚?）
  - 雨のち晴レルヤ（ゆず） - 同上で、雨上がりに露天風呂（まだぬるい）に入る時。

- 90弾
  - 狙いうち（山本リンダ） - 南魚沼市の浦佐駅で（♪「ウララ ウララ」）。
  - 眠れない夜（泉谷しげる） - 同、味処『えづみや』入店シーンで。
  - キャンディ♡キャンディのテーマ（堀江美都子） - 同上で店に無いへぎそば紹介VTRの時（♪「そばかすなんて〜」）。
  - まかせなさい（ウルフルズ） - 同上で、出川がお任せ弁当を食べる時。
  - さとうきび畑（森山良子） - 大沢山温泉『大沢舘』で（♪「ザワワ」）。

- 91弾
  - モニカ（吉川晃司） - 十和田市の馬肉料理『吉兆』に上がる時。
  - オー・プリティ・ウーマン（ヴァン・ヘイレン） - 同店で馬肉料理が調理される時。（馬 - ウーマン）
  - WOMAN（アン・ルイス） - 同上で馬肉料理が出て来る時。（同上）
  - ひょっこりひょうたん島（前川陽子） - 同上で馬肉しゃぶしゃぶを食べる時。（しゃぶしゃぶ - ♪「波をちゃぷちゃぷ」）
  - 大阪で生まれた女（BORO） - 十和田市でやっと空室が見つかった旅館『大阪屋』に泊まれる時。
  - 宿無し（世良公則&ツイスト） - 奥入瀬川の土手を走る時。（♪「オイラは宿無し」）
  - ツイスト・アンド・シャウト（ビートルズ） - 「おいらせ鮭まつり」紹介映像シーンに使用（鮭 - ♪「シェケナベイビー」?）。
  - ゴーウェスト（ザ・ドリフターズ） - 民家で黒にんにくを御馳走になる時。（♪「ニンニキニキニキ」）
  - カーキン音頭（河内家菊水丸） - 八戸市の『八食センター』で牡蠣を注文する時。
  - NAI・NAI 16（シブがき隊） - 同上で牡蠣を食べる時に使用。
  - white key（鈴木亜美） - 蕪島に向かうシーンに使用。
  - 恋のバカンス（ザ・ピーナッツ） - 蕪島神社の巫女姉妹シーンに使用。
  - 明日があるさ（中村八大） - スルーした葦毛崎展望台紹介シーンに使用。
  - 落陽（吉田拓郎） - ゴール間近の夕景。

- 94弾
  - 安奈（甲斐バンド） - 松井糀屋のあん無し饅頭「すぶくれ」を食べる時。
  - 遠く遠く（槇原敬之） - 嬉野市の『新八寿司』で、温泉湯豆腐も入った「上寿司御膳」を食べる時。（とうふ- 遠く）
  - ウエストミンスターの鐘（ヘンデル） - 後半回で前半回のおさらいをする時。
  - 愛の奇跡（ヒデとロザンナ） - 杵島郡白石町の『秀ちゃんラーメン』で。
  - WAKU WAKUさせて（中山美穂） - 神埼市のカフェ『マドンナ』で。（吉本新喜劇の中山美保はマドンナだったけど）
  - イミテイション・ゴールド（山口百恵） - ゴール吉野ヶ里遺跡のイルミネーションのシーン。

- 96弾
  - あったかいんだからぁ♪（クマムシ）- 冒頭の九十九里浜片貝（かたかい）海岸紹介シーンで。
  - WOW WAR TONIGHT 〜時には起こせよムーヴメント（H Jungle with t） - 九十九里町の『矢仲水産直売所』でイワシのゴマ漬けを御馳走になる時。
  - リバーサイド ホテル（井上陽水） - 白子町のそば処『川岸』で、水谷準がマスクをしていて、お客に誰か分からなかったと言われた時。（♪「誰も知らない」）
  - Beautiful days（嵐） - 一宮町『一宮乗馬センター』で。（二宮 - 一宮?）
  - 恋（星野源） - 御宿町の居酒屋『源（げん）』で。
  - モスラの歌（ザ・ピーナッツ） - 同上でモツ鍋を食べるシーン。
  - マツケンサンバII（松平健） - 勝浦市の旅館『松の家』（登録有形文化財）で。
  - 不明曲 - アレックス・ラミレス登場シーンで。
  - だから毎日おもしろい（ノーベル製菓の「はちみつきんかんのど飴」のCMソング） - 勝浦市興津町の民家で「金柑の甘煮」を御馳走になる時。
  - Miracle Shopping 〜ドン.キホーテのテーマ〜（田中マイミ） - 同市横渚の地魚創作料理店『風神』で海鮮"丼"を食べる時。
  - ラ・バンバ - これは単にラミレスさんの好きな曲。
  - くちなしの花（渡哲也）- 仁右衛門島へは渡し船で行くと聞かされて。
  - 渚にまつわるエトセトラ（PUFFY） - 南房総市の『なぎさカフェ』で。
  - 月光仮面（ザ・モップス） - 同上でモッフルを食べるシーンで。
  - 落陽（吉田拓郎） - ゴール野島崎灯台の、実際には見られなかった夕景映像で。

- 97弾
  - トイレの神様（植村花菜） - 藍住町の理容院『ヘアーフィールドマサユキ』でスタッフがトイレを借り、充電もさせてもらう時。
  - アイドルを探せ（シルヴィー・ヴァルタン） - 二番札所・極楽寺の長命杉に願掛けをした後。

- 98弾
  - おまえにチェックイン（沢田研二） - 1日目宿泊の茅ヶ崎市の東横インの部屋で。
  - Show Me Your Firetruck（ハンス・ジマー） - 大磯町で、充電させてくれる人が消防士と知るシーンで（ 映画『バックドラフト』のテーマ曲）。
  - ガラスの十代（光GENJI） - 走行中に富士山が見えるシーン。（意味は不明）
  - イルカにのった少年（城みちる） - 小田原"城"のシーンで。
  - WON'T BE LONG（バブルガム・ブラザーズ） - 箱根町の季節の雑貨『折々』で（♪「OLY OLY OLY OH!」）
  - 男の子女の子（郷ひろみ） - 箱根湯本の露天風呂『かっぱ天国』に向かう、男道・女道のシーンで。
  - なみだの操（殿さまキングス） - 同じく箱根町の御食事処『殿』で。

- 99弾
  - 俺たちの旅（中村雅俊） - 長瀞の岩畳を歩く時（夢の坂道は 木の葉模様の石畳♫）。
  - 不明曲 - カンニング竹山登場シーン。
  - 17才（南沙織） - 東松山市立"南"中学校野球部との対決。
  - 空に太陽がある限り（錦野旦） - 同上の野球部監督（新婚）が永遠の愛を誓うシーン。
  - ABC（露崎春女） - 坂戸市のうどん屋『えびす庵』で。
  - 1/3の純情な感情（ANIMETAL THE SECOND） - 川越市のうなぎ屋『いちのや』で。（1 - いち）
  - トロとお休み（鈴木朋） - さいたま市大宮区の氷川神社の灯籠流しのシーンで。

- 100弾
  - お富さん（春日八郎） - 炭火焼工房『黒平（くろひら）』に入るシーン（♪「粋な黒塀」 - 黒平）。
  - バンザイ 〜好きでよかった〜（ウルフルズ） - 日置市の民家で充電させてもらえる時。
  - ウエディング・ベル（Sugar） - 吹上砂丘で結婚の写真を撮影しているシーンで。
  - SAND BEIGE -砂漠へ-（中森明菜） - 同上。
  - サンキュ.（DREAMS COME TRUE） - 同上。（サンキュ - 砂丘）
  - め組のひと（ラッツ&スター） -「とんかつ定食」を食べに、日置市の『南湯食堂 恵』に入るシーン。
  - 不明曲 - 同上で「とんかつ定食」を食べるシーン。
  - 星のフラメンコ（西郷輝彦）イントロ - 吹上温泉 湖畔の宿『みどり荘』の西郷隆盛も入ったというお風呂の紹介シーン。
  - 蒲田行進曲（松坂慶子・風間杜夫・平田満） - 同上で寺田屋ばりの階段紹介シーン。
  - 不明曲 - 妙見神社の「すべらない石」で。
  - キューピー3分クッキングのテーマ（イェッセル） - 南さつま市加世田の民家でブロッコリー料理を作ってもらう時。
  - 故郷の空（スコットランド民謡） - 同上で、食事中にマヨネーズを持ってきてもらう時。（ オヨネーズの「麦畑」から）
  - 夏色のナンシー（早見優） - 枕崎市の『お食事処 ゆう』で。
  - カツオくん（星を見上げて）（高橋和枝） - 同市の『枕崎お魚センター』での「ぶえん鰹」調理シーン。
  - 渚にまつわるエトセトラ（PUFFY） - 同市の『枕崎なぎさ温泉』で。
  - 京都の恋（渚ゆう子）イントロ - 同温泉に入浴する時。
  - ランナウェイ（シャネルズ） - 同温泉にいた桑野信義のそっくりさんを見て。

- 101弾
  - SHOW ME（森川由加里）イントロ - 出川が高知城で一般の人と将棋をするシーン。（SHOW - 将）
  - 性 - 世良公則&ツイスト - 同上で出川の玉将に王手がかかって詰むシーン。（♪「Wowoh Wowoh」）
  - 『いちご白書』をもう一度（バンバン） - 南国市の 西島園芸団地のイチゴのシーン。
  - ラムのラブソング（松谷祐子） - 香美市の『龍河温泉』で風呂上がりにラムネを飲むシーン。
  - 月の法善寺横町（藤島桓夫）イントロ - 照英が龍河洞の商店街で土佐打刃物を購入する時。（♪「包丁一本晒にまいて」）
  - 紅蓮華（LiSA） - 同上で鍛造シーンが流れる時。
  - トリセツ（西野カナ） - 銘を入れてもらった黒打ち鍛造包丁を受け取る時。
  - キング・コング - 香南市の絵金蔵のシーンで（1967年放送の同名の日米合作アニメ『キング・コング』（NETテレビ）の主題歌）。
  - 春夏秋冬（泉谷しげる） - 同市の『いづみ屋食堂』で焼きそばを注文する時。
  - 喜びのサンバ（Eu quero um samba）（小野リサ?） - 同上の調理シーン。（歌詞が「焼きそば」に聞こえる）
  - 栄光の架橋（ゆず） - 同市の跳ね橋 手結港可動橋紹介シーンで。
  - 不明曲 - 安芸市のお好み焼 『りすぼん』入店時。
  - まっ赤な女の子（小泉今日子） - 同上でちりめん丼を頼んだ時。（♪「ちりちり ジリジリ」）
  - Gメン'75のテーマ（菊池俊輔作曲） - 同上。（Gメン - ちりめん）
  - さよなら人類（たま） - 同市のホテル『TAMAI』に宿泊する時。
  - 映画『男はつらいよ』主題歌 - 同市の『寅さん地蔵』参拝時。
  - アニメ『魔法使いサリー』主題歌 - 入浴できなかった奈半利町の『ホテルなはり』の温泉紹介シーン。（♪「マハリクマハリタ」- なはり）
  - セーラー服を脱がさないで（おニャン子クラブ） - 同町の『高知ふくちゃん青果』で文旦を食べる時。（ふくちゃん - 服）
  - もしも明日が…。（わらべ） - 同町の『みなと食堂 sato』でカツオのわら焼きタタキをする時。
  - キラキラ（小田和正） - 吉良川町に入った時。
  - もうひとつの土曜日（浜田省吾） - 同町の『浜田商店』で焼きそばを注文し、充電させてもらう時。
  - ロード（THE 虎舞竜） - 室戸岬の御厨人窟（みくろど）を示す道路標識が見える時。

- 102弾
  - 守ってあげたい（松任谷由実） - 東大寺大仏殿を拝観して、旅の安全祈念のお守りを僧侶からもらう時。
  - 不明曲 - 奈良公園で鹿に煎餅をやる時。
  - 風の谷のナウシカ（安田成美） - 同上。
  - ヘイ・ジュード（ビートルズ） - 平城京跡を見るシーン。
  - 不明曲（演歌イントロ） - 大和郡山市の、とんかつの店『とんまさ』入店時。
  - おかあさん（ザ・テンプターズ） - ロッチ中岡の実家に行って、母親と会うシーン。
  - チェリーブラッサム（松田聖子） - 橿原市の川岸の桜並木を見て。
  - キッスは目にして!（ザ・ヴィーナス） - 御所市のレストラン『白雲庵』のメニューを見るシーン。（「目に」- メニュー?）
  - プリーズ・ミスター・ポストマン（カーペンターズ） - 同市の『郵便名柄館 Tegami Café』（元郵便局をカフェにした所）で。
  - 不明曲 - 五條市の北宇智駅「たまごのたまこ」で卵かけご飯を食べる時。
  - さよなら人類（たま） - 同上。
  - 少年時代（井上陽水）イントロ - 下市町下市温泉秋津荘『明水館』で。（明水 - 陽水）
  - カーキン音頭（河内家菊水丸） - 同上で柿の葉寿司を御馳走になる時。

- 103弾
  - 不明曲 - 西条市福武でサッカークラブ「西条88FC」とPK対決のじゃんけんをする時。
  - オーレ! チャンプ 同上のPK対決時。
  - 小麦色のマーメイド（松田聖子） - 新居浜市の手打ちうどん『小麦』店内。
  - I Don't Know!（BaBe） - 同上でうどんが調理されるシーン。（I Don't - うどん）
  - CHA-CHA-CHA（石井明美） - 同上で抹茶入りうどんを食べる時。
  - ハロー・グッバイ（柏原芳恵） - 喫茶『珈琲待夢』店内で。
  - ミミちゃんとパンダ・コパンダ - 同上でパンケーキを食べるシーン。
  - あったかいんだからぁ♪（クマムシ） - 観音寺市の『くまキッチン』入店時。
  - 家に帰ろう (マイ・スイート・ホーム)（竹内まりや） - 同市の湯屋『琴弾廻廊』で。

- 104弾
  - 学生時代（ペギー葉山） - 城崎温泉『つたや旅館』に宿泊するシーンで。（♪「つたのからまるチャペルで」）
  - 接吻（Original Love） - 同上のお食事処『ぼん』で但馬牛焼肉定食を注文した時（作詞作曲：田島貴男）
  - 港のヨーコ・ヨコハマ・ヨコスカ（ダウン・タウン・ブギウギ・バンド） - 京丹後市の寿司割烹 みなと荘『浜幸』入店シーン。
  - 『笑点』のテーマ （宮崎尚志） - 同上で店長から、天橋立の「小天橋」の説明を聞く時。
  - ユカイツーカイ怪物くん（野沢雅子） - 同上で、小天橋名物のとり貝が調理される時。（🎶「カーイカイカイ」）
  - め組のひと（ラッツ&スター） - 同上で、更に名産 久美浜カキが調理される時。
  - 不明曲 - 京丹後市の『海雲館』に宿泊が決まった時。
  - 笑顔がいいね（KATSUMI） - 伊根の朝、舟屋の風景。
  - 狙いうち（山本リンダ）イントロ - 同上の食事処『うらなぎ丸』で。（♪「ウララ」）
  - お料理行進曲（YUKA） - 伊根の遊覧船日出駅の名物「へしこコロッケ」、「カレーコロッケ」を注文するシーンで。
  - 『あまちゃん』オープニングテーマ - 天橋立が見えたシーン。
  - 亜麻色の髪の乙女（ヴィレッジ・シンガーズ）- 天橋立紹介シーン。

- 105弾
  - トロとお休み（鈴木朋） - 氷川神社の灯籠流しのシーンで。
  - ヤン坊・マー坊の唄（木村和子・山口えみ、『ヤン坊マー坊天気予報』より） - 「関根勤と爆笑富山激うまグルメ旅」前編のマーボー豆腐店のシーンで
  - 夜明けのスキャット（由紀さおり） - 雪の大谷のシーンで（雪と由紀さおり）
  - 伊勢佐木町ブルース（青江三奈） - スタート、青荷温泉で。
  - Rock Around the Clock（Bill Haley） - 青荷温泉・健六の湯で。
  - アンコ椿は恋の花（都はるみ） - 赤石町の加藤鮮魚店のあんこうとも和えのシーンで。
  - ゴジラのテーマ（伊福部昭） - 『めめちゃんの店』で貫禄のある看板娘が接近するシーンで。
  - クワイ河マーチ（映画『戦場にかける橋』より） - 千畳敷海岸で。
  - G線上のアリア（バッハ） - 同上。
  - あなた（小坂明子） - 民宿・お食事処『田中』の、「私がメニューなんだ」という女将さんのシーンで（♫もしも私が〜）。
  - 揺れる想い（ZARD） - シェイクの『かおりの店』のブランコに乗るシーンで。
  - あずさ2号（狩人） - 同上店であずきシェイクを食べるシーン。

- 107弾
  - 名探偵コナンのテーマ - コタンの湯に入るかどうか迷う時。
  - ワインレッドの心（安全地帯） - モール温泉に入浴する時（"もー"っと）。
  - あたりまえ体操（COWCOW） - 牛牧場で。
  - ゴッドファーザー 愛のテーマ - 標津のホタテ漁業組合長登場シーンで。
  - 贈る言葉（海援隊） - 標津の郷土料理店『武田』に入るシーンで。
  - トモエ学園（福山雅治） - 『武田』で海鮮巴丼（カニ・ウニ・イクラ）を食べる時。

- 108弾
  - バンザイ 〜好きでよかった〜（ウルフルズ） - 奄美大島の笠利崎園地に向かう時（「夢をかなえるカメさん」- トータス松本が亀好きだから?）。
  - 仮面舞踏会（少年隊） - 笠利崎園地で（仮面 - 亀）。
  - アイドルを探せ（シルヴィー・ヴァルタン） - 奄美大島の最北端を目指すかどうかでもめる時（最北端 - ヴァルタン?）。
  - 素直にI'm Sorry（チェッカーズ） - あやまる岬に向かう時。
  - シェリーに口づけ（ミシェル・ポルナレフ） - 奄美大島の『みしょらんCafe』さんに入店させていただく時（みしょらん - ミシェル）。
  - ヘビーローテーション（AKB48） - 奄美大島の『原ハブ屋』さんに入店させていただく時（ハブ - ヘビー）。
  - 愛より青い海（上々颱風） - 奄美大島ハートロックで。
  - BE MY BABY（COMPLEX） - 同上。
  - サボテンの花（財津和夫） - ハートロックを離れる時。
  - Bad City（SHŌGUN） - 「マツダくん、手っ、手っ、手っ」（『探偵物語』松田優作より）
  - ユカイツーカイ怪物くん（野沢雅子） - （『奄美水産ごっぱち』で海鮮料理その他を注文する時）
  - チャコの海岸物語（サザンオールスターズ） - （同上でシャコ貝を食べる時）
  - 銀座カンカン娘（オリジナルは高峰秀子） - 吉川果樹園（吉の上は「土」）でたんかんジュースを飲む時（出川は「かんかんジュース」と言っていた）。
  - ファッションモンスター（きゃりーぱみゅぱみゅ） - 同上でパッションフルーツをいただく時。

- 109弾
  - 大都会（クリスタルキング） - 小樽運河を渡る時（まさか、小「樽」 - クリス「タル」?）。
  - 17才（南沙織→森高千里） - 小樽の『すし田』で「うにいくら丼」を食べる時（♫「誰もいない海」〈→ウニ〉）
  - ヒッチコック劇場のテーマ - 余市のローソク岩に向かう途中で（出川「"コッチ"はお母さんの方の家なんだ」）。
  - 歩いて帰ろう（斉藤和義） - 札幌中心部に向かうシーン。
  - ユー・メイ・ドリーム（シーナ&ザ・ロケッツ） - 出川が気になったロケットカレー豊平店（入店せず）のシーン。
  - Make you happy（NiziU） - 札幌二条市場で（NiziU - 二条）。
  - 不明曲 - 同上『藤田商店』でメロンの差し入れをしてもらうシーン（「食べて見て」とシャウト）。
  - しなやかに歌って（山口百恵） - 同上『藤田商店』で毛蟹を食べるシーン（出川はあくまでもマヨネーズ派）。
  - 昭和枯れすゝき（さくらと一郎） - 札幌駅前通り走行シーンで（出川が「ここはもうススキノだ」と言う。実際はまだPARCO前）。
  - ジンギスカン（ジンギスカン） - ジンギスカン料理店『だるま』6・4店に向かうシーンで。
  - じんじん（原由子） - 同上店での食事中。

- 110弾
  - 渡る世間は鬼ばかりのテーマ（羽田健太郎） - 鬼押し出し園で。
  - 瀬戸の花嫁（小柳ルミ子） - 嬬恋村瀬戸の滝で。
  - 世界ふしぎ発見のテーマ（越部信義） - 草津温泉湯畑で（草野仁 - 草津?）。
  - M（プリンセスプリンセス） - 『草津温泉プリン』に入る時。
  - エメラルドの伝説（ザ・テンプターズ） - 草津温泉湯畑のエメラルドグリーンの温泉を見るシーン。
  - Love Somebody（織田裕二） - 草津温泉湯畑前で、織田信成がフィギュアスケート風に踊るシーン（『踊る大捜査線』もかかっている?）。
  - 女心の歌（歌劇『リゴレット』より）（ヴェルディ作曲） - 草津温泉『大滝之湯』に入れなかったシーン（「いつも不幸なのは〜」?）。
  - ジェラシー（井上陽水） - ジェラート食べ放題『グランデフューメ草津』の店内で。
  - 刑事コロンボのテーマ（ヘンリー・マンシーニ作曲。栗コーダーカルテット）（実際はNBC『ミステリーアワー』のテーマ） - 同上で織田信成がもう少しで4個目を食べようとする時。
  - プリンプリン物語（石川ひとみ） - 充電させてもらった『草津温泉プリン』でプリンを食べるシーンで。
  - 男の子女の子（郷ひろみ） - 『飲、食、宿 吾八』で食事をする時（この曲は五平餅を食べるシーンでもよく使われる）。
  - 旅の宿（吉田拓郎） - 同上に入ろうとする時（前後編で順序が逆になっている。こちらは後編の頭）。
  - 星に願いを（映画『ピノキオ』主題歌） - キャンプ場（川原湯温泉遊びの基地NOA）が満杯でヨガイベント（Retreat Marché）主催者にお願いしに行くシーン。
  - あそぼう（ウルフルズ） - 宿泊出来ることになったキャンプ場で。
  - てんとう虫のサンバ（チェリッシュ） - テントの説明を受けるシーン。
  - 赤い風船（浅田美代子）イントロ - キャンプの朝（朝だ - 浅田）。
  - ゲラゲラポーのうた（キング・クリームソーダ） - 朝ヨガに参加する時（『妖怪ウォッチ』 - ヨガ?）。
  - ポパイ・ザ・セーラーマン - 東吾妻町の少年野球との対戦で（野球応援の定番）。
  - 三百六十五歩のマーチ（水前寺清子） - 伊香保温泉の俯瞰で（温泉郷の石段が365段ある）。
  - リンダ リンダ（THE BLUE HEARTS） - 伊香保温泉『黄金の湯館』の入浴時に、一輪車競技のチャンピオンを紹介する時。
  - 時代（中島みゆき） - 渋川市水澤寺 六角二重塔 開運六地蔵尊を回す時（♪「まわるまわるよ」）。

- 111弾
  - 横須賀ストーリー（山口百恵） - スタートの霧まみれのナイタイ高原牧場で（♪「これっきり」 - 霧）。
  - おどるポンポコリン（B.B.クィーンズ） - 『十勝しんむら牧場』でのバーベキューのシーン（BBQ）。
  - 映画『男はつらいよ』主題歌 - 同上に井上咲楽が登場するシーン（さくら）。
  - うなずきマーチ（うなずきトリオ） - 同上で、サウナちゃんこと咲楽ちゃんにサウナ入浴の是非を尋ねるシーン（この曲は鰻料理の食事シーンにも使用される）。
  - ハッとして!Good（田原俊彦） - 牧場の社長から借りたサウナ帽を冠って、出川と井上咲楽がサウナに入るシーン（ハット）。
  - 「恐怖の町」ドラマ『怪奇大作戦}主題歌（サニー・トーンズ） - 同上で、サウナ後の外気浴のシーン。
  - バン・バン・バン（ザ・スパイダース） - 『小林農場』でばんえい競馬について教えてもらうシーン。
  - 北国の春（千昌夫） - 十勝牧場 白樺並木で。
  - ひと夏の経験（山口百恵） - 音更町駒場の民家でトマトを御馳走になる時（ドラマ『赤いシリーズ』? ♪「大切なものをあげるわ」? グリコ『トマトプリッツ』CM? これは「プレイバックPart2」だけど）。
  - シーソーゲーム 〜勇敢な恋の歌〜（Mr.Children） - 同上でシソジュースを御馳走になる時。
  - いい湯だな（ザ・ドリフターズ） - ばんえい十勝 帯広競馬場で（♪「ババンバ バン バン バン」）。
  - オー・プリティ・ウーマン（ヴァン・ヘイレン） - 同上、レース中（ヴァン - ばんえい 及び ウーマン - 馬 ?）。
  - 麦畑（スコットランド民謡） - 帯広のパン店『麦音』で。
  - 夜明けのスキャット（由紀さおり）イントロ - 同上でカレーパンを食べる時（ルー?）。
  - 愛は勝つ（KAN） - 十勝川温泉に向かうシーン。
  - 映画『ジュラシック・パーク』よりメイン・テーマ（ジョン・ウィリアムズ） - 幕別町の『つつじコース パークゴルフ場』で。
  - 仮面舞踏会（少年隊） - 『いけだワイン城』で（ブドウ - 舞踏）。
  - カナダからの手紙（平尾昌晃・畑中葉子） - 同上でカナダ人観光客と会話するシーン。
  - 赤胴鈴之助（岩瀬寛） - 豊頃町のラーメン店『赤胴』で。

- 112弾
  - 王将（村田英雄）イントロ - 鳴門海峡の大潮紹介シーンで（王将 - 大潮）。
  - 夏色（ゆず） - 同上シーンで（渦 - ゆず）。
  - さくらんぼ（大塚愛） - 大塚美術館で。
  - ひまわり（長渕剛） - 同上のゴッホ『ひまわり』のシーンで。
  - じれったい（安全地帯） - 鳴門市の『寿し辰』で「鯛のソテー ブールブランソース」を食べる時。
  - お久しぶりね（小柳ルミ子） - 鳴門市の『北灘漁港直送 とれたて食堂』でISSAが「すだちぶり刺身定食」を食べる時。
  - 誰よりも君を愛す（松尾和子・和田弘とマヒナスターズ）イントロ - 東かがわ市の『COFFEEあぐり』で「アイスカフェグラッセ」を飲む時。
  - 素敵にシンデレラ・コンプレックス（郷ひろみ） - さぬき市の鉄板焼レストラン『よしはら』で「よしはらセット」を食べる時。（ステーキ）
  - ハートのエースが出てこない（キャンディーズ） - 高松市の『歯ART美術館』で。
  - ジンギスカン（ジンギスカン） - 同上で（♪「huu haa huu haa」）。
  - 俺たちの旅（中村雅俊）イントロ - 同上で（♪「ハー」）。
  - YOUNG MAN（西城秀樹） - 高松市の「AJIわいわい祭り」で。
  - がんばれドカベン（こおろぎ'73） - 同上で（山田つながり）。
  - Put a Little Love in Your Heart（?） - 同上で、釜ぶっかけ定食を食べる時。
  - I Don't Know!（Babe）同上。 - （I Don't - ウドン?）
  - なんてったってアイドル（小泉今日子） - 高松市中山町の元大工さんのお宅で、近くに南原清隆の実家があると教えてもらう時。（ナンちゃん）
  - フラワー（KinKi Kids） - 坂出市の『はな家』に寄る時。
  - GOLDFINGER '99（郷ひろみ）- ゴールのゴールドタワーが見えて来た時。
  - イミテイション・ゴールド（山口百恵） - ゴールドタワー紹介時。
  - 酒場の金魚（香田晋） - ゴールドタワーの金魚鉢紹介時。
  - 空に太陽がある限り（錦野旦）イントロ - ゴールドタワーの天空のアクアリウム『ソラキン』紹介時。

- 113弾
  - ウキウキWATCHING（いいとも青年隊） - 蘇洞門（そとも）紹介時。
  - 11PMのテーマ（三保敬太郎作曲） - 福井から京都への鯖街道紹介時（♫サバダバダバダバ）。
  - 三丁目の夕日テーマ - 小浜市の三丁町（江戸時代の茶屋町）紹介時。
  - survival dAnce 〜no no cry more〜（TRF） - 鯖街道起点紹介時。
  - バンザイ 〜好きでよかった〜（ウルフルズ） - 充電させてもらえるお宅で（老婦人の亡くなったご主人に対する想い?）。
  - I Will Always Love You（?） - 同上（同上?）。
  - 悪魔がにくい（平田隆夫とセルスターズ） - 熊川宿で。
  - マツケンサンバII（松平健） - 熊川宿の、葛と鯖寿しの店『まる志ん』で「鯖寿し ご膳」を食べる時。
  - 愛の水中花（松坂慶子） - 元中華料理店で飲み物をご馳走になる時。
  - バイシクル・レース（クイーン） - 運転免許証を忘れた長嶋一茂が自転車で走ることになったシーン。
  - うっせえわ（Ado） - 安曇川駅 観光案内所でレンタサイクルを借りるシーン。
  - 夏色（ゆず） - 同上シーンで（♫「この長い長い下り坂を君を自転車の後ろに」?）。
  - こころたび（池田綾子） - 長嶋一茂が汗だくで自転車を漕ぐシーン。
  - チェリー（スピッツ） - 琵琶湖畔の道を進むシーン。
  - 恋のアメリカン・フットボール（フィンガー5） - 長嶋一茂がヒッチハイクをするシーン（曲の合いの手が「ハイク」）
  - ルパン三世のテーマ（大野雄二） - 京都の三千院で。

- 114弾
  - 大阪で生まれた女（BORO） - 今回大阪初上陸と紹介される時。
  - 昭和枯れすゝき（さくらと一郎） - 朝来市の『昭和こども館』に入る時。
  - 開運!なんでも鑑定団「鑑定中BGM」 - 同店の中で。
  - あまちゃん オープニングテーマ - ゲストの天野ひろゆき登場シーン。
  - 不明曲 - 充電させてもらう丹波市の民家で、半ば催促気味にお茶を出してもらう時。
  - マツケンサンバII（松平健） - 丹波市のレストラン『アレット』で、デザートの丹波栗タルトを食べる時。
  - 行け行け飛雄馬（アンサンブル・ボッカ、アニメ『巨人の星』主題歌） - 丹波市立青垣小学校で少年野球に加わった時。
  - ゴールデン・ハーフの太陽の彼方（ゴールデン・ハーフ） - 丹波篠山市で少女がキャスターボードに乗る時。
  - CLOSE YOUR EYES（長渕剛） - それに引き続き丹波篠山の黒枝豆を御馳走になる時。
  - マツケンサンバ イントロ - 同上続き。（"松"茸と牛肉を一気に食べる時）
  - カーキン音頭（河内家菊水丸） - 桂小五郎も泊まったという、丹波篠山市の老舗旅館『近又（きんまた）』に宿泊する時。
  - 大都会（クリスタルキング） - くりの里篠山市で栗の接待を受ける時 。
  - さらば恋人（堺正章） - 篠山城跡のカレー屋『サカイヤ食堂』で。
  - ほんとにほんとにご苦労ね（軍隊小唄）（ドリフターズ） - 民宿『ほん梅の里』に立ち寄るシーン。

- 115弾
  - じんじん（原由子） - 原城跡に向かうシーンで。
  - アッと驚く為五郎（ハナ肇とクレイジーキャッツ） - 飛び入りのケンドーコバヤシが出演する『転生みそ五郎どん〜ここは異世界? 南島原〜』紹介シーン。
  - 傷だらけの天使 オープニングテーマ - 南島原市の酒屋さんに転がり込んで、出前専門の『北京料理 天神閣（テンシンカク）』の長崎ちゃんぽんを注文してもらい、出前が届く時。
  - さらば涙と言おう（森田健作） - 剣道三兄弟と対戦するシーン。（剣道部に絡んだドラマ『おれは男だ!』の主題歌）
  - 愛のうた（倖田來未） - 上の店が満員で、『Bakery Cafe Kohda』に入る時。
  - 黒ネコのタンゴ（皆川おさむ） - 三池炭鉱万田抗の顔出しパネルで。（この前に不明曲）
  - 男の世界（Lovers of the World）（ジェリー・ウォレス） - 同じく万田抗で（男性化粧品マンダムの旧CM曲）
  - 行くぜっ!怪盗少女（ももいろクローバーZ） - 同上で、少年から四つ葉のクローバーをもらう時。
  - 木綿のハンカチーフ（太田裕美）イントロ - 大牟田駅前通過時。
  - 贈る言葉（海援隊） - 統廃合になる大牟田市の江浦小学校を訪れた時。
  - バンザイ 〜好きでよかった〜（ウルフルズ） - 同上でみんなでバンザイをして記念撮影をする時。
  - わたしの城下町（小柳ルミ子）イントロ - 柳川市で。
  - 慎吾ママのおはロック（慎吾ママ） - 柳川の鰻店『万榮堂』を目指すシーン。（旧柳川藩主の別邸が「御花（おはな）」）
  - マイ・ウェイ（フランク・シナトラ） - 塚本高史に遅れて出川たちが『万榮堂（まんえいどう）』に入るシーン。
  - おどるポンポコリン（B.B.クィーンズ） - 柳川で川下りをする時。（『マル江（まるこう）遊船』- ちびまる子）

- 116弾
  - 春の海（宮城道雄） - 新春のあいさつ、その他で。
  - サボテンの花（財津和夫）イントロ - バッテリー容量が1割アップされたと伝えられる時（♪「ほんの小さな出来事に」?）。
  - 愛の休日（ミシェル・ポルナレフ） - 上川隆也による新春時代劇『ホリデイ〜江戸の休日』の番宣で。
  - にこにこぷん - 高橋果樹園でにっこり梨をご馳走になるシーン。
  - インディ・ジョーンズのテーマ - 第9弾で行った大谷資料館の再現VTRで。
  - 野に咲く花のように（ダ・カーポ） - 宇都宮の民家で充電させてもらった後、屋外で花を持った少女が登場するシーン。
  - Imitation Rain（SixTONES） - 大谷資料館再訪シーン（ストーン）。
  - 夢先案内人（山口百恵） - バイクのお兄さんに宇都宮餃子の名店まで案内してもらう時。
  - 恋する夏の日（天地真理） - テニスに参加させてもらう時。
  - 不明曲 - 同上で、オーナーがエリザベス女王の通訳を2度したという時。
  - 不明曲 - 同上で、オーナーがモントリオール五輪に出場したという時。
  - ウエディング・ベル（Sugar） - 『ステーキカウベル』に入る時。
  - 素敵にシンデレラ・コンプレックス（郷ひろみ） - 同店でサロマ黒牛ヒレステーキが調理される時。
  - 女心の歌（歌劇『リゴレット』より）（ヴェルディ作曲） - 同店で上川隆也が「イタリアン」サインをした時。
  - 銀河鉄道999（ゴダイゴ） - 真岡駅でSLを見た時。
  - 遠くで汽笛を聞きながら（アリス） - 同上でSLが走る時。
  - Gonna Make You Sweat（C+C MUSIC FACTORY） - 大前恵比寿神社で（エヴリバディ・ダンス・ナウ - エビス ?）
  - いい日旅立ち（山口百恵）イントロ - 鹿嶋市の焼肉レストラン『一喜』で常陸牛を食べる時。（ヒ・タ・チ）
  - おーい! はに丸（芹洋子） - 桜川市の『はにわの西浦』で。
  - エレクトリックおばあちゃん（ザ・スパイダース） - 筑波山神社で（ばあさん - 筑波山）。
  - 蒲田行進曲 - つくば市の『うなぎ村山』で風間杜夫訪問時の記念写真を見て。
  - ツイスト・アンド・シャウト（ビートルズ） - 鹿嶋市で宿泊先を探し、結局『リバーサイドホテル ゑびすや』に戻るシーン。
  - リバーサイド ホテル（井上陽水） - 同上ホテルで窓からの展望を眺めるシーン。
  - 狙いうち（山本リンダ） - 同上で2週間前に土浦花火大会が見られたという時（♪「ウララ」- 土浦）。
  - 栄光の架橋（ゆず）イントロ - 同上でゆず風呂に入った時。
  - 金太の大冒険（つボイノリオ） - 金魚すくい塾『天然屋』で。
  - 不明曲 - 行方市の『あそう温泉 白帆の湯』で。
  - 妹 （南こうせつ） - 同上の立ち去り際にサツマイモの紅優甘を贈られる時。
  - 涙のリクエスト（チェッカーズ） - 同上の玄関先で、涙で見送りする少女のシーン。
  - じんじん（原由子） - 鹿島神宮直前で激しい雨の中を疾走するシーン。（♪「私はひとり泣き濡れる」）※ 第121弾の雨降りのスタートでも。

- 117弾
  - おどるポンポコリン（B.B.クィーンズ） - スタートの鳴子峡レストハウス見晴台で（まる子 - 鳴子）。
  - さくらんぼの実る頃 イントロ - 同上から陸羽東線のトンネルを見下ろすシーン。（『紅の豚』 - トンネル？）
  - 浅草キッド（ビートたけし） - 大崎市岩下こけし資料館で。
  - 『ローハイド』テーマ - 鳴子温泉 元祖うなぎ湯の宿『ゆさや』の露天風呂で。（♫「ローレン、ローレン、ローレン」Rollin', rollin', rollin'）
  - 君は薔薇より美しい（布施明） - 川渡温泉（かわたびおんせん）『藤島旅館』で。（かわたび - ♪「ああ 君は変わった」）
  - 走れ正直者（西城秀樹） - 同上でヒジキ料理を御馳走になる時。
  - 俺ら東京さ行ぐだ（吉幾三） - 夕食に、『おもてなし 佳〜YOSHI〜』に入るシーン。
  - Birthday（さだまさし） - 美里町の『もちべえ小牛田工場』で。
  - だんご3兄弟 イントロ - 同上でみたらし団子を食べる時。
  - ズンドコ節 イントロ - 同上で、ずんだ餅を食べる時。
  - 空に太陽がある限り（錦野旦） - 東松島市の「愛あいまつり」に飛び入り参加する時。
  - 不明曲 - 洋食『ぐーはっち』でハンバーグのメニューを決める時。
  - 『スパイ大作戦のテーマ（ラロ・シフリン作曲） - 同上でお薦めのミートパイが作られるシーン。
  - 不明曲 - 同じくミートパイを食す時。
  - くちびるNetwork（岡田有希子） - 東松島市の野蒜海岸で。
  - いまのキミはピカピカに光って（斉藤哲夫） - 同上。（ミノルタX-7 CMソング）
  - 待つわ（あみん）イントロ - 松島で観光船に乗る時。
  - とんちんかんちん一休さん（相内恵） - 『牛たん炭火 利久』松島五大堂店で。
  - Bad City（SHŌGUN） - 同上で牛タン定食を注文して。（『探偵物語』松田優作より）
  - 昴（谷村新司） - ゴールの円通院の「心字（しんじ）の池」で。

- 118弾
  - ペンパイナッポーアッポーペン（ピコ太郎） - 苓北町のおっぱい岩で。
  - きこえるかしら（大和田りつこ） - 天草市の焼肉『ホルモンや』で牛タン調理シーン。（『赤毛のアン』 - タン）
  - すきすきソング（水森亜土） - 同上で「焼きすき」が出て来る時。
  - バナナ・ボート・ソング - 7年ぶり再来の天草市の民宿『秀丸荘』で。（曲の別名「デイ・オー」-「ヒデマル」?）
  - トイレの神様（植村花菜） - 同上での化粧室紹介で。
  - 川の流れのように（美空ひばり） - 同上の翌朝の朝食味噌汁（カワハギ）の大きさに感動して。（美空 - 味噌?）
  - Love Somebody（織田裕二） - 同上、白飯にめかぶと納豆。（never never - ネバネバ）
  - 映画『燃えよドラゴン』のテーマ - 上天草市の「龍の足湯」で。
  - バナナ・ボート・ソング - 充電させてもらう、上天草市の『天草ボート』で。
  - 彼こそが海賊 - 『天草ボート』で釣り船に乗せてもらい出港する時。
  - 映画『レマゲン鉄橋』のテーマ - 同上でカサゴが釣れた時。（バラエティ『いきなり!黄金伝説。』での濱口優のテーマ）
  - あんたのバラード（世良公則&ツイスト） - 宇城市戸馳島の民家で、お菓子や果物をいただく時（♪「あんたにあげーた」）
  - 空に太陽がある限り（錦野旦） - 同市不知火町の『錦寿司』で。
  - カントリー・ロード（本名陽子） - 同上でミミイカを見せられて。（映画『耳をすませば』主題歌）
  - これが私の生きる道（PUFFY） - 同上でミミイカが握られる時。（♪「いい感じ」）

- 119弾
  - イルカにのった少年（城みちる） - 日本一小さな城下町、玖珠町の森町で。
  - 金太の大冒険（つボイノリオ） - 金太郎などの銅像の前を通過する時。
  - 紫陽花（アリス）イントロ - 豊後牛の焼肉店『紫陽花』で。
  - アジアの純真（PUFFY）イントロ - 同上店で。
  - 一番星ブルース（菅原文太） - 同上店で豊後牛カルビを食べるシーン。（豊後 - 文太）
  - ア・ブラ・カダ・ブラ（米米CLUB） - 同じく、「あぶらめし」が調理されるシーン。
  - 銀河鉄道999（ゴダイゴ） - 観光列車の或る列車とすれ違うシーン。
  - 亜麻色の髪の乙女（ヴィレッジ・シンガーズ） - 天ヶ瀬温泉で。
  - ドラマ『JIN-仁-』のテーマ - 同温泉の露天風呂『神田湯（じんでんゆ）』で。
  - フレンズ（レベッカ） - 日田焼きそばの『想夫恋（そうふれん）』で焼きそばが調理されるシーン。
  - セクシャルバイオレットNo.1（桑名正博） - 筑後川温泉『清乃屋』の露天風呂で。
  - 夜明けのスキャット（由紀さおり） - 同上旅館の翌朝、雪が降り積もる景色を見て。
  - 伝説のチャンピオン（クイーン） - 朝倉市の食堂『ニュー長田屋』でチャンポンを食べる時。
  - ブラザービート（Snow Man） - 筑前町の雪景色の日田街道を走るシーン。
  - レット・イット・ゴー - 同上。
  - イマジン（ジョン・レノン） - 筑紫野市天山の民家でホットレモンを御馳走になる時。
  - ウエディング・ベル（Sugar） - 大野城市の結婚式場『ロイヤルチェスター福岡』で使用。
  - 結婚しようよ（吉田拓郎） - 同上。
  - CAN YOU CELEBRATE?（安室奈美恵） - 同上で披露宴に飛び入り参加する時。

- 120弾
  - 『笑点』のテーマ - 唐人町商店街に入るシーンで使用。

- 番外（祝!47都道府県 走破記念!大感謝SP）※本編でも使われていたかも。
  - さらば恋人（堺正章） - 53弾の「奈良 - 和歌山」の回の紹介で使用（♫「さよならと書いた手紙」）。
  - 人形の家（弘田三枝子）イントロ - 同上、「カワイイおばあちゃんと人形の住む家」
  - 情熱の嵐（西城秀樹） - 「熱かった! 温泉列島」
  - ヤダモン（中島そのみ） - 高知の『ホルモン まつばら』で。
  - 学園天国 （フィンガー5） - 「永平寺 - 気比の松原」紹介で（♫「Hey Hey Hey Hey Hey」）
  - 映画『男はつらいよ』主題歌 イントロ - 「日本中の皆様 お世話になりました」（「向後＜きょうこう＞万端引き立って、宜しくお頼申します」的な?）

- 121弾
  - もののけ姫（米良美一） - スタート地点に向かう森のシーン
  - じんじん（原由子） - これは、陣内智則登場シーンで。
  - 17才（南沙織） - 国頭村の本当に誰もいないビーチで。
  - ひなげしの花（アグネス・チャン） - 読谷村のアグー豚しゃぶしゃぶ専門店『オーシャンBOO!』で。その前に不明曲（オーシャン何たら）。
  - ウエディング・ベル（Sugar） - 同上店での新婚同士のスタッフ紹介で。
  - 春一番（キャンディーズ） - 同上店で、「あぐー豚しゃぶしゃぶセット」に、もずくが追加される時（♪「もうすぐ春ですね〜」）。
  - 女心の歌（歌劇『リゴレット』より）（ヴェルディ作曲） - 初日の宿泊先が「まるでバチェラーみたい」というシーンで（バチェラーCMで使われていることから）。
  - 素直にI'm Sorry（チェッカーズ） - 名護市のおそうざい屋さん『スコッチとアテ』に謝りながら入る時。
  - 100%…SOかもね!（シブがき隊） - 同上店で、人気の「おそうざいプレート」が用意されるシーン。
  - Butterfly（木村カエラ） - 同上店でバタフライピーライスが供される時。
  - 男の子女の子（郷ひろみ） - 同上店で男の子を女の子と間違うシーン。
  - あんたのバラード（世良公則&ツイスト） - 同上店でサーターアンダギーをもらうシーン。※ 同上店では他にも数曲。
  - さそり座の女（美川憲一） - 恩納村（おんなそん）に入る時。
  - バンザイ 〜好きでよかった〜（ウルフルズ） - 万座ビーチで使用。
  - ラヴ・ミー・テンダー（プレスリー） - 『ステーキハウス88』恩納店でテンダーロインステーキを食す時。

- 122弾
  - ランナウェイ（シャネルズ） - 日本平ロープウェイに乗る時。
  - SAY YES（CHAGE and ASKA）イントロ - 久能山東照宮の徳川家康の墓で使用（YES - 家康）。
  - MATのテーマ（帰ってきたウルトラマン） - 同上から駿河湾を見下ろすシーン（♪「ワンダバダバ」）。
  - ラブユー東京（黒沢明とロス・プリモス）イントロ - 静岡市由比の桜えび料理『くらさわや』で使用。
  - カーキン音頭（河内家菊水丸） - 同上店で桜えびのかき揚げを食すシーン。
  - 非情のライセンス（野際陽子） - 竹内涼真が運転免許証を忘れてきたことを告げるシーン。
  - こころたび（池田綾子） - 竹内涼真が自転車で進むシーンで使用（『にっぽん縦断 こころ旅』のテーマ曲）。
  - 燃えてヒーロー（沖田浩之） - 竹内涼真が東京ヴェルディユースに所属していた話をするシーンで使用。
  - キッスは目にして!（ザ・ヴィーナス） - 清水区蒲原の駄菓子店『ツバメ』で輪投げをするシーンで使用（♪「罠 罠 罠に落ちそう」）。
  - 抱きしめてTONIGHT（田原俊彦）イントロ - 蒲原の高校教師の住宅で充電させてもらう時（ドラマ『教師びんびん物語』のテーマ曲）。
  - 不明曲2曲 - 同上宅でミニカー遊びに付き合う時。
  - おなかのへるうた（大中恩） - 蒲原の中華料理『はまとん』などでの食事シーン。
  - なんてったってアイドル（小泉今日子） - 富士市の飲食店『今日はココ』で。
  - ミスター（KARA） - 南部町の飲食店『南部路』で信玄どりの唐揚げを作るシーン。
  - ヤン坊・マー坊の唄（『ヤン坊マー坊天気予報』より） - 身延山久遠寺の宿坊『恵善坊』で。
  - 映画『ロッキー』のテーマ - 沢村一樹が久遠寺の石段を走って登るシーン。
  - 揺れる想い（ZARD） - 富士川町の鉄道模型店『レール・パル351』で。
  - 『世界の車窓から』オープニングテーマ曲（溝口肇） - 同上店の店奥のジオラマで。
  - 銀河鉄道999（ゴダイゴ） - 同上。

- 123弾
  - ラヴ・イズ・オーヴァー（歐陽菲菲） - 伊豆長岡温泉の紹介で。
  - ウキウキWATCHING（いいとも青年隊） - 同上温泉の『頼朝の湯 本陣』紹介時。
  - 西部警察 OPテーマ（宇都宮安重/ホーネッツ） - 同上で入浴後に、地元の子供に水鉄砲で狙われる時。
  - 空も飛べるはず（スピッツ） - 修善寺の『宙 SORA 渡月荘金龍』で入浴させてもらう時。
  - 悲しみの果て（エレファントカシマシ） - 湯ヶ島温泉の『arcana izu』に宿泊させてもらう時。（♪「何があるかな」）
  - 天城越え（石川さゆり） - 浄蓮の滝で。
  - ガラガラヘビがやってくる（とんねるず） - 天城峠のトンネルで。
  - サンキュ.（DREAMS COME TRUE） - 尾形貴弘と別れた後のシーン。
  - LA・LA・LA LOVE SONG（久保田利伸） - 河津七滝ループ橋で。
  - お富さん（春日八郎）イントロ - オードリー春日登場シーン。
  - さくら（森山直太朗） - 河津桜のシーン。
  - チェリーブラッサム（松田聖子） - 同上。
  - Everybody Dance Now（C+C Music Factory） - 充電させていただいた民家で、漁師料理『ゑび満』を教えてもらう時。
  - 港のヨーコ・ヨコハマ・ヨコスカ（ダウン・タウン・ブギウギ・バンド）イントロ - 南伊豆町の『みなと湯』で。

- 124弾
  - サザエさん一家（宇野ゆう子） - 南房総市の『かわな釣具店』で貝料理の情報を訊ねる時。
  - TOMORROW（岡本真夜） - 同市の原岡桟橋（岡本桟橋）で。
  - ゲゲゲの鬼太郎（熊倉一雄）イントロ - 館山市の『とまや食堂』でなめろうが調理されるシーン。
  - BE MY BABY（COMPLEX） - 同店で福士蒼汰の注文した、さしみB定食が運ばれた時。
  - WOW WAR TONIGHT 〜時には起こせよムーヴメント（H Jungle with t） - 同上の食事シーン。（89弾でもあったが、WOW WAR - 魚魚?）
  - フラワー（KinKi Kids） - 房総フラワーラインを走るシーン。
  - キャンプだホイ（マイク真木作詞・作曲） - 『RECAMP 館山』で。
  - 友達より大事な人（剛力彩芽） - 9時出発なのに友近が、早くに出川の部屋に向かった場面。（早め - 彩芽?）
  - 女のみち（ぴんからトリオ） - 『道の駅ちくら・潮風王国』に入る時。
  - ガメラマーチ - 友近が菜の花をスマホカメラで撮るシーン。
  - 浅草キッド（ビートたけし） - 南房総市和田町の居酒屋『笑福』で。（和田町は捕鯨の町 - ♪「くじら屋で」）
  - 性 - 世良公則&ツイスト - 同上で寿司が来た時。（世良公則 - ヒラマサ?）
  - 不明曲 - 同上で鯨の南蛮漬けが来た時。
  - 潮騒のメモリー（天野春子） - 鴨川温泉『潮騒リゾート鴨川』の貸切露天風呂に入るシーン。
  - ふりむかないで（ハニー・ナイツ） - 同上での友近のバックショット。
  - 孤独の影（Games People Play） - 興津の民家で充電させてもらう代わりに、菜の花を摘むお手伝いをするシーン。（♪「Na na na na na na na na」）
  - バラとワイン（RED WARRIORS） - 鵜原海岸で。
  - さよなら（オフコース） - 同上の八坂神社一ノ鳥居で、夕日をあきらめる時。

- 125弾
  - 徹子の部屋 オープニングテーマ（いずみたく） - 冒頭で『るるぶ 出川哲朗の充電させてもらえませんか?』刊行を告知する時。（♪「ルールルー」）
  - 夜明けのスキャット（由紀さおり） - 同上。
  - 不明曲 - 嵐山渡月橋の舟で。
  - 高校三年生（舟木一夫）イントロ - 同上の船頭さんが、小杉竜一の高校の先輩だという話で。
  - Butterfly（木村カエラ） - 京極のすき焼き屋『キムラ』で。
  - 仮面舞踏会（少年隊） - 草津宿など宿場町を通過する時。 - （東海道 - 舞踏会）
  - バーバラ・アン（ザ・ビーチ・ボーイズ） - 同上の『うばがもちや』で「うばがもち（姥が餅）」を紹介する時。（♪「Ba-Ba-Ba-Ba-Barbara-Ann」）
  - いやんばか〜ん（林家木久蔵）- 同上で「うばがもち」を食す時。
  - ガラガラヘビがやってくる（とんねるず） - 鈴鹿トンネルで。
  - てんとう虫のサンバ（チェリッシュ） - 坂下宿でブラジル人に充電させてもらう時。（あのちゃんとブラジル人の会話が「あなたと私が夢の国」的な?）
  - 踊り明かそう - 同上で修理待ちのフェアレディの車体を見て。（映画『マイ・フェア・レディ』より）
  - 愛燦燦（美空ひばり）インストゥルメンタル - 関宿の『あいづや』で、名物「山菜おこわ」を食べる時。

- 126弾
  - 映画『燃えよドラゴン』のテーマ - 今回のゴールが天竜峡と告げられる時（ゴールの天竜峡でも）。
  - スワンの涙（オックス） - 諏訪大社の上社本宮・上社前宮・下社秋宮・下社春宮各々で。
  - 時の流れに身をまかせ（テレサ・テン） - 同上の参道でところてんを食べる時。
  - 孤独の影（Games People Play）- 菜の花の横を走行するシーン。（♪「Na na na na na na na na」）
  - エメラルドの伝説（ザ・テンプターズ） - 諏訪湖が見える時。
  - 待つわ（あみん）イントロ - ゲストの尾上松也を待たせてしまった時。（待つと松也のダブルミーニング?）
  - 花嫁（はしだのりひことクライマックス） - 下社秋宮で結婚式に会遇して。
  - マツケンサンバII（松平健） - 下諏訪町の、うなぎの『林屋』で、うな重の松を食べる時。
  - お腹のへる歌（唱歌） - 同上で、出川と松也が鰻で揉めそうになった時。
  - プリンプリン物語（石川ひとみ） - 同上で、松也が1日限定5食の特製プリンを食べる時。
  - オールウェイズ・ラヴ・ユー（ホイットニー・ヒューストン） - 南箕輪村の焼肉『縁結』で。（♪"And I" - 縁）
  - ゆけゆけ飛雄馬（アニメ『巨人の星』主題歌） - 同上でユッケジャンスープを食べる時。（♪「真赤にもえる 王者のしるし」?／飛雄馬が美奈とデートをした時に、ジャン・コクトーの詩を教えてもらったから??）
  - 栄光の架橋（ゆず） - 狩野英孝の登場シーンに使用。
  - いやんばか〜ん（林家木久蔵） - 伊那市の『あいや旅館』に宿泊する時に使用。
  - 前前前世（RADWIMPS） - 同市の『光前寺』に向かう時に使用。
  - ウルトラマンの歌 - 同寺で光苔を見る時。（♪「光の国から」）
  - 愛は勝つ（KAN） - 伊那市の『明治亭』でソースかつ丼が調理されるシーンに使用。
  - MIRACLE SHOPPING〜ドン・キホーテのテーマ〜（田中マイミ） - 同じく、ソースかつ丼を食する時に使用。
  - 林檎殺人事件（郷ひろみ&樹木希林） - 松川町の民家（梨農家「福如海」）で充電させてもらい、リンゴも御馳走になる時に使用。

- 127弾
  - LA・LA・LA LOVE SONG（久保田利伸） - 「皆さまのおかげで四国ぐるっと一周」の表示と共に使用（♪「まわれ まわれ」）。
  - バンザイ 〜好きでよかった〜（ウルフルズ） - ウミガメの研究・調査もしている室戸市の『むろと廃校水族館』で使用（トータス松本から）。
  - WOW WAR TONIGHT 〜時には起こせよムーヴメント（H Jungle with t） - 同上。（WOW WAR - 魚魚）
  - ボラーレ（Volare）（ジプシー・キングス） - 同上で、ボラにエサをやる時に使用。
  - あの娘とスキャンダル（チェッカーズ） - 同上でプールのブリを見る時。（♪「プールサイドでウォウ ウォウ ウォ＜魚魚魚＞」）
  - お久しぶりね（小柳ルミ子） - 同上。
  - 夫婦善哉（石川さゆり）イントロ - 室戸市佐喜浜町の夫婦岩のそばを通過する時。
  - 不明曲 - ドライブイン『夫婦岩』入店時。
  - クレクレタコラ テーマ曲 - たこ焼き屋『たこ助』で平べったい「ぺーたこ焼き」注文する時。
  - お腹のへる歌（唱歌） - 同上で森三中黒沢がそれを食す時。
  - Romanticが止まらない イントロ（C-C-B） - 入浴が叶わなかった、海陽町の宍喰温泉紹介シーン。（ししく - C-C-B）
  - キッスは目にして!（ザ・ヴィーナス） - 同町の『カピタン』で「ナスの味噌炒め」が調理・配膳される時。
  - しらけ鳥音頭（小松政夫） - 牟岐町の民宿『しらきや』に泊まれなかった時。
  - Strawberry Time（松田聖子） - 道の駅『日和佐』で買ったいちご大福を川沿いの野原で食べる時。
  - 遠く遠く（槇原敬之） - 阿南市のハンバーグ専門店『WUTO-WURK（ウト・ウーク）』入店時
  - ミュージック・アワー（ポルノグラフィティ） - 同上で「和風おろしハンバーグと阿波牛サーロイン肉巻きハンバーグ」を注文した時。（引き続き「今すぐKiss Me」by LINDBERG）
  - いいもんだな故郷は（明治製菓『カール』CM曲）（三橋美智也） - 森三中・村上が充電させてもらった椿町の、JR四国の元職員だったという御夫妻の雰囲気から。
  - 夜明けのスキャット（由紀さおり） - ゴールの椿泊・料理旅館『ゆきや荘』到着時。
  - 伊勢佐木町ブルース（青江三奈） - 同上の阿波水軍料理で伊勢海老が配膳される時。
  - 逢わずに愛して（クールファイブ） - 同上で水軍料理の説明シーン。（阿波 -「逢わず」?）

- 128弾
  - 愛のメモリー（松崎しげる） - 本宮市の『柏屋食堂』で「あいもり丼」が運ばれる時。
  - 愛は勝つ（KAN） - 上の続き。
  - 涙の乗車券（ビートルズ） - 二本松市で智恵子記念館の入場券を購入するシーン。
  - ドラえもん（星野源） - 同館で持ち込みの『増田屋』冷凍ドラ焼きを食べる時。
  - 風（はしだのりひことシューベルツ） - 鬼婆伝説で知られる安達ヶ原の「観世寺」を訪れる時。
  - 渡る世間は鬼ばかりのテーマ（羽田健太郎） - 同上。
  - 月光（鬼束ちひろ） - 同上。
  - いつも何度でも（木村弓） - 福島市松川町の充電させてもらう民家でヤクルト1000をごちそうになって。（『千と千尋の神隠し』）
  - UFO イントロ（ピンク・レディー） - 福島市の人に「円盤餃子」が名物だと教わる時。※ 歌は餃子を食べる時に流れる。
  - 春一番（キャンディーズ） - もつ焼きと円盤餃子の店『もつ治（はる）』に入店した時。（♫「もうすぐ春ですね〜」）
  - 雨の慕情 イントロ（八代亜紀） - 上の店を出た時に雨が降っていて。
  - だんご3兄弟 イントロ - 福島市の『ホテルサンキョウ福島』に宿泊が決まった時。
  - 雨あがりの夜空に（RCサクセション） - 翌朝雨の中をツーリングする時。
  - U.S.A.（DA PUMP） - 飯坂温泉を紹介する時。（湯 - U.）
  - 星のかけらを探しに行こう Again（福耳） - 同上の『福住旅館』で日帰り入浴する時。
  - 夫婦善哉（石川さゆり）イントロ - 同上で男女の風呂が夫婦円満をイメージしていると紹介される時。
  - トランジスタ・ラジオ（RCサクセション） - 温泉街の喫茶店『oncafé』で「ラヂウムたまご」の載った「肉みそカルボナーラ」を食べる時。
  - WOMAN（アン・ルイス） - 宮城県・白石市の郷土料理店『やまぶき亭』で冷たいうーめんを食べる時。
  - あったかいんだからぁ♪（クマムシ） - 同上で温かいうーめんを食べる時。
  - グッド・ナイト・ベイビー（ザ・キング・トーンズ） - 蔵王町黄金川温泉の『白鳥荘』で入浴した後、昼寝をする時。
  - みずいろの雨（八神純子） - ゴール（『神の湯』）間近で雨の中を走るシーン。
  - ゴッド・ファーザー愛のテーマ - 遠刈田温泉『神の湯』に到着した時。
  - 遠く遠く（槇原敬之） - 遠刈田温泉紹介シーン。

- 129弾
  - LA・LA・LA LOVE SONG（久保田利伸） - フェリーの時間まで日間賀島を一周する時。（♪「まわれ まわれ」）
  - シェリーに口づけ（ミシェル・ポルナレフ） - フェリー乗船時（シェリー - フェリー）
  - 不明曲 - フェリー出航時。
  - アニメ『魔法使いサリー』主題歌 - 『味里 羽豆岬売店』でハマグリと見間違える大あさりを注文しようとする時。
  - ユカイツーカイ怪物くん（野沢雅子） - 同上の食事中。
  - 孤独の影（Games People Play） - ゲストの鈴木奈々がファンのみなさんから応援される時。（♪「Na na na na na na na na」）
  - Gonna Make You Sweat（C+C MUSIC FACTORY） - 『豊浜 魚ひろば』の『市場食堂』で車エビを食す時。（♪"Everybody dance now" - エビ）
  - てんとう虫のサンバ（チェリッシュ） - 南知多町の『サンタバーバラサンセット山海』のドーム型テントで。
  - サボテンの花（財津和夫）イントロ - 同上（「ステキー」の表示と共に。♪「ほんの小さな〜」）
  - 17才（南沙織） - 同上続き。
  - おれは怪物くんだ（白石冬美） - 和風旅館『粛 海風』の露天風呂に入れてもらう時。
  - ラストダンスは私に（越路吹雪） - 同上で、紹介してくれた元ダンサーのフィリピン女性が踊る時。
  - 乾杯（長渕剛）イントロ - 内海千鳥ヶ浜海水浴場でビーチバレーをして完敗だった時。
  - チャコの海岸物語（サザンオールスターズ） - 海岸線走行時。
  - ハム太郎とっとこうた（ハムちゃんず） - 常滑市の常滑焼紹介時。
  - 不明曲 - 鬼崎剣道スポーツ少年団の応援に行く時。
  - さらば涙と言おう（森田健作）イントロ - 同上続き（剣道つながり）。
  - 365日の紙飛行機（山本彩） - 同上の続きで、いとうあさこが登場する時（♪「朝の空を見上げて」?）。
  - 俺たちの明日（エレファントカシマシ） - 更に、全国大会に出場する少年団を応援する時。（♪「さあ、がんばろうぜ!」）
  - ゲゲゲの鬼太郎（熊倉一雄）イントロ - 東海市のレストラン『ミル・クール』の会計時に、いとうあさこが店長以外にもう一人店員が残っていると勘違いした時。
  - ダンシング・クイーン（ABBA） - 『ABホテル東海太田川』に宿泊できる時。
  - こころたび（池田綾子） - 2日目スタート間もなく、自転車旅の人に追い抜かれる時に使用。
  - GOLDFINGER '99（郷ひろみ） - テレビ愛知接近時（♪「アチチアチ」）。
  - あとひとつ（FUNKY MONKEY BABYS） - 大須商店街の『やっこ』でひつまぶしを食べる時。
  - エメラルドの伝説（ザ・テンプターズ）イントロ - 清洲古城跡公園に向かう端で、いとうあさこが街灯を「提灯ぽい」と言う時に使用。
  - め組のひと（ラッツ&スター） - SDGs協賛の「海からのめぐみ」メッセージで使用。
  - トランジスタラジオ（RCサクセション） - 清洲城の天守閣で（清洲城 - 忌野清志郎）。
  - YELLOW YELLOW HAPPY（ポケットビスケッツ） - 出川が一宮市のミニカーショップ『ポケットガレージ』に立ち寄る時に使用。
  - ゴッドファーザー 愛のテーマ - 同市の民家で充電中に、一家の おじいさんとその弟さんが登場するシーンに使用。
  - 情熱の嵐（西城秀樹） - 鵜飼のシーン。（♪「ウッ」）

- 130弾
  - 『暴れん坊将軍』のテーマ - 新冠町の『優駿記念館』で
  - にんじゃりばんばん（きゃりーぱみゅぱみゅ） - 砂利道を走る時。
  - 与作（北島三郎）イントロ - 日高町の『レジェンドファーム』で、キタサンブラックの子馬が紹介される時。
  - 映画『インディー・ジョーンズ』のテーマ（ジョン・ウィリアムズ） - 同上で、インド人の従業員紹介時。
  - カレンダー・ガール（ニール・セダカ） - 同上続きでナスカレーを御馳走になる時。
  - ブルーシャトー（ブルーコメッツ） - 日高町の『いずみ食堂』で（♪「森と泉に」）
  - きよしのズンドコ節（氷川きよし）イントロ - 鵡川町（むかわ）に入った時。
  - 走れ正直者（西城秀樹） - 同町の『カネダイ大野商店』の人に駆け足で先導してもらって、シシャモを食べに行くシーン。
  - 時代（中島みゆき） - 充電させてもらう、苫小牧市勇払のスナック『みゆき』で。
  - Romanticが止まらない（C-C-B） - 同市の焼肉店『金剛園 ろまん亭』で。
  - 嵐を呼ぶ男（石原裕次郎） - ゲストの田中圭のドラマ宣伝で。（♪「俺らはドラマー」）
  - 乾杯（長渕剛） - バドミンドンの試合を挑んで"完敗"した時。
  - 1986年のマリリン（本田美奈子） - 『登別マリンパークニクス』で。

- 131弾
  - レッツゴー!! ライダーキック（藤岡弘、または藤浩一） - スタート近くのパラグライダー乗り場で。
  - スカイ・ハイ（ジグソー） - 天候の都合で乗れなかったパラグライダーの飛行VTRで。
  - ? - バスケットをしていたという人たちに会って。
  - 安奈（甲斐バンド） - 『ANAインターコンチネンタル石垣リゾート』で充電させてもらう時。
  - Beach Time（TUBE） - マエサトビーチで。
  - シェリーに口づけ（ミシェル・ポルナレフ） - 竹富島に行くためにフェリー乗り場に向かう時。
  - 涙の乗車券（ビートルズ） - チケット売り場で。
  - シェリー（尾崎豊） - フェリー出発時。
  - 夢芝居（梅沢富美男）イントロ - 竹富島到着時。
  - バス・ストップ（平浩二） - 乗合バスに乗って。
  - 3年目の浮気（ヒロシ&キーボー）イントロ - レンタサイクルの友利観光のおばあさんに3年ぶりに会いに行って。
  - 卒業写真（荒井由実） - 同上で壁に貼られている出川とロッチ中岡の写真を見て。
  - こころたび（池田綾子） - 島巡りに自転車でスタートする時。
  - 旅の宿（吉田拓郎） - ホテル『ピースアイランド竹富島』で。
  - Gonna Make You Sweat（C+C MUSIC FACTORY） - 同上の夕食でクルマエビを食べる時。（Everybody - エビ）
  - ペンパイナッポーアッポーペン（ピコ太郎） - 飲めなかったパイナップルジュースを紹介するVTRで。

- 132弾
  - ひなげしの花（アグネス・チャン） - スタートで倶知安町を紹介する時。（「チャン」）
  - スカイ・ハイ（ジグソー） - ジップラインに乗る時。
  - ? - 大竹一樹登場シーン。
  - ? - 雨の中飲食店を探すシーン。
  - 神様お願い!（ザ・テンプターズ） - 昼の営業をしておらず、入れなかったレストラン『KAMIMURA』紹介シーン。
  - ウルトラリラックス（篠原ともえ?） - ニセコのイタリアン・レストラン『ULTIMO NISEKO』で。
  - ウルトラマンの歌 - 同上。
  - 風の谷のナウシカ - 同上で「ランチコース」を頼み。（♪「ランランララランランラン」）
  - 『王様のレストラン』テーマ（服部隆之） - 同上で、出川がお店のスタッフにナプキンを掛けてもらう時。
  - さよなら（オフコース） - メニューでロースト羊が供される時。 （コース料理）
  - スーパースター（カーペンターズ）イントロ - 同上
  - トラブル（シャンプー） - 機材チェックのシーン
  - 心のこり（細川たかし） - 真狩村の細川たかし像で。
  - ガンダーラ（ゴダイゴ） - 大根畑で（ゴダイゴ - 大根?）
  - おしりかじり虫（おしりかじり虫） - 大根を丸かじりする時。
  - ? - 『ウェスティン ルスツリゾート』で
  - ハートスランプ二人ぼっち（円広志）イントロ - 同上でベッドルーム紹介の時（♪「ベッドのまわりに〜」）
  - 恋人がサンタクロース（松任谷由実） - 洞爺湖紹介シーン。（「まつとうや」-「とうや」）
  - 前略、道の上より（一世風靡セピア） - 洞爺湖温泉で（「素意や」 - 洞爺?）
  - 止まらないHa〜Ha（矢沢永吉） - 途中合流のロンブー淳がなかなか止まろうとしない時。
  - 昭和枯れすゝき（さくらと一郎） - 昭和新山で。
  - マル・マル・モリ・モリ!（薫と友樹、たまにムック。） - 同上の『マルニ 坪井商店』でカットメロンを買う時。
  - メロディ（玉置浩二） - 同上でそれを食べる時。
  - 結婚しようよ（吉田拓郎） - 同上で店主（若い頃長髪）の結婚のいきさつを聞く時。
  - カナダからの手紙（平尾昌晃・畑中葉子） - 伊達市のレタス農家からレタスをわけてもらう時。（♪「ラブ・レター・フロム・カナダ」）
  - Hold On Me（小比類巻かほる） - 同市の蕎麦店『そば順』で順番を待つ間に入った、隣の『ネコカフェ』で「コーヒーフロート」ソフトクリームを頼む時。
  - オクトパス・ガーデン（ビートルズ） - 『そば順』で名物の「たこ天そば」が調理される時。（食事中は、長渕剛の「君のそばに…」と石川進の「クレクレタコラ」）
  - 傷だらけのローラ（西城秀樹） - 室蘭に入った時。
  - 遠く遠く（槇原敬之） - 同市の充電させてもらう豆腐店『間嶋豆富店』で。
  - これが私の生きる道（PUFFY） - 同上でトコロテンをいただく時。（♪「もぎたての果実のいいところ」）
  - 心のこり（細川たかし）イントロ - 上の続き（「心太」?）
  - 地球はひとつ（フォーリーブス） - ゴールのチキウ岬で（別名「地球岬」）

- 133弾
  - 花の首飾り（ザ・タイガース） - 丹波市の首切り地蔵で。
  - 映画『ジュラシック・パーク』のテーマ（ジョン・ウィリアムズ） - やす子の待機地点だった、丹波竜化石工房の紹介VTRで。
  - 迷い道（渡辺真知子） - 加古川駅前で。（♪「現在過去未来」）
  - 愛は勝つ（KAN） - 加古川名物「かつめし」紹介VTRで。
  - マル・マル・モリ・モリ!（薫と友樹、たまにムック。） - 閉店で食べられなかった『丸万本店』紹介VTRで。
  - みずいろの手紙（あべ静江） - 入店した、かつめし『いろはーず』で。
  - 喝采（ちあきなおみ） - 同上。
  - 赤い風船（浅田美代子）イントロ - 宿泊した『アゼリア加古川』のチェックアウトの時。（朝だ）
  - 映画『ゴジラ』〜ゴジラのテーマ（伊福部昭） - お笑い怪獣明石家さんま登場シーン。
  - ペンパイナッポーアッポーペン（ピコ太郎） - 淡路島のHELLO KITTY APPLE HOUSEで。
  - 歌劇『ウィリアム・テル』序曲（ロッシーニ） - 走行中にさんまを「パーデンネン」の人と紹介する時。（トランペットの「パーパパパー」か）

- 134弾
  - 映画『ゴーストバスターズ』のテーマ（レイ・パーカー・ジュニア） - 愛媛県・西条市の横峰寺までバスで向かうシーン。
  - ドラマ『マグマ大使』のテーマ（コール東京） - 横峰寺の弘法大師像が祀られている大師堂で。（たいし - だいし だが）
  - 愛への出発（郷ひろみ） - 第59番札所、 今治の国分寺にある握手修行大師像前で。（♪「別れの日が来た 握手しようよ」）
  - イミテイション・ゴールド（山口百恵） - その参詣後、地元のタオル屋さんから番組名刺繍入りタオルをプレゼントされる時。（♪「乾いたタオルで拭きとりながら」）
  - 未来へ（Kiroro） - 今治の焼肉店『高麗』で。
  - カーキン音頭（河内家菊水丸） - ホテル『菊水今治』で。
  - いつも何度でも（木村弓） - 56番札所・泰山寺で千枚通し護符を紹介されて。（千と千尋の神隠し）

- 135弾
  - なんてったってアイドル（小泉今日子） - 長浜市の民家で井戸水を使わせてもらう時（アイドル）
  - ブルー・ライト・ヨコハマ（いしだあゆみ） - 鮎茶屋『かわせ』で（学園天国に引き続き。他にも数曲）
  - 北風 〜君にとどきますように〜（槇原敬之） - 大手門商店街の八百屋『きたかぜ』で買い物する時。
  - 旅の宿（吉田拓郎） - 彦根市の旅館『とばや』に泊めてもらう時。
  - ハチのムサシは死んだのさ（平田隆夫とセルスターズ） - 近江八幡市の新町通りを通る時。
  - 舟唄（八代亜紀）イントロ - 同上で八幡掘巡りの屋形船に乗る時。

- 136弾
  - トップ・オブ・ザ・ワールド（カーペンターズ） - オープニングの黒岳ロープウェイで。
  - GIFT（Mr.Children） - 続いてリフトで。
  - セーラー服を脱がさないで（おニャン子クラブ） - 上川町の『もちごや マム』で冷凍大福を買う時。（服 - 福）
  - 朝日のあたる家（アニマルズ） - 同町のラーメン店『あさひ』で。
  - 愛燦燦（美空ひばり）- 同上で味噌ラーメンを食べる時。
  - おかあさん（ザ・テンプターズ） - 当麻町の充電させてもらった民家で、家のおかあさん（おばあさん）のお手伝いをしようとする時。
  - マツケンサンバ（松平健） - 東旭川の『お宿 まつえだ』に宿泊する時。
  - 炎のファイター 〜INOKI BOM-BA-YE〜 - 同上の鳥料理店『小野木』で。
  - 『王様のレストラン』（服部隆之）のテーマ - 同上の注文時（新子焼き）。
  - 慎吾ママのおはロック（香取慎吾） - 新子焼きの調理風景。
  - チャイナタウン（矢沢永吉） - 美瑛町で、休店で入れなかった中華料理屋『ちゃい』の紹介VTRで。
  - 順子（長渕剛） - 同上で満員で入らなかった洋食店『じゅんぺい』の紹介VTRで。
  - いなせなロコモーション（サザンオールスターズ） - その後入った喫茶『すずらん』でのロコモコ調理風景で。
  - ロコローション（ORANGE RANGE） - 同じくロコモコを食べるシーン。
  - いいもんだな故郷は（三橋美智也） - 上富良野町の『かんのファーム』でとうもろこし（ピュアホワイト）を試食させてもらう時。（お菓子のカールのCM曲）
  - サライ（谷村新司、加山雄三） - ゴール間近で蛍原が尿管結石で、同行Dもバッテリー切れで脱落し、出川が1人で進むシーン。
  - フラワー（KinKi Kids） - 富良野駅前を通過する時。

- 137弾
  - エメラルドの伝説（テンプターズ） - スタートの十三湖で。（♪「湖に君は〜」）
  - 津軽海峡・冬景色（石川さゆり） - つがる市の、むらおこし拠点館『フラット』で、地元のマスコット「つがーるちゃん」紹介時。
  - 北国の春（千昌夫） - 高山稲荷神社の千本鳥居紹介VTRで。
  - じんじんさせて（山本リンダ） - 木造駅前の『神武（じんたけ）食堂』で。
  - DAN DAN 心魅かれてく（FIELD OF VIEW） - 同上で坦々麺を注文して。
  - 『Gメン'75』のテーマ（菊池俊輔 作曲） - 同上。
  - いまのキミはピカピカに光って（斉藤哲夫） - 木造駅の土偶の目が光るシーン。
  - ペンパイナッポーアッポーペン（ピコ太郎） - 弘前市でリンゴの直売所を探すシーン。
  - ドラマ『大江戸捜査網』テーマ - 弘前でやっと見つかった宿泊先『江戸川旅館』で。
  - カナダからの手紙（平尾昌晃、畑中葉子） - 翌朝旅館の経営者夫婦からのメッセージを読むシーン。
  - 戦争を知らない子供たち（杉田二郎） - シソンヌのじろうの母親の実家の蕎麦屋『きそば 一力』で。
  - 今宵の月のように（エレファントカシマシ） - 『館田温泉』で朝風呂の後に、お菓子を御馳走になって。
  - マンボNo.5 （ペレス・プラド） - 田舎館村の田んぼアートで。（"¡Uh!"）
  - セーラー服を脱がさないで（おニャン子クラブ） - 大川原温泉会館『福寿草』で。
  - GOLDFINGER '99（郷ひろみ） - 同上で熱い方の浴槽の温度を試して。

- 138弾
  - 非情のライセンス（野際陽子） - 冒頭で松村沙友理が免許取り立てと告げる時。
  - 愛の水中花（松坂慶子） - 矢吹町の『妙見食堂』で中華料理を食べる時。
  - さよならなんかは言わせない（B'z） - 鏡石町の岩瀬牧場で。
  - ヒューマニティ!（サンボマスター） - 同上でウサンポ（ウサギのサンポ）をする時。
  - バンザイ 〜好きでよかった〜（ウルフルズ） - 磐梯熱海温泉に向かう時。
  - Donna non vidi mai（何とすばらしい美人）（プッチーニの歌劇『マノン・レスコー』より）（?） - 郡山市の民家で充電させてもらう間に、松村沙友理が夕食はイタリアンが好いと言う時。
  - 愛は勝つ（KAN） - 豚カツの『かつ丸』（郡山富田店）で。
  - 泣いてたまるか（渥美清） - 満室で泊まれなかった『熱海荘』紹介VTRで。（熱海 - 渥美）
  - 『渡る世間は鬼ばかり』のテーマ。 - 初日の宿泊先、萩姫の湯『栄楽館』で。（幸楽 - 栄楽）
  - 映画『ゴッドファーザー』愛のテーマ - 猪苗代町の『CAFEオヤジ』で。
  - オレンジの雨（野口五郎） - 『野口英世記念館』で。
  - 野茂英雄のテーマ・HIDE〜O （ディアマンテス／原曲：ジャマイカ民謡） - 同上（♪「ヒ・デーオ」（原曲：Day-O）- 英雄 - 英世）
  - 年下の男の子（キャンディーズ） - 会津若松市に入る時。（♪「あいつはあいつは可愛い」）
  - アニメ『タイガーマスク』のテーマ（新田洋） - 白虎隊自刃の飯盛山紹介VTRで。
  - 天使のウィンク（松田聖子） - 鶴ヶ城天守閣で。
  - お嫁においで（加山雄三） - 蕎麦処『喬八 かやの』で。
  - オールウェイズ・ラヴ・ユー（ホイットニー・ヒューストン） - 今田耕司がゴールの伊佐須美神社が縁結びのパワースポットかどうか訊ねる時。（♪「And I〜」 - 縁）

- 139弾
  - さよなら人類（たま） - スタートの高橋稲荷神社で厄玉落としをする時。
  - およげ!たいやきくん（子門真人）イントロ - 寺門ジモン登場シーン。
  - アニメ『タイガーマスク』のテーマ（新田洋）イントロ - 宇土市の民家で充電させてもらう時、マスクしてならカメラに映ってもいいと言われた時。
  - あんたが大将（海援隊） - 満潮で進めなかった長部田海床路（ながべたかいしょうろ）で。
  - 性（サガ）（ツイスト） - 宇土市の網田駅（おうだえき）で。（♪「Wowoh Wowoh Wowoh 耐えきれず」）
  - 太陽がくれた季節（青い三角定規） - 宇城市の三角西港（みすみにしこう）で。
  - ワイワイワールド（水森亜土）イントロ - 同上で、せんべい（熊谷Dは入れ歯だと思った）を食べている老女の所に行った時。（則巻千兵衛？）
  - SHOW ME（森川由加里）イントロ - 同市の熊井醤油で。
  - 離したくはない（T-BOLAN） - 同上でお茶を御馳走になる時。（T – ティー）
  - 空に太陽がある限り（錦野旦）イントロ - 宇城市の『錦寿司』で。
  - これが私の生きる道（PUFFY） - 同上で食べられなかったミミイカの紹介VTRで。 （♪「いーかんじ（感じ）」）
  - さらば恋人（堺正章） - 同じく、「まっちゃにぎり」（セット）が運ばれる時。（マチャアキ）
  - ドリフのピンポンパン（ザ・ドリフターズ） - 臨時休業で入れなかった、八代市のヒゴ鏡卓球場の紹介VTRで。
  - 『魔女っ子メグちゃん』主題歌（アンジュルム） - 同市の民家で充電させてもらう時に、ハロウィーンで魔女に扮している子供がいて。
  - Make-up Shadow（井上陽水） - 同上で子供達にシールでメイクされる時。
  - レット・イット・ゴー〜ありのままで〜（松たか子） - 同上で人工雪を作っているシーン。
  - ぼくはくま（宇多田ヒカル） - 『くまもんポート八代』で。
  - 地球はひとつ（フォーリーブス） - 営業終了で入れなかった『よつば食堂』紹介VTRで。（よつば - フォーリーブス）
  - 星降る街角 （敏いとうとハッピー&ブルー） - 『角萬ラーメン』で。
  - ひなげしの花（アグネス・チャン） - ゴールの日奈久（ひなぐ）温泉で。
  - 贈る言葉（海援隊） - 同上の『金波楼』旅館で。（金八）

- 140弾
  - とん平のヘイ・ユウ・ブルース（左とん平） - 宝泉寺観光ホテル『湯本屋』の露天風呂に入る時。
  - YOUNG MAN (Y.M.C.A.)（西城秀樹） - 素通りすることになった、わいた温泉郷で。
  - 会いたかった（AKB48） - 同上紹介VTRで。
  - お久しぶりね（小柳ルミ子） - 7年前にアポ無しで訪ねて叱られた、小国町の『清涼荘』旅館で女将に会って。
  - セイ・ユー、セイ・ミー （ライオネル・リッチー） - 同上の温泉紹介で。『清涼荘』
  - サンサーラ（中孝介） - 7年前に『清涼荘』を紹介してくれた、『山翠』（さんすい）の露天風呂に入浴させてもらう時。
  - MATのテーマ（帰ってきたウルトラマン） - 黒川温泉で、2部屋確保し、もう一部屋を探す時。（「ワンダバダバ」- One ?）
  - 京都の恋（渚ゆう子） - 2日目朝に、竹山が京都競馬場で仕事があると言う時。
  - ジョニー・B.グッド （プレスリー） - 竹田市の民家で各種ベリーと酢のジュースを御馳走になる時。（エルヴィス・プレスリー?）
  - UFO（ピンクレディ） - 由布岳を見て。
  - アニメ『タイガーマスク』のテーマ（新田洋）イントロ - 湯布院の旅館『山城屋』（『男はつらいよ』第30作でスタッフ・俳優が宿泊）で（井上咲楽の名前も『男はつらいよ』つながり）。（虎 - 寅）

- 141弾
  - 映画『燃えよドラゴン』のテーマ - 冒頭で（辰年ということで）。
  - 毎日がスペシャル（竹内まりや） - 今回のコース紹介時。
  - CHA-LA HEAD-CHA-LA（影山ヒロノブ） - 佐藤隆太登場シーン。
  - 白鳥の湖（チャイコフスキー） - 相模湖のスワン観光船の口が開くシーン
  - エメラルドの伝説（ザ・テンプターズ） - エメラルドグリーンの桂川を渡る時。
  - どんないいこと（SMAP） - 大月市の『浜田屋食堂』で天丼を食べる時（どん - 丼）
  - おなかのへるうた（大中恩） - 同上。
  - Monkey Magic（ゴダイゴ） - 猿橋で。
  - 栄光の架橋（ゆず） - 同上。
  - デイドリーム（モンキーズ） - 同上
  - キセキ（GReeeeN） - 出川が佐藤隆太とバッティングセンターで対決をする時。
  - 『燃えよドラゴン』のテーマ - ホテル『湖龍』に宿泊が決まった時。
  - Make you happy（NiziU） - 富士急ハイランドの『戦慄迷宮』で。（Make you - 迷宮）
  - ドラマ『ドクターX〜外科医・大門未知子〜』のテーマ - 同上（廃病院）。
  - ゲゲゲの鬼太郎（熊倉一雄） - 同上。
  - CHA-CHA-CHA（石井明美） - 充電させてもらった浅間神社のお休み処『茶』で。
  - NAI・NAI 16（シブがき隊） - 同上で富有柿を食べる時。
  - 映画『人間の証明』のテーマ（ジョー山中） - 山中湖到着シーン。
  - 『燃えよドラゴン』のテーマ - 御殿場市の台湾料理店『一龍』で
  - SWEET MEMORIES（松田聖子） - 三島市で宿泊したホテル『昭明館』のスイート・ルームで。
  - トップ・オブ・ザ・ワールド（カーペンターズ）イントロ - 沼津市の沼津港横丁の海鮮丼屋『さすよ亭』入り口で。（海鮮丼は自由にトッピングすることから）
  - ジ・エンターテイナー（スコット・ジョプリン） - 同上で入店する時。（エンター?）
  - 君のひとみは10000ボルト（堀内孝雄） - 同じく、全部乗せ海鮮丼が1万円と聞いて。
  - そんなモンスター（リコ・ラバ mix）（nawii） - 同じく、佐藤栞里や出川がそれを食べる時。
  - マツケンサンバ（松平健）イントロ - 沼津の千本浜公園の千本松原の映像で。
  - FU-JI-TSU（工藤静香） - 富士市に入る時。
  - 離したくはない（T-BOLAN） - 同市の民家でやぶきた茶（?）を御馳走になる時。（T - ティー）
  - ひと夏の経験（山口百恵） - 充電先でお手伝いのお礼にもらったショウガやサツマイモを熊谷Dが見せる時。
  - くじらのとけい（花田ゆういちろう、ながたまや） - ゴールの富士山本宮浅間大社でおみくじを引く時。

- 142弾
  - 薔薇の鎖（西城秀樹） - スタートの妙義神社で、妙義山を鎖を使って登山するというカップルと出会って。
  - サン・トワ・マミー（越路吹雪） - ザ・マミィ酒井と落ち合うシーン。
  - 人形劇『サンダーバード』のテーマ - 安中サンダースとの野球対決で。
  - 素直にI'm Sorry（藤井フミヤ） - 同上で勝負に負けて土下座する時。
  - home（木山裕策） - 高崎市の『ほるもん 山木屋』で。（山木 - 木山）
  - 春一番（キャンディーズ） - ハルナ温泉の看板を通る時。
  - 夜明けのスキャット（由紀さおり） - 高崎市榛名山町の料理店『魚籠屋』に入る時に、雪が降って来て。
  - おさかな天国（柴矢裕美） - 同上でイワナを食べる時。
  - 春なのに（柏原芳恵） - 榛名湖畔を走る時。
  - これが私の生きる道（PUFFY） - 伊香保温泉で。（♪「いい感じ」）
  - きみの朝（岸田敏志）- 伊香保温泉の『岸権旅館』に宿が決まって。
  - マル・マル・モリ・モリ!（薫と友樹、たまにムック。） - 2日目の丸山桂里奈登場シーン。
  - 今宵の月のように（エレファントカシマシ） - 丸山からのお菓子の差し入れシーン。
  - ロコローション（ORANGE RANGE） - ゲームセンターの『オレンジ353』で
  - 伊勢佐木町ブルース（青江三奈） - 前橋の蕎麦処『桑風庵』入店時。（♪「アン アン」）
  - 神様お願い!（ザ・テンプターズ） - 同上で注文の天ぷらが作られるシーン。
  - 林檎殺人事件（郷ひろみ&樹木希林）イントロ - 少年野球の監督が、リンゴ狩りに行って練習に来ていないと聞く時。

- 143弾
  - いやんばか〜ん（林家木久蔵） - オープニングの高崎白衣観音でのダイアン津田登場シーン。
  - もしもピアノが弾けたなら（西田敏行） - 高崎市の『三代目だるま屋 ましも』で。
  - 衝動（B'z） - 同上でだるまに番組名を筆で書いてもらう時。（書道）
  - GOLDFINGER '99（郷ひろみ） - 更に、金文字で「健康祈願」と書いてもらう時。
  - 勇気のしるし（牛若丸三郎太） - 玉村町のグランドで少年野球と対決する時。番組後半で東松山市のU-10の子供たちとバスケット対決する時にも。
  - もしも明日が…。（わらべ） - 玉村八幡宮で、ファンの人に分けてもらった、行列店『八幡茶屋』のわらび餅を食べる時。
  - CHA-CHA-CHA（石井明美）イントロ - 『八幡茶屋』のわらび餅作りのVTRで。
  - 埼玉県のうた（映画『翔んで埼玉』主題歌）（はなわ） - 利根川を渡って埼玉県に入る時。
  - バイシクル・レース（クイーン） - 充電させてもらった深谷市の民家で、男の子の自転車の練習を手伝う時。
  - ガリガリ君の歌（ポカスカジャン） - 赤城乳業本社を訪れ、充電かたがた、ガリガリ君を御馳走になる時。
  - ワカンナイ（井上陽水） - 熊谷市のペルー料理店『ラ・ワンカイナ La Huancaina』に入る時。
  - テルーの唄（映画『ゲド戦記』挿入歌）（手嶌葵） - 同上。
  - TOMORROW（岡本真夜） - 同上で、注文のトウモロコシ・スープが作られるVTRで。
  - あったかいんだからぁ♪（クマムシ） - 同じくそれを食す時。
  - 不明曲 - チキン炭火焼にかかったチミチュリというソースの紹介で。
  - ロード（THE 虎舞竜） - ホテル『マロウド イン 熊谷』に宿泊が決まって。
  - 安奈（甲斐バンド） - 吉見百穴で。（安奈 - 穴）
  - 時には昔の話を（加藤登紀子） - 東松山の直売所『いなほてらす』で、味噌ダレの焼き鳥のカシラ（実は豚肉）を食べる時。（映画『紅の豚』のエンディング曲）
  - ルイジアナ・ママ（飯田久彦） - 充電させてもらった日高市の民家で、なかなか外に出て来なかったママが登場した時。
  - サイボーグ009（東京マイスタージンガー） - 日高市のサイボクで。
  - ワインレッドの心（安全地帯） - 同上でもつ煮を食べる時。（♪「もっと勝手に」）
  - マイ・ウェイ（フランク・シナトラ） - 同じくフランクフルト・ソーセージを食べる時。
  - 『西部警察』のテーマ - ゴールの西武遊園地で。
  - 時代遅れの恋人たち（中村雅俊） - 同上のアトラクション『夕日の丘商店街』で。（ドラマ『ゆうひが丘の総理大臣』主題歌）

- 144弾
  - 愛は勝つ（KAN） - オープニングの相模湾クルーズで。（出川の還暦SP）
  - 世界は二人のために（佐良直美） - （相模 - 佐良直美）
  - 富士サファリパークCMソング（串田アキラ） - 同上で富士山が見える時。
  - ハロー・グッバイ（柏原芳恵） - 茅ヶ崎サザンビーチの『Cの辺り』で（♫紅茶のおいしい喫茶店）
  - Forever（反町隆史） - 藤沢の海岸で（ドラマ『ビーチボーイズ』主題歌）
  - 男の勲章（嶋大輔） - 江の島に近付いた時。
  - 川の流れのように（美空ひばり） – 江の島のしらす問屋『とびっちょ』で「しらすパン」を食べる時。（♪「知らず知らず歩いて来た」）
  - フランシーヌの場合（新谷のり子） - 江の島でフランス人家族に出会って。
  - Donna non vidi mai（何とすばらしい美人）（プッチーニの歌劇『マノン・レスコー』より） - 稲村ガ崎のイタリアン・レストラン『TAVERNA RONDINO』で。（イタリア繋がり?）
  - スーパースター（カーペンターズ） - 同上のテラス席で、寒いからパスタが固まってしまうと言う時。（スパゲティ）
  - カーマは気まぐれ（カルチャー・クラブ） - 鎌倉内を走行時。
  - ドント・レット・ミー・ダウン（ビートルズ） - 一色海岸のドント焼きで。
  - ブルー・シャトウ（ジャッキー吉川とブルー・コメッツ） - 森戸大明神に向かう時。（♪「森と泉に」）
  - ダイナマイト（SMAP） - 同上で大吉のおみくじを引いた時。
  - 君に会いたい（ザ・ジャガーズ） - 葉山の手打そば『和か菜』入店時。（♪「若さゆえ苦しみ」）
  - Gonna Make You Sweat（C+C MUSIC FACTORY） - 同上を去る時に、おいしそうな「海老天ぶっかけ」を見て。（海老 - "Everybody Dance Now"）
  - リンダ リンダ（THE BLUE HEARTS） - 横須賀のドブ板通り商店街走行時。（♪「ドブネズミみたいに」）
  - 雨の慕情（八代亜紀）イントロ - 横須賀で充電してくれる家を探す時に雨が降って来て。
  - 愛の水中花（松坂慶子） - 横浜中華街で飲食店を探す時。
  - 2億4千万の瞳-エキゾチック・ジャパン（郷ひろみ） - 『萬珍樓』に入店して。
  - 風に吹かれて（吉幾三） - 同上でフカヒレを食べる時（吹かれて - フカヒレ）
  - 『燃えよドラゴン』のテーマ - 同じく小籠包を食べる時。（小籠包 - 李小龍?）
  - きよしのズンドコ節（氷川きよし）イントロ - 山下公園で氷川丸を見て。
  - 港のヨーコ・ヨコハマ・ヨコスカ（ダウン・タウン・ブギウギ・バンド）イントロ - 宿泊先の横浜『ホテルニューグランド』の窓から夜景を見る時。
  - GOLDFINGER‘99（郷ひろみ） - 出川の実家の蔦金商店に向かう時。
  - 止まらないHa〜Ha（矢沢永吉） - ゴールの横浜アリーナに真っ直ぐ向かう時。

- 145弾（SP）
  - タッチ（岩崎良美） - タスキを繋ぐシーンで。
  - 浪漫飛行（米米CLUB） - CM前後。
  - 大きな玉ねぎの下で（爆風スランプ） - 浜松の玉ねぎ農家さんから玉ねぎを戴くシーンで。
  - 「ニューヨーク・ニューヨーク」と「オンリー・ユー」の間の曲不明。 - 弁天島の『ザ・オーシャン』で。
  - 抱きしめてTONIGHT（田原俊彦） - 愛知県田原市に入る時。
  - ステキな日曜日〜Gyu Gyu グッディ!（芦田愛菜） - 田原市の焼肉店『泰将』で黒毛和牛焼肉を注文するシーン。
  - すきすきソング（水森亜土） - タ「スキ」を繋ぐシーンで。
  - なんてったってアイドル（小泉今日子） - 小泉孝太郎登場シーンで。
  - いとしのエリー（サザンオールスターズ） - 伊良子港発のフェリーにギリギリ間に合う時。（エリー／フェリー?）
  - じんじん（原由子） - 雨の中を疾走するシーン。（♪「私はひとり泣き濡れる」）
  - 22才の別れ（かぐや姫） - 伊勢神宮にテレビクルーが入れなく、出川と小泉孝太郎と縫田Dだけが入る時。

- 146弾
  - 宙船/do! do! do!（TOKIO） - スタートで四万十川の屋形船に乗る時。（「川の流れのように」の後）
  - さとうきび畑（森山良子） - ゲストのハライチ澤部登場シーン。（♪「ざわわ」）
  - エレクトリックおばあちゃん（ザ・スパイダース） - 宿毛市のレストラン『スワロー会館』に入るかどうか迷っている所に、社長のおばあさんが登場する時。
  - ペギー・スー（バディ・ホリー） - 同上で、注文の「スースリング焼肉定食」が調理されるシーン。
  - 空に太陽がある限り（にしきのあきら） - 宿毛湾の「だるま夕日」を見る時。
  - 不明曲 - 同上で。
  - Everything（MISIA） - 同上でブリのホイル焼きが出て来て。
  - 青い珊瑚礁（松田聖子） - 同町の『青い国ホテル』に宿泊する時。
  - 雨の慕情（八代亜紀）イントロ - 同町を離れようと少し走った所で、通り雨が降った時。
  - 性 - 世良公則&ツイスト - 宇和島の「しらうおまつり」でシロウオを食べる時。（♪「Wowoh」）
  - 紅蓮華（LISA） - 「しらうおまつり」で牛鬼を紹介する時。（『鬼滅の刃』）
  - 揺れる想い（ZARD） - 牛鬼のアトラクションに乗って揺らされる時。
  - 王将（村田英雄） - 鯛めしを食べたかったけど休業だった料理店『田むら』の紹介シーン。
  - ハチのムサシは死んだのさ（平田隆夫とセルスターズ） - ラーメン店『八戒』入店時。
  - カオマのランバダ（ウリーセス・エルモーサ） - ゴールの遊子水荷浦の段畑で。

- 第147弾
  - バンザイ 〜好きでよかった〜（ウルフルズ） - ミキティが待機するのに駐車場を借りた日立市の民家で。（「りっぱなお家」 - ♪「イェーイ」〈家〉?）
  - ミッキーマウス・マーチ - 同上続き（ミッキー - ミキティ）
  - エメラルドの伝説（テンプターズ）イントロ - 蕎麦処『佐竹』で天ざるを食べる時。（テンプラ）
  - 時の過ぎゆくままに（沢田研二）イントロ - 同上で追加のけんちん汁を飲む時。
  - だれかが風の中で（上條恒彦） - 充電させてもらった水戸市青柳町の民家で、「お礼に何か」と言ったら、「自分ができるコトをして『ああうれしい』と、だれかが言ったらパーフェクト」と、返された時。
  - エスカレーション（河合奈保子） - 水戸芸術館の展望室に向かうエレベーターで。
  - スカイ・ハイ - 展望室で。
  - オールウェイズ・ラヴ・ユー（ホイットニー・ヒューストン） - 水戸偕楽園で。（And I will always love you - 偕楽園?）
  - MAICCA〜まいっか（EAST END×YURI） - 時間が早くて入れなかった、アルパカ製品専門店『T’IKA』笠間店の紹介VTRで。
  - 男の子女の子（郷ひろみ） - 筑波山の男体山・女体山紹介時。
  - まかせなさい（ウルフルズ） - 桜川市真壁町紹介VTRで。（?）
  - 酒と泪と男と女（河島英五） - 同市で、充電させてもらう『かわしま洋品店』で。
  - ひなげしの花（アグネス・チャン）- 同市の雛祭り紹介VTRで。
  - SWEET MEMORIES（松田聖子） - レストラン『ペンギン』で。（1983年にサントリー・ビールのCMで使われ、ペンギンのアニメが流れた。また、アニメ映画『ペンギンズ・メモリー 幸福物語』も作られている）

- 148弾
  - 雨の慕情（八代亜紀）イントロ - オープニングで、雨降りの瀞峡。
  - オレンジの雨（野口五郎） - 雨の中湯ノ口温泉を発つ時。
  - いつも何度でも（『千と千尋の神隠し』主題歌、木村弓） - 丸山千枚田で。（千と千尋の神隠し）
  - 矢切の渡し イントロ - 雨の中で立ち寄った御浜町の食堂『さぎり茶屋』で。
  - あったかいんだからぁ♪（クマムシ） - 同上で熱いお茶を出してもらって。
  - さくらんぼの実る頃（『紅の豚』主題歌、加藤登紀子） - 同上で、ブランド肉・紀州岩清水豚紹介の時。
  - 花の首飾り（ザ・タイガース） - 花の窟神社で。
  - め組のひと（ラッツ&スター） - 総本家『めはりや』新宮本店で。（め）
  - アニメ『魔法使いサリー』主題歌 - 同上で、めはり寿司を作るシーン。（♪「マハリクマハリタ」）
  - ?（洋楽） - 宿泊出来なかった『熊野荘』紹介VTRで。
  - 弦楽セレナード（チャイコフスキー） - 新宮のホテル『ニューパレス』で、貸しタオルしか無いと言われる時（ゲストの川村エミコの『温泉タオル集め旅』関連）。
  - 狙いうち（山本リンダ） - 勝浦漁港で（♪「ウララ ウララ」）。
  - 炎のファイター 〜INOKI BOM-BA-YE〜 - ステーキハウス『ひのき』で。
  - ガラスの十代（光ゲンジ） - ゴールにした橋杭岩で（♪「言わないで」）
  - 潮騒のメモリー（天野春子） - ゴール出来なかった潮岬紹介VTRで。

- 149弾
  - 野茂英雄のテーマ・HIDE〜O - ゲストの野呂佳代登場シーン（原曲は「バナナボート・ソング」）。
  - TOKIO（沢田研二） - 豊後高田市に入る辺り（理由不明）。
  - 昭和枯れすゝき（さくらと一郎）イントロ – 同上の「昭和の町」地区で。
  - 映画『三丁目の夕日』のテーマ - 同上の中央通り商店街で。
  - 迷い道（渡辺真知子） - 同上にある迷路アトラクションで。
  - アニメ『タイガーマスク』のテーマ - 出川が5年前にも訪れた『大寅屋』で。
  - 映画『男はつらいよ』のテーマ - 同上で（『大寅屋』）。
  - DA・KA・RA（大黒麻季） - 同上で高菜焼き飯を食べる時（ダカラ - 高菜）
  - I Don't Know!（BaBe） - 同じく肉うどんを食べる時（Don't - うどん）
  - 会いたかった（AKB48） - 野呂佳代にAKBの時の話題を振る時。
  - エレクトリックおばあちゃん（ザ・スパイダース） - 宇佐市の民間充電先でおばあさんが登場する時。
  - Bad City（SHŌGUN） - 同上で子供のバットスイングをチェックする時（バッド - バット）
  - 色つきの女でいてくれよ（ザ・タイガース） - 杵築市を走るシーン（色つき - 杵築）（後半で杵築城を横目に走行する時にも）。
  - 愛燦燦（美空ひばり）インスト - 杵築市の味噌店で（味噌 - 美空。あと、雛人形が飾られていたから、三月三日 - 燦々?）
  - 秘密の花園（松田聖子） - 杵築市の『食道園（本店）』で焼肉を食べる時。（「園」?）
  - ありがとう（CLIFF EDGE）- 杵築の少年野球団の少年が辞める監督に感謝する時。
  - ロリポップ（ザ・コーデッツ） - 別府温泉紹介VTRで（ベップ - ポップ?）。
  - ドロロンえん魔くん（中山千夏） - 同温泉の地熱蒸し料理店『地熱観光ラボ 縁間（えんま）』で。
  - 虹（菅田将暉） - 蓮田温泉に入る時（すだ - はすだ）。
  - 昴 (谷村新司） - ゴール出来なかった一心寺紹介VTRで（「しんじ」）。

- 第150弾
  - い・け・な・いルージュマジック（忌野清志郎と坂本龍一） - スタートの日本一大きい池「湖山池」で。
  - 嘘（中条きよし）イントロ - 『白兎観光協会』で、因幡の白兎の嘘の話を聞く時。
  - 潮風のメロディ（南沙織） - 『淡麗鶏らーめん ホット・エアー』で塩ラーメンを食べる時。
  - 『いちご白書』をもう一度（バンバン）イントロ - いちご屋さんに寄る時。
  - 恋する夏の日（天地真理） - 高校生とのテニス対決で。（♪「あなたを待つのテニスコート」）
  - 素直にI'm sorry（チェッカーズ） - 同上で完封負けして。
  - ロック・アラウンド・ザ・クロック（ビル・ヘイリー） - はわい温泉『鹿鳴館』で日帰り入浴させてもらう時。
  - MIRACLE SHOPPING〜ドン・キホーテのテーマ〜（田中マイミ） - 倉吉市の味処『進』で海鮮丼を食べる時。
  - たまごまごまご - 上の海鮮丼で魚介の下に卵焼き的なものが入っていて。
  - 不明曲 - 更にニンニクのバター焼きを食べる時。
  - City Hunter〜愛よ消えないで〜（小比類巻かほる） - 宿泊先が『倉吉シティホテル』に決まって。
  - 白い色は恋人の色（ベッツイ&クリス） - 倉吉白壁土蔵群で。
  - バーバラ・アン（ザ・ビーチ・ボーイズ） - 充電させてもらい、中村獅童がカットもしてもらう琴浦町のヘアーサロン『おぐら』で。（バーバラ - バーバー）
  - でんでん（グループ魂） - 同町の『すみれ食堂』でおでんを食べる時。
  - セクシャル・バイオレットNo.1（桑名正博） - 『すみれ食堂』紹介VTRで。（バイオレット - すみれ）
  - 河童の歌（楠トシエ） - 雨が強くなって雨具（カッパ）を着る時。

- 第151弾
  - ひょっこりひょうたん島（前川陽子） - スタートの瓢湖（ひょうこ）あやめ園で。
  - めっちゃホリディ（松浦亜弥） - 同上。（あやめ - あやや）
  - ムーンライト伝説/HEART MOVING（DALI） - 月岡温泉に入る時。
  - 煙が目にしみる（プラターズ） - 同上通過時に湯けむりを見て
  - 月光仮面（ザ・モップス） - 同上温泉紹介VTRで（月つながり）。
  - 気分上々（mihimaru GT） - 『蒲原らーめん きぶん一』に入る時。
  - ガラスの十代（光ゲンジ） - 『岩野商店』でイチゴ（越後姫）を買う時。（♪「言わないで」）
  - 涙のリクエスト（チェッカーズ） - 『大観荘 せなみの湯』に宿泊が決まって。（涙 - せなみ）
  - 初恋（村下孝蔵） - 村上市紹介VTRで。（村上 - 村下）

- 第152弾
  - 空も飛べるはず（スピッツ） - 厳美渓の団子店『郭公屋』の空飛ぶ団子を注文する時。
  - 映画『人間の証明』のテーマ（ジョー山中） - 焼肉『やまなか家 一関店』で。
  - 誰がために（成田賢） - 石ノ森章太郎記念館で（『サイボーグ009』のテーマ）
  - Don't wanna cry（安室奈美恵） - 登米市の『若鮨』で仙台牛の握りを食べる時。（意味不明）
  - Love Somebody（織田裕二） - 石巻市の『道の駅 上品の郷』で踊る集団（よさこい）を見て（ドラマ『踊る大捜査線』のテーマ）
  - シェリーに口づけ（ミシェル・ポルナレフ） - 女川港で金華山フェリーに乗る時。
  - GOLDFINGER '99（郷ひろみ） - ゴールの金華山に上陸して。

- 第153弾
  - トリセツ（西野カナ） - スタートの大洗磯前神社の神磯の鳥居のVTRで。　
  - カイマナヒラ - ゴールが『スパリゾートハワイアンズ』と紹介されて。
  - 非情のライセンス（野際陽子） - ゲストの本田望結が番組のファンで、原付免許の勉強をしたと話す時。
  - どんないいこと（SMAP） - 日立市の『日立おさかなセンター』で味勝手（みがって）丼を食べる時。（丼 - どん）
  - 性 - 世良公則&ツイスト - 同上（♪「Wowoh」- 魚）
  - ブルーシャトー（ブルーコメッツ） - 日立市の泉神社で（♪「森と泉に」）
  - 銀の龍の背に乗って（中島みゆき） - 同上で見つかった泉龍木の前で。
  - ルイジアナ・ママ（飯田久彦） - 日立市のイタリアン・レストラン『DA・Ruiji』で。
  - 愛の奇跡（ヒデとロザンナ） - 同上でクアトロピザが作られるシーン。（イタリアつながり?）
  - The Wild One?（スージー・クワトロ?） - 同上でクアトロピザが運ばれて来た時。
  - 幸せって何だっけ（明石家さんま） - それを食べて本田望結が「幸せ」と言う時。
  - 徹子の部屋 オープニングテーマ（いずみたく 作曲） - 宿泊先の『高萩ホテルクレスト』で部屋のチェックをする時。
  - 別れても好きな人（ロス・インディオス&シルヴィア） - 北茨城市のレストラン『一ツ木』に入る時。（♪「いつもの一ツ木通り」）
  - 秘密の花園（松田聖子） - 同上でブランド牛の花園牛のステーキが調理される時。
  - お富さん（春日八郎） - ゲストの春日俊彰登場シーン（前回も）。
  - 恋人よ（五輪真弓） - 『五浦（いつうら）観光ホテル』で日帰り入浴する時。
  - HULA GIRL（照屋実穂） - ゴールのスパリゾート『ハワイアンズ』到着シーン。（映画『フラガール』挿入曲）
  - ブルー・ハワイ（エルヴィス・プレスリー?） - 館内紹介VTRで。

- 第154弾
  - エメラルドの伝説（テンプターズ） - スタートのサロマ湖紹介で。（♪「湖に君は〜」）
  - うれしい! たのしい! 大好き!（DREAMS COME TRUE） - 小清水町に入って走行している時。
  - ジャガー（西城秀樹） - じゃがいも街道を走っている時。
  - ウルトラマンタロウ（武村太郎、少年少女合唱団みずうみ） - 『らーめん 太郎山』に入る時。
  - 木枯らしに抱かれて（小泉今日子） - 同上で「旨焦がしらーめん」を注文した時。
  - おしりかじり虫（おしりかじり虫） - 網走紹介VTRで。
  - 網走番外地（高倉健） - 博物館網走監獄の道案内を見た時、および網走刑務所の門前で。
  - 監獄ロック（プレスリー） - 遅く到着して中に入れなかった、博物館網走監獄の紹介VTRで。
  - あしたのジョー（尾藤イサオ）イントロ - 海鮮居酒屋『蒸気船』で。
  - 愛より青い海（上々颱風） - 同上で片岡愛之助が海産物を食べるシーン。
  - オホーツクの舟唄（知床旅情の原曲）（倍賞千恵子?） - 出川がオホーツク丼を食べる時。
  - 亜麻色の髪の乙女（ヴィレッジ・シンガーズ） - IMALU登場シーン。（?）
  - ランナウェイ（シャネルズ） - 網走湖畔を通る時。（雰囲気?）
  - これが私の生きる道（PUFFY） - 常呂を走る時。（♪「もぎたての果実のいいところ」）
  - feels like 'HEAVEN'（映画『リング』のテーマ）（HIIH） - 常呂のカーリングのリンクにお邪魔する時。
  - Calling（B'z） - 同上。
  - ダーリング（沢田研二） - 同上で中学生とカーリング対決する時。
  - Feelin' Good -It's PARADISE-（DA PUMP） - 同上。
  - You Gotta Chance 〜ダンスで夏を抱きしめて〜（吉川晃司） - 出川のミスで中学生チームにチャンスが訪れた時（結果は出川チームの勝利）。
  - HERO（ヒーローになる時、それは今）（甲斐バンド） - サロマ湖畔のキムアネップ休憩所で、買って来たウニやホタテを食べる時。（貝 - 甲斐）
  - 舟唄（八代亜紀）イントロ - ゴールに向かうアザラシ観光船に乗った時。
  - 待つわ（あみん）イントロ - 遅れている谷川Dを待つかどうか悩むシーン。
  - さらば恋人（堺正章） - サロマ湖とオホーツク海の境に来た時。

- 第156弾
  - ガンダーラ（ゴダイゴ） - 『手打ちそば屋 かんだた』に入る時。
  - 桃色吐息（髙橋真梨子） - 桃を食べるとき。
  - 中の島ブルース イントロ（内山田洋とクールファイブ） - 戸倉上山田温泉紹介VTRで。（上山田 - 内山田）
  - 涙の乗車券（ビートルズ） - 同上の『かめ乃湯』で入浴券を買う時。

- 第157弾
  - 上を向いて歩こう（坂本九） - 九十九里町に入る時。
  - 俺ら東京さ行ぐだ（吉幾三） - 『おらが村本舗』入る時。

- 第158弾
  - 愛のままにわがままに 僕は君だけを傷つけない（B'z）イントロ - 稲庭うどんを食べるとき。
  - サヨナラ（GAO） - 『男鹿水族館GAO』に入る時。

- 第159弾
  - ウルトラセブンの歌（みすず児童合唱団&ジ・エコーズ） - 七間通りに入る時。
  - 20センチュリー・ボーイ（T・レックス／旧バンド名はティラノザウルス・レックス） - 勝山市のティラノサウルスのオブジェの前を通過する時。

- 第160弾
  - 宇宙戦艦ヤマト（ささきいさお） - 潜水艦を通過する時。
  - ヒーロー HOLDING OUT FOR A HERO（麻倉未稀） - 広駅を通過する時。

- 第161弾
  - マツケンサンバII（松平健）イントロ - 松前漬けを試食する時。
  - 愛のままにわがままに 僕は君だけを傷つけない（B'z）イントロ - 伊能忠敬の銅像を通過する時。
  - 人生いろいろ（島倉千代子） - 『千代の富士記念館』に入る時。
  - おしりかじり虫（おしりかじり虫） - 知内町に入る時。
  - ハートのエースが出てこない（キャンディーズ） - 木古内町に入る時。
  - 愛をとりもどせ!!（クリスタルキング） - 北斗市に入る時。
  - 函館の女（北島三郎） - 函館市に入る時。

- 第162弾
  - なんてったってアイドル（小泉今日子） - 男体山が見える時。
  - 人生いろいろ（島倉千代子） - いろは坂を走行時。

- 第163弾
  - Mi Mi Mi（セレブロ） - 冒頭の挨拶で（巳年）。
  - 岬めぐり（山本コウタローとウィークエンド）インストルメンタル - スタートの都井岬の御崎神社で。
  - 純恋歌（湘南乃風）イントロ - 同上。
  - 星のフラメンコ（西郷輝彦）イントロ - 食事をする、日南市南郷の『道の駅 なんごう』に入る時。（なんごう - 西郷）
  - アマポーラ（?） - 同上で、ブリの刺身を九州の甘醤油で食べる時。

- 第164弾
  - 君のひとみは10000ボルト（堀内孝雄） - 少女がボルダリングをする時。
  - ダイナマイト（SMAP）イントロ - 香取神宮を通過する時。

- 第165弾
  - 桃色吐息（髙橋真梨子） - 伊達市の『桃里亭』に入る時。
  - マル・マル・モリ・モリ!（薫と友樹、たまにムック。） - 丸森町に入る時。
  - シンデレラガール（King & Prince） - 村田町の『レストハウスリッキーズ』のシンデレラセットを食べる時。

- 第166弾
  - バンザイ 〜好きでよかった〜（ウルフルズ） - スタートの伊江島で。
  - 野に咲く花のように（ダ・カーポ） - 読谷村の『花織そば』に入る時。
  - 悲しみは雪のように（浜田省吾）イントロ - ゴールの浜比嘉島で。

- 第167弾
  - マル・マル・モリ・モリ!（薫と友樹、たまにムック。） - 南伊勢町の『丸魚食堂』に入る時。
  - 男の勲章（嶋大輔） - 志摩市に入る時。

- 第168弾
  - 夢芝居（梅沢富美男）イントロ - 壱岐市の『味処 うめしま』に入る時。
  - ひと夏の経験（山口百恵）イントロ - 『山口温泉』に入る時。

- 第169弾（the world 台湾）
  - 『燃えよドラゴン』のテーマ - スタート地点の龍山寺に到着した時。
  - WAになっておどろう（V6）イントロ - 輪投げをやる時。
  - 上を向いて歩こう（坂本九） - 九份に入る時。

- 第170弾
  - ロマンスがありあまる（ゲスの極み乙女） - 走行時に有明海が見えた時。
  - 人生いろいろ（島倉千代子）イントロ - 島原市に入る時。
  - Diamonds（プリンセス プリンセス） - 島原市の『元祖具雑煮 姫松屋本店』に入る時。
  - 俺ら東京さ行ぐだ（吉幾三） - 具雑煮を食べるとき。

- 第171弾
  - 幸せな結末（大滝詠一） - スタートの五宝滝で。
  - 川の流れのように（美空ひばり）イントロ - 走行時に木曽川が見えた時。
  - しゃぼん玉（長渕剛）イントロ - 大垣市の『朝日屋』のカツ丼が運ばれて来た時。

- 第173弾
  - ゲッターロボ!（ささきいさお）イントロ - 井桁弘恵登場シーン。
  - ダイナマイト（SMAP）イントロ - 出川が水みくじで大吉を引いた時。
  - Diamonds（プリンセス プリンセス）イントロ - 井桁弘恵がおみくじで大吉を引いた時。
  - ガッチャマンの歌（子門真人）イントロ - 月山が見えた時。

- 第174弾
  - 恐怖の町（サニー・トーンズ） - 皆生温泉に入る時。
  - 時間よ止まれ（矢沢永吉） - 湯梨浜町の泊漁港に入る時。

- 第175弾
  - 風に吹かれて（ボブ・ディラン）- オープニング、八幡平で強風に吹かれているシーン。
  - 映画『燃えよドラゴン』のテーマ - ドラゴンアイのVTR紹介時。
  - チェンジ・ザ・ワールド（エリック・クラプトン）- スタート地点を変更（チェンジ）するシーン。
  - シェイク・イット・アップ（The Cars）- 車でスタート地点まで移動するシーン。
  - ウルトラセブンの歌（みすず児童合唱団&ジ・エコーズ） - 後生掛温泉の「七つの湯」紹介時。
  - ff (フォルティシモ)（HOUND DOG）- 通りかかった民家の犬と触れ合うシーン。
  - ヘビーローテーション（AKB48）- 住民が、犬が蛇に噛まれたことを話すシーン。
  - カンフーファイター(ラーメンマンのテーマ)（こおろぎ'73）- 立ち寄った「ドライブイン両国」におけるラーメン調理シーン。
  - ヤン坊 マー坊の歌 - ゲストの中西がマーボーラーメンを食べるシーン。
  - まつり（北島三郎）- 花輪ばやしのVTR紹介時。
  - ダンデライオン〜遅咲きのたんぽぽ（松任谷由実）- きりたんぽの紹介時。
  - バッド（マイケル・ジャクソン）- 立ち寄った民家のガレージに野球のバットが並んでいるシーン。
  - あかるいサザエさん - 大館市の軽井沢温泉訪問時。
  - 大きな古時計（平井堅） - 「秋田比内や（ひないや）」入店時。
  - ウルトラマンタロウ（武村太郎、少年少女合唱団みずうみ）- ゲストの北山が立ち寄った民家にいた犬「虎太郎」登場時。
  - Romanticが止まらない（C-C-B） - 虎太郎がおしっこをした（しーしーした）シーン。
  - ワナビー（スパイス・ガールズ）- ワラビをもらうシーン。
  - もしも明日が…。（わらべ）- ワラビを食べるシーン。
  - 悪魔とドライヴ（スージー・クアトロ）- 「碇ヶ関ドライブイン」入店時。
  - 『Gメン'75』のテーマ（菊池俊輔 作曲） - 自然薯（じねんじょ）またぎラーメンの調理シーン。
  - ダウン・アンダー（メン・アット・ワーク）- 上記の麵を食べる時。
  - ツイスト・アンド・シャウト（ビートルズ）- 肉鍋定食が出てきた時（「♪シェケナベイベー」）。
  - 格好悪いふられ方（大江千里）- 「肉の千里」入店時。

- 第176弾
  - パワー・オブ・ラヴ （ヒューイ・ルイス&ザ・ニュース）- パワースポットの話題が出た時。
  - 遠くで汽笛を聞きながら（アリス）- おぼろ豆腐（とうふ）を食べている時。
  - 2億4千万の瞳-エキゾチック・ジャパン-【日本国有鉄道「エキゾチック・ジャパン」キャンペーンソング】（郷ひろみ）- 箱根登山鉄道の車両が見えてきた時。
  - ラブ・ストーリーは突然に（小田和正）- 小田原漁港の紹介時。
  - 気分上々↑↑（mihimaru GT）- 入店した『海鮮ビュッフェ ほうじょう』紹介時。
  - アイドル（YOASOBI）- イクラのお面をした子どもが登場した時（幾田りら=イクラ）
  - 夜明けのスキャット（由紀さおり）- 『レストラン スコット』紹介時。
  - BE MY BABY（COMPLEX）- ビーフシチューが出てきた時。

- 第177弾
  - マグマ大使（コール東京）- スタート地点の八幡平市（はちまんたいし）・焼走り熔岩（マグマ）流の紹介時。
  - ふたりの愛ランド（石川優子とチャゲ）- 立ち寄った民家でチャグチャグ馬コの話題になった時。
  - ショッピング（井上陽水奥田民生）- ゲストの亀梨が少年時代の買い物の思い出話をしている時。
  - WAになっておどろう（V6）- 民家の冷蔵庫から竹輪が出てきた時。
  - おもちゃの兵隊のマーチ【『キユーピー3分クッキング』のオープニングテーマ】- 亀梨が料理を始めるシーン。
  - 映画『ゴーストバスターズ』のテーマ（レイ・パーカー・ジュニア）- パスタを調理するシーン。
  - 東へ西へ（井上陽水） - 1日目に入店した盛岡市の『そば処 東屋（あずまや）』の紹介時。
  - 大きな古時計（平井堅） - 紫波町の理容室『平井理容店』への入店時。
  - 赤道小町ドキッ（山下久美子）- ゲストの亀梨が髪を切った姿に出川が「ドキッっとした」直後。
  - とん平のヘイ・ユウ・ブルース（左とん平） - 花巻市石鳥谷の焼肉店『三平』入店時。
  - Lemon（米津玄師）- ホルモンが出てきた時。
  - 笑えれば（ウルフルズ）- レバーが出てきた時。
  - TANGO NOIR（中森明菜）- タンが出てきた時。
  - 女々しくて（ゴールデンボンバー）- 山盛り飯が出てきた時（飯食って）。
  - 時には昔の話を【『紅の豚』エンディングテーマ】（加藤登紀子） - 豚バラが出てきた時。
  - Imitation Rain（SixTONES） - 運転中強い雨に降られた際。
  - さとうきび畑（森山良子） - ゲストの澤穂希登場シーン（♪「ざわわ」）。
  - 世界に一つだけの花（槇原敬之）- 花巻東高等学校の校舎が見えてきた時。
  - 花火（aiko）‐ 花巻東の敷地内を散策している時。
  - ぼくたちの失敗（森田童子） - 花巻市の同心家屋（どうしんかおく）の紹介時。
  - おしえて【アニメ『アルプスの少女ハイジ』オープニングテーマ】（伊集加代）- 北上市内で住民から情報を教えてもらう時。
  - 月影のナポリ（ザ・ピーナッツ）- 北上市の『更科』でナポリタンを食べている時。

- 第178弾
  - GOLDFINGER'99（郷ひろみ） - スタートの黄金岬のシーン。
  - 南風（レミオロメン） -  夕張メロンの紹介時（1度目）。
  - Lui-Lui（太川陽介） - 留萌（るもい）市の紹介時。
  - KOME KOME WAR（米米CLUB） - 立ち寄ったコメ農家の紹介時。
  - ひまわり（長渕剛） - 北竜町にあるひまわり畑の紹介時。
  - ドント・ストップ・ミー・ナウ（クイーン） - 立ち寄った飲食店における「ぶっかけ肉うどん」の調理シーン。
  - じんじんさせて（山本リンダ）イントロ - 滝川市の『長谷川成吉思汗』に入る時。
  - JIN-仁- Main Title（髙見優） - 立ち寄ったジンギスカン店での調理シーン。
  - Axel F【ビバリーヒルズ・コップ サウンドトラック】（ハロルド・フォルターメイヤー） - 美唄（びばい）市の紹介時。
  - そばにいるね（青山テルマ） - 立ち寄った飲食店におけるそば調理シーン。
  - ホット・スタッフ（ドナ・サマー） - ゲストの佐々木が飲食中「熱い!」と言った瞬間。
  - サンシャイン・ラヴ（クリーム） - 立ち寄った菓子店でソフトクリームを作ってもらっているシーン。
  - 粉雪（レミオロメン） - 夕張メロンの紹介時（2度目）。

## 放送リスト

### 特番放送
| 2014年 - 2017年 第1弾 - 第7弾                                             | 2014年 - 2017年 第1弾 - 第7弾                                             | 2014年 - 2017年 第1弾 - 第7弾                                             | 2014年 - 2017年 第1弾 - 第7弾                                             | 2014年 - 2017年 第1弾 - 第7弾                                             | 2014年 - 2017年 第1弾 - 第7弾                                                         | 2014年 - 2017年 第1弾 - 第7弾                                             | 2014年 - 2017年 第1弾 - 第7弾                                                |
| 弾                                                                        | 放送日                                                                    | 起点                                                                      | 終点                                                                      | 距離（km）/日                                                             | ゲストライダー                                                                        | 同行ディレクター                                                          | 備考                                                                         |
| 『"充電させてもらえませんか?"〜ちょいと電動スクーターでガチ40キロ刻み旅』 | 『"充電させてもらえませんか?"〜ちょいと電動スクーターでガチ40キロ刻み旅』 | 『"充電させてもらえませんか?"〜ちょいと電動スクーターでガチ40キロ刻み旅』 | 『"充電させてもらえませんか?"〜ちょいと電動スクーターでガチ40キロ刻み旅』 | 『"充電させてもらえませんか?"〜ちょいと電動スクーターでガチ40キロ刻み旅』 | 『"充電させてもらえませんか?"〜ちょいと電動スクーターでガチ40キロ刻み旅』             | 『"充電させてもらえませんか?"〜ちょいと電動スクーターでガチ40キロ刻み旅』 | 『"充電させてもらえませんか?"〜ちょいと電動スクーターでガチ40キロ刻み旅』    |
| ------------------------------------------------------------------------- | ------------------------------------------------------------------------- | ------------------------------------------------------------------------- | ------------------------------------------------------------------------- | ------------------------------------------------------------------------- | ------------------------------------------------------------------------------------- | ------------------------------------------------------------------------- | ---------------------------------------------------------------------------- |
| 1                                                                         | 2014年 8月4日・11日・18日・25日                                           | 神奈川県 蔦金商店                                                         | 新潟県 ヒスイ海岸                                                         | 330/4                                                                     | 【スタジオゲスト】 デヴィ夫人、ダイアモンド☆ユカイ〈1〉、けみお                       | 縫田輝久                                                                  | 23:58 - 24:45 『ソコアゲ★ナイト』月曜枠 2020年5月9日・16日に再編集版を放送。 |
| 『充電させてもらえませんか?』                                             |                                                                           |                                                                           |                                                                           |                                                                           |                                                                                       |                                                                           |                                                                              |
| 2                                                                         | 2014年 12月31日                                                           | 神奈川県 蔦金商店                                                         | 三重県 伊勢神宮                                                           | 450/5                                                                     | ダイアモンド☆ユカイ〈2〉、武井壮、眞鍋かをり、春日俊彰（オードリー）〈1〉、中山エミリ | 土方教裕 縫田輝久                                                         | 11:00 - 13:25                                                                |
| 3                                                                         | 2015年 12月30日                                                           | 神奈川県 由比ヶ浜                                                         | 静岡県 堂ヶ島沢田公園                                                     | 200/3                                                                     | 千秋〈1〉、濱口優（よゐこ）〈1〉                                                      | 縫田輝久                                                                  | 11:30 - 14:00 2020年6月6日に再編集版を放送。                                 |
| 4                                                                         | 2016年 6月18日                                                            | 山梨県 本栖湖                                                             | 山梨県 カチカチ山ロープウェイ山頂                                         | 135/2                                                                     | 鈴木奈々〈1〉                                                                         | 縫田輝久                                                                  | 18:30 - 19:54 『土曜スペシャル』枠 2020年10月17日・24日に再編集版を放送。    |
| 5                                                                         | 2016年 7月31日                                                            | 愛媛県 道後温泉                                                           | 広島県 厳島神社                                                           | 220/3                                                                     | ウド鈴木（キャイ〜ン）〈1〉、堀内健（ネプチューン）                                   | 土方教裕                                                                  | 21:00 - 22:42                                                                |
| 6                                                                         | 2016年 12月17日                                                           | 鹿児島県 桜島                                                             | 熊本県 熊本城                                                             | 290/3                                                                     | 上島竜兵（ダチョウ倶楽部）〈1〉                                                       | 縫田輝久                                                                  | 18:30 - 20:54 『土曜スペシャル』枠 2020年8月1日に再編集版を放送。            |
| 7                                                                         | 2017年 1月1日                                                             | 神奈川県 鶴岡八幡宮                                                       | 千葉県 成田山新勝寺                                                       | 230/3                                                                     | 上島竜兵（ダチョウ倶楽部）〈2〉、蛭子能収                                             | 縫田輝久                                                                  | 10:00 - 12:00 2020年4月25日に再編集版を放送。                                |

### レギュラー放送
『出川哲朗の充電させてもらえませんか?』
※放送時間 土曜日 19:54 - 20:54

#### 2017年
| 2017年 第8弾 - 第22弾 | 2017年 第8弾 - 第22弾 | 2017年 第8弾 - 第22弾   | 2017年 第8弾 - 第22弾       | 2017年 第8弾 - 第22弾             | 2017年 第8弾 - 第22弾 | 2017年 第8弾 - 第22弾                                              | 2017年 第8弾 - 第22弾 | 2017年 第8弾 - 第22弾                                                                                                  |
| 弾                    | 放送回                | 放送日                  | 起点                        | 終点                              | 距離（km）/日         | ゲストライダー                                                     | 同行ディレクター      | 備考 |
| --------------------- | --------------------- | ----------------------- | --------------------------- | --------------------------------- | --------------------- | ------------------------------------------------------------------ | --------------------- | --- |
| 8                     | 1・2                  | 4月15日・22日           | 神奈川県 蔦金商店           | 三重県 伊勢神宮                   | 470/6                 | 具志堅用高〈1〉、鈴木奈々〈2〉、中岡創一（ロッチ）〈1〉、千秋〈2〉 | 縫田輝久              | 18:30 - 20:54 DVD第1弾に収録。 2021年4月17日・24日に再編集版を放送。                                                   |
| 9                     | 3・4                  | 5月6日・13日            | 埼玉県 羊山公園             | 栃木県 日光東照宮                 | 200/3                 | 菊地亜美〈1〉、石田純一〈1〉                                       | 縫田輝久              | DVD第1弾に収録。 |
| 10                    | 5                     | 5月27日                 | 宮崎県 高千穂峡             | 大分県 別府温泉保養ランド         | 170/3                 | 飯尾和樹（ずん）〈1〉、ウド鈴木（キャイ〜ン）〈2〉                 | 土方教裕              | 18:30 - 20:54 |
| 11                    | 6                     | 6月17日                 | 青森県 龍飛崎               | 青森県 八甲田ロープウェー山麓駅   | 175/3                 | カンニング竹山〈1〉、いとうあさこ〈1〉                             | 縫田輝久              | 18:30 - 20:54 2021年1月16日に再編集版を放送。                                                                          |
| 12                    | 7・8                  | 6月24日・7月1日         | 群馬県 草津温泉             | 長野県 上田城                     | 145/3                 | 岡田圭右（ますだおかだ）〈1〉、小木博明（おぎやはぎ）〈1〉         | 土方教裕              | 2020年9月26日に再編集版を放送。                                                                                        |
| 13                    | 9                     | 7月15日                 | 石川県 禄剛崎               | 石川県 千里浜なぎさドライブウェイ | 155/2                 | 上島竜兵（ダチョウ倶楽部）〈3〉                                    | 縫田輝久              | 18:30 - 20:54 DVD第2弾に収録。 2021年6月26日に再編集版を放送。 2022年5月28日に新編集版「ありがとう竜兵さんSP」を放送。 |
| 14                    | 10・11                | 8月5日・12日            | 北海道 ファーム富田         | 北海道 小樽運河                   | 200/3                 | 井森美幸〈1〉、児嶋一哉（アンジャッシュ）〈1〉                     | 縫田輝久              | 2020年8月15日に再編集版を放送。                                                                                        |
| 15                    | 12                    | 9月2日                  | 沖縄県 石垣島平久保崎       | 沖縄県 石垣島米原ビーチ           | 105/3                 | 朝比奈彩、小沢一敬（スピードワゴン）〈1〉                          | 土方教裕              | 18:30 - 20:54 DVD第2弾に収録。                                                                                         |
| 16                    | 13・14                | 9月9日・16日            | 香川県 二十四の瞳映画村     | 広島県 千光寺本堂                 | 165/3                 | 松本明子、小峠英二（バイきんぐ）                                   | 熊谷充史              | 2020年11月28日に再編集版を放送。                                                                                       |
| 17                    | 15                    | 9月30日                 | 兵庫県 うずの丘大鳴門記念館 | 兵庫県 六甲ガーデンテラス         | 155/3                 | ボビー・オロゴン〈1〉、オカリナ（おかずクラブ）〈1〉               | 縫田輝久              | 18:30 - 20:54 |
| 18                    | 16                    | 10月21日                | 長野県 戸隠神社中社         | 長野県 諏訪大社                   | 180/3                 | ケンドーコバヤシ〈1〉、椿鬼奴〈1〉                                 | 土方教裕              | 18:30 - 20:54 2020年6月20日に再編集版を放送。                                                                          |
| 19                    | 17・18・19            | 10月28日・11月4日・11日 | 佐賀県 波戸岬               | 福岡県 宮地嶽神社                 | 160/3                 | 飯尾和樹（ずん）〈2〉、黒沢かずこ（森三中）〈1〉                   | 縫田輝久              | |
| 20                    | 20                    | 11月18日                | 秋田県 抱返り渓谷           | 岩手県 金色堂                     | 150/3                 | 石田純一〈2〉、鈴木あきえ                                          | 土方教裕              | 18:30 - 20:54 |
| 21                    | 21・22                | 12月2日・9日            | 京都府 伊根町               | 京都府 渡月橋                     | 160/3                 | 千秋〈3〉、ゆいP（おかずクラブ）                                   | 縫田輝久              | |
| 22                    | 23                    | 12月23日                | 山梨県 清里高原             | 神奈川県 芦ノ湖                   | 150/3                 | 具志堅用高〈2〉、照英〈1〉                                         | 縫田輝久              | 18:30 - 20:54 2021年7月31日に再編集版を放送。                                                                          |

#### 2018年
| 2018年 第23弾 - 第46弾 | 2018年 第23弾 - 第46弾 | 2018年 第23弾 - 第46弾 | 2018年 第23弾 - 第46弾                                                                 | 2018年 第23弾 - 第46弾                                                                 | 2018年 第23弾 - 第46弾                                                                 | 2018年 第23弾 - 第46弾                                                                 | 2018年 第23弾 - 第46弾                                                                 | 2018年 第23弾 - 第46弾                                                                       |
| 弾                     | 放送回                 | 放送日                 | 起点                                                                                   | 終点                                                                                   | 距離（km）/日                                                                          | ゲストライダー                                                                         | 同行ディレクター                                                                       | 備考                                                                                         |
| ---------------------- | ---------------------- | ---------------------- | -------------------------------------------------------------------------------------- | -------------------------------------------------------------------------------------- | -------------------------------------------------------------------------------------- | -------------------------------------------------------------------------------------- | -------------------------------------------------------------------------------------- | -------------------------------------------------------------------------------------------- |
| 23                     | 24                     | 1月6日                 | 神奈川県 箱根神社                                                                      | 静岡県 土肥温泉                                                                        | 160/3                                                                                  | 中岡創一（ロッチ）〈2〉、小島よしお〈1〉                                               | 土方教裕                                                                               | 18:30 - 20:54 2020年10月10日に再編集版を放送。                                               |
| 24                     | 25・26                 | 1月20日・27日          | 長崎県 福江島大瀬崎                                                                    | 長崎県 中通島矢堅目公園                                                                | 90/2                                                                                   | 菊地亜美〈2〉                                                                          | 縫田輝久                                                                               | 2020年12月12日に再編集版を放送。                                                             |
| 25                     | 27                     | 2月3日                 | 長崎県 長串山公園                                                                      | 長崎県 ハウステンボス                                                                  | 55/1                                                                                   | はるな愛〈1〉                                                                          | 熊谷充史                                                                               | 2020年7月11日に再編集版を放送。                                                              |
| 26                     | 28・29                 | 2月10日・17日          | 愛媛県 九島                                                                            | 愛媛県 JR四国予讃線下灘駅                                                              | 120/2                                                                                  | 田村亮（ロンドンブーツ1号2号）〈1〉、鈴木奈々〈3〉                                     | 縫田輝久                                                                               |                                                                                              |
| 27                     | 30                     | 3月3日                 | 沖縄県 古宇利島                                                                        | 沖縄県 斎場御嶽                                                                        | 145/3                                                                                  | 唐沢寿明〈1〉、田中卓志（アンガールズ）〈1〉                                           | 縫田輝久                                                                               | 18:30 - 20:54 2021年5月1日に再編集版を放送。                                                 |
| 28                     | 31                     | 3月24日                | 山口県 角島                                                                            | 福岡県 宮地嶽神社                                                                      | 145/3                                                                                  | ダチョウ倶楽部                                                                         | 土方教裕                                                                               | 18:30 - 20:54 2021年3月6日に再編集版を放送。                                                 |
| 29                     | 32                     | 4月7日                 | 鹿児島県 霧島神宮                                                                      | 鹿児島県 長崎鼻龍宮神社                                                                | 160/3                                                                                  | 濱口優（よゐこ）〈2〉、ボビー・オロゴン〈2〉                                           | 縫田輝久                                                                               | 18:30 - 20:54                                                                                |
| 30                     | 33・34                 | 4月21日・28日          | 鹿児島県 奄美大島ホノホシ海岸                                                          | 鹿児島県 かがんばなトンネル鑑賞スポット                                                | 135/2                                                                                  | 井森美幸〈2〉                                                                          | 縫田輝久                                                                               | 2021年2月6日に再編集版を放送。                                                               |
| 31                     | 35                     | 5月12日                | 三重県 あご湾定期船                                                                    | 三重県 伊勢神宮                                                                        | 100/2                                                                                  | 小木博明（おぎやはぎ）〈2〉、椿鬼奴〈2〉                                               | 縫田輝久                                                                               | 18:30 - 20:54                                                                                |
| 32                     | 36・37                 | 5月19日・26日          | 滋賀県 琵琶湖つづら尾崎展望台                                                          | 滋賀県 彦根城                                                                          | 125/2                                                                                  | いとうあさこ〈2〉                                                                      | 土方教裕                                                                               | 2020年11月14日・21日に再編集版を放送。                                                       |
| 33                     | 38・39                 | 6月2日・9日            | 青森県 浅虫海づり公園                                                                  | 青森県 八戸みろく横丁                                                                  | 130/2                                                                                  | 岡田圭右（ますだおかだ）〈2〉                                                          | 熊谷充史                                                                               | 2021年7月3日に再編集版を放送。                                                               |
| 34                     | 40                     | 6月23日                | 秋田県 寒風山                                                                          | 青森県 津軽富士見湖鶴の舞橋                                                            | 180/3                                                                                  | 陣内智則〈1〉、篠原信一                                                                | 縫田輝久                                                                               | 18:30 - 20:54 2020年9月12日に再編集版を放送。                                                |
| 35                     | 41                     | 7月7日                 | 千葉県 富津岬                                                                          | 千葉県 洲埼灯台                                                                        | 70/1                                                                                   | 有野晋哉（よゐこ）                                                                     | 土方教裕                                                                               |                                                                                              |
| 36                     | 42                     | 7月14日                | 山形県 最上川舟下り義経ロマン観光                                                      | 山形県 立石寺五大堂                                                                    | 120/2                                                                                  | 中岡創一（ロッチ）〈3〉、明石家さんま〈1〉                                             | 縫田輝久                                                                               | 18:30 - 20:54                                                                                |
| 37                     | 43                     | 7月21日                | 茨城県 鹿島神宮                                                                        | 千葉県 成田山新勝寺                                                                    | 65/1                                                                                   | 石原良純〈1〉                                                                          | 土方教裕                                                                               | 2020年6月13日に再編集版を放送。                                                              |
| 38                     | 44                     | 8月18日                | 北海道 利尻島夕日ヶ丘展望台                                                            | 北海道 宗谷丘陵宗谷岬牧場                                                              | 155/3                                                                                  | 北斗晶、佐々木健介                                                                     | 縫田輝久                                                                               | 18:30 - 20:54 2020年7月4日に再編集版を放送。                                                 |
| 39                     | 45                     | 9月1日                 | 長野県 奈良井宿                                                                        | 愛知県 名古屋城                                                                        | 180/3                                                                                  | 森三中                                                                                 | 熊谷充史                                                                               | 18:30 - 20:54 2020年10月31日に再編集版を放送。                                               |
| 40                     | 46・47                 | 9月8日・15日           | 山形県 鶴岡市の田圃                                                                    | 秋田県 仁賀保高原風力発電所近くの絶景ポイント                                          | 135/2                                                                                  | みやぞん（ANZEN漫才）、カンニング竹山〈2〉                                             | 土方教裕                                                                               | 2021年10月23日・30日に再編集版を放送。                                                       |
| 41                     | 48                     | 9月22日                | 群馬県 嬬恋村愛妻の丘                                                                  | 長野県 北向観音石湯                                                                    | 135/3                                                                                  | 唐沢寿明〈2〉、吉村崇（平成ノブシコブシ）                                              | 縫田輝久                                                                               | 18:30 - 20:54                                                                                |
| 42                     | 49                     | 10月13日               | 北海道 羅臼温泉                                                                        | 北海道 能取湖卯原内サンゴ草群生地                                                      | 130/3                                                                                  | 岩井ジョニ男（イワイガワ）、やす（ずん）                                               | 熊谷充史                                                                               | 18:30 - 20:54 2020年8月29日に再編集版を放送。                                                |
| 43                     | 50・51                 | 10月27日・11月3日      | 徳島県 剣山リフト西島駅近く                                                            | 香川県 父母ヶ浜                                                                        | 140/2                                                                                  | 小島瑠璃子〈1〉                                                                        | 縫田輝久                                                                               | 2021年2月27日に再編集版を放送。                                                              |
| 特番                   | 52                     | 11月17日               | テレ東ぜんぶ見る大作戦WEEK『出川哲朗の充電させてもらえませんか?ザ・ワールド!』予告特番 | テレ東ぜんぶ見る大作戦WEEK『出川哲朗の充電させてもらえませんか?ザ・ワールド!』予告特番 | テレ東ぜんぶ見る大作戦WEEK『出川哲朗の充電させてもらえませんか?ザ・ワールド!』予告特番 | テレ東ぜんぶ見る大作戦WEEK『出川哲朗の充電させてもらえませんか?ザ・ワールド!』予告特番 | テレ東ぜんぶ見る大作戦WEEK『出川哲朗の充電させてもらえませんか?ザ・ワールド!』予告特番 | 13:00 - 14:18                                                                                |
| 番外                   | 52                     | 11月17日               | テレ東ぜんぶ見る大作戦WEEK『北野武の感電させてもらえませんか?』                        | テレ東ぜんぶ見る大作戦WEEK『北野武の感電させてもらえませんか?』                        | テレ東ぜんぶ見る大作戦WEEK『北野武の感電させてもらえませんか?』                        | テレ東ぜんぶ見る大作戦WEEK『北野武の感電させてもらえませんか?』                        | テレ東ぜんぶ見る大作戦WEEK『北野武の感電させてもらえませんか?』                        | 18:30 - 18:33                                                                                |
| 44                     | 52                     | 11月17日               | イタリア共和国 レーリチ村                                                              | イタリア共和国 フィレンツェ市ミケランジェロ広場                                        | 230/3                                                                                  | 飯尾和樹（ずん）〈3〉、上島竜兵（ダチョウ倶楽部）〈5〉                                 | 縫田輝久                                                                               | テレ東ぜんぶ見る大作戦WEEK『出川哲朗の充電させてもらえませんか?ザ・ワールド!』 18:33 - 21:54 |
| 45                     | 53・54                 | 11月24日・12月1日      | 栃木県 湯西川ダム                                                                      | 福島県 ラーメン蔵美                                                                    | 120/2                                                                                  | 品川祐（品川庄司）〈1〉、光浦靖子（オアシズ）                                          | 熊谷充史                                                                               |                                                                                              |
| 46                     | 55                     | 12月22日               | 埼玉県 長瀞ラインくだりAコース                                                         | 東京都 奥多摩湖水根駐車場                                                              | 130/2                                                                                  | ケンドーコバヤシ〈2〉、小池百合子（東京都知事）                                        | 縫田輝久                                                                               | 18:30 - 20:54                                                                                |

#### 2019年
| 2019年 第47弾 - 第71弾 | 2019年 第47弾 - 第71弾 | 2019年 第47弾 - 第71弾 | 2019年 第47弾 - 第71弾                          | 2019年 第47弾 - 第71弾                                | 2019年 第47弾 - 第71弾 | 2019年 第47弾 - 第71弾                                         | 2019年 第47弾 - 第71弾 | 2019年 第47弾 - 第71弾                         |
| 弾                     | 放送回                 | 放送日                 | 起点                                            | 終点                                                  | 距離（km）/日          | ゲストライダー                                                 | 同行ディレクター       | 備考                                           |
| ---------------------- | ---------------------- | ---------------------- | ----------------------------------------------- | ----------------------------------------------------- | ---------------------- | -------------------------------------------------------------- | ---------------------- | ---------------------------------------------- |
| 47                     | 56                     | 1月3日 木曜日          | 山口県 錦帯橋                                   | 大分県 宇佐神社                                       | 165/3                  | 春日俊彰（オードリー）〈2〉、ウド鈴木（キャイ〜ン）〈3〉       | 縫田輝久               | 17:55 - 21:00                                  |
| 48                     | 57                     | 1月19日                | 鳥取県 はわい温泉七福神寿老人の湯足湯           | 島根県 出雲大社                                       | 155/3                  | 小島よしお〈2〉、藤本敏史（FUJIWARA）                          | 熊谷充史               | 18:30 - 20:54                                  |
| 49                     | 58・59                 | 1月26日・2月2日        | 長崎県 稲佐山山頂展望台                         | 長崎県 島原城                                         | 105/3                  | 尾形貴弘（パンサー）〈1〉、照英〈2〉                           | 縫田輝久               |                                                |
| 50                     | 60・61                 | 2月9日・16日           | 宮崎県 高鍋海水浴場                             | 宮崎県 飫肥城跡                                       | 100/2                  | 宇梶剛士、田中卓志（アンガールズ）〈2〉                        | 縫田輝久               | 2021年9月25日に再編集版を放送。                |
| 51                     | 62                     | 2月23日                | 静岡県 宇津ノ谷峠                               | 静岡県 戸田峠                                         | 150/3                  | 山崎弘也（アンタッチャブル）〈1〉、丸山桂里奈〈1〉             | 土方教裕               | 18:30 - 20:54                                  |
| 52                     | 63                     | 3月23日                | 佐賀県 竹崎城址                                 | 長崎県 道の駅生月大橋                                 | 150/3                  | 木下隆行（TKO）、原田龍二〈1〉                                 | 縫田輝久               | 18:30 - 20:54                                  |
| 53                     | 64                     | 4月6日                 | 奈良県 谷瀬の吊り橋                             | 和歌山県 那智滝                                       | 130/3                  | 狩野英孝〈1〉、小沢一敬（スピードワゴン）〈2〉                 | 熊谷充史               | 18:30 - 20:54                                  |
| 54                     | 65                     | 4月20日                | 京都府 原山円形茶畑                             | 滋賀県 近江神宮                                       | 60/1                   | クロちゃん（安田大サーカス）〈1〉                              | 縫田輝久               |                                                |
| 55                     | 66                     | 4月27日                | 三重県 上野城                                   | 滋賀県 安土城天主信長の館まで約23キロある街中の駐車場 | 65/1                   | 千秋〈4〉                                                      | 縫田輝久               |                                                |
| 56                     | 67・68                 | 5月4日・11日           | 大分県 鶴御崎灯台                               | 大分県 佐賀関よしだ会館                               | 100/2                  | 関根勤〈1〉                                                    | 土方教裕               |                                                |
| 57                     | 69                     | 5月18日                | 高知県 鰹乃國の湯宿黒潮本陣駐車場               | 高知県 四万十川河口左岸                               | 140/3                  | 田村淳（ロンドンブーツ1号2号）〈1〉                            | 谷川翼                 | 18:30 - 20:54 2021年10月16日に再編集版を放送。 |
| 58                     | 70・71                 | 6月1日・8日            | 富山県 長坂の棚田                               | 富山県 菅沼集落                                       | 120/2                  | 井戸田潤（スピードワゴン）、ベッキ―                            | 熊谷充史               |                                                |
| 59                     | 72                     | 6月22日                | 岡山県 湯原ダム                                 | 兵庫県 姫路城                                         | 165/3                  | 井森美幸〈3〉、ボビー・オロゴン〈3〉                           | 縫田輝久               | 18:30 - 20:54                                  |
| 60                     | 73                     | 7月13日                | 広島県 千光寺                                   | 愛媛県 今治城                                         | 130/3                  | 川村エミコ（たんぽぽ）〈1〉、反町隆史                          | 縫田輝久               | 18:30 - 20:54                                  |
| 61                     | 74                     | 7月20日                | 山形県 東根の大ケヤキ                           | 山形県 米沢市上杉伯爵邸                               | 105/2                  | 中居正広                                                       | 土方教裕               | 18:30 - 20:54 2024年3月16日に再編集版を放送。  |
| 62                     | 75・76                 | 8月3日・10日           | 鹿児島県 屋久島ヤクスギランド                   | 鹿児島県 屋久島トローキの滝                           | 110/2                  | 具志堅用高〈3〉、堀田茜                                        | 縫田輝久               |                                                |
| 63                     | 77                     | 8月17日                | 岩手県 釜石大観音                               | 岩手県 大沢温泉湯治屋                                 | 130/2                  | 陣内智則〈2〉、石原良純〈2〉                                   | 縫田輝久               | 18:30 - 20:54                                  |
| 64                     | 78                     | 8月31日                | 沖縄県 宮古島東平安名岬                         | 沖縄県 宮古島島尻漁港                                 | 110/2                  | 小島瑠璃子〈2〉                                                | 土方教裕               | 18:30 - 20:54                                  |
| 65                     | 79                     | 9月21日                | 北海道 神居古潭                                 | 北海道 吹上温泉                                       | 155/3                  | 斎藤司（トレンディエンジェル）、鈴木奈々〈4〉                  | 縫田輝久               | 18:30 - 20:54                                  |
| 66                     | 80                     | 10月12日               | 山梨県 金櫻神社                                 | 神奈川県 相模湖                                       | 110/2                  | 長嶋一茂〈1〉、澤穂希〈1〉                                     | 熊谷充史               | 18:30 - 20:54 2024年8月3日に再編集版を放送。   |
| 67                     | 81・82                 | 10月19日・26日         | 青森県 恐山菩提寺                               | 北海道 函館山山頂展望台                               | 120/2                  | 武田真治、谷まりあ                                             | 縫田輝久               |                                                |
| 68                     | 83                     | 11月16日               | 新潟県 佐渡島小木海岸                           | 新潟県 尖閣湾揚島遊園                                 | 110/2                  | 富田靖子、岡田結実〈1〉                                        | 縫田輝久               | 18:30 - 20:54                                  |
| 69                     | 84                     | 11月23日               | 岐阜県 大矢田神社                               | 岐阜県 郡上八幡城                                     | 40/1                   | 熊田曜子                                                       | 縫田輝久               |                                                |
| 70                     | 85                     | 11月30日               | 鳥取県 三朝温泉恋谷橋                           | 兵庫県 香美町かえる島                                 | 135/2                  | 山下健二郎（三代目J SOUL BROTHERS from EXILE TRIBE）、武田修宏 | 土方教裕               | 18:30 - 20:54                                  |
| 71                     | 86・87                 | 12月14日・21日         | 岐阜県 中部山岳国立公園北アルプス展望園地駐車場 | 岐阜県 下呂温泉下噴泉池                               | 105/2                  | 菊地亜美〈3〉、金子貴俊                                        | 熊谷充史               |                                                |

#### 2020年
| 2020年 第72弾 - 第78弾、再編集版第1弾 - 第18弾 | 2020年 第72弾 - 第78弾、再編集版第1弾 - 第18弾 | 2020年 第72弾 - 第78弾、再編集版第1弾 - 第18弾 | 2020年 第72弾 - 第78弾、再編集版第1弾 - 第18弾 | 2020年 第72弾 - 第78弾、再編集版第1弾 - 第18弾 | 2020年 第72弾 - 第78弾、再編集版第1弾 - 第18弾 | 2020年 第72弾 - 第78弾、再編集版第1弾 - 第18弾 | 2020年 第72弾 - 第78弾、再編集版第1弾 - 第18弾 | 2020年 第72弾 - 第78弾、再編集版第1弾 - 第18弾                                                       |
| 弾                                             | 放送回                                         | 放送日                                         | 起点 | 終点 | 距離（km）/日 | ゲストライダー | 同行ディレクター | 備考                                                                                                 |
| ---------------------------------------------- | ---------------------------------------------- | ---------------------------------------------- | --- | --- | --- | --- | --- | --- |
| 72                                             | 88                                             | 1月2日 木曜日                                  | 三重県 観音山公園聖橋 | 三重県 あご湾定期船さきしま | 158/3 | 香取慎吾〈1〉、草彅剛、稲垣吾郎 | 熊谷充史 | 17:55 - 21:00                                                                                        |
| 73                                             | 89                                             | 1月18日                                        | 和歌山県 高野山 | 和歌山県 白崎海洋公園 | 150/3 | 森三中 | 土方教裕 | 18:30 - 20:54 2021年3月27日に再編集版を放送。                                                        |
| 74                                             | 90・91                                         | 1月25日・2月1日                                | 福井県 永平寺 | 福井県 気比松原 | 105/2 | 夏菜 | 縫田輝久 | |
| 75                                             | 92・93                                         | 2月15日・22日                                  | 徳島県 雲辺寺 | 香川県 金倉寺 | 95/2 | 照英〈3〉、チャンカワイ（Wエンジン） | 縫田輝久 | |
| 76                                             | 94                                             | 2月29日                                        | 兵庫県 沼島上立神展望所 | 兵庫県 淡路島ホテルニューアワジ | 115/2 | クロちゃん（安田大サーカス）〈2〉、江頭2:50〈1〉 | 土方教裕 | 18:30 - 20:54                                                                                        |
| 番外                                           | 95                                             | 3月14日                                        | 4年目突入!!ゲストライダーが続々登場SP 【収録場所】 静岡県来宮神社 【VTR出演】 カンニング竹山、陣内智則、具志堅用高、山崎弘也（アンタッチャブル）、ボビー・オロゴン、田村淳（ロンドンブーツ1号2号）、小島瑠璃子、小木博明（おぎやはぎ）、石原良純、大島美幸（森三中）、唐沢寿明、いとうあさこ、中岡創一（ロッチ）、山下健二郎（三代目 J SOUL BROTHERS from EXILE TRIBE）、飯尾和樹&やす（ずん）、関根勤、香取慎吾&草彅剛&稲垣吾郎、上島竜兵（ダチョウ倶楽部） | 4年目突入!!ゲストライダーが続々登場SP 【収録場所】 静岡県来宮神社 【VTR出演】 カンニング竹山、陣内智則、具志堅用高、山崎弘也（アンタッチャブル）、ボビー・オロゴン、田村淳（ロンドンブーツ1号2号）、小島瑠璃子、小木博明（おぎやはぎ）、石原良純、大島美幸（森三中）、唐沢寿明、いとうあさこ、中岡創一（ロッチ）、山下健二郎（三代目 J SOUL BROTHERS from EXILE TRIBE）、飯尾和樹&やす（ずん）、関根勤、香取慎吾&草彅剛&稲垣吾郎、上島竜兵（ダチョウ倶楽部） | 4年目突入!!ゲストライダーが続々登場SP 【収録場所】 静岡県来宮神社 【VTR出演】 カンニング竹山、陣内智則、具志堅用高、山崎弘也（アンタッチャブル）、ボビー・オロゴン、田村淳（ロンドンブーツ1号2号）、小島瑠璃子、小木博明（おぎやはぎ）、石原良純、大島美幸（森三中）、唐沢寿明、いとうあさこ、中岡創一（ロッチ）、山下健二郎（三代目 J SOUL BROTHERS from EXILE TRIBE）、飯尾和樹&やす（ずん）、関根勤、香取慎吾&草彅剛&稲垣吾郎、上島竜兵（ダチョウ倶楽部） | 4年目突入!!ゲストライダーが続々登場SP 【収録場所】 静岡県来宮神社 【VTR出演】 カンニング竹山、陣内智則、具志堅用高、山崎弘也（アンタッチャブル）、ボビー・オロゴン、田村淳（ロンドンブーツ1号2号）、小島瑠璃子、小木博明（おぎやはぎ）、石原良純、大島美幸（森三中）、唐沢寿明、いとうあさこ、中岡創一（ロッチ）、山下健二郎（三代目 J SOUL BROTHERS from EXILE TRIBE）、飯尾和樹&やす（ずん）、関根勤、香取慎吾&草彅剛&稲垣吾郎、上島竜兵（ダチョウ倶楽部） | 4年目突入!!ゲストライダーが続々登場SP 【収録場所】 静岡県来宮神社 【VTR出演】 カンニング竹山、陣内智則、具志堅用高、山崎弘也（アンタッチャブル）、ボビー・オロゴン、田村淳（ロンドンブーツ1号2号）、小島瑠璃子、小木博明（おぎやはぎ）、石原良純、大島美幸（森三中）、唐沢寿明、いとうあさこ、中岡創一（ロッチ）、山下健二郎（三代目 J SOUL BROTHERS from EXILE TRIBE）、飯尾和樹&やす（ずん）、関根勤、香取慎吾&草彅剛&稲垣吾郎、上島竜兵（ダチョウ倶楽部） | 18:30 - 20:54                                                                                        |
| 77                                             | 96                                             | 4月4日                                         | 熊本県 草千里ケ浜 | 福岡県 三池港 | 120/2 | 南明奈、濱口優（よゐこ）〈3〉 | 縫田輝久 | 18:30 - 20:54                                                                                        |
| 再1                                            | 97                                             | 4月25日                                        | ダチョウ倶楽部・上島竜兵SP ※第7弾の再編集版。 【収録場所】 千葉県館山市ふじみ寿し 【ゲスト】 上島竜兵（ダチョウ倶楽部） | ダチョウ倶楽部・上島竜兵SP ※第7弾の再編集版。 【収録場所】 千葉県館山市ふじみ寿し 【ゲスト】 上島竜兵（ダチョウ倶楽部） | ダチョウ倶楽部・上島竜兵SP ※第7弾の再編集版。 【収録場所】 千葉県館山市ふじみ寿し 【ゲスト】 上島竜兵（ダチョウ倶楽部） | ダチョウ倶楽部・上島竜兵SP ※第7弾の再編集版。 【収録場所】 千葉県館山市ふじみ寿し 【ゲスト】 上島竜兵（ダチョウ倶楽部） | ダチョウ倶楽部・上島竜兵SP ※第7弾の再編集版。 【収録場所】 千葉県館山市ふじみ寿し 【ゲスト】 上島竜兵（ダチョウ倶楽部） | 18:30 - 20:54                                                                                        |
| 再2                                            | 98・99                                         | 5月9日・16日                                   | 伝説の企画第1弾SP ※第1弾の再編集版。 【ゲスト】 ボビー・オロゴン、井森美幸 | 伝説の企画第1弾SP ※第1弾の再編集版。 【ゲスト】 ボビー・オロゴン、井森美幸 | 伝説の企画第1弾SP ※第1弾の再編集版。 【ゲスト】 ボビー・オロゴン、井森美幸 | 伝説の企画第1弾SP ※第1弾の再編集版。 【ゲスト】 ボビー・オロゴン、井森美幸 | 伝説の企画第1弾SP ※第1弾の再編集版。 【ゲスト】 ボビー・オロゴン、井森美幸 | |
| 番外                                           | 100                                            | 5月23日                                        | 祝100回記念!哲朗の旅ゴハンSP 【ゲスト】 いとうあさこ、中岡創一（ロッチ） | 祝100回記念!哲朗の旅ゴハンSP 【ゲスト】 いとうあさこ、中岡創一（ロッチ） | 祝100回記念!哲朗の旅ゴハンSP 【ゲスト】 いとうあさこ、中岡創一（ロッチ） | 祝100回記念!哲朗の旅ゴハンSP 【ゲスト】 いとうあさこ、中岡創一（ロッチ） | 祝100回記念!哲朗の旅ゴハンSP 【ゲスト】 いとうあさこ、中岡創一（ロッチ） | 18:30 - 20:54                                                                                        |
| 再3                                            | 101                                            | 6月6日                                         | “温泉天国”伊豆半島グルっと一周SP ※第3弾の再編集版。 【ゲスト】 千秋、濱口優（よゐこ） | “温泉天国”伊豆半島グルっと一周SP ※第3弾の再編集版。 【ゲスト】 千秋、濱口優（よゐこ） | “温泉天国”伊豆半島グルっと一周SP ※第3弾の再編集版。 【ゲスト】 千秋、濱口優（よゐこ） | “温泉天国”伊豆半島グルっと一周SP ※第3弾の再編集版。 【ゲスト】 千秋、濱口優（よゐこ） | “温泉天国”伊豆半島グルっと一周SP ※第3弾の再編集版。 【ゲスト】 千秋、濱口優（よゐこ） | 18:30 - 20:54                                                                                        |
| 再4                                            | 102                                            | 6月13日                                        | 関東パワスポ街道鹿島神宮から成田山新勝寺SP ※第37弾の再編集版。 【ゲスト】 石原良純 | 関東パワスポ街道鹿島神宮から成田山新勝寺SP ※第37弾の再編集版。 【ゲスト】 石原良純 | 関東パワスポ街道鹿島神宮から成田山新勝寺SP ※第37弾の再編集版。 【ゲスト】 石原良純 | 関東パワスポ街道鹿島神宮から成田山新勝寺SP ※第37弾の再編集版。 【ゲスト】 石原良純 | 関東パワスポ街道鹿島神宮から成田山新勝寺SP ※第37弾の再編集版。 【ゲスト】 石原良純 | |
| 再5                                            | 103                                            | 6月20日                                        | 絶景の信州パワスポ街道!戸隠から諏訪大社SP ※第18弾の再編集版。 【ゲスト】 ケンドーコバヤシ、椿鬼奴 | 絶景の信州パワスポ街道!戸隠から諏訪大社SP ※第18弾の再編集版。 【ゲスト】 ケンドーコバヤシ、椿鬼奴 | 絶景の信州パワスポ街道!戸隠から諏訪大社SP ※第18弾の再編集版。 【ゲスト】 ケンドーコバヤシ、椿鬼奴 | 絶景の信州パワスポ街道!戸隠から諏訪大社SP ※第18弾の再編集版。 【ゲスト】 ケンドーコバヤシ、椿鬼奴 | 絶景の信州パワスポ街道!戸隠から諏訪大社SP ※第18弾の再編集版。 【ゲスト】 ケンドーコバヤシ、椿鬼奴 | 18:30 - 20:54                                                                                        |
| 再6                                            | 104                                            | 7月4日                                         | 北海道・利尻&礼文島グルっと周って稚内SP ※第38弾の再編集版。 【ゲスト】 北斗晶、佐々木健介 | 北海道・利尻&礼文島グルっと周って稚内SP ※第38弾の再編集版。 【ゲスト】 北斗晶、佐々木健介 | 北海道・利尻&礼文島グルっと周って稚内SP ※第38弾の再編集版。 【ゲスト】 北斗晶、佐々木健介 | 北海道・利尻&礼文島グルっと周って稚内SP ※第38弾の再編集版。 【ゲスト】 北斗晶、佐々木健介 | 北海道・利尻&礼文島グルっと周って稚内SP ※第38弾の再編集版。 【ゲスト】 北斗晶、佐々木健介 | 18:30 - 20:54                                                                                        |
| 再7                                            | 105                                            | 7月11日                                        | 美しき長崎・九十九島からハウステンボスSP ※第25弾の再編集版。 【ゲスト】 はるな愛 | 美しき長崎・九十九島からハウステンボスSP ※第25弾の再編集版。 【ゲスト】 はるな愛 | 美しき長崎・九十九島からハウステンボスSP ※第25弾の再編集版。 【ゲスト】 はるな愛 | 美しき長崎・九十九島からハウステンボスSP ※第25弾の再編集版。 【ゲスト】 はるな愛 | 美しき長崎・九十九島からハウステンボスSP ※第25弾の再編集版。 【ゲスト】 はるな愛 | |
| 再8                                            | 106                                            | 8月1日                                         | 桜島から天草ぬけて目指すは熊本城SP ※第6弾の再編集版。 【ゲスト】 上島竜兵（ダチョウ倶楽部） | 桜島から天草ぬけて目指すは熊本城SP ※第6弾の再編集版。 【ゲスト】 上島竜兵（ダチョウ倶楽部） | 桜島から天草ぬけて目指すは熊本城SP ※第6弾の再編集版。 【ゲスト】 上島竜兵（ダチョウ倶楽部） | 桜島から天草ぬけて目指すは熊本城SP ※第6弾の再編集版。 【ゲスト】 上島竜兵（ダチョウ倶楽部） | 桜島から天草ぬけて目指すは熊本城SP ※第6弾の再編集版。 【ゲスト】 上島竜兵（ダチョウ倶楽部） | 18:30 - 20:54                                                                                        |
| 再9                                            | 107                                            | 8月15日                                        | 北海道“富良野”からゴールは小樽SP ※第14弾の再編集版。 【ゲスト】 井森美幸、児嶋一哉（アンジャッシュ） | 北海道“富良野”からゴールは小樽SP ※第14弾の再編集版。 【ゲスト】 井森美幸、児嶋一哉（アンジャッシュ） | 北海道“富良野”からゴールは小樽SP ※第14弾の再編集版。 【ゲスト】 井森美幸、児嶋一哉（アンジャッシュ） | 北海道“富良野”からゴールは小樽SP ※第14弾の再編集版。 【ゲスト】 井森美幸、児嶋一哉（アンジャッシュ） | 北海道“富良野”からゴールは小樽SP ※第14弾の再編集版。 【ゲスト】 井森美幸、児嶋一哉（アンジャッシュ） | 18:30 - 20:54                                                                                        |
| 再10                                           | 108                                            | 8月29日                                        | 世界遺産“知床半島”からオホーツク絶景湖SP ※第42弾の再編集版。 【ゲスト】 岩井ジョニ男（イワイガワ）、やす（ずん） | 世界遺産“知床半島”からオホーツク絶景湖SP ※第42弾の再編集版。 【ゲスト】 岩井ジョニ男（イワイガワ）、やす（ずん） | 世界遺産“知床半島”からオホーツク絶景湖SP ※第42弾の再編集版。 【ゲスト】 岩井ジョニ男（イワイガワ）、やす（ずん） | 世界遺産“知床半島”からオホーツク絶景湖SP ※第42弾の再編集版。 【ゲスト】 岩井ジョニ男（イワイガワ）、やす（ずん） | 世界遺産“知床半島”からオホーツク絶景湖SP ※第42弾の再編集版。 【ゲスト】 岩井ジョニ男（イワイガワ）、やす（ずん） | 18:30 - 20:54                                                                                        |
| 再11                                           | 109                                            | 9月12日                                        | 男鹿半島から秋田青森を北上180キロSP ※第34弾の再編集版。 【ゲスト】 陣内智則、篠原信一 | 男鹿半島から秋田青森を北上180キロSP ※第34弾の再編集版。 【ゲスト】 陣内智則、篠原信一 | 男鹿半島から秋田青森を北上180キロSP ※第34弾の再編集版。 【ゲスト】 陣内智則、篠原信一 | 男鹿半島から秋田青森を北上180キロSP ※第34弾の再編集版。 【ゲスト】 陣内智則、篠原信一 | 男鹿半島から秋田青森を北上180キロSP ※第34弾の再編集版。 【ゲスト】 陣内智則、篠原信一 | 18:30 - 20:54                                                                                        |
| 再12                                           | 110                                            | 9月26日                                        | 草津温泉から“絶景信州”目指せ上田城SP ※第12弾の再編集版。 【ゲスト】 岡田圭右（ますだおかだ）、小木博明（おぎやはぎ） | 草津温泉から“絶景信州”目指せ上田城SP ※第12弾の再編集版。 【ゲスト】 岡田圭右（ますだおかだ）、小木博明（おぎやはぎ） | 草津温泉から“絶景信州”目指せ上田城SP ※第12弾の再編集版。 【ゲスト】 岡田圭右（ますだおかだ）、小木博明（おぎやはぎ） | 草津温泉から“絶景信州”目指せ上田城SP ※第12弾の再編集版。 【ゲスト】 岡田圭右（ますだおかだ）、小木博明（おぎやはぎ） | 草津温泉から“絶景信州”目指せ上田城SP ※第12弾の再編集版。 【ゲスト】 岡田圭右（ますだおかだ）、小木博明（おぎやはぎ） | 18:30 - 20:54                                                                                        |
| 再13                                           | 111                                            | 10月10日                                       | 箱根神社から絶景の伊豆半島くるっと一周SP ※第23弾の再編集版。 【ゲスト】 中岡創一（ロッチ）、小島よしお | 箱根神社から絶景の伊豆半島くるっと一周SP ※第23弾の再編集版。 【ゲスト】 中岡創一（ロッチ）、小島よしお | 箱根神社から絶景の伊豆半島くるっと一周SP ※第23弾の再編集版。 【ゲスト】 中岡創一（ロッチ）、小島よしお | 箱根神社から絶景の伊豆半島くるっと一周SP ※第23弾の再編集版。 【ゲスト】 中岡創一（ロッチ）、小島よしお | 箱根神社から絶景の伊豆半島くるっと一周SP ※第23弾の再編集版。 【ゲスト】 中岡創一（ロッチ）、小島よしお | 18:30 - 20:54                                                                                        |
| 78                                             | スピンオフ                                     | 10月17日                                       | 神奈川県 浦賀の渡船 | 神奈川県 荒井浜海岸 | 不詳/1 | 丸山桂里奈〈2〉 | 土方教裕 | スピンオフ企画『出川哲朗のちょっと電動キックボードで』 18:30 - 19:54 2025年7月19日に再編集版を放送。 |
| 再14                                           | 112・113                                       | 10月17日・24日                                 | 日本一“富士山”グルっと一周SP ※第4弾の再編集版。 【ゲスト】 鈴木奈々 | 日本一“富士山”グルっと一周SP ※第4弾の再編集版。 【ゲスト】 鈴木奈々 | 日本一“富士山”グルっと一周SP ※第4弾の再編集版。 【ゲスト】 鈴木奈々 | 日本一“富士山”グルっと一周SP ※第4弾の再編集版。 【ゲスト】 鈴木奈々 | 日本一“富士山”グルっと一周SP ※第4弾の再編集版。 【ゲスト】 鈴木奈々 | |
| 再15                                           | 114                                            | 10月31日                                       | いざ木曽路をゆけ!奈良井宿から名古屋城SP ※第39弾の再編集版。 【ゲスト】 森三中 | いざ木曽路をゆけ!奈良井宿から名古屋城SP ※第39弾の再編集版。 【ゲスト】 森三中 | いざ木曽路をゆけ!奈良井宿から名古屋城SP ※第39弾の再編集版。 【ゲスト】 森三中 | いざ木曽路をゆけ!奈良井宿から名古屋城SP ※第39弾の再編集版。 【ゲスト】 森三中 | いざ木曽路をゆけ!奈良井宿から名古屋城SP ※第39弾の再編集版。 【ゲスト】 森三中 | 18:30 - 20:54                                                                                        |
| 再16                                           | 115・116                                       | 11月14日・21日                                 | 絶景の琵琶湖をぐるっと一周125キロSP ※第32弾の再編集版。 【ゲスト】 いとうあさこ | 絶景の琵琶湖をぐるっと一周125キロSP ※第32弾の再編集版。 【ゲスト】 いとうあさこ | 絶景の琵琶湖をぐるっと一周125キロSP ※第32弾の再編集版。 【ゲスト】 いとうあさこ | 絶景の琵琶湖をぐるっと一周125キロSP ※第32弾の再編集版。 【ゲスト】 いとうあさこ | 絶景の琵琶湖をぐるっと一周125キロSP ※第32弾の再編集版。 【ゲスト】 いとうあさこ | |
| 再17                                           | 117                                            | 11月28日                                       | 行くぞ美しき小豆島から尾道!絶景瀬戸内海SP ※第16弾の再編集版。 【ゲスト】 松本明子、小峠英二（バイきんぐ） | 行くぞ美しき小豆島から尾道!絶景瀬戸内海SP ※第16弾の再編集版。 【ゲスト】 松本明子、小峠英二（バイきんぐ） | 行くぞ美しき小豆島から尾道!絶景瀬戸内海SP ※第16弾の再編集版。 【ゲスト】 松本明子、小峠英二（バイきんぐ） | 行くぞ美しき小豆島から尾道!絶景瀬戸内海SP ※第16弾の再編集版。 【ゲスト】 松本明子、小峠英二（バイきんぐ） | 行くぞ美しき小豆島から尾道!絶景瀬戸内海SP ※第16弾の再編集版。 【ゲスト】 松本明子、小峠英二（バイきんぐ） | 18:30 - 20:54                                                                                        |
| 再18                                           | 118                                            | 12月12日                                       | 美しき長崎“五島列島”縦断90キロSP ※第24弾の再編集版。 【ゲスト】 菊地亜美 | 美しき長崎“五島列島”縦断90キロSP ※第24弾の再編集版。 【ゲスト】 菊地亜美 | 美しき長崎“五島列島”縦断90キロSP ※第24弾の再編集版。 【ゲスト】 菊地亜美 | 美しき長崎“五島列島”縦断90キロSP ※第24弾の再編集版。 【ゲスト】 菊地亜美 | 美しき長崎“五島列島”縦断90キロSP ※第24弾の再編集版。 【ゲスト】 菊地亜美 | 18:30 - 20:54                                                                                        |

#### 2021年
| 2021年 第79弾 - 第91弾、再編集版第19弾 - 第31弾 | 2021年 第79弾 - 第91弾、再編集版第19弾 - 第31弾 | 2021年 第79弾 - 第91弾、再編集版第19弾 - 第31弾 | 2021年 第79弾 - 第91弾、再編集版第19弾 - 第31弾                                                                                     | 2021年 第79弾 - 第91弾、再編集版第19弾 - 第31弾                                                                                     | 2021年 第79弾 - 第91弾、再編集版第19弾 - 第31弾                                                                                     | 2021年 第79弾 - 第91弾、再編集版第19弾 - 第31弾                                                                                     | 2021年 第79弾 - 第91弾、再編集版第19弾 - 第31弾                                                                                     | 2021年 第79弾 - 第91弾、再編集版第19弾 - 第31弾 |
| 弾                                              | 放送回                                          | 放送日                                          | 起点 | 終点 | 距離（km）/日 | ゲストライダー | 同行ディレクター | 備考                                            |
| ----------------------------------------------- | ----------------------------------------------- | ----------------------------------------------- | --- | --- | --- | --- | --- | ----------------------------------------------- |
| 79                                              | 119                                             | 1月2日                                          | 静岡県 黄金崎 | 静岡県 三嶋大社 | 140/3 | 石原良純〈3〉、長嶋一茂〈2〉 | 土方教裕 | 17:30 - 21:00                                   |
| 再19                                            | 120                                             | 1月16日                                         | 龍飛崎から八甲田山まで津軽半島縦断SP ※第11弾の再編集版。 【ゲスト】 カンニング竹山、いとうあさこ                                    | 龍飛崎から八甲田山まで津軽半島縦断SP ※第11弾の再編集版。 【ゲスト】 カンニング竹山、いとうあさこ                                    | 龍飛崎から八甲田山まで津軽半島縦断SP ※第11弾の再編集版。 【ゲスト】 カンニング竹山、いとうあさこ                                    | 龍飛崎から八甲田山まで津軽半島縦断SP ※第11弾の再編集版。 【ゲスト】 カンニング竹山、いとうあさこ                                    | 龍飛崎から八甲田山まで津軽半島縦断SP ※第11弾の再編集版。 【ゲスト】 カンニング竹山、いとうあさこ                                    | 18:30 - 20:54                                   |
| 80                                              | 121                                             | 1月23日                                         | 広島県 西方寺（竹原市） | 広島県 厳島神社 | 105/2 | 香取慎吾〈2〉 | 縫田輝久 | 18:30 - 20:54                                   |
| 再20                                            | 122・123                                        | 1月30日・2月6日                                 | 絶景の奄美大島縦断!135キロSP ※第30弾の再編集版。 【ゲスト】 井森美幸                                                                | 絶景の奄美大島縦断!135キロSP ※第30弾の再編集版。 【ゲスト】 井森美幸                                                                | 絶景の奄美大島縦断!135キロSP ※第30弾の再編集版。 【ゲスト】 井森美幸                                                                | 絶景の奄美大島縦断!135キロSP ※第30弾の再編集版。 【ゲスト】 井森美幸                                                                | 絶景の奄美大島縦断!135キロSP ※第30弾の再編集版。 【ゲスト】 井森美幸                                                                |                                                 |
| 再21                                            | 124                                             | 2月27日                                         | 四国最強パワスポ街道140キロ!SP ※第43弾の再編集版。 【ゲスト】 小島瑠璃子                                                            | 四国最強パワスポ街道140キロ!SP ※第43弾の再編集版。 【ゲスト】 小島瑠璃子                                                            | 四国最強パワスポ街道140キロ!SP ※第43弾の再編集版。 【ゲスト】 小島瑠璃子                                                            | 四国最強パワスポ街道140キロ!SP ※第43弾の再編集版。 【ゲスト】 小島瑠璃子                                                            | 四国最強パワスポ街道140キロ!SP ※第43弾の再編集版。 【ゲスト】 小島瑠璃子                                                            | 18:30 - 20:54                                   |
| 再22                                            | 125                                             | 3月6日                                          | 下関“角島大橋”から福岡!"光の道"SP ※第28弾の再編集版。 【ゲスト】 ダチョウ倶楽部                                                     | 下関“角島大橋”から福岡!"光の道"SP ※第28弾の再編集版。 【ゲスト】 ダチョウ倶楽部                                                     | 下関“角島大橋”から福岡!"光の道"SP ※第28弾の再編集版。 【ゲスト】 ダチョウ倶楽部                                                     | 下関“角島大橋”から福岡!"光の道"SP ※第28弾の再編集版。 【ゲスト】 ダチョウ倶楽部                                                     | 下関“角島大橋”から福岡!"光の道"SP ※第28弾の再編集版。 【ゲスト】 ダチョウ倶楽部                                                     | 18:30 - 20:54                                   |
| 再23                                            | 126                                             | 3月27日                                         | 霊峰・高野山から紀州横断150キロSP ※第73弾の再編集版。 【ゲスト】 森三中                                                             | 霊峰・高野山から紀州横断150キロSP ※第73弾の再編集版。 【ゲスト】 森三中                                                             | 霊峰・高野山から紀州横断150キロSP ※第73弾の再編集版。 【ゲスト】 森三中                                                             | 霊峰・高野山から紀州横断150キロSP ※第73弾の再編集版。 【ゲスト】 森三中                                                             | 霊峰・高野山から紀州横断150キロSP ※第73弾の再編集版。 【ゲスト】 森三中                                                             | 18:30 - 20:54                                   |
| 再24                                            | 127・128                                        | 4月17日・24日                                   | 行くぞ伊勢神宮!パワスポ街道470キロSP ※第8弾の再編集版。 【ゲスト】 4月17日：具志堅用高、鈴木奈々／4月24日：中岡創一（ロッチ）、千秋 | 行くぞ伊勢神宮!パワスポ街道470キロSP ※第8弾の再編集版。 【ゲスト】 4月17日：具志堅用高、鈴木奈々／4月24日：中岡創一（ロッチ）、千秋 | 行くぞ伊勢神宮!パワスポ街道470キロSP ※第8弾の再編集版。 【ゲスト】 4月17日：具志堅用高、鈴木奈々／4月24日：中岡創一（ロッチ）、千秋 | 行くぞ伊勢神宮!パワスポ街道470キロSP ※第8弾の再編集版。 【ゲスト】 4月17日：具志堅用高、鈴木奈々／4月24日：中岡創一（ロッチ）、千秋 | 行くぞ伊勢神宮!パワスポ街道470キロSP ※第8弾の再編集版。 【ゲスト】 4月17日：具志堅用高、鈴木奈々／4月24日：中岡創一（ロッチ）、千秋 | 18:30 - 20:54                                   |
| 再25                                            | 129                                             | 5月1日                                          | 絶景“古宇利島”から沖縄縦断145キロSP ※第27弾の再編集版。 【ゲスト】 田中卓志（アンガールズ）                                         | 絶景“古宇利島”から沖縄縦断145キロSP ※第27弾の再編集版。 【ゲスト】 田中卓志（アンガールズ）                                         | 絶景“古宇利島”から沖縄縦断145キロSP ※第27弾の再編集版。 【ゲスト】 田中卓志（アンガールズ）                                         | 絶景“古宇利島”から沖縄縦断145キロSP ※第27弾の再編集版。 【ゲスト】 田中卓志（アンガールズ）                                         | 絶景“古宇利島”から沖縄縦断145キロSP ※第27弾の再編集版。 【ゲスト】 田中卓志（アンガールズ）                                         | 18:30 - 20:54                                   |
| 81                                              | 130                                             | 5月15日                                         | 熊本県 一心行の大桜 | 大分県 大野川桜並木 | 110/2 | DJ KOO、岡田結実〈2〉 | 熊谷充史 | 18:30 - 20:54                                   |
| 82                                              | 131                                             | 5月29日                                         | 高知県 天狗高原 | 高知県 桂浜 | 150/3 | 中山秀征、オカリナ（おかずクラブ）〈2〉                                                                                             | 土方教裕 | 18:30 - 20:54                                   |
| 83                                              | 132                                             | 6月12日                                         | 香川県 寒霞渓 | 香川県 草間彌生作「南瓜」（ベネッセアートサイト直島屋外展示）                                                                       | 80/2 | 片岡愛之助〈1〉、高島礼子 | 縫田輝久 | 18:30 - 20:54                                   |
| 再26                                            | 133                                             | 6月26日                                         | 初夏の“能登半島”縦断155キロ!SP ※第13弾の再編集版。 【ゲスト】 上島竜兵（ダチョウ倶楽部）                                            | 初夏の“能登半島”縦断155キロ!SP ※第13弾の再編集版。 【ゲスト】 上島竜兵（ダチョウ倶楽部）                                            | 初夏の“能登半島”縦断155キロ!SP ※第13弾の再編集版。 【ゲスト】 上島竜兵（ダチョウ倶楽部）                                            | 初夏の“能登半島”縦断155キロ!SP ※第13弾の再編集版。 【ゲスト】 上島竜兵（ダチョウ倶楽部）                                            | 初夏の“能登半島”縦断155キロ!SP ※第13弾の再編集版。 【ゲスト】 上島竜兵（ダチョウ倶楽部）                                            | 18:30 - 20:54                                   |
| 再27                                            | 134                                             | 7月3日                                          | 春の青森!浅虫温泉から八甲田山眺め八戸SP ※第33弾の再編集版。 【ゲスト】 岡田圭右（ますだおかだ）                                     | 春の青森!浅虫温泉から八甲田山眺め八戸SP ※第33弾の再編集版。 【ゲスト】 岡田圭右（ますだおかだ）                                     | 春の青森!浅虫温泉から八甲田山眺め八戸SP ※第33弾の再編集版。 【ゲスト】 岡田圭右（ますだおかだ）                                     | 春の青森!浅虫温泉から八甲田山眺め八戸SP ※第33弾の再編集版。 【ゲスト】 岡田圭右（ますだおかだ）                                     | 春の青森!浅虫温泉から八甲田山眺め八戸SP ※第33弾の再編集版。 【ゲスト】 岡田圭右（ますだおかだ）                                     | 18:30 - 20:54                                   |
| 84                                              | 135                                             | 7月17日                                         | 静岡県 御前崎灯台 | 静岡県 奥大井湖上駅 | 100/2 | 尾形貴弘（パンサー）〈2〉、若槻千夏                                                                                                 | 熊谷充史 | 18:30 - 20:54                                   |
| 再28                                            | 136                                             | 7月31日                                         | 清里から箱根神社!絶景・富士山街道SP! ※第22弾の再編集版。 【ゲスト】 具志堅用高、照英                                                | 清里から箱根神社!絶景・富士山街道SP! ※第22弾の再編集版。 【ゲスト】 具志堅用高、照英                                                | 清里から箱根神社!絶景・富士山街道SP! ※第22弾の再編集版。 【ゲスト】 具志堅用高、照英                                                | 清里から箱根神社!絶景・富士山街道SP! ※第22弾の再編集版。 【ゲスト】 具志堅用高、照英                                                | 清里から箱根神社!絶景・富士山街道SP! ※第22弾の再編集版。 【ゲスト】 具志堅用高、照英                                                | 18:30 - 20:54                                   |
| 85                                              | 137                                             | 8月14日                                         | 宮崎県 都井岬 | 鹿児島県 霧島神宮 | 120/2 | 磯山さやか、澤部佑（ハライチ）〈1〉                                                                                                 | 熊谷充史 | 18:30 - 20:54                                   |
| 86                                              | 138                                             | 9月4日                                          | 高知県 柏島 | 高知県 土佐清水市ホテル足摺園 | 120/3 | 森三中 | 縫田輝久 | 18:30 - 20:54                                   |
| 87                                              | 139・140                                        | 9月11日・18日                                   | 新潟県 燕温泉黄金の湯 | 新潟県 出雲崎良寛と夕日の丘公園 | 110/2 | 飯尾和樹（ずん）〈4〉、児嶋一哉（アンジャッシュ）〈2〉                                                                              | 土方教裕 |                                                 |
| 88                                              | 141                                             | 9月25日                                         | 東京都 平和島付近 | 東京都 テレビ東京天王洲スタジオ | 不詳/1 | 田中圭〈1〉 | 縫田輝久 | 18:30 - 20:54                                   |
| 再29                                            | 141                                             | 9月25日                                         | 田中圭が参戦!南国“宮崎”縦断SP ※第50弾の再編集版。 【ゲスト】 田中圭、宇梶剛士、田中卓志（アンガールズ）                             | 田中圭が参戦!南国“宮崎”縦断SP ※第50弾の再編集版。 【ゲスト】 田中圭、宇梶剛士、田中卓志（アンガールズ）                             | 田中圭が参戦!南国“宮崎”縦断SP ※第50弾の再編集版。 【ゲスト】 田中圭、宇梶剛士、田中卓志（アンガールズ）                             | 田中圭が参戦!南国“宮崎”縦断SP ※第50弾の再編集版。 【ゲスト】 田中圭、宇梶剛士、田中卓志（アンガールズ）                             | 田中圭が参戦!南国“宮崎”縦断SP ※第50弾の再編集版。 【ゲスト】 田中圭、宇梶剛士、田中卓志（アンガールズ）                             | 18:30 - 20:54                                   |
| 再30                                            | 142                                             | 10月16日                                        | 行くぞ高知!絶景“四万十川”140キロSP ※第57弾の再編集版。 【ゲスト】 田村淳（ロンドンブーツ1号2号）                                    | 行くぞ高知!絶景“四万十川”140キロSP ※第57弾の再編集版。 【ゲスト】 田村淳（ロンドンブーツ1号2号）                                    | 行くぞ高知!絶景“四万十川”140キロSP ※第57弾の再編集版。 【ゲスト】 田村淳（ロンドンブーツ1号2号）                                    | 行くぞ高知!絶景“四万十川”140キロSP ※第57弾の再編集版。 【ゲスト】 田村淳（ロンドンブーツ1号2号）                                    | 行くぞ高知!絶景“四万十川”140キロSP ※第57弾の再編集版。 【ゲスト】 田村淳（ロンドンブーツ1号2号）                                    | 18:30 - 20:54                                   |
| 再31                                            | 143・144                                        | 10月23日・30日                                  | 行くぞ!山形秋田縦断135キロSP ※第40弾の再編集版。 【ゲスト】 みやぞん（ANZEN漫才）、カンニング竹山                                   | 行くぞ!山形秋田縦断135キロSP ※第40弾の再編集版。 【ゲスト】 みやぞん（ANZEN漫才）、カンニング竹山                                   | 行くぞ!山形秋田縦断135キロSP ※第40弾の再編集版。 【ゲスト】 みやぞん（ANZEN漫才）、カンニング竹山                                   | 行くぞ!山形秋田縦断135キロSP ※第40弾の再編集版。 【ゲスト】 みやぞん（ANZEN漫才）、カンニング竹山                                   | 行くぞ!山形秋田縦断135キロSP ※第40弾の再編集版。 【ゲスト】 みやぞん（ANZEN漫才）、カンニング竹山                                   |                                                 |
| 89                                              | 145                                             | 11月20日                                        | 山口県 防府天満宮 | 山口県 元乃隅神社 | 130/3 | ダチョウ倶楽部 | 熊谷充史 | 18:30 - 20:54                                   |
| 90                                              | 146・147                                        | 11月27日・12月4日                               | 新潟県 弥彦山ロープウェイ山頂駅 | 新潟県 清津峡渓谷トンネル出口 | 120/2 | 王林（りんご娘）〈1〉、中岡創一（ロッチ）〈4〉                                                                                      | 縫田輝久 |                                                 |
| 91                                              | 148                                             | 12月11日                                        | 青森県 発荷峠第一展望休憩所 | 青森県 階上町小舟渡海岸 | 120/2 | 陣内智則〈3〉、鈴木亜美 | 縫田輝久 | 18:30 - 20:54                                   |

#### 2022年
| 2022年 第92弾 - 第115弾 | 2022年 第92弾 - 第115弾 | 2022年 第92弾 - 第115弾 | 2022年 第92弾 - 第115弾                                                          | 2022年 第92弾 - 第115弾                                                          | 2022年 第92弾 - 第115弾                                                          | 2022年 第92弾 - 第115弾                                                          | 2022年 第92弾 - 第115弾                                                          | 2022年 第92弾 - 第115弾                                                |
| 弾                      | 放送回                  | 放送日                  | 起点                                                                             | 終点                                                                             | 距離（km）/日                                                                    | ゲストライダー                                                                   | 同行ディレクター                                                                 | 備考                                                                   |
| ----------------------- | ----------------------- | ----------------------- | -------------------------------------------------------------------------------- | -------------------------------------------------------------------------------- | -------------------------------------------------------------------------------- | -------------------------------------------------------------------------------- | -------------------------------------------------------------------------------- | ---------------------------------------------------------------------- |
| 92                      | 149                     | 1月1日                  | 愛知県 竹島                                                                      | 静岡県 久能山東照宮                                                              | 190/3                                                                            | 貴乃花光司、三村マサカズ（さまぁ〜ず）、いとうあさこ〈3〉                        | 土方教裕                                                                         | 17:55 - 22:00                                                          |
| 93                      | 150                     | 1月15日                 | 島根県 足立美術館                                                                | 島根県 石見銀山                                                                  | 120/3                                                                            | 藤原紀香、はるな愛〈2〉                                                          | 縫田輝久                                                                         | 18:30 - 20:54                                                          |
| 94                      | 151・152                | 1月22日・29日           | 長崎県 出島                                                                      | 佐賀県 吉野ヶ里遺跡                                                              | 125/2                                                                            | 椿鬼奴〈3〉、ケンドーコバヤシ〈3〉                                               | 縫田輝久                                                                         |                                                                        |
| 95                      | 153・154                | 2月26日・3月5日         | 岡山県 後楽園                                                                    | 兵庫県 赤穂大石神社                                                              | 100/2                                                                            | 熊切あさ美、小島瑠璃子〈3〉                                                      | 熊谷充史                                                                         |                                                                        |
| 96                      | 155                     | 3月12日                 | 千葉県 片貝海岸                                                                  | 千葉県 野島埼灯台                                                                | 115/2                                                                            | 水谷隼、アレックス・ラミレス                                                     | 熊谷充史                                                                         | 18:30 - 20:54                                                          |
| 97                      | 156                     | 3月26日                 | 徳島県 眉山                                                                      | 徳島県 脇町うだつの町並み脇町劇場                                                | 80/2                                                                             | クロちゃん（安田大サーカス）〈3〉、ナダル（コロコロチキチキペッパーズ）〈1〉     | 縫田輝久                                                                         | 18:30 - 20:54                                                          |
| 98                      | 157                     | 4月9日                  | 神奈川県 城ヶ島                                                                  | 神奈川県 ホテルグリーンプラザ箱根                                                | 110/2                                                                            | 松坂大輔、劇団ひとり                                                             | 縫田輝久                                                                         | 18:30 - 20:54                                                          |
| 99                      | 158・159                | 4月16日・23日           | 埼玉県 三峯神社                                                                  | 埼玉県 氷川神社                                                                  | 130/2                                                                            | 小木博明（おぎやはぎ）〈3〉、カンニング竹山〈3〉                                 | 縫田輝久                                                                         |                                                                        |
| 100                     | 160                     | 5月7日                  | 鹿児島県 入来麓武家屋敷群                                                        | 鹿児島県 釜蓋神社                                                                | 110/2                                                                            | ぺこぱ                                                                           | 熊谷充史                                                                         | 18:30 - 20:54 テレ東SDGsウイークエンド参加番組。                       |
| 101                     | 161・162                | 5月14日・21日           | 高知県 高知城                                                                    | 高知県 室戸岬                                                                    | 105/2                                                                            | 照英〈4〉、原田龍二〈2〉                                                         | 土方教裕                                                                         |                                                                        |
| 番外                    | 163                     | 5月28日                 | ありがとう竜兵さんSP ※第13弾を中心に上島竜兵登場回の名場面を織り交ぜた新編集版。 | ありがとう竜兵さんSP ※第13弾を中心に上島竜兵登場回の名場面を織り交ぜた新編集版。 | ありがとう竜兵さんSP ※第13弾を中心に上島竜兵登場回の名場面を織り交ぜた新編集版。 | ありがとう竜兵さんSP ※第13弾を中心に上島竜兵登場回の名場面を織り交ぜた新編集版。 | ありがとう竜兵さんSP ※第13弾を中心に上島竜兵登場回の名場面を織り交ぜた新編集版。 | 18:30 - 20:54                                                          |
| 102                     | 164・165                | 6月11日・18日           | 奈良県 東大寺                                                                    | 奈良県 吉野山                                                                    | 110/2                                                                            | 藤田ニコル、とにかく明るい安村〈1〉                                              | 土方教裕                                                                         | この回、出川がNHK『プロフェッショナル 仕事の流儀』の密着取材を受けた。 |
| 103                     | 166                     | 6月25日                 | 愛媛県 西条市禎瑞難波地区                                                        | 香川県 丸亀城                                                                    | 105/2                                                                            | ミキ                                                                             | 熊谷充史                                                                         | 18:30 - 20:54                                                          |
| 104                     | 167                     | 7月2日                  | 兵庫県 香住漁港                                                                  | 京都府 天橋立鋼索鉄道府中駅                                                      | 131/3                                                                            | ファーストサマーウイカ〈1〉、田中直樹（ココリコ）                                | 縫田輝久                                                                         | 18:30 - 20:54                                                          |
| 105                     | 168・169                | 7月9日・16日            | 富山県 立山黒部アルペンルート・雪の大谷                                          | 富山県 大牧温泉                                                                  | 90/2                                                                             | 関根勤〈2〉、近藤春菜（ハリセンボン）                                            | 熊谷充史                                                                         |                                                                        |
| 106                     | 170                     | 7月30日                 | 青森県 青荷温泉                                                                  | 青森県 黄金崎不老不死温泉                                                        | 110/2                                                                            | 森田哲矢（さらば青春の光）〈1〉、具志堅用高〈4〉                                 | 土方教裕                                                                         | 18:30 - 20:54                                                          |
| 107                     | 171・172                | 8月6日・13日            | 北海道 アトサヌプリ                                                              | 北海道 野付半島ネイチャーセンター                                                | 137/2                                                                            | ビビる大木、濱口優（よゐこ）〈4〉                                                | 縫田輝久                                                                         |                                                                        |
| 108                     | 173                     | 9月3日                  | 鹿児島県 奄美市蒲生崎観光公園                                                    | 鹿児島県 天城町犬の門蓋・メガネ岩                                                | 120/2                                                                            | 高嶋ちさ子、岡田結実〈3〉                                                        | 縫田輝久                                                                         | 18:30 - 20:54 2025年2月22日に再編集版を放送。                          |
| 109                     | 174・175                | 9月17日・24日           | 北海道 定山渓温泉                                                                | 北海道 余市町ローソク岩                                                          | 107/2                                                                            | 庄司智春（品川庄司）〈1〉、井森美幸〈4〉                                         | 熊谷充史                                                                         |                                                                        |
| 110                     | 176                     | 10月1日                 | 群馬県 鬼押出し園                                                                | 群馬県 水澤寺                                                                    | 106/2                                                                            | 織田信成、ウエンツ瑛士                                                           | 熊谷充史                                                                         | 18:30 - 20:54                                                          |
| 111                     | 177                     | 10月15日                | 北海道 上士幌町ナイタイ高原牧場                                                  | 北海道 浦幌町浦幌神社                                                            | 132/2                                                                            | 井上咲楽〈1〉、石原良純〈4〉                                                     | 縫田輝久                                                                         | 18:30 - 20:54                                                          |
| 112                     | 178                     | 10月29日                | 徳島県 鳴門海峡大型観潮船わんだーなると                                          | 香川県 ゴールドタワー                                                            | 130/3                                                                            | ISSA（DA PUMP）、田中卓志（アンガールズ）〈3〉                                   | 縫田輝久                                                                         | 18:30 - 20:54                                                          |
| 113                     | 179                     | 11月19日                | 福井県 小浜湾泊漁港                                                              | 京都府 賀茂御祖神社                                                              | 125/2                                                                            | 児嶋一哉（アンジャッシュ）〈3〉、長嶋一茂〈3〉                                   | 土方教裕                                                                         | 18:30 - 20:54                                                          |
| 114                     | 180・181                | 11月26日・12月3日       | 兵庫県 竹田城                                                                    | 大阪府 能勢妙見山                                                                | 113/2                                                                            | キャイ〜ン                                                                       | 熊谷充史                                                                         |                                                                        |
| 115                     | 182                     | 12月17日                | 長崎県 南串山町棚畑                                                              | 福岡県 水天宮                                                                    | 125/2                                                                            | 山崎弘也（アンタッチャブル）〈2〉、塚本高史                                      | 縫田輝久                                                                         | 18:30 - 20:54                                                          |

#### 2023年
| 2023年 第116弾 - 第140弾 | 2023年 第116弾 - 第140弾 | 2023年 第116弾 - 第140弾 | 2023年 第116弾 - 第140弾                                                              | 2023年 第116弾 - 第140弾                                                              | 2023年 第116弾 - 第140弾                                                              | 2023年 第116弾 - 第140弾                                                              | 2023年 第116弾 - 第140弾                                                              | 2023年 第116弾 - 第140弾                                                                                              |
| 弾                       | 放送回                   | 放送日                   | 起点                                                                                  | 終点                                                                                  | 距離（km）/日                                                                         | ゲストライダー                                                                        | 同行ディレクター                                                                      | 備考 |
| ------------------------ | ------------------------ | ------------------------ | ------------------------------------------------------------------------------------- | ------------------------------------------------------------------------------------- | ------------------------------------------------------------------------------------- | ------------------------------------------------------------------------------------- | ------------------------------------------------------------------------------------- | --- |
| 116                      | 183                      | 1月2日 月曜日            | 栃木県 日光東照宮                                                                     | 茨城県 鹿島神宮                                                                       | 212/3                                                                                 | 上川隆也、中岡創一（ロッチ）〈5〉、大島美幸（森三中）〈4〉                            | 縫田輝久                                                                              | 17:55 - 22:00 |
| 117                      | 184                      | 1月14日                  | 宮城県 鳴子峡レストハウス見晴台                                                       | 宮城県 円通院 (宮城県松島町)                                                          | 108/2                                                                                 | 飯尾和樹（ずん）〈5〉、きゃりーぱみゅぱみゅ                                           | 土方教裕                                                                              | 18:30 - 20:54 |
| 118                      | 185・186                 | 1月21日・28日            | 熊本県 富岡城                                                                         | 熊本県 永尾神社                                                                       | 114/2                                                                                 | 千秋〈5〉、田村亮（ロンドンブーツ1号2号）〈2〉                                        | 土方教裕                                                                              | |
| 119                      | 187                      | 2月4日                   | 大分県 玖珠町七福温泉宇戸の庄                                                         | 福岡県 福岡タワーの手前7km付近の御笠川沿い                                            | 131/2                                                                                 | 神田愛花〈1〉、小島よしお〈3〉                                                        | 土方教裕                                                                              | テレ東SDGsウイークエンド2023『出川哲朗の充電させてもらえませんか?【番組初!ヤバいよ＜生放送＞3時間SP】』 18:30 - 21:24 |
| 120                      | 187                      | 2月4日                   | （生放送）福岡県唐人町商店街→福岡タワー                                               | （生放送）福岡県唐人町商店街→福岡タワー                                               | 不詳/1                                                                                | -                                                                                     | 熊谷充史                                                                              | テレ東SDGsウイークエンド2023『出川哲朗の充電させてもらえませんか?【番組初!ヤバいよ＜生放送＞3時間SP】』 18:30 - 21:24 |
| 番外                     | 188                      | 2月25日                  | 祝!<47都道府県>走破記念!大感謝SP 【VTR出演】 カンニング竹山、濱口優（よゐこ）、森三中 | 祝!<47都道府県>走破記念!大感謝SP 【VTR出演】 カンニング竹山、濱口優（よゐこ）、森三中 | 祝!<47都道府県>走破記念!大感謝SP 【VTR出演】 カンニング竹山、濱口優（よゐこ）、森三中 | 祝!<47都道府県>走破記念!大感謝SP 【VTR出演】 カンニング竹山、濱口優（よゐこ）、森三中 | 祝!<47都道府県>走破記念!大感謝SP 【VTR出演】 カンニング竹山、濱口優（よゐこ）、森三中 | 18:30 - 20:54 |
| 121                      | 189                      | 3月11日                  | 沖縄県 大石林山                                                                       | 沖縄県 残波岬                                                                         | 144/2                                                                                 | 陣内智則〈4〉、EXILE TAKAHIRO（EXILE）                                                | 熊谷充史                                                                              | 18:30 - 20:54 |
| 122                      | 190                      | 3月18日                  | 静岡県 久能山東照宮                                                                   | 山梨県 甲斐善光寺                                                                     | 126/2                                                                                 | 沢村一樹、竹内涼真                                                                    | 縫田輝久                                                                              | 18:30 - 20:54 |
| 123                      | 191                      | 4月8日                   | 静岡県 須山浅間神社                                                                   | 静岡県 石廊崎                                                                         | 112/2                                                                                 | 尾形貴弘（パンサー）〈3〉、春日俊彰（オードリー）〈3〉                                | 縫田輝久                                                                              | 18:30 - 20:54 |
| 124                      | 192・193                 | 4月22日・29日            | 千葉県 日本寺 (千葉県鋸南町)                                                          | 千葉県 八坂神社（勝浦市）                                                             | 120/2                                                                                 | 福士蒼汰、友近                                                                        | 縫田輝久                                                                              | |
| 125                      | 194                      | 5月13日                  | 京都府 嵐山通船                                                                       | 三重県 椿大神社                                                                       | 133/2                                                                                 | 小杉竜一（ブラックマヨネーズ）、あの〈1〉                                             | 熊谷充史                                                                              | 18:30 - 20:54 |
| 126                      | 195                      | 6月3日                   | 長野県 諏訪大社上社前宮                                                               | 長野県 天竜峡つつじ橋                                                                 | 120/2                                                                                 | 尾上松也（二代目）、狩野英孝〈2〉                                                     | 土方教裕                                                                              | 18:30 - 20:54 |
| 127                      | 196・197                 | 6月10日・17日            | 高知県 室戸岬灯台                                                                     | 徳島県 椿泊町民宿ゆきや荘                                                             | 120/2                                                                                 | 黒沢かずこ（森三中）〈5〉、村上知子（森三中）〈4〉                                    | 縫田輝久                                                                              | |
| 128                      | 198                      | 7月1日                   | 福島県 開成山大神宮                                                                   | 宮城県 遠刈田温泉神の湯                                                               | 116/2                                                                                 | 村上佳菜子、ケンドーコバヤシ〈4〉                                                     | 熊谷充史                                                                              | 18:30 - 20:54 |
| 129                      | 199                      | 7月15日                  | 愛知県 日間賀島                                                                       | 岐阜県 長良川鵜飼                                                                     | 125/3                                                                                 | 鈴木奈々〈5〉、いとうあさこ〈4〉                                                      | 縫田輝久                                                                              | 18:30 - 21:24 テレ東SDGsウイークエンド2023-2参加番組。                                                                |
| 130                      | 200                      | 8月5日                   | 北海道 優駿記念館                                                                     | 北海道 地獄谷 (登別市)                                                                | 147/2                                                                                 | オカリナ（おかずクラブ）〈3〉、田中圭〈2〉                                            | 熊谷充史                                                                              | 18:30 - 20:54 |
| 131                      | 201・202                 | 8月12日・19日            | 沖縄県石垣島 伊原間                                                                   | 沖縄県石垣島 吹通川のマングローブ群落                                                 | 80/2                                                                                  | 宮川大輔〈1〉、ファーストサマーウイカ〈2〉                                            | 土方教裕                                                                              | |
| 132                      | 203                      | 9月2日                   | 北海道 ニセコHANAZONOリゾート                                                         | 北海道 チキウ岬                                                                       | 128/2                                                                                 | 大竹一樹（さまぁ〜ず）〈1〉、田村淳（ロンドンブーツ1号2号）〈2〉                      | 谷川翼                                                                                | 18:30 - 20:54 |
| 133                      | 204                      | 9月16日                  | 兵庫県 丹波市首切地蔵尊                                                               | 兵庫県 伊弉諾神宮                                                                     | 113/2                                                                                 | やす子、明石家さんま〈2〉                                                             | 土方教裕                                                                              | 18:30 - 20:54 |
| 134                      | 205                      | 9月23日                  | 愛媛県 横峰寺登山参拝バス乗り場                                                       | 愛媛県 松山市シーバMAKOTO                                                             | 100/2                                                                                 | ナダル（コロコロチキチキペッパーズ）〈2〉、クロちゃん（安田大サーカス）〈4〉          | 谷川翼                                                                                | 18:30 - 20:54 |
| 135                      | 206・207                 | 9月30日・10月7日         | 滋賀県 竹生島                                                                         | 滋賀県 西教寺                                                                         | 123/2                                                                                 | 山崎育三郎、松陰寺太勇（ぺこぱ）〈2〉                                                 | 熊谷充史                                                                              | |
| 136                      | 208                      | 10月28日                 | 北海道 大雪山層雲峡・黒岳ロープウェイ                                                 | 北海道 富良野市富良野神社                                                             | 130/2                                                                                 | 朝日奈央〈1〉、蛍原徹                                                                 | 谷川翼                                                                                | 18:30 - 20:54 |
| 137                      | 209・210                 | 11月4日・11日            | 青森県 十三湖                                                                         | 青森県 八甲田ロープウェー山麓駅                                                       | 120/2                                                                                 | 井森美幸〈5〉、とにかく明るい安村〈2〉                                                | 縫田輝久                                                                              | |
| 138                      | 211                      | 11月18日                 | 福島県 白河小峰城                                                                     | 福島県 伊佐須美神社                                                                   | 128/2                                                                                 | 今田耕司、松村沙友理〈1〉                                                             | 土方教裕                                                                              | 18:30 - 20:54 |
| 139                      | 212・213                 | 12月2日・9日             | 熊本県 高橋稲荷神社                                                                   | 熊本県 日奈久温泉金波楼                                                               | 114/2                                                                                 | ダチョウ俱楽部                                                                        | 熊谷充史                                                                              | |
| 140                      | 214                      | 12月23日                 | 大分県 九重"夢"大吊橋                                                                 | 大分県 湯平温泉旅館山城屋                                                             | 120/2                                                                                 | カンニング竹山〈4〉、井上咲楽〈2〉                                                    | 縫田輝久                                                                              | 18:30 - 20:54 |

#### 2024年
| 2024年 第141弾 - 第162弾、再編集版第32弾 - 第33弾 | 2024年 第141弾 - 第162弾、再編集版第32弾 - 第33弾 | 2024年 第141弾 - 第162弾、再編集版第32弾 - 第33弾 | 2024年 第141弾 - 第162弾、再編集版第32弾 - 第33弾                                                                          | 2024年 第141弾 - 第162弾、再編集版第32弾 - 第33弾                                                                          | 2024年 第141弾 - 第162弾、再編集版第32弾 - 第33弾                                                                          | 2024年 第141弾 - 第162弾、再編集版第32弾 - 第33弾                                                                          | 2024年 第141弾 - 第162弾、再編集版第32弾 - 第33弾                                                                          | 2024年 第141弾 - 第162弾、再編集版第32弾 - 第33弾                                                                                 |
| 弾                                                | 放送回                                            | 放送日                                            | 起点 | 終点 | 距離（km）/日 | ゲストライダー | 同行ディレクター | 備考 |
| ------------------------------------------------- | ------------------------------------------------- | ------------------------------------------------- | --- | --- | --- | --- | --- | --- |
| 141                                               | 215                                               | 1月1日 月曜日                                     | 神奈川県 相模湖観光遊覧ニュースワン丸乗船場                                                                                | 静岡県 富士山本宮浅間大社                                                                                                  | 173/3 | 佐藤隆太、長嶋一茂〈4〉、佐藤栞里〈1〉                                                                                     | 熊谷充史 | 18:40 - 22:00 |
| 142                                               | 216・217                                          | 1月13日・20日                                     | 群馬県 妙義神社 | 群馬県 桐生市宝徳寺 | 115/2 | 酒井貴士（ザ・マミィ）、丸山桂里奈〈3〉                                                                                    | 土方教裕 | |
| 143                                               | 218                                               | 2月3日                                            | 群馬県 高崎白衣大観音 | 埼玉県 西武園ゆうえんち | 121/2 | 津田篤宏（ダイアン）〈1〉、王林〈2〉                                                                                       | 土方教裕 | 18:30 - 20:54 |
| 144                                               | 219                                               | 2月17日                                           | 神奈川県 平塚新港 | 神奈川県 横浜アリーナ | 83/3 | 飯尾和樹（ずん）〈6〉、岡田結実〈4〉                                                                                       | 熊谷充史 | 18:30 - 20:54 祝!出川哲朗還暦SP 2025年1月3日に再編集版を放送。                                                                    |
| 再32                                              | 220                                               | 3月16日                                           | 何度でも見たい旅スペシャル ※第61弾（ゲストライダー：中居正広）の再編集版。 【同席ディレクター】 縫田輝久、熊谷充史、谷川翼 | 何度でも見たい旅スペシャル ※第61弾（ゲストライダー：中居正広）の再編集版。 【同席ディレクター】 縫田輝久、熊谷充史、谷川翼 | 何度でも見たい旅スペシャル ※第61弾（ゲストライダー：中居正広）の再編集版。 【同席ディレクター】 縫田輝久、熊谷充史、谷川翼 | 何度でも見たい旅スペシャル ※第61弾（ゲストライダー：中居正広）の再編集版。 【同席ディレクター】 縫田輝久、熊谷充史、谷川翼 | 何度でも見たい旅スペシャル ※第61弾（ゲストライダー：中居正広）の再編集版。 【同席ディレクター】 縫田輝久、熊谷充史、谷川翼 | 18:30 - 20:54 テレ東SDGsウイークエンド参加番組。                                                                                  |
| 145                                               | 特別企画                                          | 3月20日 水曜日                                    | 静岡県 浜松城 | 三重県 伊勢神宮外宮 | 120/2 | 矢作兼（おぎやはぎ）、小泉孝太郎                                                                                           | 縫田輝久 | 20:20頃 - 22:24 テレビ東京開局60周年特別企画『テレ東系「旅の日」7時間テレビ★人気4番組が460kmガチ旅リレー』参加4番組中の最終走者。 |
| 146                                               | 221                                               | 4月6日                                            | 高知県 四万十川屋台船四万十の碧                                                                                            | 愛媛県 遊子水荷浦の段畑 | 118/2 | 澤部佑（ハライチ）〈2〉、あばれる君                                                                                        | 土方教裕 | 18:30 - 20:54 |
| 147                                               | 222・223                                          | 4月13日・20日                                     | 茨城県 御岩神社 | 茨城県 筑波山神社 | 113/2 | 藤本美貴、森田哲矢（さらば青春の光）〈2〉                                                                                  | 熊谷充史 | |
| 148                                               | 224                                               | 5月4日                                            | 和歌山県 瀞峡めぐり川舟クルーズ                                                                                            | 和歌山県 橋杭岩 | 119/2 | 川村エミコ（たんぽぽ）〈2〉、杉野遥亮                                                                                      | 縫田輝久 | 18:30 - 20:54 |
| 149                                               | 225・226                                          | 5月11日・18日                                     | 熊本県 粟嶋公園・粟嶋神社                                                                                                  | 大分県 大分市西部スポーツ交流広場付近                                                                                      | 112/2 | 野呂佳代、ウド鈴木（キャイ〜ン）〈5〉                                                                                      | 縫田輝久 | |
| 150                                               | 227                                               | 6月1日                                            | 鳥取県 湖山池遊覧船 | 鳥取県 大神山神社本社 | 112/2 | 井桁弘恵〈1〉、中村獅童 | 熊谷充史 | 18:30 - 20:54 |
| 151                                               | 228・229                                          | 6月8日・15日                                      | 新潟県 瓢湖あやめ園 | 山形県 鼠ヶ関灯台 | 118/2 | 椿鬼奴〈4〉、井上裕介（NON STYLE）                                                                                         | 土方教裕 | |
| 152                                               | 230                                               | 6月29日                                           | 岩手県 毛越寺 | 宮城県 金華山黄金山神社 | 118/2 | 神田愛花〈2〉、尾形貴弘（パンサー）〈4〉                                                                                   | 熊谷充史 | 18:30 - 20:54 |
| 153                                               | 231                                               | 7月13日                                           | 茨城県 大洗磯前神社 | 福島県 スパリゾートハワイアンズ                                                                                            | 110/2 | 本田望結、春日俊彰（オードリー）〈4〉                                                                                      | 土方教裕 | 18:30 - 20:54 |
| 再33                                              | 232                                               | 8月3日                                            | 何度でも見たい旅スペシャル ※第66弾（ゲストライダー：長嶋一茂、澤穂希）の再編集版。 【同席ディレクター】 熊谷充史、谷川翼   | 何度でも見たい旅スペシャル ※第66弾（ゲストライダー：長嶋一茂、澤穂希）の再編集版。 【同席ディレクター】 熊谷充史、谷川翼   | 何度でも見たい旅スペシャル ※第66弾（ゲストライダー：長嶋一茂、澤穂希）の再編集版。 【同席ディレクター】 熊谷充史、谷川翼   | 何度でも見たい旅スペシャル ※第66弾（ゲストライダー：長嶋一茂、澤穂希）の再編集版。 【同席ディレクター】 熊谷充史、谷川翼   | 何度でも見たい旅スペシャル ※第66弾（ゲストライダー：長嶋一茂、澤穂希）の再編集版。 【同席ディレクター】 熊谷充史、谷川翼   | 18:30 - 20:54 |
| 154                                               | 233                                               | 8月17日                                           | 北海道 清里町さくらの滝 | 北海道 サロマ湖アザラシ観光船                                                                                              | 130/2 | 片岡愛之助〈2〉、IMALU | 谷川翼 | 18:30 - 20:54 |
| 155                                               | 234                                               | 9月7日                                            | 北海道 洞爺湖 | 北海道 余市ローソク岩 | 128/2 | 山本彩、狩野英孝〈3〉 | 熊谷充史 | 18:30 - 20:54 |
| 156                                               | 235・236                                          | 9月14日・21日                                     | 長野県 戸隠神社奥社 | 長野県 松本城 | 116/2 | 高橋茂雄（サバンナ）、庄司智春（品川庄司）〈2〉                                                                            | 谷川翼 | 9月21日放送回はテレ東SDGsウイーク2024参加番組。                                                                                   |
| 157                                               | 237                                               | 10月5日                                           | 千葉県 養老渓谷 | 千葉県 犬吠埼灯台 | 120/2 | クロちゃん（安田大サーカス）〈5〉、オカリナ（おかずクラブ）〈4〉                                                           | 土方教裕 | 18:30 - 20:54 |
| 158                                               | 238                                               | 10月19日                                          | 秋田県 白瀑神社 | 秋田県 入道崎 | 130/2 | 柳葉敏郎、藤木直人 | 土方教裕 | 18:30 - 20:54 |
| 159                                               | 239・240                                          | 10月26日・11月2日                                 | 福井県 越前大野城 | 石川県 山中温泉山中座 | 110/2 | 朝日奈央〈2〉、陣内智則〈5〉                                                                                               | 熊谷充史 | |
| 160                                               | 241                                               | 11月16日                                          | 広島県 大聖院 (宮島) | 広島県 因島白滝山・五百羅漢                                                                                                | 120/3 | 鈴木奈々〈6〉、石原良純〈5〉                                                                                               | 土方教裕 | 18:30 - 20:54 |
| 161                                               | 242・243                                          | 11月23日・30日                                    | 北海道 松前城 | 北海道 函館山展望台 | 105/2 | 宮川大輔〈2〉、角田夏実 | 熊谷充史 | |
| 162                                               | 244                                               | 12月21日                                          | 栃木県 中禅寺湖 | 福島県 白河の関 | 128/2 | 村上（マヂカルラブリー）、松村沙友理〈2〉                                                                                  | 土方教裕 | 18:30 - 20:54 |

#### 2025年
| 2025年 第163弾 - 、再編集版第34弾 - | 2025年 第163弾 - 、再編集版第34弾 - | 2025年 第163弾 - 、再編集版第34弾 - | 2025年 第163弾 - 、再編集版第34弾 - | 2025年 第163弾 - 、再編集版第34弾 - | 2025年 第163弾 - 、再編集版第34弾 - | 2025年 第163弾 - 、再編集版第34弾 - | 2025年 第163弾 - 、再編集版第34弾 - | 2025年 第163弾 - 、再編集版第34弾 -                                                               |
| 弾                                  | 放送回                              | 放送日                              | 起点 | 終点 | 距離（km）/日 | ゲストライダー | 同行ディレクター | 備考                                                                                              |
| ----------------------------------- | ----------------------------------- | ----------------------------------- | --- | --- | --- | --- | --- | ------------------------------------------------------------------------------------------------- |
| 再34                                | 245                                 | 1月3日 金曜日                       | 新春!超豪華拡大SP第1部…湘南&横浜 ※第144弾（ゲストライダー：飯尾和樹（ずん）、岡田結実）の再編集版。                                         | 新春!超豪華拡大SP第1部…湘南&横浜 ※第144弾（ゲストライダー：飯尾和樹（ずん）、岡田結実）の再編集版。                                         | 新春!超豪華拡大SP第1部…湘南&横浜 ※第144弾（ゲストライダー：飯尾和樹（ずん）、岡田結実）の再編集版。                                         | 新春!超豪華拡大SP第1部…湘南&横浜 ※第144弾（ゲストライダー：飯尾和樹（ずん）、岡田結実）の再編集版。                                         | 新春!超豪華拡大SP第1部…湘南&横浜 ※第144弾（ゲストライダー：飯尾和樹（ずん）、岡田結実）の再編集版。                                         | 15:30 - 17:55                                                                                     |
| 163                                 | 245                                 | 1月3日 金曜日                       | 宮崎県 都井岬御崎神社 | 宮崎県 都農神社 | 174/3 | 江頭2:50〈2〉、大竹一樹（さまぁ〜ず）〈2〉、いとうあさこ〈5〉                                                                               | 熊谷充史 | 新春!超豪華拡大SP第2部 17:55 - 22:00                                                              |
| 164                                 | 246                                 | 1月11日                             | 茨城県 霞ヶ浦ふれあいランド虹の塔 | 茨城県 息栖神社 | 124/2 | 芝大輔（モグライダー）、柏木由紀 | 土方教裕 | 18:30 - 20:54                                                                                     |
| 165                                 | 247・248                            | 1月25日・2月1日                     | 福島県 信夫山 | 宮城県 仙台城跡 | 125/2 | 関水渚、品川祐（品川庄司）〈2〉 | 熊谷充史 |                                                                                                   |
| 166                                 | 249                                 | 2月8日                              | 沖縄県 伊江島城山 | 沖縄県 浜比嘉島シルミチュー霊場 | 128/2 | 津田篤宏（ダイアン）〈2〉、仲間由紀恵 | 土方教裕 | 18:30 - 20:54                                                                                     |
| 再35                                | 250                                 | 2月22日                             | 何度でも見たい旅スペシャル ※第108弾（ゲストライダー：高嶋ちさ子、岡田結実）の再編集版。 【同席ディレクター】 縫田輝久、谷川翼               | 何度でも見たい旅スペシャル ※第108弾（ゲストライダー：高嶋ちさ子、岡田結実）の再編集版。 【同席ディレクター】 縫田輝久、谷川翼               | 何度でも見たい旅スペシャル ※第108弾（ゲストライダー：高嶋ちさ子、岡田結実）の再編集版。 【同席ディレクター】 縫田輝久、谷川翼               | 何度でも見たい旅スペシャル ※第108弾（ゲストライダー：高嶋ちさ子、岡田結実）の再編集版。 【同席ディレクター】 縫田輝久、谷川翼               | 何度でも見たい旅スペシャル ※第108弾（ゲストライダー：高嶋ちさ子、岡田結実）の再編集版。 【同席ディレクター】 縫田輝久、谷川翼               | 18:30 - 20:54                                                                                     |
| 167                                 | 251・252                            | 3月1日・8日                         | 三重県 鵜倉園地たちばな展望台 | 三重県 猿田彦神社 | 117/2 | 信子（ぱーてぃーちゃん）、おいでやす小田 | 谷川翼 |                                                                                                   |
| 168                                 | 253                                 | 3月15日                             | 福岡県 糸島半島唐泊恵比須かき小屋 | 長崎県 壱岐島湯ノ本温泉（山口温泉） | 100/2 | 井ノ原快彦（20th Century）、小宮浩信（三四郎）                                                                                              | 熊谷充史 | 18:30 - 20:54 テレ東系SDGsウイーク2025参加番組。                                                  |
| 169                                 | 254                                 | 4月5日                              | 台湾 艋舺龍山寺 | 台湾 十分駅 | 100/2 | 中岡創一（ロッチ）〈6〉、佐藤栞里〈2〉 | 熊谷充史 | 『出川哲朗の充電させてもらえませんか?ザ・ワールド!』 18:30 - 20:54                                |
| 170                                 | 255                                 | 4月19日                             | 長崎県 雲仙ロープウェイ妙見岳駅展望台 | 長崎県 伊王島夕陽ケ丘展望所 | 126/2 | 板垣李光人、相武紗季 | 土方教裕 | 18:30 - 20:54                                                                                     |
| 171                                 | 256・257                            | 4月26日・5月3日                     | 岐阜県 五宝滝 | 三重県 なばなの里 | 125/2 | 井上咲楽〈3〉、川村エミコ（たんぽぽ）〈3〉                                                                                                  | 熊谷充史 |                                                                                                   |
| 172                                 | 258                                 | 5月17日                             | 千葉県 笠森寺 | 千葉県 洲崎神社 | 120/2 | あの〈2〉、古田敦也 | 土方教裕 | 18:30 - 20:54                                                                                     |
| 173                                 | 259                                 | 6月7日                              | 山形県 鶴岡市立加茂水族館 | 山形県 本山慈恩寺 | 131/2 | 井桁弘恵〈2〉、平子祐希（アルコ&ピース） | 熊谷充史 | 18:30 - 20:54                                                                                     |
| 174                                 | 特別企画                            | 6月21日                             | 鳥取県 大神山神社奥宮 | 鳥取県 鳥取砂丘 | 136/3 | 飯尾和樹（ずん）〈7〉、長嶋一茂〈5〉 | 谷川翼 | 18:30 - 21:24 特別企画『テレ東系 旅の日～充電旅&バス乗り継ぎ旅で7時間SP～』参加3番組中の第1走者。 |
| 175                                 | 260                                 | 7月5日                              | 秋田県 蒸ノ湯休憩所 | 青森県 弘前市喫茶ビーンズ近くの空き地 | 140/2 | 中西茂樹（なすなかにし）、北山宏光 | 土方教裕 | 18:30 - 20:54                                                                                     |
| 176                                 | 261                                 | 7月19日                             | 神奈川県 九頭龍神社 | 静岡県 畑毛温泉 | 不詳/2 | サーヤ（ラランド） | 熊谷充史 | 18:30 - 20:54                                                                                     |
| 再36                                | 261                                 | 7月19日                             | 何度でも見たい旅スペシャル ※第78弾（ゲストライダー：丸山桂里奈）の再編集版。 【VTR出演】 丸山桂里奈 【同席ディレクター】 土方教裕、熊谷充史 | 何度でも見たい旅スペシャル ※第78弾（ゲストライダー：丸山桂里奈）の再編集版。 【VTR出演】 丸山桂里奈 【同席ディレクター】 土方教裕、熊谷充史 | 何度でも見たい旅スペシャル ※第78弾（ゲストライダー：丸山桂里奈）の再編集版。 【VTR出演】 丸山桂里奈 【同席ディレクター】 土方教裕、熊谷充史 | 何度でも見たい旅スペシャル ※第78弾（ゲストライダー：丸山桂里奈）の再編集版。 【VTR出演】 丸山桂里奈 【同席ディレクター】 土方教裕、熊谷充史 | 何度でも見たい旅スペシャル ※第78弾（ゲストライダー：丸山桂里奈）の再編集版。 【VTR出演】 丸山桂里奈 【同席ディレクター】 土方教裕、熊谷充史 | 18:30 - 20:54                                                                                     |
| 177                                 | 262                                 | 8月2日                              | 岩手県 焼走り熔岩流 | 岩手県 中尊寺 | 152/2 | 亀梨和也、澤穂希〈2〉 | 熊谷充史 | 18:30 - 20:54                                                                                     |
| 178                                 | 263                                 | 8月16日                             | 北海道 留萌市黄金岬海浜公園 | 北海道 夕張メロン組合（武岡農園） | 157/3 | 森田哲矢（さらば青春の光）〈3〉、佐々木久美                                                                                                 | 谷川翼 | 18:30 - 20:54                                                                                     |
| 179                                 | 264                                 | 9月6日予定                          | 北海道 新冠町 | 北海道 襟裳岬 | 135/2 | 内田篤人、尾形貴弘（パンサー）〈5〉 | 熊谷充史 | 18:30 - 20:54                                                                                     |

## 都道府県走行記録
※数字は登場回数。

### 全国47都道府県制覇まで
| 1                              | | | | | | | | | | | | | | 1 | 1 | | | | 1 | 1 | | | | | | | | | | | | | | | | | | | | | | | | | | | |  |  |  |
| スペシャル特番 2014年 - 2017年 | | | | | | | | | | | | | | | | | | | | | | | | | | | | | | | | | | | | | | | | | | | | | | | |  |  |  |
| 2                              | | | | | | | | | | | | | | 2 | | | | | | | | 1 | 1 | 1 | | | | | | | | | | | | | | | | | | | | | | | |  |  |  |
| 3                              | | | | | | | | | | | | | | 3 | | | | | | | | 2 | | | | | | | | | | | | | | | | | | | | | | | | | |  |  |  |
| 4                              | | | | | | | | | | | | | | | | | | | 2 | | | | | | | | | | | | | | | | | | | | | | | | | | | | |  |  |  |
| 5                              | | | | | | | | | | | | | | | | | | | | | | | | | | | | | | | | | | 1 | | | | 1 | | | | | | | | | |  |  |  |
| 6                              | | | | | | | | | | | | | | | | | | | | | | | | | | | | | | | | | | | | | | | | | | | 1 | | | 1 | |  |  |  |
| 7                              | | | | | | | | | | | | 1 | | 4 | | | | | | | | | | | | | | | | | | | | | | | | | | | | | | | | | |  |  |  |
| レギュラー放送 2017年          | | | | | | | | | | | | | | | | | | | | | | | | | | | | | | | | | | | | | | | | | | | | | | | |  |  |  |
| 8                              | | | | | | | | | | | | | | 5 | | | | | | | | 3 | 2 | 2 | | | | | | | | | | | | | | | | | | | | | | | |  |  |  |
| 9                              | | | | | | | | | 1 | 1 | 1 | | | | | | | | | | | | | | | | | | | | | | | | | | | | | | | | | | | | |  |  |  |
| 10                             | | | | | | | | | | | | | | | | | | | | | | | | | | | | | | | | | | | | | | | | | | | 2 | 1 | 1 | | |  |  |  |
| 11                             | | 1 | | | | | | | | | | | | | | | | | | | | | | | | | | | | | | | | | | | | | | | | | | | | | |  |  |  |
| 12                             | | | | | | | | | | 2 | | | | | | | | | | 2 | | | | | | | | | | | | | | | | | | | | | | | | | | | |  |  |  |
| 13                             | | | | | | | | | | | | | | | | | 1 | | | | | | | | | | | | | | | | | | | | | | | | | | | | | | |  |  |  |
| 14                             | 1 | | | | | | | | | | | | | | | | | | | | | | | | | | | | | | | | | | | | | | | | | | | | | | |  |  |  |
| 15                             | | | | | | | | | | | | | | | | | | | | | | | | | | | | | | | | | | | | | | | | | | | | | | | 1 |  |  |  |
| 16                             | | | | | | | | | | | | | | | | | | | | | | | | | | | | | | | | | 1 | 2 | | | 1 | | | | | | | | | | |  |  |  |
| 17                             | | | | | | | | | | | | | | | | | | | | | | | | | | | | 1 | | | | | | | | | | | | | | | | | | | |  |  |  |
| 18                             | | | | | | | | | | | | | | | | | | | | 3 | | | | | | | | | | | | | | | | | | | | | | | | | | | |  |  |  |
| 19                             | | | | | | | | | | | | | | | | | | | | | | | | | | | | | | | | | | | | | | | | 1 | 1 | | | | | | |  |  |  |
| 20                             | | | 1 | | 1 | | | | | | | | | | | | | | | | | | | | | | | | | | | | | | | | | | | | | | | | | | |  |  |  |
| 21                             | | | | | | | | | | | | | | | | | | | | | | | | | | 1 | | | | | | | | | | | | | | | | | | | | | |  |  |  |
| 22                             | | | | | | | | | | | | | | 6 | | | | | 3 | | | | | | | | | | | | | | | | | | | | | | | | | | | | |  |  |  |
| レギュラー放送 2018年          | | | | | | | | | | | | | | | | | | | | | | | | | | | | | | | | | | | | | | | | | | | | | | | |  |  |  |
| 23                             | | | | | | | | | | | | | | 7 | | | | | | | | 4 | | | | | | | | | | | | | | | | | | | | | | | | | |  |  |  |
| 24                             | | | | | | | | | | | | | | | | | | | | | | | | | | | | | | | | | | | | | | | | | | 1 | | | | | |  |  |  |
| 25                             | | | | | | | | | | | | | | | | | | | | | | | | | | | | | | | | | | | | | | | | | | 2 | | | | | |  |  |  |
| 26                             | | | | | | | | | | | | | | | | | | | | | | | | | | | | | | | | | | | | | | 2 | | | | | | | | | |  |  |  |
| 27                             | | | | | | | | | | | | | | | | | | | | | | | | | | | | | | | | | | | | | | | | | | | | | | | 2 |  |  |  |
| 28                             | | | | | | | | | | | | | | | | | | | | | | | | | | | | | | | | | | | 1 | | | | | 2 | | | | | | | |  |  |  |
| 29                             | | | | | | | | | | | | | | | | | | | | | | | | | | | | | | | | | | | | | | | | | | | | | | 2 | |  |  |  |
| 30                             | | | | | | | | | | | | | | | | | | | | | | | | | | | | | | | | | | | | | | | | | | | | | | 3 | |  |  |  |
| 31                             | | | | | | | | | | | | | | | | | | | | | | | | 3 | | | | | | | | | | | | | | | | | | | | | | | |  |  |  |
| 32                             | | | | | | | | | | | | | | | | | | | | | | | | | 1 | | | | | | | | | | | | | | | | | | | | | | |  |  |  |
| 33                             | | 2 | | | | | | | | | | | | | | | | | | | | | | | | | | | | | | | | | | | | | | | | | | | | | |  |  |  |
| 34                             | | 3 | | | 2 | | | | | | | | | | | | | | | | | | | | | | | | | | | | | | | | | | | | | | | | | | |  |  |  |
| 35                             | | | | | | | | | | | | 2 | | | | | | | | | | | | | | | | | | | | | | | | | | | | | | | | | | | |  |  |  |
| 36                             | | | | | | 1 | | | | | | | | | | | | | | | | | | | | | | | | | | | | | | | | | | | | | | | | | |  |  |  |
| 37                             | | | | | | | | 1 | | | | 3 | | | | | | | | | | | | | | | | | | | | | | | | | | | | | | | | | | | |  |  |  |
| 38                             | 2 | | | | | | | | | | | | | | | | | | | | | | | | | | | | | | | | | | | | | | | | | | | | | | |  |  |  |
| 39                             | | | | | | | | | | | | | | | | | | | | 4 | 1 | | 3 | | | | | | | | | | | | | | | | | | | | | | | | |  |  |  |
| 40                             | | | | | 3 | 2 | | | | | | | | | | | | | | | | | | | | | | | | | | | | | | | | | | | | | | | | | |  |  |  |
| 41                             | | | | | | | | | | 3 | | | | | | | | | | 5 | | | | | | | | | | | | | | | | | | | | | | | | | | | |  |  |  |
| 42                             | 3 | | | | | | | | | | | | | | | | | | | | | | | | | | | | | | | | | | | | | | | | | | | | | | |  |  |  |
| 43                             | | | | | | | | | | | | | | | | | | | | | | | | | | | | | | | | | | | | 1 | 2 | | | | | | | | | | |  |  |  |
| 44                             | テレ東ぜんぶ見る大作戦WEEK 『出川哲朗の充電させてもらえませんか?ザ・ワールド!』 イタリア（レーリチ〜フィレンツェ） | テレ東ぜんぶ見る大作戦WEEK 『出川哲朗の充電させてもらえませんか?ザ・ワールド!』 イタリア（レーリチ〜フィレンツェ） | テレ東ぜんぶ見る大作戦WEEK 『出川哲朗の充電させてもらえませんか?ザ・ワールド!』 イタリア（レーリチ〜フィレンツェ） | テレ東ぜんぶ見る大作戦WEEK 『出川哲朗の充電させてもらえませんか?ザ・ワールド!』 イタリア（レーリチ〜フィレンツェ） | テレ東ぜんぶ見る大作戦WEEK 『出川哲朗の充電させてもらえませんか?ザ・ワールド!』 イタリア（レーリチ〜フィレンツェ） | テレ東ぜんぶ見る大作戦WEEK 『出川哲朗の充電させてもらえませんか?ザ・ワールド!』 イタリア（レーリチ〜フィレンツェ） | テレ東ぜんぶ見る大作戦WEEK 『出川哲朗の充電させてもらえませんか?ザ・ワールド!』 イタリア（レーリチ〜フィレンツェ） | テレ東ぜんぶ見る大作戦WEEK 『出川哲朗の充電させてもらえませんか?ザ・ワールド!』 イタリア（レーリチ〜フィレンツェ） | テレ東ぜんぶ見る大作戦WEEK 『出川哲朗の充電させてもらえませんか?ザ・ワールド!』 イタリア（レーリチ〜フィレンツェ） | テレ東ぜんぶ見る大作戦WEEK 『出川哲朗の充電させてもらえませんか?ザ・ワールド!』 イタリア（レーリチ〜フィレンツェ） | テレ東ぜんぶ見る大作戦WEEK 『出川哲朗の充電させてもらえませんか?ザ・ワールド!』 イタリア（レーリチ〜フィレンツェ） | テレ東ぜんぶ見る大作戦WEEK 『出川哲朗の充電させてもらえませんか?ザ・ワールド!』 イタリア（レーリチ〜フィレンツェ） | テレ東ぜんぶ見る大作戦WEEK 『出川哲朗の充電させてもらえませんか?ザ・ワールド!』 イタリア（レーリチ〜フィレンツェ） | テレ東ぜんぶ見る大作戦WEEK 『出川哲朗の充電させてもらえませんか?ザ・ワールド!』 イタリア（レーリチ〜フィレンツェ） | テレ東ぜんぶ見る大作戦WEEK 『出川哲朗の充電させてもらえませんか?ザ・ワールド!』 イタリア（レーリチ〜フィレンツェ） | テレ東ぜんぶ見る大作戦WEEK 『出川哲朗の充電させてもらえませんか?ザ・ワールド!』 イタリア（レーリチ〜フィレンツェ） | テレ東ぜんぶ見る大作戦WEEK 『出川哲朗の充電させてもらえませんか?ザ・ワールド!』 イタリア（レーリチ〜フィレンツェ） | テレ東ぜんぶ見る大作戦WEEK 『出川哲朗の充電させてもらえませんか?ザ・ワールド!』 イタリア（レーリチ〜フィレンツェ） | テレ東ぜんぶ見る大作戦WEEK 『出川哲朗の充電させてもらえませんか?ザ・ワールド!』 イタリア（レーリチ〜フィレンツェ） | テレ東ぜんぶ見る大作戦WEEK 『出川哲朗の充電させてもらえませんか?ザ・ワールド!』 イタリア（レーリチ〜フィレンツェ） | テレ東ぜんぶ見る大作戦WEEK 『出川哲朗の充電させてもらえませんか?ザ・ワールド!』 イタリア（レーリチ〜フィレンツェ） | テレ東ぜんぶ見る大作戦WEEK 『出川哲朗の充電させてもらえませんか?ザ・ワールド!』 イタリア（レーリチ〜フィレンツェ） | テレ東ぜんぶ見る大作戦WEEK 『出川哲朗の充電させてもらえませんか?ザ・ワールド!』 イタリア（レーリチ〜フィレンツェ） | テレ東ぜんぶ見る大作戦WEEK 『出川哲朗の充電させてもらえませんか?ザ・ワールド!』 イタリア（レーリチ〜フィレンツェ） | テレ東ぜんぶ見る大作戦WEEK 『出川哲朗の充電させてもらえませんか?ザ・ワールド!』 イタリア（レーリチ〜フィレンツェ） | テレ東ぜんぶ見る大作戦WEEK 『出川哲朗の充電させてもらえませんか?ザ・ワールド!』 イタリア（レーリチ〜フィレンツェ） | テレ東ぜんぶ見る大作戦WEEK 『出川哲朗の充電させてもらえませんか?ザ・ワールド!』 イタリア（レーリチ〜フィレンツェ） | テレ東ぜんぶ見る大作戦WEEK 『出川哲朗の充電させてもらえませんか?ザ・ワールド!』 イタリア（レーリチ〜フィレンツェ） | テレ東ぜんぶ見る大作戦WEEK 『出川哲朗の充電させてもらえませんか?ザ・ワールド!』 イタリア（レーリチ〜フィレンツェ） | テレ東ぜんぶ見る大作戦WEEK 『出川哲朗の充電させてもらえませんか?ザ・ワールド!』 イタリア（レーリチ〜フィレンツェ） | テレ東ぜんぶ見る大作戦WEEK 『出川哲朗の充電させてもらえませんか?ザ・ワールド!』 イタリア（レーリチ〜フィレンツェ） | テレ東ぜんぶ見る大作戦WEEK 『出川哲朗の充電させてもらえませんか?ザ・ワールド!』 イタリア（レーリチ〜フィレンツェ） | テレ東ぜんぶ見る大作戦WEEK 『出川哲朗の充電させてもらえませんか?ザ・ワールド!』 イタリア（レーリチ〜フィレンツェ） | テレ東ぜんぶ見る大作戦WEEK 『出川哲朗の充電させてもらえませんか?ザ・ワールド!』 イタリア（レーリチ〜フィレンツェ） | テレ東ぜんぶ見る大作戦WEEK 『出川哲朗の充電させてもらえませんか?ザ・ワールド!』 イタリア（レーリチ〜フィレンツェ） | テレ東ぜんぶ見る大作戦WEEK 『出川哲朗の充電させてもらえませんか?ザ・ワールド!』 イタリア（レーリチ〜フィレンツェ） | テレ東ぜんぶ見る大作戦WEEK 『出川哲朗の充電させてもらえませんか?ザ・ワールド!』 イタリア（レーリチ〜フィレンツェ） | テレ東ぜんぶ見る大作戦WEEK 『出川哲朗の充電させてもらえませんか?ザ・ワールド!』 イタリア（レーリチ〜フィレンツェ） | テレ東ぜんぶ見る大作戦WEEK 『出川哲朗の充電させてもらえませんか?ザ・ワールド!』 イタリア（レーリチ〜フィレンツェ） | テレ東ぜんぶ見る大作戦WEEK 『出川哲朗の充電させてもらえませんか?ザ・ワールド!』 イタリア（レーリチ〜フィレンツェ） | テレ東ぜんぶ見る大作戦WEEK 『出川哲朗の充電させてもらえませんか?ザ・ワールド!』 イタリア（レーリチ〜フィレンツェ） | テレ東ぜんぶ見る大作戦WEEK 『出川哲朗の充電させてもらえませんか?ザ・ワールド!』 イタリア（レーリチ〜フィレンツェ） | テレ東ぜんぶ見る大作戦WEEK 『出川哲朗の充電させてもらえませんか?ザ・ワールド!』 イタリア（レーリチ〜フィレンツェ） | テレ東ぜんぶ見る大作戦WEEK 『出川哲朗の充電させてもらえませんか?ザ・ワールド!』 イタリア（レーリチ〜フィレンツェ） | テレ東ぜんぶ見る大作戦WEEK 『出川哲朗の充電させてもらえませんか?ザ・ワールド!』 イタリア（レーリチ〜フィレンツェ） | テレ東ぜんぶ見る大作戦WEEK 『出川哲朗の充電させてもらえませんか?ザ・ワールド!』 イタリア（レーリチ〜フィレンツェ） | テレ東ぜんぶ見る大作戦WEEK 『出川哲朗の充電させてもらえませんか?ザ・ワールド!』 イタリア（レーリチ〜フィレンツェ） |  |  |  |
| 45                             | | | | | | | 1 | | 2 | | | | | | | | | | | | | | | | | | | | | | | | | | | | | | | | | | | | | | |  |  |  |
| 46                             | | | | | | | | | | | 2 | | 1 | | | | | | | | | | | | | | | | | | | | | | | | | | | | | | | | | | |  |  |  |
| レギュラー放送 2019年          | | | | | | | | | | | | | | | | | | | | | | | | | | | | | | | | | | | | | | | | | | | | | | | |  |  |  |
| 47                             | | | | | | | | | | | | | | | | | | | | | | | | | | | | | | | | | | | 2 | | | | | | | | | 2 | | | |  |  |  |
| 48                             | | | | | | | | | | | | | | | | | | | | | | | | | | | | | | | 1 | 1 | | | | | | | | | | | | | | | |  |  |  |
| 49                             | | | | | | | | | | | | | | | | | | | | | | | | | | | | | | | | | | | | | | | | | | 3 | | | | | |  |  |  |
| 50                             | | | | | | | | | | | | | | | | | | | | | | | | | | | | | | | | | | | | | | | | | | | | | 2 | | |  |  |  |
| 51                             | | | | | | | | | | | | | | | | | | | | | | 5 | | | | | | | | | | | | | | | | | | | | | | | | | |  |  |  |
| 52                             | | | | | | | | | | | | | | | | | | | | | | | | | | | | | | | | | | | | | | | | | 2 | 4 | | | | | |  |  |  |
| 53                             | | | | | | | | | | | | | | | | | | | | | | | | | | | | | 1 | 1 | | | | | | | | | | | | | | | | | |  |  |  |
| 54                             | | | | | | | | | | | | | | | | | | | | | | | | | 2 | 2 | | | | | | | | | | | | | | | | | | | | | |  |  |  |
| 55                             | | | | | | | | | | | | | | | | | | | | | | | | 4 | 3 | | | | | | | | | | | | | | | | | | | | | | |  |  |  |
| 56                             | | | | | | | | | | | | | | | | | | | | | | | | | | | | | | | | | | | | | | | | | | | | 3 | | | |  |  |  |
| 57                             | | | | | | | | | | | | | | | | | | | | | | | | | | | | | | | | | | | | | | | 1 | | | | | | | | |  |  |  |
| 58                             | | | | | | | | | | | | | | | | 1 | | | | | | | | | | | | | | | | | | | | | | | | | | | | | | | |  |  |  |
| 59                             | | | | | | | | | | | | | | | | | | | | | | | | | | | | 2 | | | | | 2 | | | | | | | | | | | | | | |  |  |  |
| 60                             | | | | | | | | | | | | | | | | | | | | | | | | | | | | | | | | | | 3 | | | | 3 | | | | | | | | | |  |  |  |
| 61                             | | | | | | 3 | | | | | | | | | | | | | | | | | | | | | | | | | | | | | | | | | | | | | | | | | |  |  |  |
| 62                             | | | | | | | | | | | | | | | | | | | | | | | | | | | | | | | | | | | | | | | | | | | | | | 4 | |  |  |  |
| 63                             | | | 2 | | | | | | | | | | | | | | | | | | | | | | | | | | | | | | | | | | | | | | | | | | | | |  |  |  |
| 64                             | | | | | | | | | | | | | | | | | | | | | | | | | | | | | | | | | | | | | | | | | | | | | | | 3 |  |  |  |
| 65                             | 4 | | | | | | | | | | | | | | | | | | | | | | | | | | | | | | | | | | | | | | | | | | | | | | |  |  |  |
| 66                             | | | | | | | | | | | | | | 8 | | | | | 4 | | | | | | | | | | | | | | | | | | | | | | | | | | | | |  |  |  |
| 67                             | 5 | 4 | | | | | | | | | | | | | | | | | | | | | | | | | | | | | | | | | | | | | | | | | | | | | |  |  |  |
| 68                             | | | | | | | | | | | | | | | 2 | | | | | | | | | | | | | | | | | | | | | | | | | | | | | | | | |  |  |  |
| 69                             | | | | | | | | | | | | | | | | | | | | | 2 | | | | | | | | | | | | | | | | | | | | | | | | | | |  |  |  |
| 70                             | | | | | | | | | | | | | | | | | | | | | | | | | | | | 3 | | | 2 | | | | | | | | | | | | | | | | |  |  |  |
| 71                             | | | | | | | | | | | | | | | | | | | | | 3 | | | | | | | | | | | | | | | | | | | | | | | | | | |  |  |  |
| レギュラー放送 2020年          | | | | | | | | | | | | | | | | | | | | | | | | | | | | | | | | | | | | | | | | | | | | | | | |  |  |  |
| 72                             | | | | | | | | | | | | | | | | | | | | | | | | 5 | | | | | | | | | | | | | | | | | | | | | | | |  |  |  |
| 73                             | | | | | | | | | | | | | | | | | | | | | | | | | | | | | | 2 | | | | | | | | | | | | | | | | | |  |  |  |
| 74                             | | | | | | | | | | | | | | | | | | 1 | | | | | | | | | | | | | | | | | | | | | | | | | | | | | |  |  |  |
| 75                             | | | | | | | | | | | | | | | | | | | | | | | | | | | | | | | | | | | | 2 | 3 | | | | | | | | | | |  |  |  |
| 76                             | | | | | | | | | | | | | | | | | | | | | | | | | | | | 4 | | | | | | | | | | | | | | | | | | | |  |  |  |
| 77                             | | | | | | | | | | | | | | | | | | | | | | | | | | | | | | | | | | | | | | | | 3 | | | 3 | | | | |  |  |  |
| 78                             | 『出川哲朗のちょっと電動キックボードで』                                                                           | 『出川哲朗のちょっと電動キックボードで』                                                                           | 『出川哲朗のちょっと電動キックボードで』                                                                           | 『出川哲朗のちょっと電動キックボードで』                                                                           | 『出川哲朗のちょっと電動キックボードで』                                                                           | 『出川哲朗のちょっと電動キックボードで』                                                                           | 『出川哲朗のちょっと電動キックボードで』                                                                           | 『出川哲朗のちょっと電動キックボードで』                                                                           | 『出川哲朗のちょっと電動キックボードで』                                                                           | 『出川哲朗のちょっと電動キックボードで』                                                                           | 『出川哲朗のちょっと電動キックボードで』                                                                           | 『出川哲朗のちょっと電動キックボードで』                                                                           | 『出川哲朗のちょっと電動キックボードで』                                                                           | 9 | | | | | | | | | | | | | | | | | | | | | | | | | | | | | | | | | |  |  |  |
| レギュラー放送 2021年          | | | | | | | | | | | | | | | | | | | | | | | | | | | | | | | | | | | | | | | | | | | | | | | |  |  |  |
| 79                             | | | | | | | | | | | | | | | | | | | | | | 6 | | | | | | | | | | | | | | | | | | | | | | | | | |  |  |  |
| 80                             | | | | | | | | | | | | | | | | | | | | | | | | | | | | | | | | | | 4 | | | | | | | | | | | | | |  |  |  |
| 81                             | | | | | | | | | | | | | | | | | | | | | | | | | | | | | | | | | | | | | | | | | | | 4 | 4 | | | |  |  |  |
| 82                             | | | | | | | | | | | | | | | | | | | | | | | | | | | | | | | | | | | | | | 4 | 2 | | | | | | | | |  |  |  |
| 83                             | | | | | | | | | | | | | | | | | | | | | | | | | | | | | | | | | | | | | 4 | | | | | | | | | | |  |  |  |
| 84                             | | | | | | | | | | | | | | | | | | | | | | 7 | | | | | | | | | | | | | | | | | | | | | | | | | |  |  |  |
| 85                             | | | | | | | | | | | | | | | | | | | | | | | | | | | | | | | | | | | | | | | | | | | | | 3 | 5 | |  |  |  |
| 86                             | | | | | | | | | | | | | | | | | | | | | | | | | | | | | | | | | | | | | | | 3 | | | | | | | | |  |  |  |
| 87                             | | | | | | | | | | | | | | | 3 | | | | | | | | | | | | | | | | | | | | | | | | | | | | | | | | |  |  |  |
| 88                             | | | | | | | | | | | | | 2 | | | | | | | | | | | | | | | | | | | | | | | | | | | | | | | | | | |  |  |  |
| 89                             | | | | | | | | | | | | | | | | | | | | | | | | | | | | | | | | | | | 3 | | | | | | | | | | | | |  |  |  |
| 90                             | | | | | | | | | | | | | | | 4 | | | | | | | | | | | | | | | | | | | | | | | | | | | | | | | | |  |  |  |
| 91                             | | 5 | | | | | | | | | | | | | | | | | | | | | | | | | | | | | | | | | | | | | | | | | | | | | |  |  |  |
| レギュラー放送 2022年          | | | | | | | | | | | | | | | | | | | | | | | | | | | | | | | | | | | | | | | | | | | | | | | |  |  |  |
| 92                             | | | | | | | | | | | | | | | | | | | | | | 8 | 4 | | | | | | | | | | | | | | | | | | | | | | | | |  |  |  |
| 93                             | | | | | | | | | | | | | | | | | | | | | | | | | | | | | | | | 2 | | | | | | | | | | | | | | | |  |  |  |
| 94                             | | | | | | | | | | | | | | | | | | | | | | | | | | | | | | | | | | | | | | | | | 3 | 5 | | | | | |  |  |  |
| 95                             | | | | | | | | | | | | | | | | | | | | | | | | | | | | 5 | | | | | 3 | | | | | | | | | | | | | | |  |  |  |
| 96                             | | | | | | | | | | | | 4 | | | | | | | | | | | | | | | | | | | | | | | | | | | | | | | | | | | |  |  |  |
| 97                             | | | | | | | | | | | | | | | | | | | | | | | | | | | | | | | | | | | | 3 | | | | | | | | | | | |  |  |  |
| 98                             | | | | | | | | | | | | | | 10 | | | | | | | | | | | | | | | | | | | | | | | | | | | | | | | | | |  |  |  |
| 99                             | | | | | | | | | | | 3 | | | | | | | | | | | | | | | | | | | | | | | | | | | | | | | | | | | | |  |  |  |
| 100                            | | | | | | | | | | | | | | | | | | | | | | | | | | | | | | | | | | | | | | | | | | | | | | 6 | |  |  |  |
| 101                            | | | | | | | | | | | | | | | | | | | | | | | | | | | | | | | | | | | | | | | 4 | | | | | | | | |  |  |  |
| 102                            | | | | | | | | | | | | | | | | | | | | | | | | | | | | | 2 | | | | | | | | | | | | | | | | | | |  |  |  |
| 103                            | | | | | | | | | | | | | | | | | | | | | | | | | | | | | | | | | | | | | 5 | 5 | | | | | | | | | |  |  |  |
| 104                            | | | | | | | | | | | | | | | | | | | | | | | | | | 3 | | 6 | | | | | | | | | | | | | | | | | | | |  |  |  |
| 105                            | | | | | | | | | | | | | | | | 2 | | | | | | | | | | | | | | | | | | | | | | | | | | | | | | | |  |  |  |
| 106                            | | 6 | | | | | | | | | | | | | | | | | | | | | | | | | | | | | | | | | | | | | | | | | | | | | |  |  |  |
| 107                            | 6 | | | | | | | | | | | | | | | | | | | | | | | | | | | | | | | | | | | | | | | | | | | | | | |  |  |  |
| 108                            | | | | | | | | | | | | | | | | | | | | | | | | | | | | | | | | | | | | | | | | | | | | | | 7 | |  |  |  |
| 109                            | 7 | | | | | | | | | | | | | | | | | | | | | | | | | | | | | | | | | | | | | | | | | | | | | | |  |  |  |
| 110                            | | | | | | | | | | 4 | | | | | | | | | | | | | | | | | | | | | | | | | | | | | | | | | | | | | |  |  |  |
| 111                            | 8 | | | | | | | | | | | | | | | | | | | | | | | | | | | | | | | | | | | | | | | | | | | | | | |  |  |  |
| 112                            | | | | | | | | | | | | | | | | | | | | | | | | | | | | | | | | | | | | 4 | 6 | | | | | | | | | | |  |  |  |
| 113                            | | | | | | | | | | | | | | | | | | 2 | | | | | | | 4 | 4 | | | | | | | | | | | | | | | | | | | | | |  |  |  |
| 114                            | | | | | | | | | | | | | | | | | | | | | | | | | | 5 | 1 | 7 | | | | | | | | | | | | | | | | | | | |  |  |  |
| 115                            | | | | | | | | | | | | | | | | | | | | | | | | | | | | | | | | | | | | | | | | 4 | | 6 | 5 | | | | |  |  |  |
| レギュラー放送 2023年          | | | | | | | | | | | | | | | | | | | | | | | | | | | | | | | | | | | | | | | | | | | | | | | |  |  |  |
| 116                            | | | | | | | | 2 | 3 | | | | | | | | | | | | | | | | | | | | | | | | | | | | | | | | | | | | | | |  |  |  |
| 117                            | | | | 1 | ※全国47都道府県制覇達成                                                                                            | ※全国47都道府県制覇達成                                                                                            | ※全国47都道府県制覇達成                                                                                            | ※全国47都道府県制覇達成                                                                                            | ※全国47都道府県制覇達成                                                                                            | ※全国47都道府県制覇達成                                                                                            | ※全国47都道府県制覇達成                                                                                            | ※全国47都道府県制覇達成                                                                                            | ※全国47都道府県制覇達成                                                                                            | ※全国47都道府県制覇達成                                                                                            | ※全国47都道府県制覇達成                                                                                            | ※全国47都道府県制覇達成                                                                                            | ※全国47都道府県制覇達成                                                                                            | ※全国47都道府県制覇達成                                                                                            | ※全国47都道府県制覇達成                                                                                            | ※全国47都道府県制覇達成                                                                                            | ※全国47都道府県制覇達成                                                                                            | ※全国47都道府県制覇達成                                                                                            | ※全国47都道府県制覇達成                                                                                            | ※全国47都道府県制覇達成                                                                                            | ※全国47都道府県制覇達成                                                                                            | ※全国47都道府県制覇達成                                                                                            | ※全国47都道府県制覇達成                                                                                            | ※全国47都道府県制覇達成                                                                                            | ※全国47都道府県制覇達成                                                                                            | ※全国47都道府県制覇達成                                                                                            | ※全国47都道府県制覇達成                                                                                            | ※全国47都道府県制覇達成                                                                                            | ※全国47都道府県制覇達成                                                                                            | ※全国47都道府県制覇達成                                                                                            | ※全国47都道府県制覇達成                                                                                            | ※全国47都道府県制覇達成                                                                                            | ※全国47都道府県制覇達成                                                                                            | ※全国47都道府県制覇達成                                                                                            | ※全国47都道府県制覇達成                                                                                            | ※全国47都道府県制覇達成                                                                                            | ※全国47都道府県制覇達成                                                                                            | ※全国47都道府県制覇達成                                                                                            | ※全国47都道府県制覇達成                                                                                            | ※全国47都道府県制覇達成                                                                                            | ※全国47都道府県制覇達成                                                                                            | ※全国47都道府県制覇達成                                                                                            | ※全国47都道府県制覇達成                                                                                            |  |  |  |

### 全国47都道府県制覇以降
| 弾                    | 北海道                                                                                                | 青森県                                                                                                | 岩手県                                                                                                | 宮城県                                                                                                | 秋田県                                                                                                | 山形県                                                                                                | 福島県                                                                                                | 茨城県                                                                                                | 栃木県                                                                                                | 群馬県                                                                                                | 埼玉県                                                                                                | 千葉県                                                                                                | 東京都                                                                                                | 神奈川県                                                                                              | 新潟県                                                                                                | 富山県                                                                                                | 石川県                                                                                                | 福井県                                                                                                | 山梨県                                                                                                | 長野県                                                                                                | 岐阜県                                                                                                | 静岡県                                                                                                | 愛知県                                                                                                | 三重県                                                                                                | 滋賀県                                                                                                | 京都府                                                                                                | 大阪府                                                                                                | 兵庫県                                                                                                | 奈良県                                                                                                | 和歌山県                                                                                              | 鳥取県                                                                                                | 島根県                                                                                                | 岡山県                                                                                                | 広島県                                                                                                | 山口県                                                                                                | 徳島県                                                                                                | 香川県                                                                                                | 愛媛県                                                                                                | 高知県                                                                                                | 福岡県                                                                          | 佐賀県                                                                          | 長崎県                                                                          | 熊本県                                                                          | 大分県                                                                          | 宮崎県                                                                          | 鹿児島県                                                                        | 沖縄県                                                                          |
| 弾                    | 15 | 8 | 4 | 4 | 5 | 5 | 6 | 5 | 4 | 6 | 4 | 7 | 2 | 13 | 5 | 2 | 2 | 3 | 6 | 7 | 5 | 13 | 7 | 10 | 6 | 6 | 1 | 8 | 2 | 3 | 4 | 2 | 3 | 5 | 3 | 5 | 6 | 7 | 6 | 7                                                                               | 4                                                                               | 8                                                                               | 9                                                                               | 7                                                                               | 4                                                                               | 7                                                                               | 6                                                                               |
| レギュラー放送 2023年 | レギュラー放送 2023年                                                                                 | レギュラー放送 2023年                                                                                 | レギュラー放送 2023年                                                                                 | レギュラー放送 2023年                                                                                 | レギュラー放送 2023年                                                                                 | レギュラー放送 2023年                                                                                 | レギュラー放送 2023年                                                                                 | レギュラー放送 2023年                                                                                 | レギュラー放送 2023年                                                                                 | レギュラー放送 2023年                                                                                 | レギュラー放送 2023年                                                                                 | レギュラー放送 2023年                                                                                 | レギュラー放送 2023年                                                                                 | レギュラー放送 2023年                                                                                 | レギュラー放送 2023年                                                                                 | レギュラー放送 2023年                                                                                 | レギュラー放送 2023年                                                                                 | レギュラー放送 2023年                                                                                 | レギュラー放送 2023年                                                                                 | レギュラー放送 2023年                                                                                 | レギュラー放送 2023年                                                                                 | レギュラー放送 2023年                                                                                 | レギュラー放送 2023年                                                                                 | レギュラー放送 2023年                                                                                 | レギュラー放送 2023年                                                                                 | レギュラー放送 2023年                                                                                 | レギュラー放送 2023年                                                                                 | レギュラー放送 2023年                                                                                 | レギュラー放送 2023年                                                                                 | レギュラー放送 2023年                                                                                 | レギュラー放送 2023年                                                                                 | レギュラー放送 2023年                                                                                 | レギュラー放送 2023年                                                                                 | レギュラー放送 2023年                                                                                 | レギュラー放送 2023年                                                                                 | レギュラー放送 2023年                                                                                 | レギュラー放送 2023年                                                                                 | レギュラー放送 2023年                                                                                 | レギュラー放送 2023年                                                                                 | レギュラー放送 2023年                                                           | レギュラー放送 2023年                                                           | レギュラー放送 2023年                                                           | レギュラー放送 2023年                                                           | レギュラー放送 2023年                                                           | レギュラー放送 2023年                                                           | レギュラー放送 2023年                                                           | レギュラー放送 2023年                                                           |
| --------------------- | --- | --- | --- | --- | --- | --- | --- | --- | --- | --- | --- | --- | --- | --- | --- | --- | --- | --- | --- | --- | --- | --- | --- | --- | --- | --- | --- | --- | --- | --- | --- | --- | --- | --- | --- | --- | --- | --- | --- | ------------------------------------------------------------------------------- | ------------------------------------------------------------------------------- | ------------------------------------------------------------------------------- | ------------------------------------------------------------------------------- | ------------------------------------------------------------------------------- | ------------------------------------------------------------------------------- | ------------------------------------------------------------------------------- | ------------------------------------------------------------------------------- |
| 118                   | | | | | | | | | | | | | | | | | | | | | | | | | | | | | | | | | | | | | | | |                                                                                 |                                                                                 |                                                                                 | 6                                                                               |                                                                                 |                                                                                 |                                                                                 |                                                                                 |
| 119                   | | | | | | | | | | | | | | | | | | | | | | | | | | | | | | | | | | | | | | | | 5                                                                               |                                                                                 |                                                                                 |                                                                                 | 5                                                                               |                                                                                 |                                                                                 |                                                                                 |
| 120                   | テレ東SDGsウイークエンド『出川哲朗の充電させてもらえませんか？【番組初！ヤバいよ＜生放送＞3時間SP】』 | テレ東SDGsウイークエンド『出川哲朗の充電させてもらえませんか？【番組初！ヤバいよ＜生放送＞3時間SP】』 | テレ東SDGsウイークエンド『出川哲朗の充電させてもらえませんか？【番組初！ヤバいよ＜生放送＞3時間SP】』 | テレ東SDGsウイークエンド『出川哲朗の充電させてもらえませんか？【番組初！ヤバいよ＜生放送＞3時間SP】』 | テレ東SDGsウイークエンド『出川哲朗の充電させてもらえませんか？【番組初！ヤバいよ＜生放送＞3時間SP】』 | テレ東SDGsウイークエンド『出川哲朗の充電させてもらえませんか？【番組初！ヤバいよ＜生放送＞3時間SP】』 | テレ東SDGsウイークエンド『出川哲朗の充電させてもらえませんか？【番組初！ヤバいよ＜生放送＞3時間SP】』 | テレ東SDGsウイークエンド『出川哲朗の充電させてもらえませんか？【番組初！ヤバいよ＜生放送＞3時間SP】』 | テレ東SDGsウイークエンド『出川哲朗の充電させてもらえませんか？【番組初！ヤバいよ＜生放送＞3時間SP】』 | テレ東SDGsウイークエンド『出川哲朗の充電させてもらえませんか？【番組初！ヤバいよ＜生放送＞3時間SP】』 | テレ東SDGsウイークエンド『出川哲朗の充電させてもらえませんか？【番組初！ヤバいよ＜生放送＞3時間SP】』 | テレ東SDGsウイークエンド『出川哲朗の充電させてもらえませんか？【番組初！ヤバいよ＜生放送＞3時間SP】』 | テレ東SDGsウイークエンド『出川哲朗の充電させてもらえませんか？【番組初！ヤバいよ＜生放送＞3時間SP】』 | テレ東SDGsウイークエンド『出川哲朗の充電させてもらえませんか？【番組初！ヤバいよ＜生放送＞3時間SP】』 | テレ東SDGsウイークエンド『出川哲朗の充電させてもらえませんか？【番組初！ヤバいよ＜生放送＞3時間SP】』 | テレ東SDGsウイークエンド『出川哲朗の充電させてもらえませんか？【番組初！ヤバいよ＜生放送＞3時間SP】』 | テレ東SDGsウイークエンド『出川哲朗の充電させてもらえませんか？【番組初！ヤバいよ＜生放送＞3時間SP】』 | テレ東SDGsウイークエンド『出川哲朗の充電させてもらえませんか？【番組初！ヤバいよ＜生放送＞3時間SP】』 | テレ東SDGsウイークエンド『出川哲朗の充電させてもらえませんか？【番組初！ヤバいよ＜生放送＞3時間SP】』 | テレ東SDGsウイークエンド『出川哲朗の充電させてもらえませんか？【番組初！ヤバいよ＜生放送＞3時間SP】』 | テレ東SDGsウイークエンド『出川哲朗の充電させてもらえませんか？【番組初！ヤバいよ＜生放送＞3時間SP】』 | テレ東SDGsウイークエンド『出川哲朗の充電させてもらえませんか？【番組初！ヤバいよ＜生放送＞3時間SP】』 | テレ東SDGsウイークエンド『出川哲朗の充電させてもらえませんか？【番組初！ヤバいよ＜生放送＞3時間SP】』 | テレ東SDGsウイークエンド『出川哲朗の充電させてもらえませんか？【番組初！ヤバいよ＜生放送＞3時間SP】』 | テレ東SDGsウイークエンド『出川哲朗の充電させてもらえませんか？【番組初！ヤバいよ＜生放送＞3時間SP】』 | テレ東SDGsウイークエンド『出川哲朗の充電させてもらえませんか？【番組初！ヤバいよ＜生放送＞3時間SP】』 | テレ東SDGsウイークエンド『出川哲朗の充電させてもらえませんか？【番組初！ヤバいよ＜生放送＞3時間SP】』 | テレ東SDGsウイークエンド『出川哲朗の充電させてもらえませんか？【番組初！ヤバいよ＜生放送＞3時間SP】』 | テレ東SDGsウイークエンド『出川哲朗の充電させてもらえませんか？【番組初！ヤバいよ＜生放送＞3時間SP】』 | テレ東SDGsウイークエンド『出川哲朗の充電させてもらえませんか？【番組初！ヤバいよ＜生放送＞3時間SP】』 | テレ東SDGsウイークエンド『出川哲朗の充電させてもらえませんか？【番組初！ヤバいよ＜生放送＞3時間SP】』 | テレ東SDGsウイークエンド『出川哲朗の充電させてもらえませんか？【番組初！ヤバいよ＜生放送＞3時間SP】』 | テレ東SDGsウイークエンド『出川哲朗の充電させてもらえませんか？【番組初！ヤバいよ＜生放送＞3時間SP】』 | テレ東SDGsウイークエンド『出川哲朗の充電させてもらえませんか？【番組初！ヤバいよ＜生放送＞3時間SP】』 | テレ東SDGsウイークエンド『出川哲朗の充電させてもらえませんか？【番組初！ヤバいよ＜生放送＞3時間SP】』 | テレ東SDGsウイークエンド『出川哲朗の充電させてもらえませんか？【番組初！ヤバいよ＜生放送＞3時間SP】』 | テレ東SDGsウイークエンド『出川哲朗の充電させてもらえませんか？【番組初！ヤバいよ＜生放送＞3時間SP】』 | テレ東SDGsウイークエンド『出川哲朗の充電させてもらえませんか？【番組初！ヤバいよ＜生放送＞3時間SP】』 | テレ東SDGsウイークエンド『出川哲朗の充電させてもらえませんか？【番組初！ヤバいよ＜生放送＞3時間SP】』 | 6                                                                               |                                                                                 |                                                                                 |                                                                                 |                                                                                 |                                                                                 |                                                                                 |                                                                                 |
| 121                   | | | | | | | | | | | | | | | | | | | | | | | | | | | | | | | | | | | | | | | |                                                                                 |                                                                                 |                                                                                 |                                                                                 |                                                                                 |                                                                                 |                                                                                 | 4                                                                               |
| 122                   | | | | | | | | | | | | | | | | | | | 5 | | | 9 | | | | | | | | | | | | | | | | | |                                                                                 |                                                                                 |                                                                                 |                                                                                 |                                                                                 |                                                                                 |                                                                                 |                                                                                 |
| 123                   | | | | | | | | | | | | | | | | | | | | | | 10 | | | | | | | | | | | | | | | | | |                                                                                 |                                                                                 |                                                                                 |                                                                                 |                                                                                 |                                                                                 |                                                                                 |                                                                                 |
| 124                   | | | | | | | | | | | | 5 | | | | | | | | | | | | | | | | | | | | | | | | | | | |                                                                                 |                                                                                 |                                                                                 |                                                                                 |                                                                                 |                                                                                 |                                                                                 |                                                                                 |
| 125                   | | | | | | | | | | | | | | | | | | | | | | | | 6 | 5 | 6 | | | | | | | | | | | | | |                                                                                 |                                                                                 |                                                                                 |                                                                                 |                                                                                 |                                                                                 |                                                                                 |                                                                                 |
| 126                   | | | | | | | | | | | | | | | | | | | | 6 | | | | | | | | | | | | | | | | | | | |                                                                                 |                                                                                 |                                                                                 |                                                                                 |                                                                                 |                                                                                 |                                                                                 |                                                                                 |
| 127                   | | | | | | | | | | | | | | | | | | | | | | | | | | | | | | | | | | | | 5 | | | 5 |                                                                                 |                                                                                 |                                                                                 |                                                                                 |                                                                                 |                                                                                 |                                                                                 |                                                                                 |
| 128                   | | | | 2 | | | 2 | | | | | | | | | | | | | | | | | | | | | | | | | | | | | | | | |                                                                                 |                                                                                 |                                                                                 |                                                                                 |                                                                                 |                                                                                 |                                                                                 |                                                                                 |
| 129                   | | | | | | | | | | | | | | | | | | | | | 4 | | 5 | | | | | | | | | | | | | | | | |                                                                                 |                                                                                 |                                                                                 |                                                                                 |                                                                                 |                                                                                 |                                                                                 |                                                                                 |
| 130                   | 9 | | | | | | | | | | | | | | | | | | | | | | | | | | | | | | | | | | | | | | |                                                                                 |                                                                                 |                                                                                 |                                                                                 |                                                                                 |                                                                                 |                                                                                 |                                                                                 |
| 131                   | | | | | | | | | | | | | | | | | | | | | | | | | | | | | | | | | | | | | | | |                                                                                 |                                                                                 |                                                                                 |                                                                                 |                                                                                 |                                                                                 |                                                                                 | 5                                                                               |
| 132                   | 10 | | | | | | | | | | | | | | | | | | | | | | | | | | | | | | | | | | | | | | |                                                                                 |                                                                                 |                                                                                 |                                                                                 |                                                                                 |                                                                                 |                                                                                 |                                                                                 |
| 133                   | | | | | | | | | | | | | | | | | | | | | | | | | | | | 8 | | | | | | | | | | | |                                                                                 |                                                                                 |                                                                                 |                                                                                 |                                                                                 |                                                                                 |                                                                                 |                                                                                 |
| 134                   | | | | | | | | | | | | | | | | | | | | | | | | | | | | | | | | | | | | | | 6 | |                                                                                 |                                                                                 |                                                                                 |                                                                                 |                                                                                 |                                                                                 |                                                                                 |                                                                                 |
| 135                   | | | | | | | | | | | | | | | | | | | | | | | | | 6 | | | | | | | | | | | | | | |                                                                                 |                                                                                 |                                                                                 |                                                                                 |                                                                                 |                                                                                 |                                                                                 |                                                                                 |
| 136                   | 11 | | | | | | | | | | | | | | | | | | | | | | | | | | | | | | | | | | | | | | |                                                                                 |                                                                                 |                                                                                 |                                                                                 |                                                                                 |                                                                                 |                                                                                 |                                                                                 |
| 137                   | | 7 | | | | | | | | | | | | | | | | | | | | | | | | | | | | | | | | | | | | | |                                                                                 |                                                                                 |                                                                                 |                                                                                 |                                                                                 |                                                                                 |                                                                                 |                                                                                 |
| 138                   | | | | | | | 3 | | | | | | | | | | | | | | | | | | | | | | | | | | | | | | | | |                                                                                 |                                                                                 |                                                                                 |                                                                                 |                                                                                 |                                                                                 |                                                                                 |                                                                                 |
| 139                   | | | | | | | | | | | | | | | | | | | | | | | | | | | | | | | | | | | | | | | |                                                                                 |                                                                                 |                                                                                 | 7                                                                               |                                                                                 |                                                                                 |                                                                                 |                                                                                 |
| 140                   | | | | | | | | | | | | | | | | | | | | | | | | | | | | | | | | | | | | | | | |                                                                                 |                                                                                 |                                                                                 | 8                                                                               | 6                                                                               |                                                                                 |                                                                                 |                                                                                 |
| レギュラー放送 2024年 | | | | | | | | | | | | | | | | | | | | | | | | | | | | | | | | | | | | | | | |                                                                                 |                                                                                 |                                                                                 |                                                                                 |                                                                                 |                                                                                 |                                                                                 |                                                                                 |
| 141                   | | | | | | | | | | | | | | 11 | | | | | 6 | | | 11 | | | | | | | | | | | | | | | | | |                                                                                 |                                                                                 |                                                                                 |                                                                                 |                                                                                 |                                                                                 |                                                                                 |                                                                                 |
| 142                   | | | | | | | | | | 5 | | | | | | | | | | | | | | | | | | | | | | | | | | | | | |                                                                                 |                                                                                 |                                                                                 |                                                                                 |                                                                                 |                                                                                 |                                                                                 |                                                                                 |
| 143                   | | | | | | | | | | 6 | 4 | | | | | | | | | | | | | | | | | | | | | | | | | | | | |                                                                                 |                                                                                 |                                                                                 |                                                                                 |                                                                                 |                                                                                 |                                                                                 |                                                                                 |
| 144                   | 『祝!出川哲朗還暦SP』                                                                                 | 『祝!出川哲朗還暦SP』                                                                                 | 『祝!出川哲朗還暦SP』                                                                                 | 『祝!出川哲朗還暦SP』                                                                                 | 『祝!出川哲朗還暦SP』                                                                                 | 『祝!出川哲朗還暦SP』                                                                                 | 『祝!出川哲朗還暦SP』                                                                                 | 『祝!出川哲朗還暦SP』                                                                                 | 『祝!出川哲朗還暦SP』                                                                                 | 『祝!出川哲朗還暦SP』                                                                                 | 『祝!出川哲朗還暦SP』                                                                                 | 『祝!出川哲朗還暦SP』                                                                                 | 『祝!出川哲朗還暦SP』                                                                                 | 12 | | | | | | | | | | | | | | | | | | | | | | | | | |                                                                                 |                                                                                 |                                                                                 |                                                                                 |                                                                                 |                                                                                 |                                                                                 |                                                                                 |
| 145                   | テレビ東京開局60周年特別企画『テレ東系「旅の日」7時間テレビ』                                         | テレビ東京開局60周年特別企画『テレ東系「旅の日」7時間テレビ』                                         | テレビ東京開局60周年特別企画『テレ東系「旅の日」7時間テレビ』                                         | テレビ東京開局60周年特別企画『テレ東系「旅の日」7時間テレビ』                                         | テレビ東京開局60周年特別企画『テレ東系「旅の日」7時間テレビ』                                         | テレビ東京開局60周年特別企画『テレ東系「旅の日」7時間テレビ』                                         | テレビ東京開局60周年特別企画『テレ東系「旅の日」7時間テレビ』                                         | テレビ東京開局60周年特別企画『テレ東系「旅の日」7時間テレビ』                                         | テレビ東京開局60周年特別企画『テレ東系「旅の日」7時間テレビ』                                         | テレビ東京開局60周年特別企画『テレ東系「旅の日」7時間テレビ』                                         | テレビ東京開局60周年特別企画『テレ東系「旅の日」7時間テレビ』                                         | テレビ東京開局60周年特別企画『テレ東系「旅の日」7時間テレビ』                                         | テレビ東京開局60周年特別企画『テレ東系「旅の日」7時間テレビ』                                         | テレビ東京開局60周年特別企画『テレ東系「旅の日」7時間テレビ』                                         | テレビ東京開局60周年特別企画『テレ東系「旅の日」7時間テレビ』                                         | テレビ東京開局60周年特別企画『テレ東系「旅の日」7時間テレビ』                                         | テレビ東京開局60周年特別企画『テレ東系「旅の日」7時間テレビ』                                         | テレビ東京開局60周年特別企画『テレ東系「旅の日」7時間テレビ』                                         | テレビ東京開局60周年特別企画『テレ東系「旅の日」7時間テレビ』                                         | テレビ東京開局60周年特別企画『テレ東系「旅の日」7時間テレビ』                                         | テレビ東京開局60周年特別企画『テレ東系「旅の日」7時間テレビ』                                         | 12 | 6 | 7 | | | | | | | | | | | | | | | |                                                                                 |                                                                                 |                                                                                 |                                                                                 |                                                                                 |                                                                                 |                                                                                 |                                                                                 |
| 146                   | | | | | | | | | | | | | | | | | | | | | | | | | | | | | | | | | | | | | | 7 | 6 |                                                                                 |                                                                                 |                                                                                 |                                                                                 |                                                                                 |                                                                                 |                                                                                 |                                                                                 |
| 147                   | | | | | | | | 3 | | | | | | | | | | | | | | | | | | | | | | | | | | | | | | | |                                                                                 |                                                                                 |                                                                                 |                                                                                 |                                                                                 |                                                                                 |                                                                                 |                                                                                 |
| 148                   | | | | | | | | | | | | | | | | | | | | | | | | 8 | | | | | | 3 | | | | | | | | | |                                                                                 |                                                                                 |                                                                                 |                                                                                 |                                                                                 |                                                                                 |                                                                                 |                                                                                 |
| 149                   | | | | | | | | | | | | | | | | | | | | | | | | | | | | | | | | | | | | | | | |                                                                                 |                                                                                 |                                                                                 | 9                                                                               | 7                                                                               |                                                                                 |                                                                                 |                                                                                 |
| 150                   | | | | | | | | | | | | | | | | | | | | | | | | | | | | | | | 3 | | | | | | | | |                                                                                 |                                                                                 |                                                                                 |                                                                                 |                                                                                 |                                                                                 |                                                                                 |                                                                                 |
| 151                   | | | | | | 4 | | | | | | | | | 5 | | | | | | | | | | | | | | | | | | | | | | | | |                                                                                 |                                                                                 |                                                                                 |                                                                                 |                                                                                 |                                                                                 |                                                                                 |                                                                                 |
| 152                   | | | 3 | 3 | | | | | | | | | | | | | | | | | | | | | | | | | | | | | | | | | | | |                                                                                 |                                                                                 |                                                                                 |                                                                                 |                                                                                 |                                                                                 |                                                                                 |                                                                                 |
| 153                   | | | | | | | 4 | 4 | | | | | | | | | | | | | | | | | | | | | | | | | | | | | | | |                                                                                 |                                                                                 |                                                                                 |                                                                                 |                                                                                 |                                                                                 |                                                                                 |                                                                                 |
| 154                   | 12 | | | | | | | | | | | | | | | | | | | | | | | | | | | | | | | | | | | | | | |                                                                                 |                                                                                 |                                                                                 |                                                                                 |                                                                                 |                                                                                 |                                                                                 |                                                                                 |
| 155                   | 13 | | | | | | | | | | | | | | | | | | | | | | | | | | | | | | | | | | | | | | |                                                                                 |                                                                                 |                                                                                 |                                                                                 |                                                                                 |                                                                                 |                                                                                 |                                                                                 |
| 156                   | | | | | | | | | | | | | | | | | | | | 7 | | | | | | | | | | | | | | | | | | | |                                                                                 |                                                                                 |                                                                                 |                                                                                 |                                                                                 |                                                                                 |                                                                                 |                                                                                 |
| 157                   | | | | | | | | | | | | 6 | | | | | | | | | | | | | | | | | | | | | | | | | | | |                                                                                 |                                                                                 |                                                                                 |                                                                                 |                                                                                 |                                                                                 |                                                                                 |                                                                                 |
| 158                   | | | | | 4 | | | | | | | | | | | | | | | | | | | | | | | | | | | | | | | | | | |                                                                                 |                                                                                 |                                                                                 |                                                                                 |                                                                                 |                                                                                 |                                                                                 |                                                                                 |
| 159                   | | | | | | | | | | | | | | | | | 2 | 3 | | | | | | | | | | | | | | | | | | | | | |                                                                                 |                                                                                 |                                                                                 |                                                                                 |                                                                                 |                                                                                 |                                                                                 |                                                                                 |
| 160                   | | | | | | | | | | | | | | | | | | | | | | | | | | | | | | | | | | 5 | | | | | |                                                                                 |                                                                                 |                                                                                 |                                                                                 |                                                                                 |                                                                                 |                                                                                 |                                                                                 |
| 161                   | 14 | | | | | | | | | | | | | | | | | | | | | | | | | | | | | | | | | | | | | | |                                                                                 |                                                                                 |                                                                                 |                                                                                 |                                                                                 |                                                                                 |                                                                                 |                                                                                 |
| 162                   | | | | | | | 5 | | 4 | | | | | | | | | | | | | | | | | | | | | | | | | | | | | | |                                                                                 |                                                                                 |                                                                                 |                                                                                 |                                                                                 |                                                                                 |                                                                                 |                                                                                 |
| レギュラー放送 2025年 | | | | | | | | | | | | | | | | | | | | | | | | | | | | | | | | | | | | | | | |                                                                                 |                                                                                 |                                                                                 |                                                                                 |                                                                                 |                                                                                 |                                                                                 |                                                                                 |
| 163                   | | | | | | | | | | | | | | | | | | | | | | | | | | | | | | | | | | | | | | | |                                                                                 |                                                                                 |                                                                                 |                                                                                 |                                                                                 | 4                                                                               |                                                                                 |                                                                                 |
| 164                   | | | | | | | | 5 | | | | | | | | | | | | | | | | | | | | | | | | | | | | | | | |                                                                                 |                                                                                 |                                                                                 |                                                                                 |                                                                                 |                                                                                 |                                                                                 |                                                                                 |
| 165                   | | | | 4 | | | 6 | | | | | | | | | | | | | | | | | | | | | | | | | | | | | | | | |                                                                                 |                                                                                 |                                                                                 |                                                                                 |                                                                                 |                                                                                 |                                                                                 |                                                                                 |
| 166                   | | | | | | | | | | | | | | | | | | | | | | | | | | | | | | | | | | | | | | | |                                                                                 |                                                                                 |                                                                                 |                                                                                 |                                                                                 |                                                                                 |                                                                                 | 6                                                                               |
| 167                   | | | | | | | | | | | | | | | | | | | | | | | | 9 | | | | | | | | | | | | | | | |                                                                                 |                                                                                 |                                                                                 |                                                                                 |                                                                                 |                                                                                 |                                                                                 |                                                                                 |
| 168                   | | | | | | | | | | | | | | | | | | | | | | | | | | | | | | | | | | | | | | | | 7                                                                               | 4                                                                               | 7                                                                               |                                                                                 |                                                                                 |                                                                                 |                                                                                 |                                                                                 |
| 169                   | 『出川哲朗の充電させてもらえませんか?ザ・ワールド!』 台湾（艋舺龍山寺〜十分駅）                       | 『出川哲朗の充電させてもらえませんか?ザ・ワールド!』 台湾（艋舺龍山寺〜十分駅）                       | 『出川哲朗の充電させてもらえませんか?ザ・ワールド!』 台湾（艋舺龍山寺〜十分駅）                       | 『出川哲朗の充電させてもらえませんか?ザ・ワールド!』 台湾（艋舺龍山寺〜十分駅）                       | 『出川哲朗の充電させてもらえませんか?ザ・ワールド!』 台湾（艋舺龍山寺〜十分駅）                       | 『出川哲朗の充電させてもらえませんか?ザ・ワールド!』 台湾（艋舺龍山寺〜十分駅）                       | 『出川哲朗の充電させてもらえませんか?ザ・ワールド!』 台湾（艋舺龍山寺〜十分駅）                       | 『出川哲朗の充電させてもらえませんか?ザ・ワールド!』 台湾（艋舺龍山寺〜十分駅）                       | 『出川哲朗の充電させてもらえませんか?ザ・ワールド!』 台湾（艋舺龍山寺〜十分駅）                       | 『出川哲朗の充電させてもらえませんか?ザ・ワールド!』 台湾（艋舺龍山寺〜十分駅）                       | 『出川哲朗の充電させてもらえませんか?ザ・ワールド!』 台湾（艋舺龍山寺〜十分駅）                       | 『出川哲朗の充電させてもらえませんか?ザ・ワールド!』 台湾（艋舺龍山寺〜十分駅）                       | 『出川哲朗の充電させてもらえませんか?ザ・ワールド!』 台湾（艋舺龍山寺〜十分駅）                       | 『出川哲朗の充電させてもらえませんか?ザ・ワールド!』 台湾（艋舺龍山寺〜十分駅）                       | 『出川哲朗の充電させてもらえませんか?ザ・ワールド!』 台湾（艋舺龍山寺〜十分駅）                       | 『出川哲朗の充電させてもらえませんか?ザ・ワールド!』 台湾（艋舺龍山寺〜十分駅）                       | 『出川哲朗の充電させてもらえませんか?ザ・ワールド!』 台湾（艋舺龍山寺〜十分駅）                       | 『出川哲朗の充電させてもらえませんか?ザ・ワールド!』 台湾（艋舺龍山寺〜十分駅）                       | 『出川哲朗の充電させてもらえませんか?ザ・ワールド!』 台湾（艋舺龍山寺〜十分駅）                       | 『出川哲朗の充電させてもらえませんか?ザ・ワールド!』 台湾（艋舺龍山寺〜十分駅）                       | 『出川哲朗の充電させてもらえませんか?ザ・ワールド!』 台湾（艋舺龍山寺〜十分駅）                       | 『出川哲朗の充電させてもらえませんか?ザ・ワールド!』 台湾（艋舺龍山寺〜十分駅）                       | 『出川哲朗の充電させてもらえませんか?ザ・ワールド!』 台湾（艋舺龍山寺〜十分駅）                       | 『出川哲朗の充電させてもらえませんか?ザ・ワールド!』 台湾（艋舺龍山寺〜十分駅）                       | 『出川哲朗の充電させてもらえませんか?ザ・ワールド!』 台湾（艋舺龍山寺〜十分駅）                       | 『出川哲朗の充電させてもらえませんか?ザ・ワールド!』 台湾（艋舺龍山寺〜十分駅）                       | 『出川哲朗の充電させてもらえませんか?ザ・ワールド!』 台湾（艋舺龍山寺〜十分駅）                       | 『出川哲朗の充電させてもらえませんか?ザ・ワールド!』 台湾（艋舺龍山寺〜十分駅）                       | 『出川哲朗の充電させてもらえませんか?ザ・ワールド!』 台湾（艋舺龍山寺〜十分駅）                       | 『出川哲朗の充電させてもらえませんか?ザ・ワールド!』 台湾（艋舺龍山寺〜十分駅）                       | 『出川哲朗の充電させてもらえませんか?ザ・ワールド!』 台湾（艋舺龍山寺〜十分駅）                       | 『出川哲朗の充電させてもらえませんか?ザ・ワールド!』 台湾（艋舺龍山寺〜十分駅）                       | 『出川哲朗の充電させてもらえませんか?ザ・ワールド!』 台湾（艋舺龍山寺〜十分駅）                       | 『出川哲朗の充電させてもらえませんか?ザ・ワールド!』 台湾（艋舺龍山寺〜十分駅）                       | 『出川哲朗の充電させてもらえませんか?ザ・ワールド!』 台湾（艋舺龍山寺〜十分駅）                       | 『出川哲朗の充電させてもらえませんか?ザ・ワールド!』 台湾（艋舺龍山寺〜十分駅）                       | 『出川哲朗の充電させてもらえませんか?ザ・ワールド!』 台湾（艋舺龍山寺〜十分駅）                       | 『出川哲朗の充電させてもらえませんか?ザ・ワールド!』 台湾（艋舺龍山寺〜十分駅）                       | 『出川哲朗の充電させてもらえませんか?ザ・ワールド!』 台湾（艋舺龍山寺〜十分駅）                       | 『出川哲朗の充電させてもらえませんか?ザ・ワールド!』 台湾（艋舺龍山寺〜十分駅） | 『出川哲朗の充電させてもらえませんか?ザ・ワールド!』 台湾（艋舺龍山寺〜十分駅） | 『出川哲朗の充電させてもらえませんか?ザ・ワールド!』 台湾（艋舺龍山寺〜十分駅） | 『出川哲朗の充電させてもらえませんか?ザ・ワールド!』 台湾（艋舺龍山寺〜十分駅） | 『出川哲朗の充電させてもらえませんか?ザ・ワールド!』 台湾（艋舺龍山寺〜十分駅） | 『出川哲朗の充電させてもらえませんか?ザ・ワールド!』 台湾（艋舺龍山寺〜十分駅） | 『出川哲朗の充電させてもらえませんか?ザ・ワールド!』 台湾（艋舺龍山寺〜十分駅） | 『出川哲朗の充電させてもらえませんか?ザ・ワールド!』 台湾（艋舺龍山寺〜十分駅） |
| 170                   | | | | | | | | | | | | | | | | | | | | | | | | | | | | | | | | | | | | | | | |                                                                                 |                                                                                 | 8                                                                               |                                                                                 |                                                                                 |                                                                                 |                                                                                 |                                                                                 |
| 171                   | | | | | | | | | | | | | | | | | | | | | 5 | | 7 | 10 | | | | | | | | | | | | | | | |                                                                                 |                                                                                 |                                                                                 |                                                                                 |                                                                                 |                                                                                 |                                                                                 |                                                                                 |
| 172                   | | | | | | | | | | | | 7 | | | | | | | | | | | | | | | | | | | | | | | | | | | |                                                                                 |                                                                                 |                                                                                 |                                                                                 |                                                                                 |                                                                                 |                                                                                 |                                                                                 |
| 173                   | | | | | | 5 | | | | | | | | | | | | | | | | | | | | | | | | | | | | | | | | | |                                                                                 |                                                                                 |                                                                                 |                                                                                 |                                                                                 |                                                                                 |                                                                                 |                                                                                 |
| 174                   | 『テレ東系 旅の日～充電旅&バス乗り継ぎ旅で7時間SP～』                                                 | 『テレ東系 旅の日～充電旅&バス乗り継ぎ旅で7時間SP～』                                                 | 『テレ東系 旅の日～充電旅&バス乗り継ぎ旅で7時間SP～』                                                 | 『テレ東系 旅の日～充電旅&バス乗り継ぎ旅で7時間SP～』                                                 | 『テレ東系 旅の日～充電旅&バス乗り継ぎ旅で7時間SP～』                                                 | 『テレ東系 旅の日～充電旅&バス乗り継ぎ旅で7時間SP～』                                                 | 『テレ東系 旅の日～充電旅&バス乗り継ぎ旅で7時間SP～』                                                 | 『テレ東系 旅の日～充電旅&バス乗り継ぎ旅で7時間SP～』                                                 | 『テレ東系 旅の日～充電旅&バス乗り継ぎ旅で7時間SP～』                                                 | 『テレ東系 旅の日～充電旅&バス乗り継ぎ旅で7時間SP～』                                                 | 『テレ東系 旅の日～充電旅&バス乗り継ぎ旅で7時間SP～』                                                 | 『テレ東系 旅の日～充電旅&バス乗り継ぎ旅で7時間SP～』                                                 | 『テレ東系 旅の日～充電旅&バス乗り継ぎ旅で7時間SP～』                                                 | 『テレ東系 旅の日～充電旅&バス乗り継ぎ旅で7時間SP～』                                                 | 『テレ東系 旅の日～充電旅&バス乗り継ぎ旅で7時間SP～』                                                 | 『テレ東系 旅の日～充電旅&バス乗り継ぎ旅で7時間SP～』                                                 | 『テレ東系 旅の日～充電旅&バス乗り継ぎ旅で7時間SP～』                                                 | 『テレ東系 旅の日～充電旅&バス乗り継ぎ旅で7時間SP～』                                                 | 『テレ東系 旅の日～充電旅&バス乗り継ぎ旅で7時間SP～』                                                 | 『テレ東系 旅の日～充電旅&バス乗り継ぎ旅で7時間SP～』                                                 | 『テレ東系 旅の日～充電旅&バス乗り継ぎ旅で7時間SP～』                                                 | 『テレ東系 旅の日～充電旅&バス乗り継ぎ旅で7時間SP～』                                                 | 『テレ東系 旅の日～充電旅&バス乗り継ぎ旅で7時間SP～』                                                 | 『テレ東系 旅の日～充電旅&バス乗り継ぎ旅で7時間SP～』                                                 | 『テレ東系 旅の日～充電旅&バス乗り継ぎ旅で7時間SP～』                                                 | 『テレ東系 旅の日～充電旅&バス乗り継ぎ旅で7時間SP～』                                                 | 『テレ東系 旅の日～充電旅&バス乗り継ぎ旅で7時間SP～』                                                 | 『テレ東系 旅の日～充電旅&バス乗り継ぎ旅で7時間SP～』                                                 | 『テレ東系 旅の日～充電旅&バス乗り継ぎ旅で7時間SP～』                                                 | 『テレ東系 旅の日～充電旅&バス乗り継ぎ旅で7時間SP～』                                                 | 4 | | | | | | | | |                                                                                 |                                                                                 |                                                                                 |                                                                                 |                                                                                 |                                                                                 |                                                                                 |                                                                                 |
| 175                   | | 8 | | | 5 | | | | | | | | | | | | | | | | | | | | | | | | | | | | | | | | | | |                                                                                 |                                                                                 |                                                                                 |                                                                                 |                                                                                 |                                                                                 |                                                                                 |                                                                                 |
| 176                   | | | | | | | | | | | | | | 13 | | | | | | | | 13 | | | | | | | | | | | | | | | | | |                                                                                 |                                                                                 |                                                                                 |                                                                                 |                                                                                 |                                                                                 |                                                                                 |                                                                                 |
| 177                   | | | 4 | | | | | | | | | | | | | | | | | | | | | | | | | | | | | | | | | | | | |                                                                                 |                                                                                 |                                                                                 |                                                                                 |                                                                                 |                                                                                 |                                                                                 |                                                                                 |
| 178                   | 15 | | | | | | | | | | | | | | | | | | | | | | | | | | | | | | | | | | | | | | |                                                                                 |                                                                                 |                                                                                 |                                                                                 |                                                                                 |                                                                                 |                                                                                 |                                                                                 |

## 四国"お遍路旅"企画
※［］内は四国八十八箇所の霊場札所順。
※★印はお遍路回、☆印は通常企画回の中で訪問｡
1. ★第75弾（2020年2月15日・22日放送）
雲辺寺［66］→大興寺［67］→神恵院［68］→観音寺［69］→本山寺［70］→弥谷寺［71］→曼荼羅寺［72］→出釈迦寺［73］→甲山寺［74］→善通寺［75］→金倉寺［76※本編では時間外で御朱印を貰えず。］
2. ★第97弾（2022年3月26日放送）
霊山寺［1］→極楽寺［2］→金泉寺［3］→大日寺［4］→地蔵寺［5］→安楽寺［6］→十楽寺［7］→熊谷寺［8］→法輪寺［9］→切幡寺［10］
3. ☆第103弾（2022年6月25日放送）
吉祥寺［63］→前神寺［64］→道隆寺［77］
4. ☆第112弾（2022年10月29日放送）
志度寺［86］
5. ☆第127弾（2023年6月10日放送）
最御崎寺［24］→薬王寺［23］
6. ★第134弾（2023年9月23日放送）
横峰寺［60］→宝寿寺［62］→香園寺［61］→伊予国分寺［59］→仙遊寺［58］→南光坊［55］→栄福寺［57］→泰山寺［56］
7. ☆第146弾（2024年4月6日放送）
延光寺［39］→観自在寺［40］

## ネット局
本番組は全編ローカルセールス枠の番組のため、テレビ東京系列局でも同時ネットを実施している地域は少なく、また平常時同時ネットを実施している局であっても、本番組を休止してプロ野球中継等のローカル特番を放送する場合がある。
テレビ東京で2時間半以上のスペシャルとして放送する回については、遅れネット局向けに2時間短縮版、または1時間ずつの分割版も用意されており、後者は2週または3週に分けて放送するか、全部まとめて連続放送される。
ネット局の中には、局の放送エリアが目的地あるいはルートに含まれている回のみを放送する形で不定期放送としている局もある。また当初は不定期放送であったが、番組の人気が上昇する中で定期放送に切り替えた局もあるが、その一方でテレビ東京系列にもかかわらず、前述の事情で不定期放送という地域も存在する。
2023年10月時点、地元局に放送実績のない都道府県は京都府・兵庫県の2府県で、当該地域での収録の際、このことを出川がしばしば言及している。両府県の域内における民放テレビ局はいずれも独立局（KBS京都とサンテレビ）で、諸事情でテレビ東京系列の番組をほとんど放送していない（京都放送では一部を放送している）。
なお、テレビ東京での本放送終了後には、「ネットもテレ東」「Paravi」「TVer」で放送済みの本編動画を期間限定で配信。テレビ東京では2022年4月11日（月曜日）から「TVer」で実施しているテレ東系リアルタイム配信の対象に当番組を含めているため、同局における4月16日（土曜日）以降の本放送については、放送のエリアにかかわらずリアルタイム配信でも視聴できる。
| 放送対象地域   | 放送局                    | 系列                          | 放送時間                                                  | ネット状況 | 脚注                                                   |
| -------------- | ------------------------- | ----------------------------- | --------------------------------------------------------- | ---------- | ------------------------------------------------------ |
| 関東広域圏     | テレビ東京（TX）          | テレビ東京系列                | 土曜 19:54 - 20:54                                        | 制作局     |                                                        |
| 岡山県・香川県 | テレビせとうち（TSC）     | テレビ東京系列                | 土曜 19:54 - 20:54                                        | 同時ネット | [ 局 3 ] [ 局 4 ] [ 局 5 ]                             |
| 岐阜県         | 岐阜放送（GBS）           | 独立局                        | 土曜 19:54 - 20:54                                        | 同時ネット |                                                        |
| 滋賀県         | びわ湖放送（BBC）         | 独立局                        | 土曜 19:54 - 20:54                                        | 同時ネット |                                                        |
| 奈良県         | 奈良テレビ（TVN）         | 独立局                        | 土曜 19:54 - 20:54                                        | 同時ネット |                                                        |
| 和歌山県       | テレビ和歌山（WTV）       | 独立局                        | 土曜 19:54 - 20:54                                        | 同時ネット |                                                        |
| 北海道         | テレビ北海道（TVh）       | テレビ東京系列                | 土曜 19:00 - 20:54（不定期放送）                          | 遅れネット | [ 局 6 ] [ 局 3 ] [ 局 4 ]                             |
| 愛知県         | テレビ愛知（TVA）         | テレビ東京系列                | 土曜 19:58 - 20:54                                        | 遅れネット | [ 局 3 ]                                               |
| 大阪府         | テレビ大阪（TVO）         | テレビ東京系列                | 土曜 18:58 - 20:54（不定期放送）                          | 遅れネット | [ 局 6 ] [ 局 3 ] [ 局 7 ] [ 局 8 ] [ 局 9 ] [ 局 10 ] |
| 福岡県         | TVQ九州放送（TVQ）        | テレビ東京系列                | 土曜 12:00 - 13:00                                        | 遅れネット | [ 局 11 ] [ 局 12 ]                                    |
| 三重県         | 三重テレビ（MTV）         | 独立局                        | 木曜 19:00 - 19:55                                        | 遅れネット |                                                        |
| 静岡県         | 静岡第一テレビ（SDT）     | 日本テレビ系列                | 土曜 13:30 - 14:25                                        | 遅れネット | [ 局 13 ]                                              |
| 富山県         | 北日本放送（KNB）         | 日本テレビ系列                | 土曜 10:00 - 11:00                                        | 遅れネット | [ 局 14 ]                                              |
| 山口県         | 山口放送（KRY）           | 日本テレビ系列                | 土曜 14:30 - 15:30                                        | 遅れネット | [ 局 15 ]                                              |
| 徳島県         | 四国放送（JRT）           | 日本テレビ系列                | 日曜 12:35 - 13:30                                        | 遅れネット | [ 局 17 ]                                              |
| 愛媛県         | 南海放送（RNB）           | 日本テレビ系列                | 土曜 13:30 - 14:30                                        | 遅れネット | [ 局 18 ] [ 局 19 ]                                    |
| 鹿児島県       | 鹿児島読売テレビ（KYT）   | 日本テレビ系列                | 土曜 13:30 - 14:25                                        | 遅れネット | [ 局 20 ]                                              |
| 宮城県         | 東日本放送（khb）         | テレビ朝日系列                | 土曜 12:00 - 12:55                                        | 遅れネット | [ 局 21 ] [ 局 22 ]                                    |
| 長崎県         | 長崎文化放送（ncc）       | テレビ朝日系列                | 日曜 10:00 - 11:00                                        | 遅れネット | [ 局 23 ]                                              |
| 大分県         | 大分朝日放送（OAB）       | テレビ朝日系列                | 土曜 13:00 - 13:55                                        | 遅れネット |                                                        |
| 青森県         | 青森テレビ（ATV）         | TBS系列                       | 土曜 12:00 - 12:54                                        | 遅れネット | [ 局 24 ]                                              |
| 山梨県         | テレビ山梨（UTY）         | TBS系列                       | 日曜 13:27 - 14:24                                        | 遅れネット | [ 局 25 ]                                              |
| 新潟県         | 新潟放送（BSN）           | TBS系列                       | 日曜 15:30 - 16:24                                        | 遅れネット | [ 局 26 ]                                              |
| 長野県         | 信越放送（SBC）           | TBS系列                       | 土曜 12:10 - 13:05                                        | 遅れネット | [ 局 27 ]                                              |
| 石川県         | 北陸放送（MRO）           | TBS系列                       | 日曜 13:00 - 14:00                                        | 遅れネット | [ 局 28 ]                                              |
| 高知県         | テレビ高知（KUTV）        | TBS系列                       | 土曜 14:00 - 14:54                                        | 遅れネット |                                                        |
| 熊本県         | 熊本放送（RKK）           | TBS系列                       | 日曜 13:00 - 13:54 水曜 20:00 - 20:55                     | 遅れネット | [ 局 30 ] [ 局 31 ] [ 局 32 ] [ 局 33 ] [ 局 34 ]      |
| 宮崎県         | 宮崎放送（MRT）           | TBS系列                       | 土曜 13:05 - 14:00                                        | 遅れネット | [ 局 35 ]                                              |
| 沖縄県         | 琉球放送（RBC）           | TBS系列                       | 月曜 23:56 - 翌0:59                                       | 遅れネット |                                                        |
| 岩手県         | 岩手めんこいテレビ（mit） | フジテレビ系列                | 土曜 15:00 - 16:55                                        | 遅れネット | [ 局 38 ]                                              |
| 秋田県         | 秋田テレビ（AKT）         | フジテレビ系列                | 土曜 12:00 - 12:55                                        | 遅れネット |                                                        |
| 山形県         | さくらんぼテレビ（SAY）   | フジテレビ系列                | 土曜 13:15 - 14:15                                        | 遅れネット | [ 局 39 ]                                              |
| 福島県         | 福島テレビ（FTV）         | フジテレビ系列                | 土曜 16:05 - 17:00                                        | 遅れネット | [ 局 40 ] [ 局 41 ] [ 局 42 ] [ 局 43 ]                |
| 鳥取県・島根県 | さんいん中央テレビ（TSK） | フジテレビ系列                | 土曜 13:00 - 14:00                                        | 遅れネット | [ 局 44 ]                                              |
| 広島県         | テレビ新広島（tss）       | フジテレビ系列                | 土曜 16:00 - 17:00（本放送） 土曜 10:25 - 11:20（再放送） | 遅れネット |                                                        |
| 福井県         | 福井放送（FBC）           | 日本テレビ系列 テレビ朝日系列 | 日曜 10:25 - 11:25                                        | 遅れネット |                                                        |

このほか、台湾の国興衛視でも『歐兜邁冒險趣』というタイトルで放送されている。

### 過去のネット局
| 放送対象地域 | 放送局            | 系列           | 放送時間           | ネット状況                      | 脚注 |
| ------------ | ----------------- | -------------- | ------------------ | ------------------------------- | ---- |
| 佐賀県       | サガテレビ（STS） | フジテレビ系列 | 日曜 12:00 - 13:00 | 2025年3月30日をもって打ち切り。 |      |

＜ネット局脚注＞
1. ↑  その一方、一部の独立局では同時ネットが行われている。
2. ↑  通常このような対応をとる局であっても、自局の放送エリアが目的地あるいはルートに含まれている場合は分割せずに別枠にてフルバージョンを放送する場合がある。
3. 1 2 3 4  同時ネット回を優先放送したり編成上の都合などから、制作局の放送順と異なる順番で放送されることがある。
4. 1 2  2018年11月17日放送分は3時間半スペシャルを19:03から飛び乗りで同時ネット。
5. ↑  2018年3月までは『土曜スペシャル』も含めて同時ネットだったが、4月から18:30 - 19:00に『プライド せとうち経済のチカラ』を放送開始したことに伴い、当番組は同時ネットまたは同時刻での遅れネットとなっている（2時間半スペシャル等では19時からの飛び乗りの場合もあり。『土曜スペシャル』は不定期放送に変更）。同時ネット局では前編・後編を2週にまたがり放送しているものは、2週間分を2時間番組として放送することもあり、その場合は最初の1時間分の番組本編を放送終了した時点で、次回予告もそのまま放送する。2020年4月から『プライド せとうち経済のチカラ』が日曜日12時台に移動したため、同時ネットを再開した。なお、遅れネットの場合は字幕放送には対応しない。
6. 1 2  通常は2週に分けての前後編を、2話連続で一挙放送する。2時間半スペシャルの場合は原則2時間短縮版で放送。プロ野球中継等のローカル特番を放送する週は休止。
7. ↑  2018年7月14日、2019年7月20日放送分は2時間半スペシャルを18:58から飛び乗りで同時ネット。
8. ↑  2時間半スペシャルの場合、本放送時は2時間短縮版を放送するが、再放送時はフルバージョンが放送されている（『土曜スペシャル』を放送する週と同様に、宣伝のために放送日当日の昼間に再放送を行う機会が多い）。
9. ↑  2024年9月までは放送内容や編成上の都合により土曜昼間の再放送枠を使っての本放送となる場合が時折あった（岩井ジョニ男（イワイガワ）とやす（ずん）がゲストとなった第42弾（第49回）や上島竜兵追悼回となった番外（第164回）が該当）。
10. ↑  2024年10月以降は、テレビ大阪には自社制作番組（『大阪おっさんぽ』）を優先して放送しなければならない事情がある関係から、放送日時が不定期となり（放送の最後には「次回の放送日は未定です」と表示）、一部の回（仲間由紀恵がゲストとなった第166弾（第249回）が該当）を除いては原則として土曜昼間の時間帯（基本的には11時～16時頃。放送日によって時間帯は異なる）での本放送、または未放送となっている。
11. ↑  2017年4月22日放送開始。
12. ↑  2017年9月までは12:30 - 13:30、2019年3月30日までは土曜 12:00 - 13:00、2021年3月27日までは日曜 13:00 - 14:00だった。さらに、2019年10月から2021年3月末までは『きらり九州めぐり逢い』が13:59 - 14:30に時間移動した影響で、当該番組が2時間半SPの際は55分版を2週または2時間一挙または2時間短縮版のどれかに分けての放送だった（第23回の時はテレビ東京より5日遅れの完全版で放送）。第53回イタリアSPと第57回は同時ネット。現在は『ちょっと福岡行ってきました!』が同時間帯に放送されている。
13. ↑  2017年5月31日放送開始。ネット開始から2017年9月27日（26日深夜）までは水曜 1:34 - 2:34（火曜深夜）、2017年10月7日（6日深夜）から2018年9月22日（21日深夜）までは土曜 0:30 - 1:25（金曜深夜）、2018年10月13日から2021年6月26日までは土曜 13:30 - 14:25、2023年3月25日までは土曜 12:00 - 12:55、2023年4月1日から2025年3月29日までは土曜 13:00 - 13:55、
2025年4月5日からは現在の時間帯へ移動。
14. ↑  2017年6月27日放送開始[64]。2019年3月26日までは火曜 0:59 - 1:59（月曜深夜）に、2019年4月6日から同年6月8日まで土曜 12:00 - 13:00[65]、同年6月15日から2024年3月まで土曜 12:00 - 12:55、2025年4月6日から2025年3月29日まで土曜 12:00 - 13:00、同年4月5日から左記の時間帯に枠移動[66]。
15. ↑  編成により時間変更または休止の場合あり。
16. ↑  2024年10月6日からの放送時間[67]。
17. ↑  2024年10月6日からレギュラー放送開始[67]。2024年9月までは不定期放送。
18. ↑  2017年8月19日から放送開始。放送開始から2018年9月29日まで土曜 13:55 - 14:55に放送[69]。2018年10月13日から5分繰り上げ[70]。2020年4月から2020年9月まで土曜 12:55 - 14:50に放送[71]。
19. ↑  『出川哲朗が“電動スクーター”で行く人情すがり旅!! 道後温泉から瀬戸内海“しまなみ海道”を渡り、広島“厳島神社”目指せ爆走220キロ真夏の2時間スペシャル!』を2016年10月22日の12:00 - 14:00に愛媛朝日テレビにて放送した。
20. ↑  2025年3月29日までは、土曜 12:00 - 12:55。
21. ↑  2017年7月22日放送開始。
22. ↑  レギュラー前の特番は深夜に放送。
23. ↑  2017年5月13日放送開始。初回は12:55 - 15:25。ネット開始から2017年9月までは土曜 12:55 - 13:55に放送（特番編成により変更あり）。
24. ↑  2017年10月7日放送開始。
25. ↑  2021年10月17日よりレギュラー放送開始。2022年3月までは日曜 13:30 - 15:54。
26. ↑  2017年5月27日の放送開始から2018年3月31日までは土曜 14:00 - 14:54[72]。同年4月8日より、現在の時間で放送[73]。かつては不定期放送だった。
27. ↑  2017年6月3日放送開始。
28. ↑  2017年9月4日放送開始。月曜 14:48 - 15:43に定期放送[74]（スペシャル版は土曜または日曜の午後に放送）されてきたが、2019年6月24日（テレビ東京2019年5月11日放送分）をもって定期放送をいったん終了。その後、不定期放送を経て現在の時間帯で放送。
29. ↑  2021年9月26日からは日曜13時台に加え週2回放送体制に変更、但し両曜日の内容は連続放送でなく両曜日とも翌週に放送するもの[要説明]である。
30. ↑  2017年6月11日放送開始。
31. ↑  2時間半スペシャルは基本フルバージョンで放送するが放送局編成の都合で2時間の短縮版（2週に分けて）を放送。ただし水曜日にフルバージョンを放送する場合、週刊山崎くんを休止して19:00スタートとすることもある。
32. ↑    1. 13-14「小豆島→尾道」・#25-26「五島列島縦断」・#33-34「奄美大島縦断」は、通常は2週に分けての前後編を2時間枠での放送。
33. ↑  3時間半スペシャルは#53「行くぞイタリア!」フルバージョンで放送（#52の予告特番はなし）、#57「錦帯橋→宇佐神宮」は2週（前編・中編と後編）に分けての短縮版を放送。
34. ↑  放送局、番組編成の都合で放送回が前後する場合がある。
35. ↑  2017年6月3日放送開始。初回は14:00 - 16:30までの拡大放送。
36. 2017年7月22日放送開始。ちなみにこの日に偶然ロケを行っており竹富島行きのフェリー内のテレビに本番組が映っているのに気づき、フェリーの客に朝比奈彩とともに番組の宣伝を行った（2017年9月2日放送2日目でその内容を放送）。
37. ネット開始から2017年9月までは土曜 12:57 - 13:57に放送。2017年10月より現在の放送時間に変更。
38. ↑  2017年6月3日放送開始。以前は土曜 15:00 - 15:55 → 土曜 15:30 - 16:25。2021年10月より再放送分も含めて2回連続放送。
39. ↑  2017年4月22日放送開始。
40. ↑  2018年4月7日放送開始。
41. ↑  2023年4月1日までは、土曜 16:30 - 17:25。
42. ↑  週によって特別番組のため放送休止されることがある。2023年6月24日は『天才の方程式 福島競馬場を100倍楽しむ方法』、7月22日は『まもなくFNS27時間テレビ』を放送。
43. ↑  第187・188回は未放送。
44. ↑  2017年10月4日放送開始。2022年3月29日までは、水曜 0:25 - 1:20（火曜深夜）に放送。

## スピンオフ Paravi 配信番組

### 電動CARで行く! "雪の秋田"乳頭温泉の旅
「テレ東バラエティ スピンオフ祭り」の一環としてParaviで配信（#1のみTVer・ネットもテレ東でも期間限定配信）。衣装や演出は基本的に当番組と同じ。
- 使用車両：日産"スイカ"リーフ[注 81]
- 出演：出川哲朗（運転席）、谷川D[注 82]（助手席）
- 配信開始：2022年3月26日

#1 （前編：17分）田沢湖→乳頭温泉郷鶴の湯
#2 （中編：16分）乳頭温泉郷鶴の湯→水沢温泉郷→（走行場面）
#3 （完結編：18分）（走行場面）→角館武家屋敷

## 関連商品

### DVD
発売元：テレビ東京、販売元：バップ。
※封入特典：『お馴染みのゲーム画面風ロードマップ』『初公開!番組使用BGMリスト』
※第一興商とのタイアップ企画｢リアルガチ 歌のオーディション｣で選ばれた採用者の歌声データを、本放送時の著作権が絡むBGMに換えて使用。ただし、本放送で使用した全楽曲の一覧リーフレットを同梱している。
※特典映像：『未公開のディレクターズカット版!』『撮りおろし!出川・縫田D・土方Dの「仲良くゲームしよう」&「カラオケしよう」』
- 横浜の実家から目指せ“伊勢神宮”パワスポ東海道470キロ!なんと初冠ゴールデンが初DVD化でヤバいよ×2編（VPBF-15730）
  - ルート：神奈川県横浜市 蔦金商店〈出川実家〉〜伊勢神宮（第8弾：2017年4月15日・22日O.A.）
  - ゲスト：具志堅用高、鈴木奈々、中岡創一（ロッチ）、千秋
- 桜満開の秩父から目指せ“日光東照宮”200キロ!ですが菊地亜美免許とりたてでヤバいよ×2編（VPBF-15731）
  - ルート：埼玉県秩父市〜日光東照宮（第9弾：2017年5月6日・13日O.A.）
  - ゲスト：菊地亜美、石田純一

※特典映像：『未公開のディレクターズカット版!』『撮りおろし!出川・縫田D・土方D・熊谷Dの「仲良くゲームしよう〜戦う哲朗たち〜」』
- 初夏の“能登半島”どどーんと縦断155キロ!絶景輪島に海の幸!ですが竜兵さんプンプンでヤバいよ×2編（VPBF-15747）
  - ルート：能登半島〜千里浜なぎさドライブウェイ（第13弾：2017年7月15日・22日O.A.）
  - ゲスト：上島竜兵（ダチョウ倶楽部）
- 一度は行ってみたいな絶景“石垣島”グルっと一周105キロ!ひぇ〜海も空も美しすぎてヤバいよ×2編（VPBF-15748）
  - ルート：石垣島平久保崎〜米原ビーチ（第15弾：2017年9月2日O.A.）
  - ゲスト：朝比奈彩、小沢一敬（スピードワゴン）

### トミカ
『ドリームトミカ 出川哲朗の充電させてもらえませんか? ヤマハ E-Vino』（2019年3月30日発売）
- 出川の乗るバイクを製品化したもので、スイカヘルメットの小型レプリカも附属。
- 店舗によってはヘルメットをディスプレイできる紙製スタンドも配布されている。

### ゲームアプリ
『出川哲朗の充電させてもらえませんか?ゲーム』（2020年12月25日配信開始）
- Android版・iOS版を提供。
- マップ上を電動バイクで移動しながら「名所」「絶景」「温泉」「パワースポット」を巡り、様々な種類のカードを集めるゲーム。

### ハローキティ
『出川哲朗の充電させてもらえませんか?×ハローキティ』
第1弾（2021年6月23日発売）
第2弾（2021年12月8日発売）
第3弾（2024年11月11日発売）
- あすなろ舎[83]が自社の公式オンラインショップ等にてコラボTシャツ、ステッカー、缶バッジ、文具・小物各種を販売。

### るるぶ
『るるぶ 出川哲朗の充電させてもらえませんか?』（2023年5月22日発売、ISBN 978-4533154775）
- 47都道府県制覇に併せて、これまで番組が訪れたスポットや周辺の観光情報などエピソードを交えて紹介[85]。

### 扶桑社
『出川哲朗の充電させてもらえませんか? ゲームブック』（2024年1月31日発売、ISBN 978-4594621612）
- 様々な地域を巡ったり、いろんな人たちと触れ合う様子を「迷路」や「間違い探し」などのゲームに置き換えて、番組の魅力を伝える[86]。

### しまむら
『出川哲朗の充電させてもらえませんか?×しまむら』
- 2024年3月16日から全国の同社店舗とオンラインストアにてコラボ商品を販売[87]。

### 青島文化教材社
『ザ・バイクシリーズ No.JU-01 充電させてもらえませんか? E-Vino プラモデル』（2025年5月18日発売、JANコード 4905083-066102）
- 番組で使用している電動バイク（ヤマハ・E-Vino）の1/12スケール・プラモデル[88]。

## 関連企画

### 日産自動車
「新春スペシャル 日産"スイカ"リーフを1名様にプレゼント!」キャンペーン
番組スポンサーだった日産自動車が、2017年末から2018年にかけて番組内で電気自動車のコラボCM（出演：出川、縫田D）を提供した。その際に、番組にちなんだスイカ仕様の日産・リーフZE1型を1台製造して使用した。その車両を視聴者にプレゼントするキャンペーンを2019年の新春スペシャル（第47弾）で開催、抽選により愛知県安城市在住の視聴者が当選、4月に納車された。
その後、当選者から一時的に借り受けて2022年3月からのParavi オリジナル企画『電動CARで行く!』内で使用した。
2025年3月10日放送の『激レアさんを連れてきた。』（テレビ朝日系列）に当選者が出演し、応募した経緯などを紹介した。

### 第一興商
「リアルガチ歌のオーディション」
DVD発売に先立つタイアップ企画。番組が指定した課題曲をカラオケで歌い、DAM★とも経由で応募するというもの。採用者の歌声データは、DVDの中で本放送時の著作権が絡むBGMに換えて使用される。
第1回（46曲）：2018年5月18日 - 7月31日開催
第2回（66曲）：2020年1月20日 - 3月31日開催

### 別冊コロコロコミック
『出川哲朗の充電させてもらえませんか?』（作者：小泉作十）
「2020コロコロ読者アンケート」で好きな有名人の第1位に出川が選ばれたこともあり、コラボ企画として連載漫画化された。
連載期間：2020年6月号（2020年4月29日発行） - 2021年4月号（2021年2月27日発行）

### 経済産業省
「のろーよ!デンドー車いすプロジェクト」
出川は、2020年10月から2021年3月まで、経済産業省からの委嘱で「デンドー車いすプロジェクト」（電動車椅子の普及、利用促進、安全性の周知などを目的に展開された啓発プロジェクト）のアンバサダーを務めていた。委嘱期間中の啓発ポスターには、当番組のタイトルロゴとイメージを踏襲したポスター「出川哲朗のちょっとデンドー車いすで」や、出川が当番組のロケと同様のオーバーオール姿で電動車椅子に乗る姿の写真が用いられた。

### 東京都産業労働局
「EVバイクレンタルサービス事業 e-Ride Tokyo」（運営事業者：ヤマハ株式会社）
東京都がCO2を排出しない環境先進都市の実現を目指して取り組む「ゼロエミッション東京」で、ヤマハが担当する事業と番組がタイアップした。
2023年3月16日から渋谷区と伊豆大島の対象店舗でEVバイクをスマホから予約してレンタルすると、番組と同じスイカ柄シートのヤマハ・E-Vinoと特製のスイカヘルメットが借りられるというもの。

## 出川哲朗の充電させてもらえませんか? リアルガチショップ!
2019年にパルコ福岡店での実績を受けて各店を巡回したのが始まり。番組オフィシャルグッズやパルコ特製限定グッズの販売を行った。その後、パルコ以外でも同じ企画名で開催されている。
パルコ
2019年6月7日 - 6月23日：福岡店
2019年7月19日 - 8月5日：池袋店
2019年8月10日 - 8月21日：ひばりが丘店
2019年8月16日 - 8月26日：松本店
2019年9月13日 - 10月14日：札幌店
2020年7月23日 - 8月10日：仙台店
海洋堂
2019年6月28日 - 7月15日：名古屋パルコ ※『GO!GO!海洋堂展〜創立55周年記念展〜』コラボショップとして開催。
万代シテイ
2020年1月10日 - 1月13日：ビルボードプレイス
2022年1月2日 - 1月10日：LoveLa万代 ※「出川哲朗の充電させてもらえませんか?ポップアップショップ」として開催。
蔦屋書店
2021年7月17日 - 8月22日：イオンモール筑紫野店
東急ハンズ
2021年10月1日 - 10月31日：ハンズビーアミュプラザくまもと店
2021年11月6日 - 11月30日：ハンズ宮崎店
2021年12月26日 - 2022年1月10日：ハンズ広島店
ロフト
2022年2月2日 - 2月23日：梅田ロフト